# Матч за звание чемпиона мира по шахматам 2016
Матч за зва́ние чемпио́на ми́ра по ша́хматам 2016 (55-й в истории шахмат) проходил с 11 по 30 ноября 2016 года между действующим чемпионом мира Магнусом Карлсеном (Норвегия) и претендентом Сергеем Карякиным (Россия) в Нью-Йорке. Впервые с 2008 года представитель России участвовал в матче за звание чемпиона мира по шахматам.
Матч начался с семи ничьих подряд, прежде чем Карякин выиграл восьмую партию. Карлсен сравнял счёт, выиграв десятую партию. Все остальные партии были сыграны вничью, так что после первых 12 партий счёт был равным — 6:6, и судьба чемпионского титула была решена на тай-брейке. Первые 2 партии тай-брейка закончились вничью, а оставшиеся две партии выиграл Карлсен, сохранив в итоге звание чемпиона мира по шахматам.

## Регламент матча
Регламент матча был установлен ФИДЕ. До 30-го хода чёрных игрокам запрещено соглашаться на ничью, но они имеют право требовать ничью на основе троекратного повторения позиции.
Матч из 12 партий проводился с 11 по 30 ноября в Нью-Йорке, призовой фонд — один миллион евро, из которых победитель получает 60 % в случае победы в основной части матча или 55 % в случае победы в тай-брейке.
Участники должны были сыграть 12 партий с классическим контролем времени: каждому игроку отводилось 100 минут с добавлением 50 минут после 40 ходов, 15 минут после 60 ходов и 30 секунд после каждого хода, начиная с первого. После шестой партии происходит перемена цвета (участник, у которого были белые в первой партии, играет седьмую чёрными). В случае набора 6½ очков одним из игроков до конца 12 партий он объявляется победителем, и матч завершается досрочно. В случае ничейного исхода матча проводится тай-брейк: четыре партии с контролем времени — 25 минут каждому сопернику + 10 секунд на ход (матч в быстрые шахматы). Если счёт остаётся равным, то играются две партии с контролем времени в 5 минут каждому игроку + 3 секунды на ход, и далее при ничейном счёте играется ещё до 4 блицматчей из двух партий. В случае, когда победитель остаётся невыявлен в течение данных десяти партий, проводится решающая партия, в которой белым отводится 5 минут, чёрным — 4 минуты, с добавлением 3 секунд на ход, начиная с 61-го хода, ничья приравнивается к победе чёрных.
Арбитром был Такис Николопулос из Греции.
Пункт 6.5 регламента указывает на то, что «игроки обязаны носить костюмы во время игровой сессии». В отличие от регламентов кандидатов (3.12.4), регламент матча конкретно не требует костюмы, только говорит: «Игрокам было предложено учесть требования правил ФИДЕ С. 01 (статья 8.1) в отношении их достойного внешнего вида на протяжении всего мероприятия». Также игрокам было запрещено во время матча носить одежду с рекламой и джинсы.

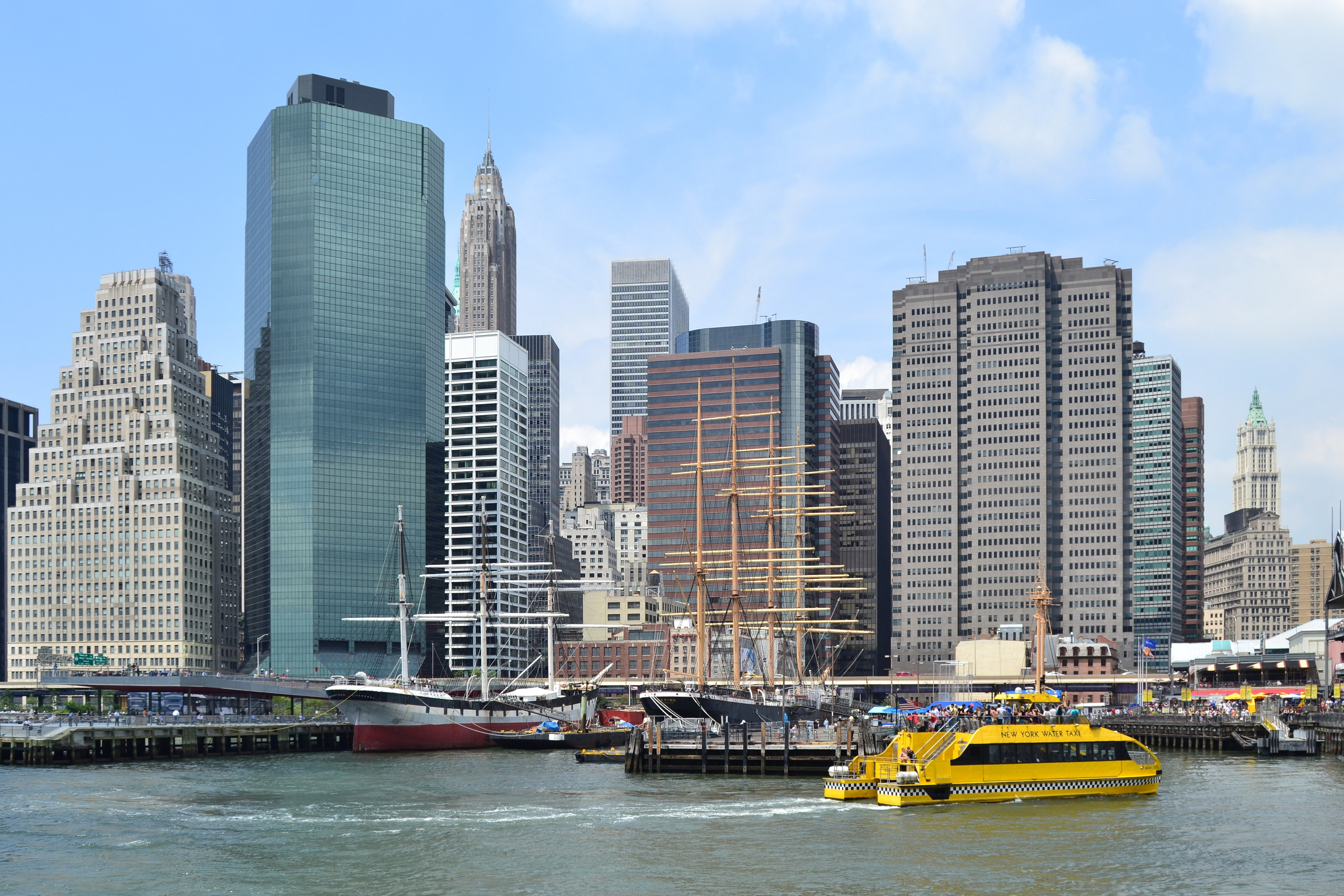
Вид на Саут-Стрит-Сипорт (южная часть Манхэттена[12]), место проведения матча
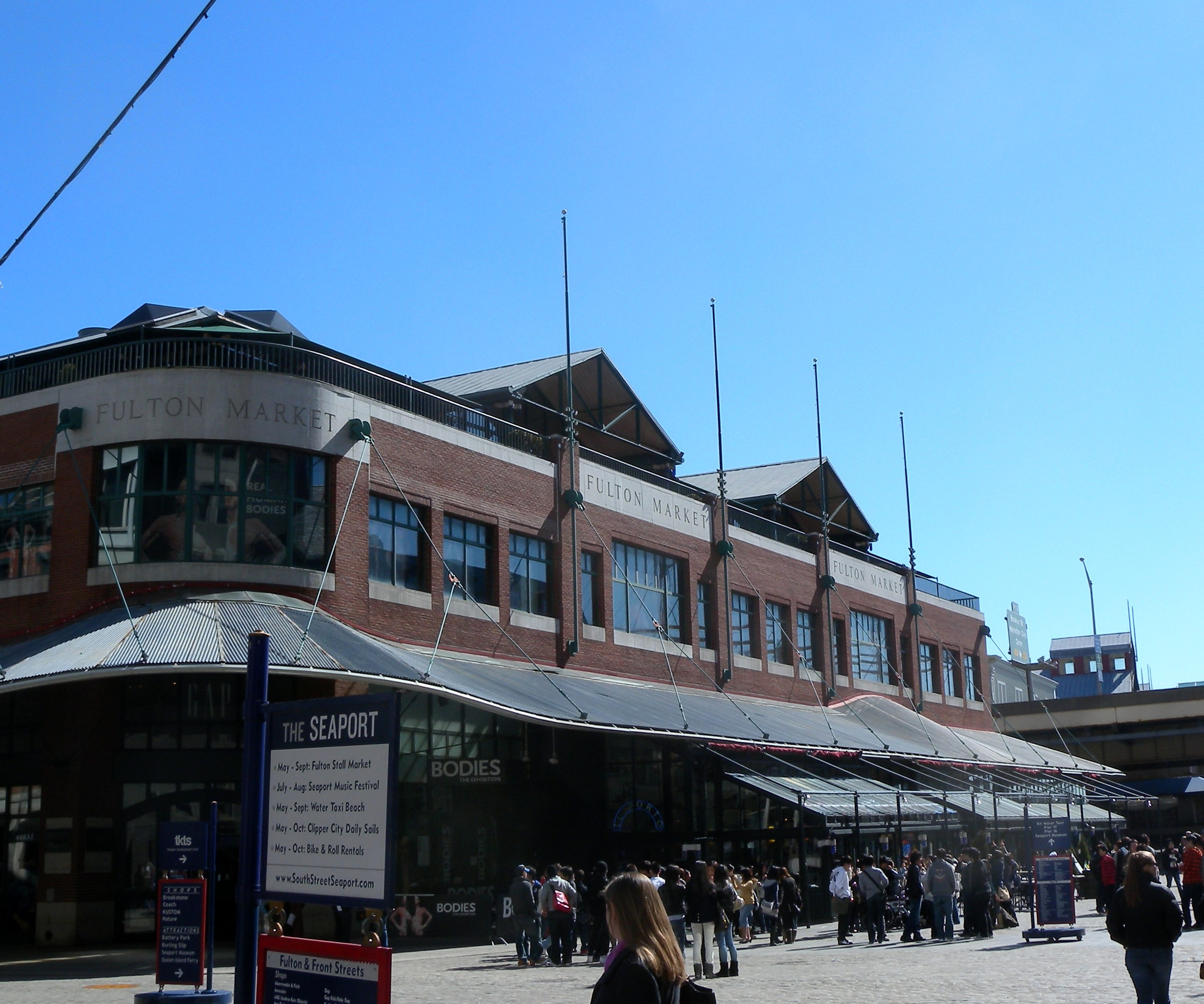
«Фултон-маркет»[англ.] — здание, в котором проходил матч

## Организация
В соответствии с пунктом 3.1а контракта между ФИДЕ и компаний «Agon» и разделом 15 регламента матча единственным организатором чемпионского матча являлся Agon. Денежные обязательства сторон были указаны в пунктах 11, 13 и 14 ФИДЕ-Agon контракта. Общий призовой фонд, прописанный в документе, составлял не менее 2 млн евро.
Впервые в истории чемпионских матчей при организации видеотрансляции организаторы использовали формат pay-per-view, означающий платный доступ к трансляциям партий матча. Стоимость пакета, включающего в себя впервые в истории возможность просмотра трансляций в виртуальной реальности с обзором в 360 градусов, составила 15 долларов США. Матч можно было посмотреть через приложение в формате 360 градусов или с помощью прямой трансляции на официальном сайте турнира в формате прямой трансляции.
Предматчевая пресс-конференция состоялась 10 ноября. Президент ФИДЕ Кирсан Илюмжинов не смог на ней присутствовать из-за санкций со стороны правительства США по поводу его связей с сирийским режимом, но общался посредством Skype с вице-президентом Израилом Гельфером, официальным представителем ФИДЕ (а не заместителем президента Георгиосом Макропулосом). Присутствовал генеральный директор Agon Илья Мерензон, а два основных спонсора (EG Capital Advisors и «Фосагро») имели представителей, причём обоих игроков и главного арбитра окружали участники.
Организаторы ограничили продажу билетов до 300—400 штук на партию.

## Спонсорство
Согласно пункту 12.2 правил, спонсор не может конфликтовать с правилами Международного олимпийского комитета (МОК). Это может воспрепятствовать ликёроводочным и табачным компаниям стать спонсорами.
Спонсорами чемпионского матча выступили российский производитель удобрений «Фосагро», московская компания по управлению активами EG Capital Advisors, поддерживающий Магнуса Карлсена норвежский производитель питьевой воды Isklar и предоставившая ручки компания S.T. Dupont.

## Путь участников к матчу
По правилам ФИДЕ действующий чемпион мира должен защищать свой титул в матче с победителем турнира претендентов. Магнус Карлсен впервые стал чемпионом мира по шахматам в 2013 году, выиграв в аналогичном матче у Вишванатана Ананда. После этого он уже в качестве чемпиона мира в 2014 году вновь играл с Анандом, в котором опять одолел индийца.
Сергей Карякин стал претендентом на звание чемпиона мира по шахматам, выиграв турнир претендентов, проходивший с 10 по 28 марта 2016 года в Москве, где восемь лучших игроков играли в два круга. Карякин выиграл турнир набрав 8½ очков в 14 играх, опередив Фабиано Каруану и бывшего чемпиона мира Вишванатана Ананда, каждый из которых набрал по 7½ очков.
| Графики недоступны из-за технических проблем. См. информацию на Фабрикаторе и на mediawiki.org. |

## Предматчевые прогнозы
Президент Международной шахматной федерации Кирсан Илюмжинов перед турниром предположил, что в предстоящем матче российский гроссмейстер Сергей Карякин сможет выступить на равных со своим соперником норвежцем Магнусом Карлсеном.
После того как Сергей Карякин одержал победу на Турнире претендентов-2016, президент Российской федерации шахмат Андрей Филатов выразил мнение, что россиянину по силам одержать верх в противостоянии с Магнусом Карлсеном за мировую шахматную корону.
12-й чемпион мира по шахматам Анатолий Карпов выразил мнение о наличии у Карякина «комплекса Гарри Каспарова» и возможном негативном влиянии последнего на игру россиянина в решающий момент.
Чемпион Европы по шахматам Ян Непомнящий роль фаворита отвёл действующему чемпиону мира, при этом отметив наличие у Карякина собственных козырей.
Шахматный комментатор Сергей Шипов в предматчевом интервью с Сергеем Карякиным также отвёл роль безусловного фаворита Магнусу Карлсену.
31 октября 2016 года букмекеры ставили на победу Карлсена — коэффициент такого исхода находился на уровне 1,20. Это беспрецедентно низкий коэффициент для матчей такого уровня. Ставки на победу Карякина принимались с котировкой 4,50. Соотношение шансов на победу оценивалось как 79 % против 21 % в пользу Карлсена, который, как ожидалось, должен был уверенно выиграть матч, состоящий из 12 партий.

## Команды соперников

### Команда Карлсена

#### Обеспечение аналитической поддержки
- тренер-секундант Петер Хейне Нильсен (Дания), был секундантом у Вишванатана Ананда;
- тренер Симен Агдестейн (Норвегия);
- спарринг-партнёр Йон Людвиг Хаммер (Норвегия);
- несколько сильных гроссмейстеров, чьи имена держались в секрете (ими оказались: Лоран Фрессине (Франция), Нильс Гранделиус (Швеция), Сэмюэль Шенкленд (США), Максим Вашье-Лаграв (Франция))[29].

#### Решение нешахматных вопросов
Отец норвежца Хенрик Карлсен занимался финансовыми вопросами; менеджер Эспен Агдестейн, старший брат Симена Агдестейна, занимался организационными вопросами; Арне Хорвей (норв. Arne Horvei) занимал должность менеджера по связям с общественностью; психолог и йога-инструктор Кейт Мерфи (Канада); врач, а также массажист и тренер по физподготовке Бреде Квисвик (норв. Brede Kvisvik); повар Магнус Форсселль (норв. Magnus Forssell).

### Команда Карякина

#### Обеспечение аналитической поддержки
- тренер-секундант Владимир Поткин (Россия);
- тренер Александр Мотылёв (Россия);
- тренер Юрий Дохоян (Россия);
- спарринг-партнёр Шахрияр Мамедьяров (Азербайджан)[32];
- несколько сильных гроссмейстеров, чьи имена держались в секрете (по словам Карякина, его секретными помощниками была вся олимпийская сборная России по шахматам: Владимир Крамник, Александр Грищук, Евгений Томашевский, Ян Непомнящий)[33].

#### Решение нешахматных вопросов
Менеджер грек Кириллос Зангалис занимался финансовыми вопросами и пиаром. Жена с ребёнком — для моральной поддержки. В число остальных вошли врач, а также массажист и постоянный основной тренер по физподготовке Виталий Кожанов; дополнительный тренер по физподготовке Анна Чакветадзе; охрана; повар.

## Досье личных встреч
По данным на июль 2016 года между Карлсеном и Карякиным состоялась 21 партия с классическим контролем времени. В активе Карлсена было четыре победы, Карякин выиграл один раз, 16 партий закончились вничью.
Перед матчем команда Карлсена выкупила домен sergeykaryakin.com и сделала переадресацию на magnuscarlsen.com.

## Матч
| Участники                 | Рейтинг                   | 1     | 2     | 3     | 4     | 5     | 6     | 7       | 8     | 9     | 10    | 11    | 12    | + | − | =  | Очки |
| Магнус Карлсен            | 2853                      | ½     | ½     | ½     | ½     | ½     | ½     | ½       | 0     | ½     | 1     | ½     | ½     | 1 | 1 | 10 | 6    |
| Сергей Карякин            | 2772                      | ½     | ½     | ½     | ½     | ½     | ½     | ½       | 1     | ½     | 0     | ½     | ½     | 1 | 1 | 10 | 6    |
| ECO                       | ECO                       | A45   | C78   | C67   | C84   | C50   | C84   | D10/D27 | D05   | C78   | C65   | C78   | C67   |   |   |    |      |
| Количество ходов в партии | Количество ходов в партии | 42    | 33    | 78    | 94    | 51    | 32    | 33      | 52    | 74    | 75    | 34    | 30    |   |   |    |      |
| Дата                      | Дата                      | 11.11 | 12.11 | 14.11 | 15.11 | 17.11 | 18.11 | 20.11   | 21.11 | 23.11 | 24.11 | 26.11 | 28.11 |   |   |    |      |

Официальными комментаторами матча на первенство мира по шахматам стали гроссмейстер Юдит Полгар (Венгрия) — на английском языке — и гроссмейстер Сергей Шипов (Россия) — на русском языке.
- Матч Карлсен — Карякин. Сергей Шипов на Матч ТВ
- Матч Карлсен — Карякин. Предстартовое обозрение Сергея Шипова

### Первая партия
|   | a | b | c | d | e | f | g | h |   |
| - | --- | --- | --- | --- | --- | --- | --- | --- | - |
| 8 | f8 чёрный король · a7 чёрная пешка · b7 чёрная пешка · d7 чёрная ладья · f7 чёрная пешка · e6 чёрная пешка · f6 чёрный слон · h6 чёрная пешка · f5 чёрная пешка · c4 белая ладья · b3 белая пешка · e3 белая пешка · g3 белая пешка · h3 белая пешка · a2 белая пешка · e2 белый король · f2 белая пешка · e1 белый конь | f8 чёрный король · a7 чёрная пешка · b7 чёрная пешка · d7 чёрная ладья · f7 чёрная пешка · e6 чёрная пешка · f6 чёрный слон · h6 чёрная пешка · f5 чёрная пешка · c4 белая ладья · b3 белая пешка · e3 белая пешка · g3 белая пешка · h3 белая пешка · a2 белая пешка · e2 белый король · f2 белая пешка · e1 белый конь | f8 чёрный король · a7 чёрная пешка · b7 чёрная пешка · d7 чёрная ладья · f7 чёрная пешка · e6 чёрная пешка · f6 чёрный слон · h6 чёрная пешка · f5 чёрная пешка · c4 белая ладья · b3 белая пешка · e3 белая пешка · g3 белая пешка · h3 белая пешка · a2 белая пешка · e2 белый король · f2 белая пешка · e1 белый конь | f8 чёрный король · a7 чёрная пешка · b7 чёрная пешка · d7 чёрная ладья · f7 чёрная пешка · e6 чёрная пешка · f6 чёрный слон · h6 чёрная пешка · f5 чёрная пешка · c4 белая ладья · b3 белая пешка · e3 белая пешка · g3 белая пешка · h3 белая пешка · a2 белая пешка · e2 белый король · f2 белая пешка · e1 белый конь | f8 чёрный король · a7 чёрная пешка · b7 чёрная пешка · d7 чёрная ладья · f7 чёрная пешка · e6 чёрная пешка · f6 чёрный слон · h6 чёрная пешка · f5 чёрная пешка · c4 белая ладья · b3 белая пешка · e3 белая пешка · g3 белая пешка · h3 белая пешка · a2 белая пешка · e2 белый король · f2 белая пешка · e1 белый конь | f8 чёрный король · a7 чёрная пешка · b7 чёрная пешка · d7 чёрная ладья · f7 чёрная пешка · e6 чёрная пешка · f6 чёрный слон · h6 чёрная пешка · f5 чёрная пешка · c4 белая ладья · b3 белая пешка · e3 белая пешка · g3 белая пешка · h3 белая пешка · a2 белая пешка · e2 белый король · f2 белая пешка · e1 белый конь | f8 чёрный король · a7 чёрная пешка · b7 чёрная пешка · d7 чёрная ладья · f7 чёрная пешка · e6 чёрная пешка · f6 чёрный слон · h6 чёрная пешка · f5 чёрная пешка · c4 белая ладья · b3 белая пешка · e3 белая пешка · g3 белая пешка · h3 белая пешка · a2 белая пешка · e2 белый король · f2 белая пешка · e1 белый конь | f8 чёрный король · a7 чёрная пешка · b7 чёрная пешка · d7 чёрная ладья · f7 чёрная пешка · e6 чёрная пешка · f6 чёрный слон · h6 чёрная пешка · f5 чёрная пешка · c4 белая ладья · b3 белая пешка · e3 белая пешка · g3 белая пешка · h3 белая пешка · a2 белая пешка · e2 белый король · f2 белая пешка · e1 белый конь | 8 |
| 7 | f8 чёрный король · a7 чёрная пешка · b7 чёрная пешка · d7 чёрная ладья · f7 чёрная пешка · e6 чёрная пешка · f6 чёрный слон · h6 чёрная пешка · f5 чёрная пешка · c4 белая ладья · b3 белая пешка · e3 белая пешка · g3 белая пешка · h3 белая пешка · a2 белая пешка · e2 белый король · f2 белая пешка · e1 белый конь | f8 чёрный король · a7 чёрная пешка · b7 чёрная пешка · d7 чёрная ладья · f7 чёрная пешка · e6 чёрная пешка · f6 чёрный слон · h6 чёрная пешка · f5 чёрная пешка · c4 белая ладья · b3 белая пешка · e3 белая пешка · g3 белая пешка · h3 белая пешка · a2 белая пешка · e2 белый король · f2 белая пешка · e1 белый конь | f8 чёрный король · a7 чёрная пешка · b7 чёрная пешка · d7 чёрная ладья · f7 чёрная пешка · e6 чёрная пешка · f6 чёрный слон · h6 чёрная пешка · f5 чёрная пешка · c4 белая ладья · b3 белая пешка · e3 белая пешка · g3 белая пешка · h3 белая пешка · a2 белая пешка · e2 белый король · f2 белая пешка · e1 белый конь | f8 чёрный король · a7 чёрная пешка · b7 чёрная пешка · d7 чёрная ладья · f7 чёрная пешка · e6 чёрная пешка · f6 чёрный слон · h6 чёрная пешка · f5 чёрная пешка · c4 белая ладья · b3 белая пешка · e3 белая пешка · g3 белая пешка · h3 белая пешка · a2 белая пешка · e2 белый король · f2 белая пешка · e1 белый конь | f8 чёрный король · a7 чёрная пешка · b7 чёрная пешка · d7 чёрная ладья · f7 чёрная пешка · e6 чёрная пешка · f6 чёрный слон · h6 чёрная пешка · f5 чёрная пешка · c4 белая ладья · b3 белая пешка · e3 белая пешка · g3 белая пешка · h3 белая пешка · a2 белая пешка · e2 белый король · f2 белая пешка · e1 белый конь | f8 чёрный король · a7 чёрная пешка · b7 чёрная пешка · d7 чёрная ладья · f7 чёрная пешка · e6 чёрная пешка · f6 чёрный слон · h6 чёрная пешка · f5 чёрная пешка · c4 белая ладья · b3 белая пешка · e3 белая пешка · g3 белая пешка · h3 белая пешка · a2 белая пешка · e2 белый король · f2 белая пешка · e1 белый конь | f8 чёрный король · a7 чёрная пешка · b7 чёрная пешка · d7 чёрная ладья · f7 чёрная пешка · e6 чёрная пешка · f6 чёрный слон · h6 чёрная пешка · f5 чёрная пешка · c4 белая ладья · b3 белая пешка · e3 белая пешка · g3 белая пешка · h3 белая пешка · a2 белая пешка · e2 белый король · f2 белая пешка · e1 белый конь | f8 чёрный король · a7 чёрная пешка · b7 чёрная пешка · d7 чёрная ладья · f7 чёрная пешка · e6 чёрная пешка · f6 чёрный слон · h6 чёрная пешка · f5 чёрная пешка · c4 белая ладья · b3 белая пешка · e3 белая пешка · g3 белая пешка · h3 белая пешка · a2 белая пешка · e2 белый король · f2 белая пешка · e1 белый конь | 7 |
| 6 | f8 чёрный король · a7 чёрная пешка · b7 чёрная пешка · d7 чёрная ладья · f7 чёрная пешка · e6 чёрная пешка · f6 чёрный слон · h6 чёрная пешка · f5 чёрная пешка · c4 белая ладья · b3 белая пешка · e3 белая пешка · g3 белая пешка · h3 белая пешка · a2 белая пешка · e2 белый король · f2 белая пешка · e1 белый конь | f8 чёрный король · a7 чёрная пешка · b7 чёрная пешка · d7 чёрная ладья · f7 чёрная пешка · e6 чёрная пешка · f6 чёрный слон · h6 чёрная пешка · f5 чёрная пешка · c4 белая ладья · b3 белая пешка · e3 белая пешка · g3 белая пешка · h3 белая пешка · a2 белая пешка · e2 белый король · f2 белая пешка · e1 белый конь | f8 чёрный король · a7 чёрная пешка · b7 чёрная пешка · d7 чёрная ладья · f7 чёрная пешка · e6 чёрная пешка · f6 чёрный слон · h6 чёрная пешка · f5 чёрная пешка · c4 белая ладья · b3 белая пешка · e3 белая пешка · g3 белая пешка · h3 белая пешка · a2 белая пешка · e2 белый король · f2 белая пешка · e1 белый конь | f8 чёрный король · a7 чёрная пешка · b7 чёрная пешка · d7 чёрная ладья · f7 чёрная пешка · e6 чёрная пешка · f6 чёрный слон · h6 чёрная пешка · f5 чёрная пешка · c4 белая ладья · b3 белая пешка · e3 белая пешка · g3 белая пешка · h3 белая пешка · a2 белая пешка · e2 белый король · f2 белая пешка · e1 белый конь | f8 чёрный король · a7 чёрная пешка · b7 чёрная пешка · d7 чёрная ладья · f7 чёрная пешка · e6 чёрная пешка · f6 чёрный слон · h6 чёрная пешка · f5 чёрная пешка · c4 белая ладья · b3 белая пешка · e3 белая пешка · g3 белая пешка · h3 белая пешка · a2 белая пешка · e2 белый король · f2 белая пешка · e1 белый конь | f8 чёрный король · a7 чёрная пешка · b7 чёрная пешка · d7 чёрная ладья · f7 чёрная пешка · e6 чёрная пешка · f6 чёрный слон · h6 чёрная пешка · f5 чёрная пешка · c4 белая ладья · b3 белая пешка · e3 белая пешка · g3 белая пешка · h3 белая пешка · a2 белая пешка · e2 белый король · f2 белая пешка · e1 белый конь | f8 чёрный король · a7 чёрная пешка · b7 чёрная пешка · d7 чёрная ладья · f7 чёрная пешка · e6 чёрная пешка · f6 чёрный слон · h6 чёрная пешка · f5 чёрная пешка · c4 белая ладья · b3 белая пешка · e3 белая пешка · g3 белая пешка · h3 белая пешка · a2 белая пешка · e2 белый король · f2 белая пешка · e1 белый конь | f8 чёрный король · a7 чёрная пешка · b7 чёрная пешка · d7 чёрная ладья · f7 чёрная пешка · e6 чёрная пешка · f6 чёрный слон · h6 чёрная пешка · f5 чёрная пешка · c4 белая ладья · b3 белая пешка · e3 белая пешка · g3 белая пешка · h3 белая пешка · a2 белая пешка · e2 белый король · f2 белая пешка · e1 белый конь | 6 |
| 5 | f8 чёрный король · a7 чёрная пешка · b7 чёрная пешка · d7 чёрная ладья · f7 чёрная пешка · e6 чёрная пешка · f6 чёрный слон · h6 чёрная пешка · f5 чёрная пешка · c4 белая ладья · b3 белая пешка · e3 белая пешка · g3 белая пешка · h3 белая пешка · a2 белая пешка · e2 белый король · f2 белая пешка · e1 белый конь | f8 чёрный король · a7 чёрная пешка · b7 чёрная пешка · d7 чёрная ладья · f7 чёрная пешка · e6 чёрная пешка · f6 чёрный слон · h6 чёрная пешка · f5 чёрная пешка · c4 белая ладья · b3 белая пешка · e3 белая пешка · g3 белая пешка · h3 белая пешка · a2 белая пешка · e2 белый король · f2 белая пешка · e1 белый конь | f8 чёрный король · a7 чёрная пешка · b7 чёрная пешка · d7 чёрная ладья · f7 чёрная пешка · e6 чёрная пешка · f6 чёрный слон · h6 чёрная пешка · f5 чёрная пешка · c4 белая ладья · b3 белая пешка · e3 белая пешка · g3 белая пешка · h3 белая пешка · a2 белая пешка · e2 белый король · f2 белая пешка · e1 белый конь | f8 чёрный король · a7 чёрная пешка · b7 чёрная пешка · d7 чёрная ладья · f7 чёрная пешка · e6 чёрная пешка · f6 чёрный слон · h6 чёрная пешка · f5 чёрная пешка · c4 белая ладья · b3 белая пешка · e3 белая пешка · g3 белая пешка · h3 белая пешка · a2 белая пешка · e2 белый король · f2 белая пешка · e1 белый конь | f8 чёрный король · a7 чёрная пешка · b7 чёрная пешка · d7 чёрная ладья · f7 чёрная пешка · e6 чёрная пешка · f6 чёрный слон · h6 чёрная пешка · f5 чёрная пешка · c4 белая ладья · b3 белая пешка · e3 белая пешка · g3 белая пешка · h3 белая пешка · a2 белая пешка · e2 белый король · f2 белая пешка · e1 белый конь | f8 чёрный король · a7 чёрная пешка · b7 чёрная пешка · d7 чёрная ладья · f7 чёрная пешка · e6 чёрная пешка · f6 чёрный слон · h6 чёрная пешка · f5 чёрная пешка · c4 белая ладья · b3 белая пешка · e3 белая пешка · g3 белая пешка · h3 белая пешка · a2 белая пешка · e2 белый король · f2 белая пешка · e1 белый конь | f8 чёрный король · a7 чёрная пешка · b7 чёрная пешка · d7 чёрная ладья · f7 чёрная пешка · e6 чёрная пешка · f6 чёрный слон · h6 чёрная пешка · f5 чёрная пешка · c4 белая ладья · b3 белая пешка · e3 белая пешка · g3 белая пешка · h3 белая пешка · a2 белая пешка · e2 белый король · f2 белая пешка · e1 белый конь | f8 чёрный король · a7 чёрная пешка · b7 чёрная пешка · d7 чёрная ладья · f7 чёрная пешка · e6 чёрная пешка · f6 чёрный слон · h6 чёрная пешка · f5 чёрная пешка · c4 белая ладья · b3 белая пешка · e3 белая пешка · g3 белая пешка · h3 белая пешка · a2 белая пешка · e2 белый король · f2 белая пешка · e1 белый конь | 5 |
| 4 | f8 чёрный король · a7 чёрная пешка · b7 чёрная пешка · d7 чёрная ладья · f7 чёрная пешка · e6 чёрная пешка · f6 чёрный слон · h6 чёрная пешка · f5 чёрная пешка · c4 белая ладья · b3 белая пешка · e3 белая пешка · g3 белая пешка · h3 белая пешка · a2 белая пешка · e2 белый король · f2 белая пешка · e1 белый конь | f8 чёрный король · a7 чёрная пешка · b7 чёрная пешка · d7 чёрная ладья · f7 чёрная пешка · e6 чёрная пешка · f6 чёрный слон · h6 чёрная пешка · f5 чёрная пешка · c4 белая ладья · b3 белая пешка · e3 белая пешка · g3 белая пешка · h3 белая пешка · a2 белая пешка · e2 белый король · f2 белая пешка · e1 белый конь | f8 чёрный король · a7 чёрная пешка · b7 чёрная пешка · d7 чёрная ладья · f7 чёрная пешка · e6 чёрная пешка · f6 чёрный слон · h6 чёрная пешка · f5 чёрная пешка · c4 белая ладья · b3 белая пешка · e3 белая пешка · g3 белая пешка · h3 белая пешка · a2 белая пешка · e2 белый король · f2 белая пешка · e1 белый конь | f8 чёрный король · a7 чёрная пешка · b7 чёрная пешка · d7 чёрная ладья · f7 чёрная пешка · e6 чёрная пешка · f6 чёрный слон · h6 чёрная пешка · f5 чёрная пешка · c4 белая ладья · b3 белая пешка · e3 белая пешка · g3 белая пешка · h3 белая пешка · a2 белая пешка · e2 белый король · f2 белая пешка · e1 белый конь | f8 чёрный король · a7 чёрная пешка · b7 чёрная пешка · d7 чёрная ладья · f7 чёрная пешка · e6 чёрная пешка · f6 чёрный слон · h6 чёрная пешка · f5 чёрная пешка · c4 белая ладья · b3 белая пешка · e3 белая пешка · g3 белая пешка · h3 белая пешка · a2 белая пешка · e2 белый король · f2 белая пешка · e1 белый конь | f8 чёрный король · a7 чёрная пешка · b7 чёрная пешка · d7 чёрная ладья · f7 чёрная пешка · e6 чёрная пешка · f6 чёрный слон · h6 чёрная пешка · f5 чёрная пешка · c4 белая ладья · b3 белая пешка · e3 белая пешка · g3 белая пешка · h3 белая пешка · a2 белая пешка · e2 белый король · f2 белая пешка · e1 белый конь | f8 чёрный король · a7 чёрная пешка · b7 чёрная пешка · d7 чёрная ладья · f7 чёрная пешка · e6 чёрная пешка · f6 чёрный слон · h6 чёрная пешка · f5 чёрная пешка · c4 белая ладья · b3 белая пешка · e3 белая пешка · g3 белая пешка · h3 белая пешка · a2 белая пешка · e2 белый король · f2 белая пешка · e1 белый конь | f8 чёрный король · a7 чёрная пешка · b7 чёрная пешка · d7 чёрная ладья · f7 чёрная пешка · e6 чёрная пешка · f6 чёрный слон · h6 чёрная пешка · f5 чёрная пешка · c4 белая ладья · b3 белая пешка · e3 белая пешка · g3 белая пешка · h3 белая пешка · a2 белая пешка · e2 белый король · f2 белая пешка · e1 белый конь | 4 |
| 3 | f8 чёрный король · a7 чёрная пешка · b7 чёрная пешка · d7 чёрная ладья · f7 чёрная пешка · e6 чёрная пешка · f6 чёрный слон · h6 чёрная пешка · f5 чёрная пешка · c4 белая ладья · b3 белая пешка · e3 белая пешка · g3 белая пешка · h3 белая пешка · a2 белая пешка · e2 белый король · f2 белая пешка · e1 белый конь | f8 чёрный король · a7 чёрная пешка · b7 чёрная пешка · d7 чёрная ладья · f7 чёрная пешка · e6 чёрная пешка · f6 чёрный слон · h6 чёрная пешка · f5 чёрная пешка · c4 белая ладья · b3 белая пешка · e3 белая пешка · g3 белая пешка · h3 белая пешка · a2 белая пешка · e2 белый король · f2 белая пешка · e1 белый конь | f8 чёрный король · a7 чёрная пешка · b7 чёрная пешка · d7 чёрная ладья · f7 чёрная пешка · e6 чёрная пешка · f6 чёрный слон · h6 чёрная пешка · f5 чёрная пешка · c4 белая ладья · b3 белая пешка · e3 белая пешка · g3 белая пешка · h3 белая пешка · a2 белая пешка · e2 белый король · f2 белая пешка · e1 белый конь | f8 чёрный король · a7 чёрная пешка · b7 чёрная пешка · d7 чёрная ладья · f7 чёрная пешка · e6 чёрная пешка · f6 чёрный слон · h6 чёрная пешка · f5 чёрная пешка · c4 белая ладья · b3 белая пешка · e3 белая пешка · g3 белая пешка · h3 белая пешка · a2 белая пешка · e2 белый король · f2 белая пешка · e1 белый конь | f8 чёрный король · a7 чёрная пешка · b7 чёрная пешка · d7 чёрная ладья · f7 чёрная пешка · e6 чёрная пешка · f6 чёрный слон · h6 чёрная пешка · f5 чёрная пешка · c4 белая ладья · b3 белая пешка · e3 белая пешка · g3 белая пешка · h3 белая пешка · a2 белая пешка · e2 белый король · f2 белая пешка · e1 белый конь | f8 чёрный король · a7 чёрная пешка · b7 чёрная пешка · d7 чёрная ладья · f7 чёрная пешка · e6 чёрная пешка · f6 чёрный слон · h6 чёрная пешка · f5 чёрная пешка · c4 белая ладья · b3 белая пешка · e3 белая пешка · g3 белая пешка · h3 белая пешка · a2 белая пешка · e2 белый король · f2 белая пешка · e1 белый конь | f8 чёрный король · a7 чёрная пешка · b7 чёрная пешка · d7 чёрная ладья · f7 чёрная пешка · e6 чёрная пешка · f6 чёрный слон · h6 чёрная пешка · f5 чёрная пешка · c4 белая ладья · b3 белая пешка · e3 белая пешка · g3 белая пешка · h3 белая пешка · a2 белая пешка · e2 белый король · f2 белая пешка · e1 белый конь | f8 чёрный король · a7 чёрная пешка · b7 чёрная пешка · d7 чёрная ладья · f7 чёрная пешка · e6 чёрная пешка · f6 чёрный слон · h6 чёрная пешка · f5 чёрная пешка · c4 белая ладья · b3 белая пешка · e3 белая пешка · g3 белая пешка · h3 белая пешка · a2 белая пешка · e2 белый король · f2 белая пешка · e1 белый конь | 3 |
| 2 | f8 чёрный король · a7 чёрная пешка · b7 чёрная пешка · d7 чёрная ладья · f7 чёрная пешка · e6 чёрная пешка · f6 чёрный слон · h6 чёрная пешка · f5 чёрная пешка · c4 белая ладья · b3 белая пешка · e3 белая пешка · g3 белая пешка · h3 белая пешка · a2 белая пешка · e2 белый король · f2 белая пешка · e1 белый конь | f8 чёрный король · a7 чёрная пешка · b7 чёрная пешка · d7 чёрная ладья · f7 чёрная пешка · e6 чёрная пешка · f6 чёрный слон · h6 чёрная пешка · f5 чёрная пешка · c4 белая ладья · b3 белая пешка · e3 белая пешка · g3 белая пешка · h3 белая пешка · a2 белая пешка · e2 белый король · f2 белая пешка · e1 белый конь | f8 чёрный король · a7 чёрная пешка · b7 чёрная пешка · d7 чёрная ладья · f7 чёрная пешка · e6 чёрная пешка · f6 чёрный слон · h6 чёрная пешка · f5 чёрная пешка · c4 белая ладья · b3 белая пешка · e3 белая пешка · g3 белая пешка · h3 белая пешка · a2 белая пешка · e2 белый король · f2 белая пешка · e1 белый конь | f8 чёрный король · a7 чёрная пешка · b7 чёрная пешка · d7 чёрная ладья · f7 чёрная пешка · e6 чёрная пешка · f6 чёрный слон · h6 чёрная пешка · f5 чёрная пешка · c4 белая ладья · b3 белая пешка · e3 белая пешка · g3 белая пешка · h3 белая пешка · a2 белая пешка · e2 белый король · f2 белая пешка · e1 белый конь | f8 чёрный король · a7 чёрная пешка · b7 чёрная пешка · d7 чёрная ладья · f7 чёрная пешка · e6 чёрная пешка · f6 чёрный слон · h6 чёрная пешка · f5 чёрная пешка · c4 белая ладья · b3 белая пешка · e3 белая пешка · g3 белая пешка · h3 белая пешка · a2 белая пешка · e2 белый король · f2 белая пешка · e1 белый конь | f8 чёрный король · a7 чёрная пешка · b7 чёрная пешка · d7 чёрная ладья · f7 чёрная пешка · e6 чёрная пешка · f6 чёрный слон · h6 чёрная пешка · f5 чёрная пешка · c4 белая ладья · b3 белая пешка · e3 белая пешка · g3 белая пешка · h3 белая пешка · a2 белая пешка · e2 белый король · f2 белая пешка · e1 белый конь | f8 чёрный король · a7 чёрная пешка · b7 чёрная пешка · d7 чёрная ладья · f7 чёрная пешка · e6 чёрная пешка · f6 чёрный слон · h6 чёрная пешка · f5 чёрная пешка · c4 белая ладья · b3 белая пешка · e3 белая пешка · g3 белая пешка · h3 белая пешка · a2 белая пешка · e2 белый король · f2 белая пешка · e1 белый конь | f8 чёрный король · a7 чёрная пешка · b7 чёрная пешка · d7 чёрная ладья · f7 чёрная пешка · e6 чёрная пешка · f6 чёрный слон · h6 чёрная пешка · f5 чёрная пешка · c4 белая ладья · b3 белая пешка · e3 белая пешка · g3 белая пешка · h3 белая пешка · a2 белая пешка · e2 белый король · f2 белая пешка · e1 белый конь | 2 |
| 1 | f8 чёрный король · a7 чёрная пешка · b7 чёрная пешка · d7 чёрная ладья · f7 чёрная пешка · e6 чёрная пешка · f6 чёрный слон · h6 чёрная пешка · f5 чёрная пешка · c4 белая ладья · b3 белая пешка · e3 белая пешка · g3 белая пешка · h3 белая пешка · a2 белая пешка · e2 белый король · f2 белая пешка · e1 белый конь | f8 чёрный король · a7 чёрная пешка · b7 чёрная пешка · d7 чёрная ладья · f7 чёрная пешка · e6 чёрная пешка · f6 чёрный слон · h6 чёрная пешка · f5 чёрная пешка · c4 белая ладья · b3 белая пешка · e3 белая пешка · g3 белая пешка · h3 белая пешка · a2 белая пешка · e2 белый король · f2 белая пешка · e1 белый конь | f8 чёрный король · a7 чёрная пешка · b7 чёрная пешка · d7 чёрная ладья · f7 чёрная пешка · e6 чёрная пешка · f6 чёрный слон · h6 чёрная пешка · f5 чёрная пешка · c4 белая ладья · b3 белая пешка · e3 белая пешка · g3 белая пешка · h3 белая пешка · a2 белая пешка · e2 белый король · f2 белая пешка · e1 белый конь | f8 чёрный король · a7 чёрная пешка · b7 чёрная пешка · d7 чёрная ладья · f7 чёрная пешка · e6 чёрная пешка · f6 чёрный слон · h6 чёрная пешка · f5 чёрная пешка · c4 белая ладья · b3 белая пешка · e3 белая пешка · g3 белая пешка · h3 белая пешка · a2 белая пешка · e2 белый король · f2 белая пешка · e1 белый конь | f8 чёрный король · a7 чёрная пешка · b7 чёрная пешка · d7 чёрная ладья · f7 чёрная пешка · e6 чёрная пешка · f6 чёрный слон · h6 чёрная пешка · f5 чёрная пешка · c4 белая ладья · b3 белая пешка · e3 белая пешка · g3 белая пешка · h3 белая пешка · a2 белая пешка · e2 белый король · f2 белая пешка · e1 белый конь | f8 чёрный король · a7 чёрная пешка · b7 чёрная пешка · d7 чёрная ладья · f7 чёрная пешка · e6 чёрная пешка · f6 чёрный слон · h6 чёрная пешка · f5 чёрная пешка · c4 белая ладья · b3 белая пешка · e3 белая пешка · g3 белая пешка · h3 белая пешка · a2 белая пешка · e2 белый король · f2 белая пешка · e1 белый конь | f8 чёрный король · a7 чёрная пешка · b7 чёрная пешка · d7 чёрная ладья · f7 чёрная пешка · e6 чёрная пешка · f6 чёрный слон · h6 чёрная пешка · f5 чёрная пешка · c4 белая ладья · b3 белая пешка · e3 белая пешка · g3 белая пешка · h3 белая пешка · a2 белая пешка · e2 белый король · f2 белая пешка · e1 белый конь | f8 чёрный король · a7 чёрная пешка · b7 чёрная пешка · d7 чёрная ладья · f7 чёрная пешка · e6 чёрная пешка · f6 чёрный слон · h6 чёрная пешка · f5 чёрная пешка · c4 белая ладья · b3 белая пешка · e3 белая пешка · g3 белая пешка · h3 белая пешка · a2 белая пешка · e2 белый король · f2 белая пешка · e1 белый конь | 1 |
|   | a | b | c | d | e | f | g | h |   |

Карлсен — Карякин
11 ноября

Атака Тромповского (A45)
[Event "1 партия"] [Site "Нью-Йорк"] [Date "11.11.2016"] [White "Магнус Карлсен"] [Black "Сергей Карякин"]
[Result "1/2-1/2"] [ECO "A45"] [WhiteElo "2853"] [BlackElo "2772"] [PlyCount "84"] [EventDate "11.11.2016"] [Round "1"] [EventType "match"] [EventCountry "USA"] 1.d4 Nf6 2.Bg5 d5 3.e3 c5 4.Bxf6 gxf6 5.dxc5 Nc6 6.Bb5 e6 7.c4 dxc4 8.Nd2 Bxc5 9.Ngf3 O-O 10.O-O Na5 11.Rc1 Be7 12.Qc2 Bd7 13.Bxd7 Qxd7 14.Qc3 Qd5 15.Nxc4 Nxc4 16.Qxc4 Qxc4 17.Rxc4 Rfc8 18.Rfc1 Rxc4 19.Rxc4 Rd8 20.g3 Rd7 21.Kf1 f5 22.Ke2 Bf6 23.b3 Kf8 24.h3 h6 25.Ne1 Ke7 26.Nd3 Kd8 27.f4 h5 28.a4 Rd5 29.Nc5 b6 30.Na6 Be7 31.Nb8 a5 32.Nc6+ Ke8 33.Ne5 Bc5 34.Rc3 Ke7 35.Rd3 Rxd3 36.Kxd3 f6 37.Nc6+ Kd6 38.Nd4 Kd5 39.Nb5 Kc6 40.Nd4+ Kd6 41.Nb5+ Kd7 42.Nd4 Kd6 1/2-1/2

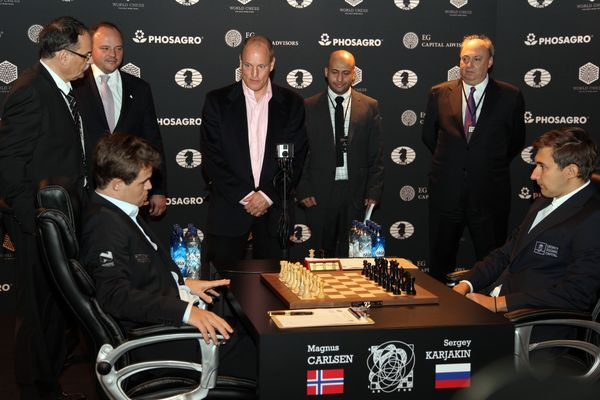
Карлсен — Карякин, 1 партия

Первый ход в партии был сделан актёром Вуди Харрельсоном, сыгравшим вничью с Гарри Каспаровым в 1999 году (американскому актёру в той партии подсказывал Яссер Сейраван). За ходом партии следили Билл Гейтс, Марк Цукерберг и Дональд Трамп.
Магнус Карлсен в стартовом поединке избрал достаточно редкий дебют Тромповского (1.d4 Nf6 2.Bg5). Впрочем, он уже не раз встречался в практике чемпиона мира, причём не только в партиях с укороченным контролем времени, поэтому для Сергея Карякина дебютный выбор соперника едва ли стал неожиданностью. Поначалу соперники следовали известной партии М. Карлсен — В. Крамник (Москва 2013), в которой 16-й чемпион мира переиграл 14-го в глубоком эндшпиле, но уже на 5-м ходу Карякин свернул в сторону. Довольно быстро произошли массовые размены, и на доске возникло окончание с ладьей и конём у белых против ладьи и слона у чёрных. Благодаря чуть лучшей пешечной структуре на стороне белых был минимальный перевес, однако превратить его во что-то реальное вряд ли представлялось возможным. Впрочем, Карлсен любит и умеет «выжимать воду из камня», поэтому игра продолжилась.
На королевском фланге чёрные выстроили неприступную стену: их слон контролировал чёрные поля, а пешки — белые. Карлсен попытался расшатать оборону соперника на противоположном участке доски, однако Карякин удачно перегруппировал свои силы, вывел ладью и слона в центр и прикрыл все уязвимые пункты. Чемпион мира разменял ладьи, но и в окончании «конь против слона» реальных шансов на перевес у белых не оказалось. Исчерпав все ресурсы для продолжения борьбы, соперники согласились на ничью на 42-м ходу.
Тот факт, что Карлсен в качестве дебюта выбрал атаку Тромповского, несколько раз упоминался в интервью и на пресс-конференции после игры, потому что его название созвучно фамилии Трампа, победившего на президентских выборах в США за три дня до этого, а также потому, что до этого Карлсен назвал себя сторонником Дональда Трампа. Карлсен по этому поводу сказал, что если бы он знал, сколько вопросов возникнет к нему по этому поводу, то он сыграл бы что-нибудь другое. Карякин, со своей стороны, отметил, что СМИ, казалось, были больше удивлены выбором Карлсена, чем он сам.
- Интервью с Сергеем Шиповым на Матч ТВ о первой партии
- Обзор Сергея Шипова первой партии

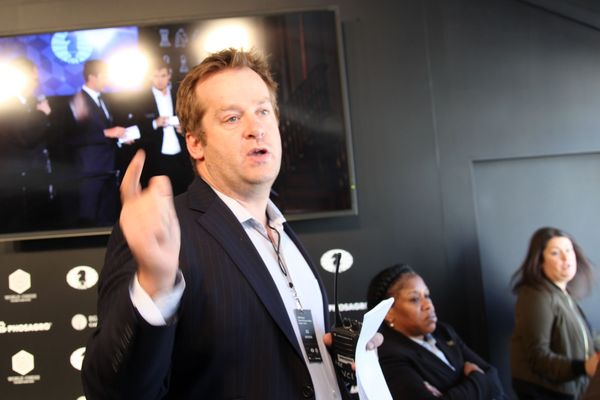
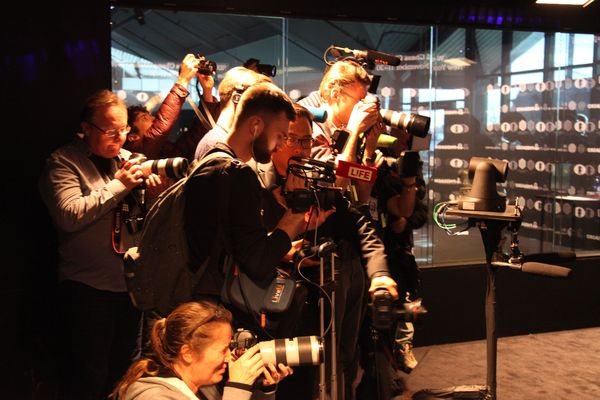
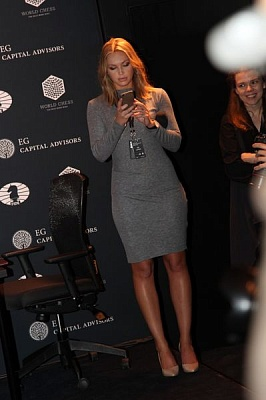
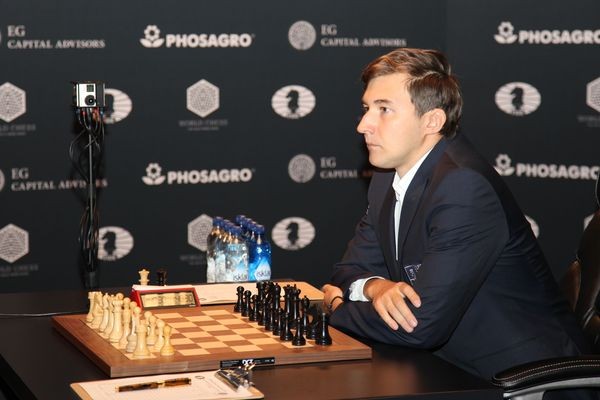
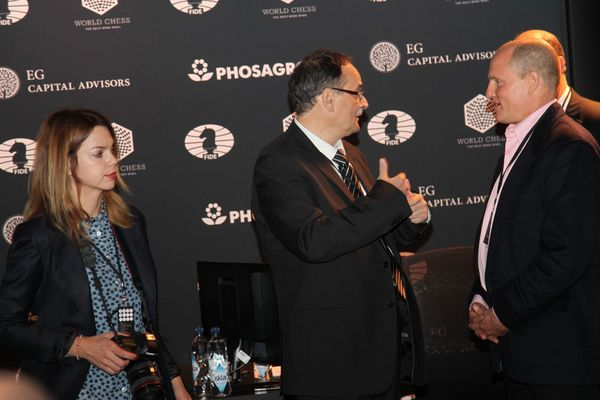
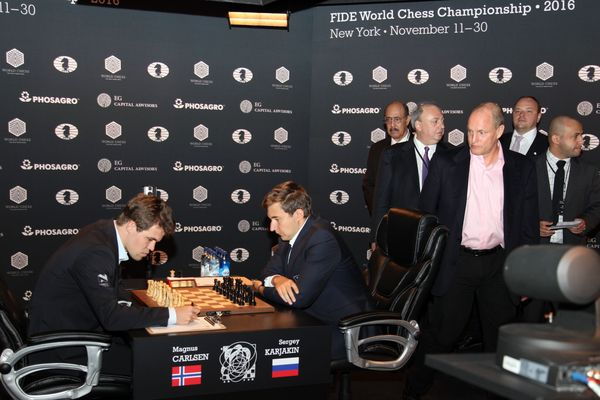
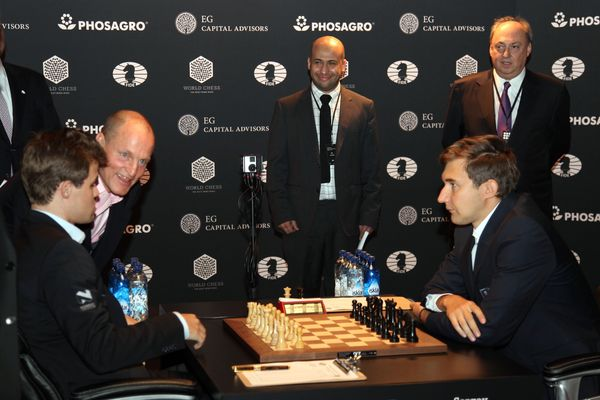
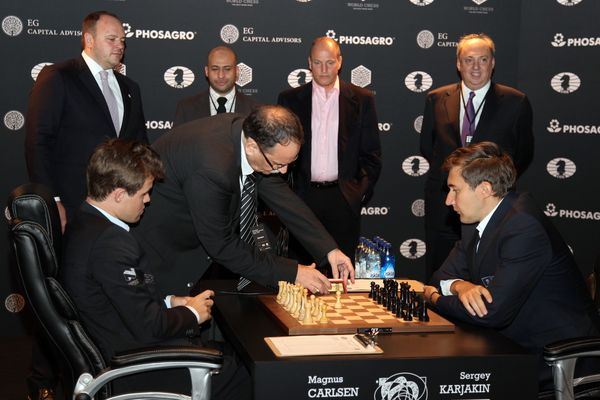
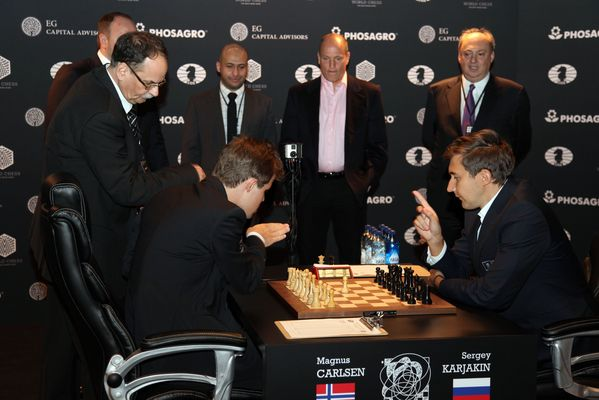
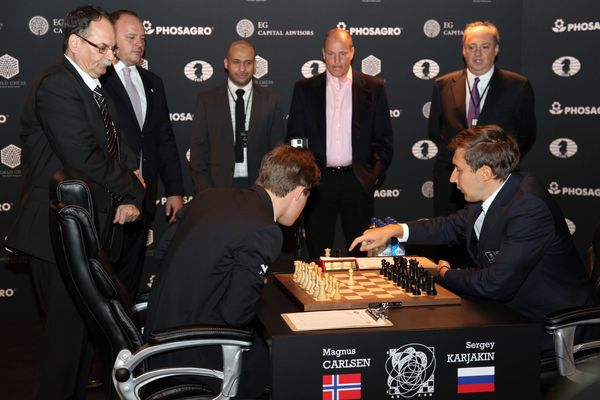
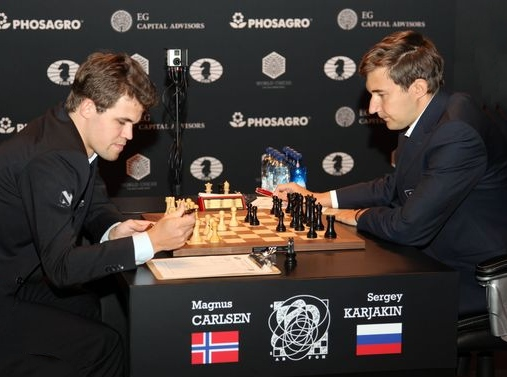
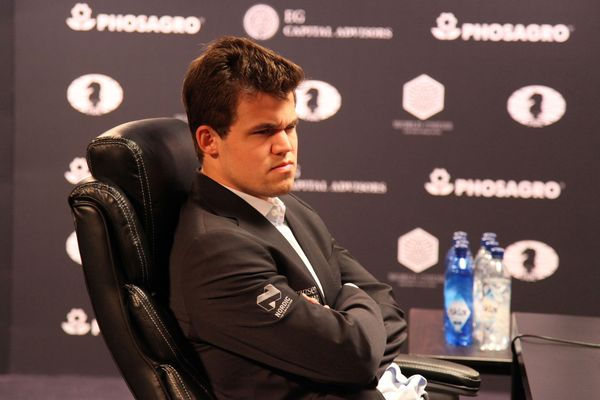
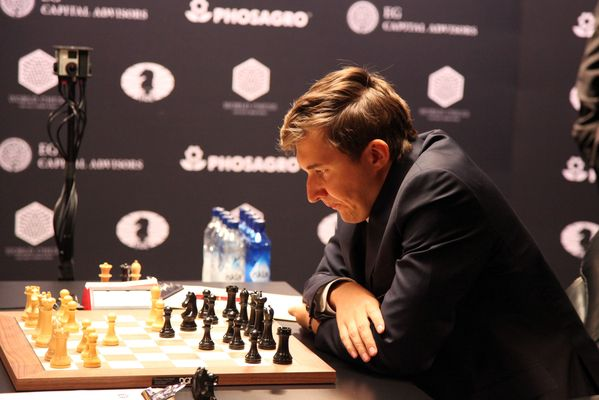
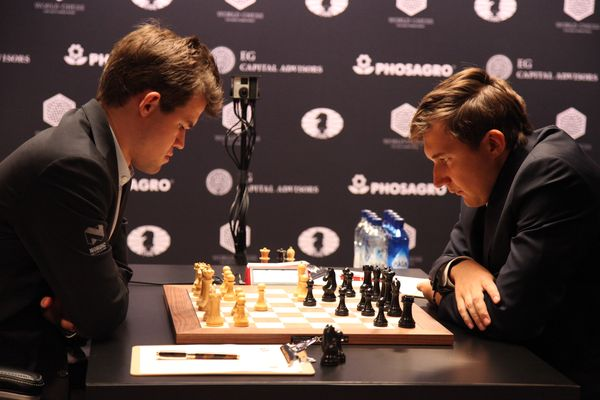
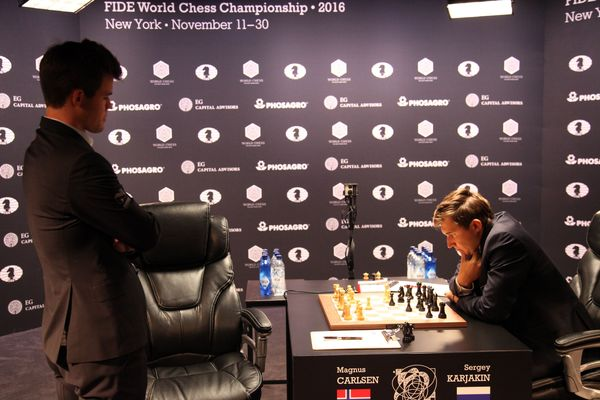
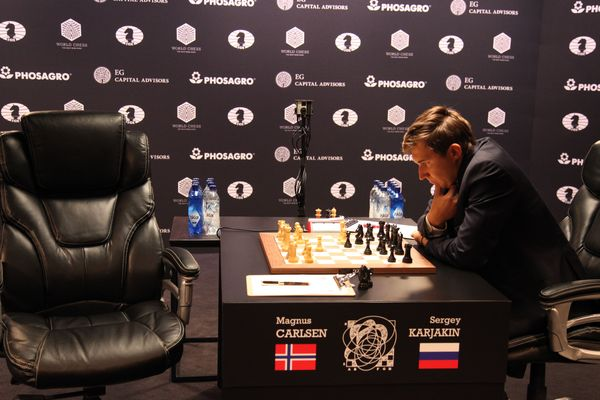
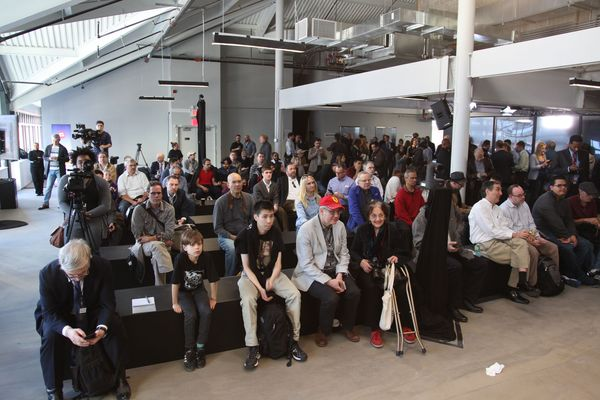
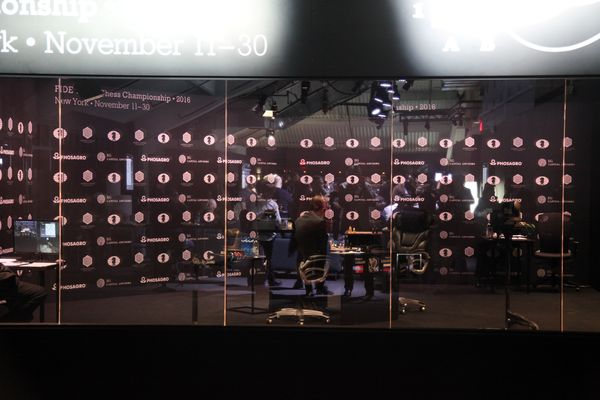
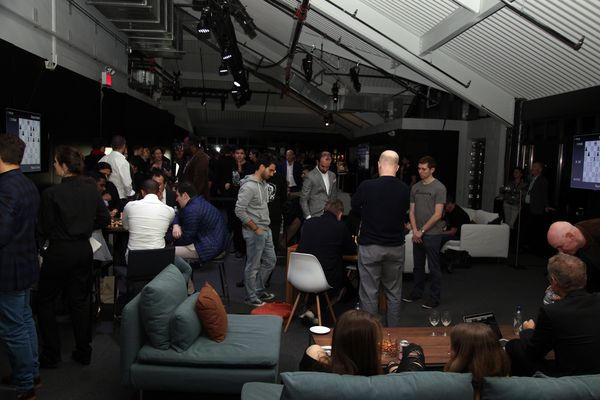
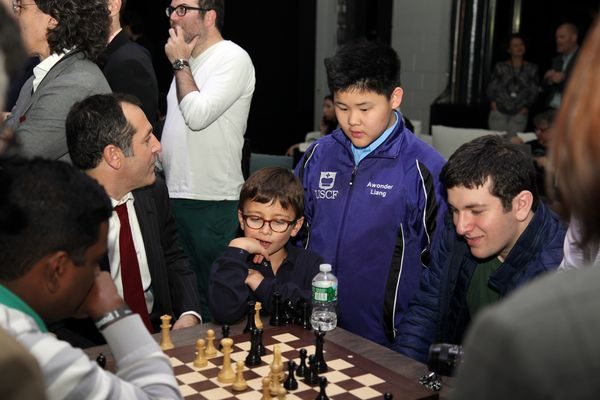
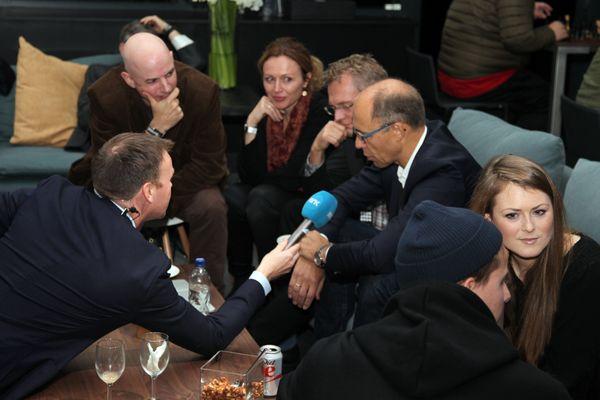
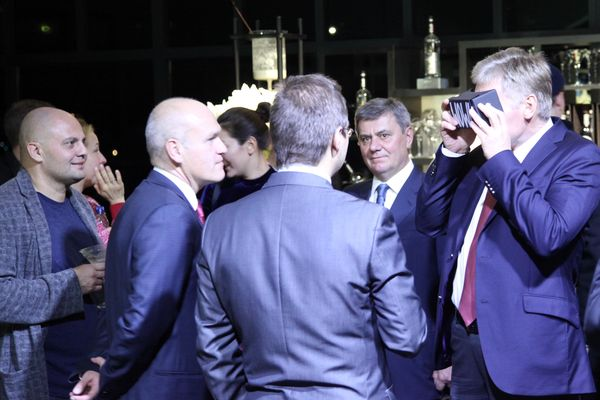
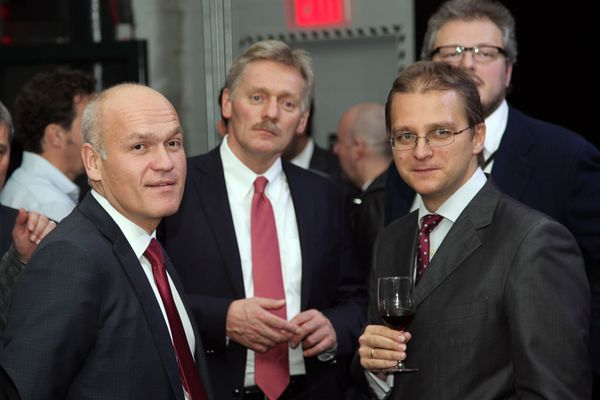
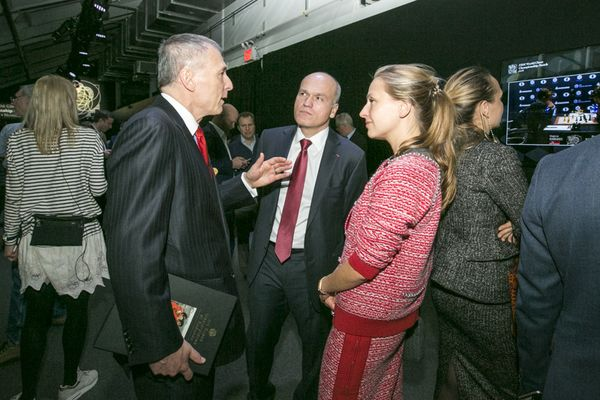
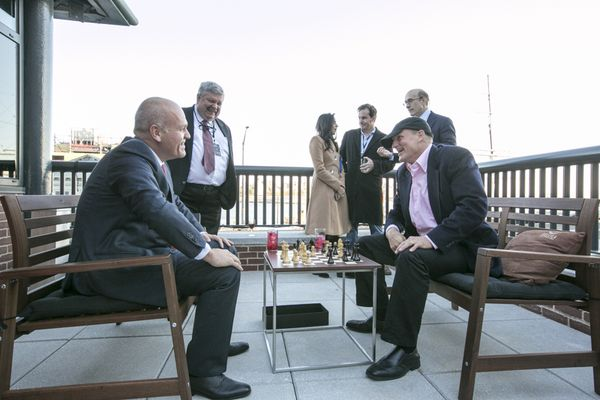
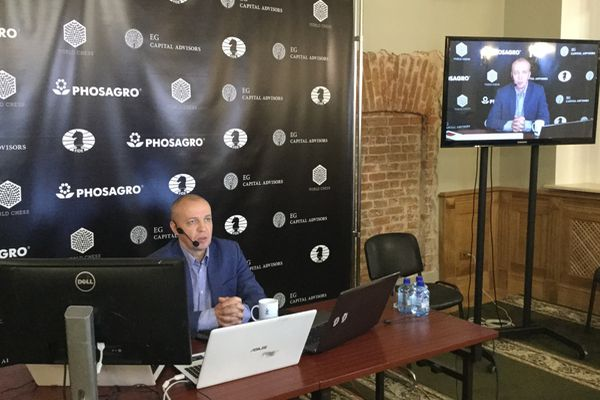
Сергей Шипов комментирует первую партию матча Карлсен — Карякин

### Вторая партия
|   | a | b | c | d | e | f | g | h |   |
| - | --- | --- | --- | --- | --- | --- | --- | --- | - |
| 8 | g8 чёрный король · d7 чёрный конь · g7 чёрная пешка · d6 белый конь · e6 чёрная пешка · f6 чёрный конь · h6 чёрная пешка · e5 чёрная пешка · b4 белая ладья · e4 белая пешка · f3 белый конь · h3 белая пешка · c2 чёрная ладья · f2 белая пешка · g2 белая пешка · g1 белый король | g8 чёрный король · d7 чёрный конь · g7 чёрная пешка · d6 белый конь · e6 чёрная пешка · f6 чёрный конь · h6 чёрная пешка · e5 чёрная пешка · b4 белая ладья · e4 белая пешка · f3 белый конь · h3 белая пешка · c2 чёрная ладья · f2 белая пешка · g2 белая пешка · g1 белый король | g8 чёрный король · d7 чёрный конь · g7 чёрная пешка · d6 белый конь · e6 чёрная пешка · f6 чёрный конь · h6 чёрная пешка · e5 чёрная пешка · b4 белая ладья · e4 белая пешка · f3 белый конь · h3 белая пешка · c2 чёрная ладья · f2 белая пешка · g2 белая пешка · g1 белый король | g8 чёрный король · d7 чёрный конь · g7 чёрная пешка · d6 белый конь · e6 чёрная пешка · f6 чёрный конь · h6 чёрная пешка · e5 чёрная пешка · b4 белая ладья · e4 белая пешка · f3 белый конь · h3 белая пешка · c2 чёрная ладья · f2 белая пешка · g2 белая пешка · g1 белый король | g8 чёрный король · d7 чёрный конь · g7 чёрная пешка · d6 белый конь · e6 чёрная пешка · f6 чёрный конь · h6 чёрная пешка · e5 чёрная пешка · b4 белая ладья · e4 белая пешка · f3 белый конь · h3 белая пешка · c2 чёрная ладья · f2 белая пешка · g2 белая пешка · g1 белый король | g8 чёрный король · d7 чёрный конь · g7 чёрная пешка · d6 белый конь · e6 чёрная пешка · f6 чёрный конь · h6 чёрная пешка · e5 чёрная пешка · b4 белая ладья · e4 белая пешка · f3 белый конь · h3 белая пешка · c2 чёрная ладья · f2 белая пешка · g2 белая пешка · g1 белый король | g8 чёрный король · d7 чёрный конь · g7 чёрная пешка · d6 белый конь · e6 чёрная пешка · f6 чёрный конь · h6 чёрная пешка · e5 чёрная пешка · b4 белая ладья · e4 белая пешка · f3 белый конь · h3 белая пешка · c2 чёрная ладья · f2 белая пешка · g2 белая пешка · g1 белый король | g8 чёрный король · d7 чёрный конь · g7 чёрная пешка · d6 белый конь · e6 чёрная пешка · f6 чёрный конь · h6 чёрная пешка · e5 чёрная пешка · b4 белая ладья · e4 белая пешка · f3 белый конь · h3 белая пешка · c2 чёрная ладья · f2 белая пешка · g2 белая пешка · g1 белый король | 8 |
| 7 | g8 чёрный король · d7 чёрный конь · g7 чёрная пешка · d6 белый конь · e6 чёрная пешка · f6 чёрный конь · h6 чёрная пешка · e5 чёрная пешка · b4 белая ладья · e4 белая пешка · f3 белый конь · h3 белая пешка · c2 чёрная ладья · f2 белая пешка · g2 белая пешка · g1 белый король | g8 чёрный король · d7 чёрный конь · g7 чёрная пешка · d6 белый конь · e6 чёрная пешка · f6 чёрный конь · h6 чёрная пешка · e5 чёрная пешка · b4 белая ладья · e4 белая пешка · f3 белый конь · h3 белая пешка · c2 чёрная ладья · f2 белая пешка · g2 белая пешка · g1 белый король | g8 чёрный король · d7 чёрный конь · g7 чёрная пешка · d6 белый конь · e6 чёрная пешка · f6 чёрный конь · h6 чёрная пешка · e5 чёрная пешка · b4 белая ладья · e4 белая пешка · f3 белый конь · h3 белая пешка · c2 чёрная ладья · f2 белая пешка · g2 белая пешка · g1 белый король | g8 чёрный король · d7 чёрный конь · g7 чёрная пешка · d6 белый конь · e6 чёрная пешка · f6 чёрный конь · h6 чёрная пешка · e5 чёрная пешка · b4 белая ладья · e4 белая пешка · f3 белый конь · h3 белая пешка · c2 чёрная ладья · f2 белая пешка · g2 белая пешка · g1 белый король | g8 чёрный король · d7 чёрный конь · g7 чёрная пешка · d6 белый конь · e6 чёрная пешка · f6 чёрный конь · h6 чёрная пешка · e5 чёрная пешка · b4 белая ладья · e4 белая пешка · f3 белый конь · h3 белая пешка · c2 чёрная ладья · f2 белая пешка · g2 белая пешка · g1 белый король | g8 чёрный король · d7 чёрный конь · g7 чёрная пешка · d6 белый конь · e6 чёрная пешка · f6 чёрный конь · h6 чёрная пешка · e5 чёрная пешка · b4 белая ладья · e4 белая пешка · f3 белый конь · h3 белая пешка · c2 чёрная ладья · f2 белая пешка · g2 белая пешка · g1 белый король | g8 чёрный король · d7 чёрный конь · g7 чёрная пешка · d6 белый конь · e6 чёрная пешка · f6 чёрный конь · h6 чёрная пешка · e5 чёрная пешка · b4 белая ладья · e4 белая пешка · f3 белый конь · h3 белая пешка · c2 чёрная ладья · f2 белая пешка · g2 белая пешка · g1 белый король | g8 чёрный король · d7 чёрный конь · g7 чёрная пешка · d6 белый конь · e6 чёрная пешка · f6 чёрный конь · h6 чёрная пешка · e5 чёрная пешка · b4 белая ладья · e4 белая пешка · f3 белый конь · h3 белая пешка · c2 чёрная ладья · f2 белая пешка · g2 белая пешка · g1 белый король | 7 |
| 6 | g8 чёрный король · d7 чёрный конь · g7 чёрная пешка · d6 белый конь · e6 чёрная пешка · f6 чёрный конь · h6 чёрная пешка · e5 чёрная пешка · b4 белая ладья · e4 белая пешка · f3 белый конь · h3 белая пешка · c2 чёрная ладья · f2 белая пешка · g2 белая пешка · g1 белый король | g8 чёрный король · d7 чёрный конь · g7 чёрная пешка · d6 белый конь · e6 чёрная пешка · f6 чёрный конь · h6 чёрная пешка · e5 чёрная пешка · b4 белая ладья · e4 белая пешка · f3 белый конь · h3 белая пешка · c2 чёрная ладья · f2 белая пешка · g2 белая пешка · g1 белый король | g8 чёрный король · d7 чёрный конь · g7 чёрная пешка · d6 белый конь · e6 чёрная пешка · f6 чёрный конь · h6 чёрная пешка · e5 чёрная пешка · b4 белая ладья · e4 белая пешка · f3 белый конь · h3 белая пешка · c2 чёрная ладья · f2 белая пешка · g2 белая пешка · g1 белый король | g8 чёрный король · d7 чёрный конь · g7 чёрная пешка · d6 белый конь · e6 чёрная пешка · f6 чёрный конь · h6 чёрная пешка · e5 чёрная пешка · b4 белая ладья · e4 белая пешка · f3 белый конь · h3 белая пешка · c2 чёрная ладья · f2 белая пешка · g2 белая пешка · g1 белый король | g8 чёрный король · d7 чёрный конь · g7 чёрная пешка · d6 белый конь · e6 чёрная пешка · f6 чёрный конь · h6 чёрная пешка · e5 чёрная пешка · b4 белая ладья · e4 белая пешка · f3 белый конь · h3 белая пешка · c2 чёрная ладья · f2 белая пешка · g2 белая пешка · g1 белый король | g8 чёрный король · d7 чёрный конь · g7 чёрная пешка · d6 белый конь · e6 чёрная пешка · f6 чёрный конь · h6 чёрная пешка · e5 чёрная пешка · b4 белая ладья · e4 белая пешка · f3 белый конь · h3 белая пешка · c2 чёрная ладья · f2 белая пешка · g2 белая пешка · g1 белый король | g8 чёрный король · d7 чёрный конь · g7 чёрная пешка · d6 белый конь · e6 чёрная пешка · f6 чёрный конь · h6 чёрная пешка · e5 чёрная пешка · b4 белая ладья · e4 белая пешка · f3 белый конь · h3 белая пешка · c2 чёрная ладья · f2 белая пешка · g2 белая пешка · g1 белый король | g8 чёрный король · d7 чёрный конь · g7 чёрная пешка · d6 белый конь · e6 чёрная пешка · f6 чёрный конь · h6 чёрная пешка · e5 чёрная пешка · b4 белая ладья · e4 белая пешка · f3 белый конь · h3 белая пешка · c2 чёрная ладья · f2 белая пешка · g2 белая пешка · g1 белый король | 6 |
| 5 | g8 чёрный король · d7 чёрный конь · g7 чёрная пешка · d6 белый конь · e6 чёрная пешка · f6 чёрный конь · h6 чёрная пешка · e5 чёрная пешка · b4 белая ладья · e4 белая пешка · f3 белый конь · h3 белая пешка · c2 чёрная ладья · f2 белая пешка · g2 белая пешка · g1 белый король | g8 чёрный король · d7 чёрный конь · g7 чёрная пешка · d6 белый конь · e6 чёрная пешка · f6 чёрный конь · h6 чёрная пешка · e5 чёрная пешка · b4 белая ладья · e4 белая пешка · f3 белый конь · h3 белая пешка · c2 чёрная ладья · f2 белая пешка · g2 белая пешка · g1 белый король | g8 чёрный король · d7 чёрный конь · g7 чёрная пешка · d6 белый конь · e6 чёрная пешка · f6 чёрный конь · h6 чёрная пешка · e5 чёрная пешка · b4 белая ладья · e4 белая пешка · f3 белый конь · h3 белая пешка · c2 чёрная ладья · f2 белая пешка · g2 белая пешка · g1 белый король | g8 чёрный король · d7 чёрный конь · g7 чёрная пешка · d6 белый конь · e6 чёрная пешка · f6 чёрный конь · h6 чёрная пешка · e5 чёрная пешка · b4 белая ладья · e4 белая пешка · f3 белый конь · h3 белая пешка · c2 чёрная ладья · f2 белая пешка · g2 белая пешка · g1 белый король | g8 чёрный король · d7 чёрный конь · g7 чёрная пешка · d6 белый конь · e6 чёрная пешка · f6 чёрный конь · h6 чёрная пешка · e5 чёрная пешка · b4 белая ладья · e4 белая пешка · f3 белый конь · h3 белая пешка · c2 чёрная ладья · f2 белая пешка · g2 белая пешка · g1 белый король | g8 чёрный король · d7 чёрный конь · g7 чёрная пешка · d6 белый конь · e6 чёрная пешка · f6 чёрный конь · h6 чёрная пешка · e5 чёрная пешка · b4 белая ладья · e4 белая пешка · f3 белый конь · h3 белая пешка · c2 чёрная ладья · f2 белая пешка · g2 белая пешка · g1 белый король | g8 чёрный король · d7 чёрный конь · g7 чёрная пешка · d6 белый конь · e6 чёрная пешка · f6 чёрный конь · h6 чёрная пешка · e5 чёрная пешка · b4 белая ладья · e4 белая пешка · f3 белый конь · h3 белая пешка · c2 чёрная ладья · f2 белая пешка · g2 белая пешка · g1 белый король | g8 чёрный король · d7 чёрный конь · g7 чёрная пешка · d6 белый конь · e6 чёрная пешка · f6 чёрный конь · h6 чёрная пешка · e5 чёрная пешка · b4 белая ладья · e4 белая пешка · f3 белый конь · h3 белая пешка · c2 чёрная ладья · f2 белая пешка · g2 белая пешка · g1 белый король | 5 |
| 4 | g8 чёрный король · d7 чёрный конь · g7 чёрная пешка · d6 белый конь · e6 чёрная пешка · f6 чёрный конь · h6 чёрная пешка · e5 чёрная пешка · b4 белая ладья · e4 белая пешка · f3 белый конь · h3 белая пешка · c2 чёрная ладья · f2 белая пешка · g2 белая пешка · g1 белый король | g8 чёрный король · d7 чёрный конь · g7 чёрная пешка · d6 белый конь · e6 чёрная пешка · f6 чёрный конь · h6 чёрная пешка · e5 чёрная пешка · b4 белая ладья · e4 белая пешка · f3 белый конь · h3 белая пешка · c2 чёрная ладья · f2 белая пешка · g2 белая пешка · g1 белый король | g8 чёрный король · d7 чёрный конь · g7 чёрная пешка · d6 белый конь · e6 чёрная пешка · f6 чёрный конь · h6 чёрная пешка · e5 чёрная пешка · b4 белая ладья · e4 белая пешка · f3 белый конь · h3 белая пешка · c2 чёрная ладья · f2 белая пешка · g2 белая пешка · g1 белый король | g8 чёрный король · d7 чёрный конь · g7 чёрная пешка · d6 белый конь · e6 чёрная пешка · f6 чёрный конь · h6 чёрная пешка · e5 чёрная пешка · b4 белая ладья · e4 белая пешка · f3 белый конь · h3 белая пешка · c2 чёрная ладья · f2 белая пешка · g2 белая пешка · g1 белый король | g8 чёрный король · d7 чёрный конь · g7 чёрная пешка · d6 белый конь · e6 чёрная пешка · f6 чёрный конь · h6 чёрная пешка · e5 чёрная пешка · b4 белая ладья · e4 белая пешка · f3 белый конь · h3 белая пешка · c2 чёрная ладья · f2 белая пешка · g2 белая пешка · g1 белый король | g8 чёрный король · d7 чёрный конь · g7 чёрная пешка · d6 белый конь · e6 чёрная пешка · f6 чёрный конь · h6 чёрная пешка · e5 чёрная пешка · b4 белая ладья · e4 белая пешка · f3 белый конь · h3 белая пешка · c2 чёрная ладья · f2 белая пешка · g2 белая пешка · g1 белый король | g8 чёрный король · d7 чёрный конь · g7 чёрная пешка · d6 белый конь · e6 чёрная пешка · f6 чёрный конь · h6 чёрная пешка · e5 чёрная пешка · b4 белая ладья · e4 белая пешка · f3 белый конь · h3 белая пешка · c2 чёрная ладья · f2 белая пешка · g2 белая пешка · g1 белый король | g8 чёрный король · d7 чёрный конь · g7 чёрная пешка · d6 белый конь · e6 чёрная пешка · f6 чёрный конь · h6 чёрная пешка · e5 чёрная пешка · b4 белая ладья · e4 белая пешка · f3 белый конь · h3 белая пешка · c2 чёрная ладья · f2 белая пешка · g2 белая пешка · g1 белый король | 4 |
| 3 | g8 чёрный король · d7 чёрный конь · g7 чёрная пешка · d6 белый конь · e6 чёрная пешка · f6 чёрный конь · h6 чёрная пешка · e5 чёрная пешка · b4 белая ладья · e4 белая пешка · f3 белый конь · h3 белая пешка · c2 чёрная ладья · f2 белая пешка · g2 белая пешка · g1 белый король | g8 чёрный король · d7 чёрный конь · g7 чёрная пешка · d6 белый конь · e6 чёрная пешка · f6 чёрный конь · h6 чёрная пешка · e5 чёрная пешка · b4 белая ладья · e4 белая пешка · f3 белый конь · h3 белая пешка · c2 чёрная ладья · f2 белая пешка · g2 белая пешка · g1 белый король | g8 чёрный король · d7 чёрный конь · g7 чёрная пешка · d6 белый конь · e6 чёрная пешка · f6 чёрный конь · h6 чёрная пешка · e5 чёрная пешка · b4 белая ладья · e4 белая пешка · f3 белый конь · h3 белая пешка · c2 чёрная ладья · f2 белая пешка · g2 белая пешка · g1 белый король | g8 чёрный король · d7 чёрный конь · g7 чёрная пешка · d6 белый конь · e6 чёрная пешка · f6 чёрный конь · h6 чёрная пешка · e5 чёрная пешка · b4 белая ладья · e4 белая пешка · f3 белый конь · h3 белая пешка · c2 чёрная ладья · f2 белая пешка · g2 белая пешка · g1 белый король | g8 чёрный король · d7 чёрный конь · g7 чёрная пешка · d6 белый конь · e6 чёрная пешка · f6 чёрный конь · h6 чёрная пешка · e5 чёрная пешка · b4 белая ладья · e4 белая пешка · f3 белый конь · h3 белая пешка · c2 чёрная ладья · f2 белая пешка · g2 белая пешка · g1 белый король | g8 чёрный король · d7 чёрный конь · g7 чёрная пешка · d6 белый конь · e6 чёрная пешка · f6 чёрный конь · h6 чёрная пешка · e5 чёрная пешка · b4 белая ладья · e4 белая пешка · f3 белый конь · h3 белая пешка · c2 чёрная ладья · f2 белая пешка · g2 белая пешка · g1 белый король | g8 чёрный король · d7 чёрный конь · g7 чёрная пешка · d6 белый конь · e6 чёрная пешка · f6 чёрный конь · h6 чёрная пешка · e5 чёрная пешка · b4 белая ладья · e4 белая пешка · f3 белый конь · h3 белая пешка · c2 чёрная ладья · f2 белая пешка · g2 белая пешка · g1 белый король | g8 чёрный король · d7 чёрный конь · g7 чёрная пешка · d6 белый конь · e6 чёрная пешка · f6 чёрный конь · h6 чёрная пешка · e5 чёрная пешка · b4 белая ладья · e4 белая пешка · f3 белый конь · h3 белая пешка · c2 чёрная ладья · f2 белая пешка · g2 белая пешка · g1 белый король | 3 |
| 2 | g8 чёрный король · d7 чёрный конь · g7 чёрная пешка · d6 белый конь · e6 чёрная пешка · f6 чёрный конь · h6 чёрная пешка · e5 чёрная пешка · b4 белая ладья · e4 белая пешка · f3 белый конь · h3 белая пешка · c2 чёрная ладья · f2 белая пешка · g2 белая пешка · g1 белый король | g8 чёрный король · d7 чёрный конь · g7 чёрная пешка · d6 белый конь · e6 чёрная пешка · f6 чёрный конь · h6 чёрная пешка · e5 чёрная пешка · b4 белая ладья · e4 белая пешка · f3 белый конь · h3 белая пешка · c2 чёрная ладья · f2 белая пешка · g2 белая пешка · g1 белый король | g8 чёрный король · d7 чёрный конь · g7 чёрная пешка · d6 белый конь · e6 чёрная пешка · f6 чёрный конь · h6 чёрная пешка · e5 чёрная пешка · b4 белая ладья · e4 белая пешка · f3 белый конь · h3 белая пешка · c2 чёрная ладья · f2 белая пешка · g2 белая пешка · g1 белый король | g8 чёрный король · d7 чёрный конь · g7 чёрная пешка · d6 белый конь · e6 чёрная пешка · f6 чёрный конь · h6 чёрная пешка · e5 чёрная пешка · b4 белая ладья · e4 белая пешка · f3 белый конь · h3 белая пешка · c2 чёрная ладья · f2 белая пешка · g2 белая пешка · g1 белый король | g8 чёрный король · d7 чёрный конь · g7 чёрная пешка · d6 белый конь · e6 чёрная пешка · f6 чёрный конь · h6 чёрная пешка · e5 чёрная пешка · b4 белая ладья · e4 белая пешка · f3 белый конь · h3 белая пешка · c2 чёрная ладья · f2 белая пешка · g2 белая пешка · g1 белый король | g8 чёрный король · d7 чёрный конь · g7 чёрная пешка · d6 белый конь · e6 чёрная пешка · f6 чёрный конь · h6 чёрная пешка · e5 чёрная пешка · b4 белая ладья · e4 белая пешка · f3 белый конь · h3 белая пешка · c2 чёрная ладья · f2 белая пешка · g2 белая пешка · g1 белый король | g8 чёрный король · d7 чёрный конь · g7 чёрная пешка · d6 белый конь · e6 чёрная пешка · f6 чёрный конь · h6 чёрная пешка · e5 чёрная пешка · b4 белая ладья · e4 белая пешка · f3 белый конь · h3 белая пешка · c2 чёрная ладья · f2 белая пешка · g2 белая пешка · g1 белый король | g8 чёрный король · d7 чёрный конь · g7 чёрная пешка · d6 белый конь · e6 чёрная пешка · f6 чёрный конь · h6 чёрная пешка · e5 чёрная пешка · b4 белая ладья · e4 белая пешка · f3 белый конь · h3 белая пешка · c2 чёрная ладья · f2 белая пешка · g2 белая пешка · g1 белый король | 2 |
| 1 | g8 чёрный король · d7 чёрный конь · g7 чёрная пешка · d6 белый конь · e6 чёрная пешка · f6 чёрный конь · h6 чёрная пешка · e5 чёрная пешка · b4 белая ладья · e4 белая пешка · f3 белый конь · h3 белая пешка · c2 чёрная ладья · f2 белая пешка · g2 белая пешка · g1 белый король | g8 чёрный король · d7 чёрный конь · g7 чёрная пешка · d6 белый конь · e6 чёрная пешка · f6 чёрный конь · h6 чёрная пешка · e5 чёрная пешка · b4 белая ладья · e4 белая пешка · f3 белый конь · h3 белая пешка · c2 чёрная ладья · f2 белая пешка · g2 белая пешка · g1 белый король | g8 чёрный король · d7 чёрный конь · g7 чёрная пешка · d6 белый конь · e6 чёрная пешка · f6 чёрный конь · h6 чёрная пешка · e5 чёрная пешка · b4 белая ладья · e4 белая пешка · f3 белый конь · h3 белая пешка · c2 чёрная ладья · f2 белая пешка · g2 белая пешка · g1 белый король | g8 чёрный король · d7 чёрный конь · g7 чёрная пешка · d6 белый конь · e6 чёрная пешка · f6 чёрный конь · h6 чёрная пешка · e5 чёрная пешка · b4 белая ладья · e4 белая пешка · f3 белый конь · h3 белая пешка · c2 чёрная ладья · f2 белая пешка · g2 белая пешка · g1 белый король | g8 чёрный король · d7 чёрный конь · g7 чёрная пешка · d6 белый конь · e6 чёрная пешка · f6 чёрный конь · h6 чёрная пешка · e5 чёрная пешка · b4 белая ладья · e4 белая пешка · f3 белый конь · h3 белая пешка · c2 чёрная ладья · f2 белая пешка · g2 белая пешка · g1 белый король | g8 чёрный король · d7 чёрный конь · g7 чёрная пешка · d6 белый конь · e6 чёрная пешка · f6 чёрный конь · h6 чёрная пешка · e5 чёрная пешка · b4 белая ладья · e4 белая пешка · f3 белый конь · h3 белая пешка · c2 чёрная ладья · f2 белая пешка · g2 белая пешка · g1 белый король | g8 чёрный король · d7 чёрный конь · g7 чёрная пешка · d6 белый конь · e6 чёрная пешка · f6 чёрный конь · h6 чёрная пешка · e5 чёрная пешка · b4 белая ладья · e4 белая пешка · f3 белый конь · h3 белая пешка · c2 чёрная ладья · f2 белая пешка · g2 белая пешка · g1 белый король | g8 чёрный король · d7 чёрный конь · g7 чёрная пешка · d6 белый конь · e6 чёрная пешка · f6 чёрный конь · h6 чёрная пешка · e5 чёрная пешка · b4 белая ладья · e4 белая пешка · f3 белый конь · h3 белая пешка · c2 чёрная ладья · f2 белая пешка · g2 белая пешка · g1 белый король | 1 |
|   | a | b | c | d | e | f | g | h |   |

Карякин — Карлсен

12 ноября 

Испанская партия (C78) 

[Event "2 партия"] [Site "Нью-Йорк"] [Date "12.11.2016"] [White "Сергей Карякин"] [Black "Магнус Карлсен"] 
[Result "1/2-1/2"] [ECO "C78"] [WhiteElo "2853"] [BlackElo "2772"] [PlyCount "65"] [EventDate "11.11.2016"] [Round "2"] [EventType "match"] [EventCountry "USA"] [FirstMove "14d"] 1.e4 e5 2.Nf3 Nc6 3.Bb5 a6 4.Ba4 Nf6 5.O-O Be7 6.d3 b5 7.Bb3 d6 8.a3 O-O 9.Nc3 Na5 10.Ba2 Be6 11.d4 Bxa2 12.Rxa2 Re8 13.Ra1 Nc4 14.Re1 Rc8 15.h3 h6 16.b3 Nb6 17.Bb2 Bf8 18.dxe5 dxe5 19.a4 c6 20.Qxd8 Rcxd8 21.axb5 axb5 22.Ne2 Bb4 23.Bc3 Bxc3 24.Nxc3 Nbd7 25.Ra6 Rc8 26.b4 Re6 27.Rb1 c5 28.Rxe6 fxe6 29.Nxb5 cxb4 30.Rxb4 Rxc2 31.Nd6 Rc1+ 32.Kh2 Rc2 33.Kg1 1/2-1/2

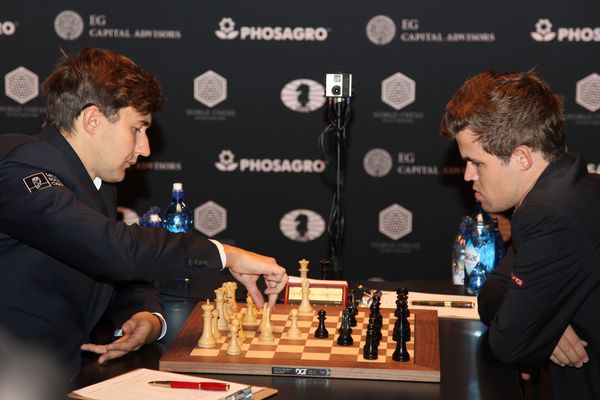
Карлсен — Карякин, 2-я партия

Соперники разыграли испанскую партию, где Карякин остановил свой выбор на одной из разновидностей системы анти-Маршалла с ранним продвижением d2-d3. Белые сумели сохранить дебютную инициативу, и чемпиону мира пришлось найти несколько точных ходов, чтобы нейтрализовать давление соперника. Очевидно, удачным оказался перевод коня через c4 на b6 в сочетании с выходом ладьи на c8, после чего чёрные могли не опасаться любых трансформаций пешечной структуры в центре.
Сергей Карякин принял решение снять напряжение в центре и перевести игру в эндшпиль, где на стороне белых был символический перевес. Однако попытка зажать чёрных на ферзевом фланге успеха не принесла: Магнус Карлсен своевременно провёл освобождающий подрыв c6-c5, вызвав дальнейшие размены. Вскоре соперники согласились на ничью повторением ходов.
Игра имела более высокую посещаемость, чем первая партия, по той причине, что многие школы использовали свои бесплатные билеты на выходные.
- Интервью с Сергеем Шиповым на Матч ТВ о второй партии
- Обзор Сергея Шипова второй партии

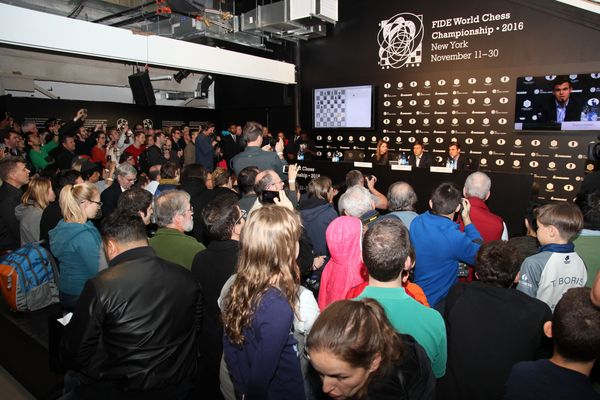
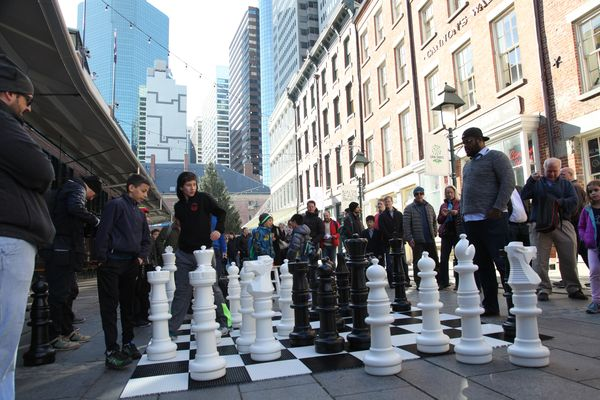
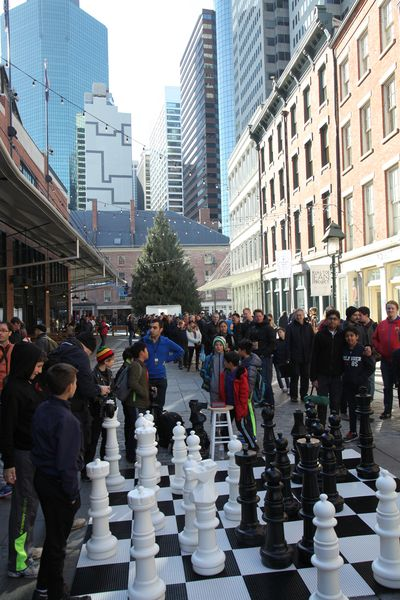
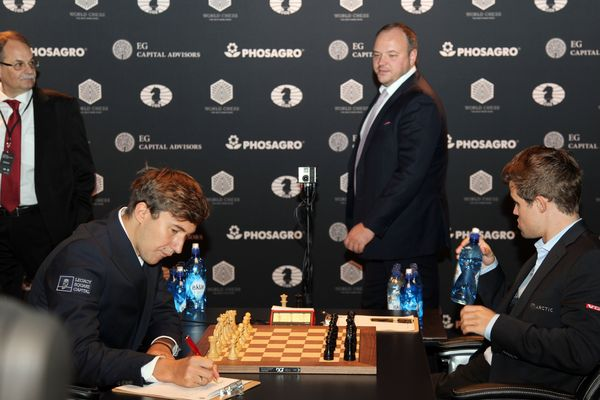
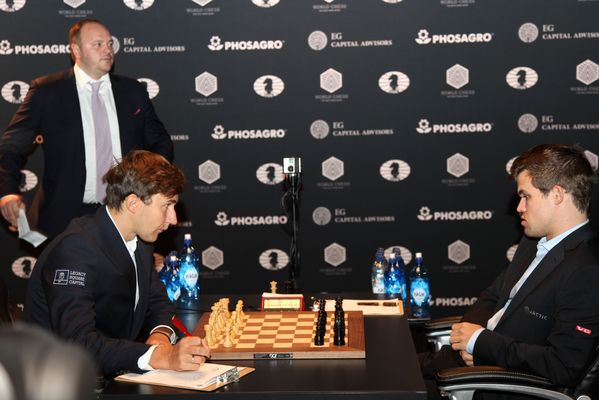
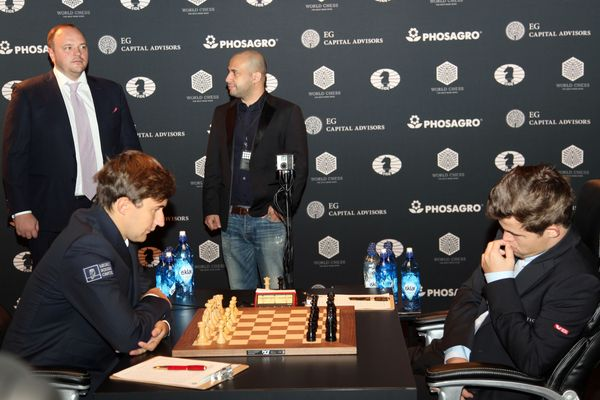
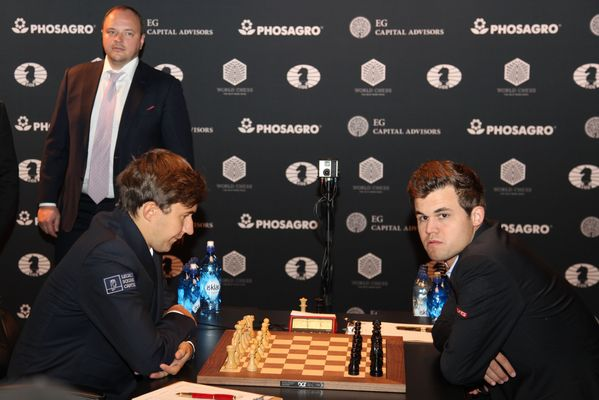
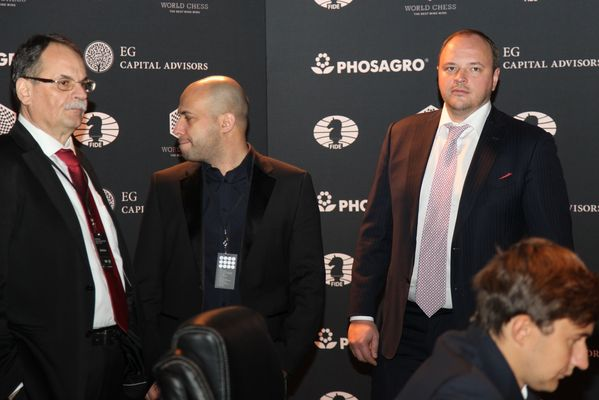
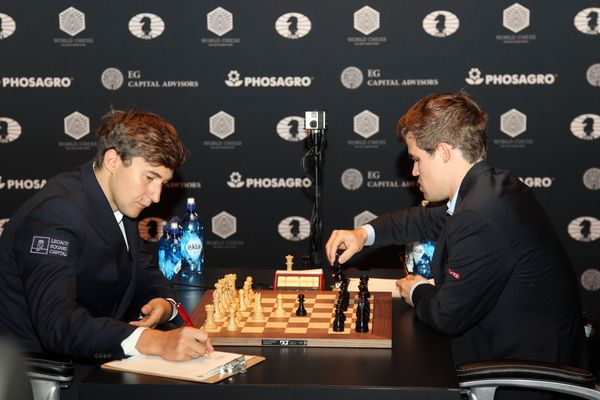
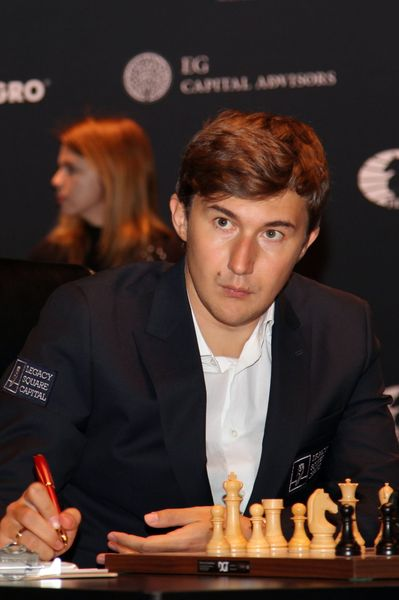
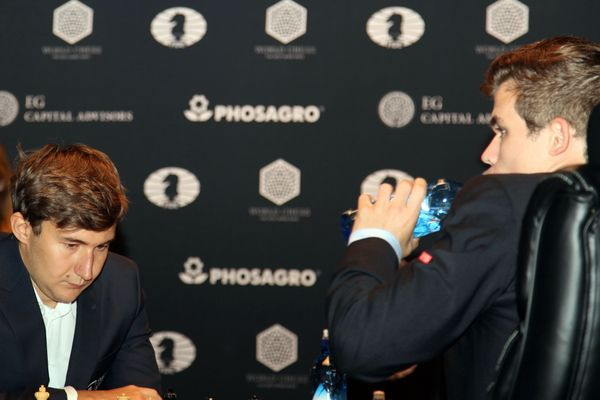
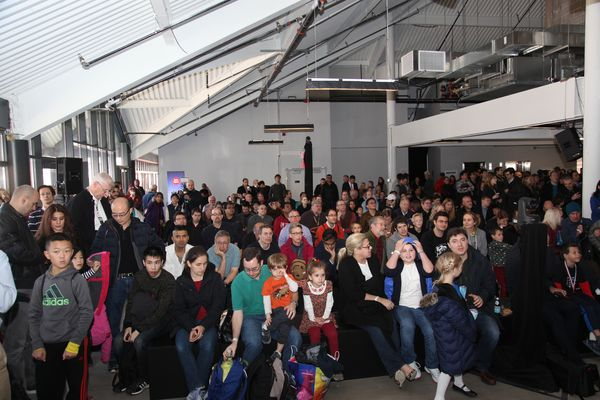
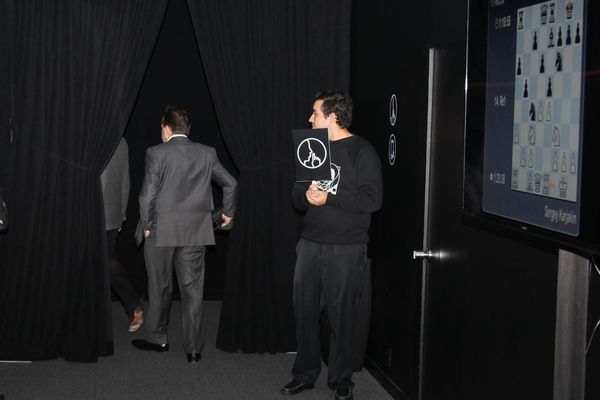
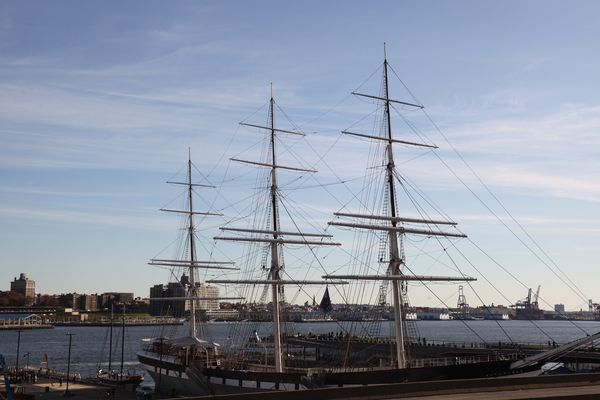
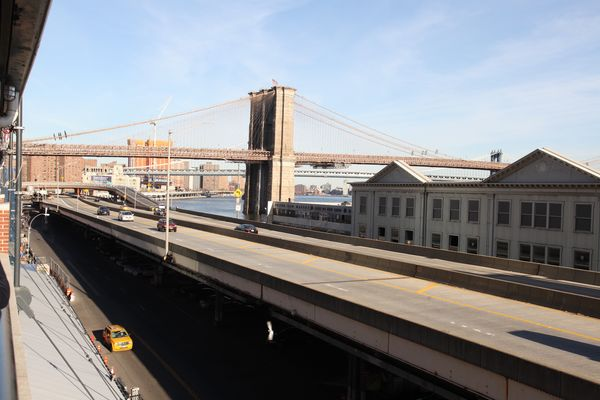
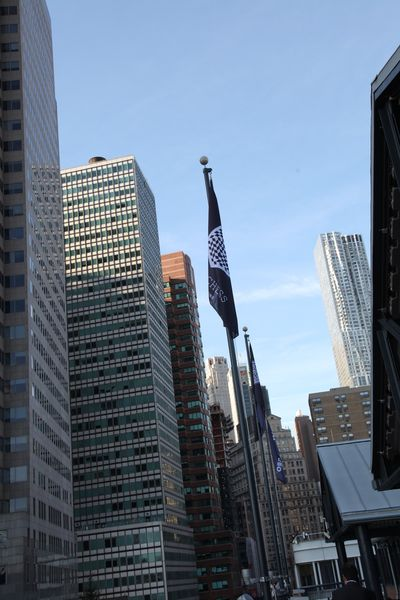
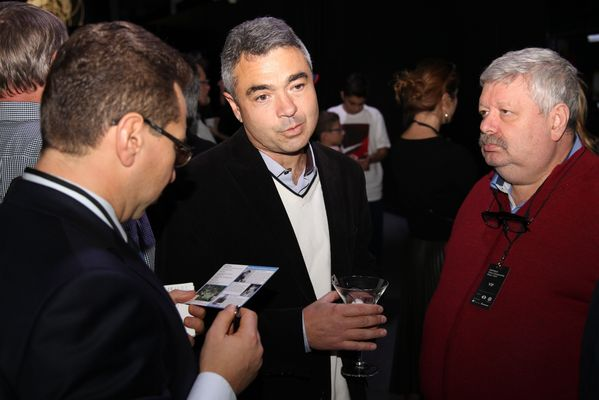
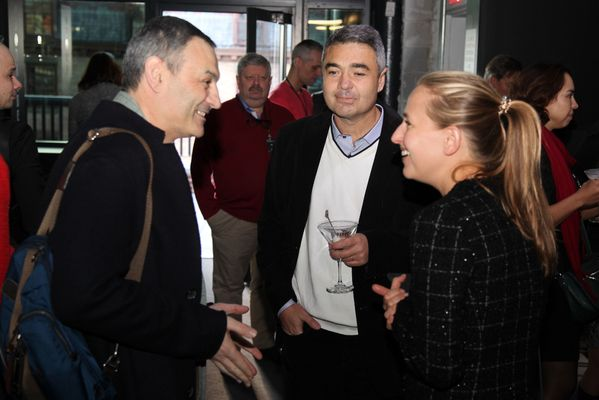
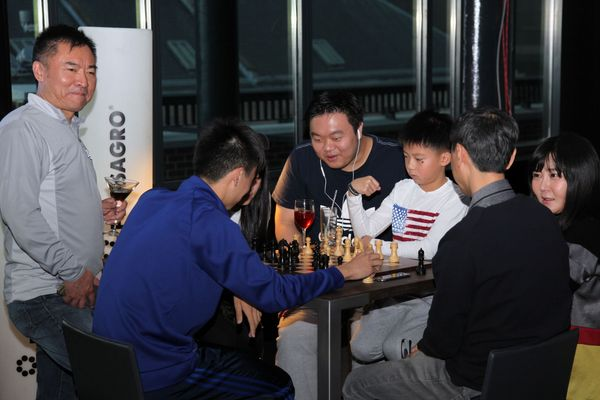
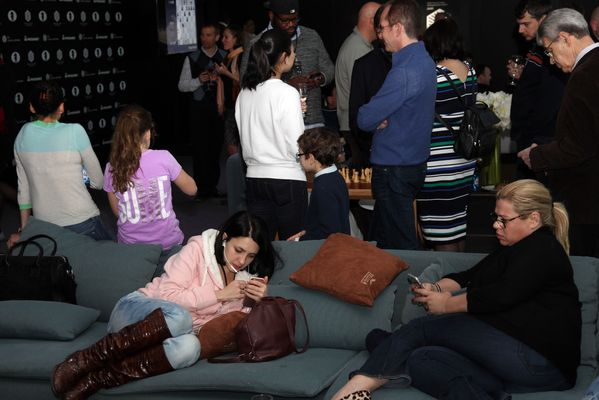
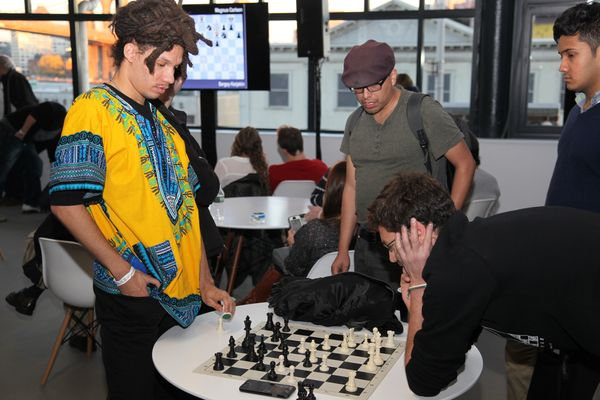
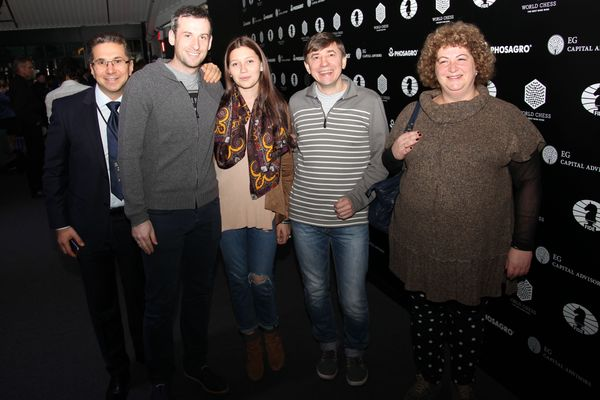

### Третья партия
|   | a | b | c | d | e | f | g | h |   |
| - | --- | --- | --- | --- | --- | --- | --- | --- | - |
| 8 | e7 белая ладья · f6 чёрный король · e5 белый конь · f5 белая пешка · h5 белый король · b4 чёрная пешка · h4 чёрная пешка · b3 белая пешка · h3 чёрная ладья | e7 белая ладья · f6 чёрный король · e5 белый конь · f5 белая пешка · h5 белый король · b4 чёрная пешка · h4 чёрная пешка · b3 белая пешка · h3 чёрная ладья | e7 белая ладья · f6 чёрный король · e5 белый конь · f5 белая пешка · h5 белый король · b4 чёрная пешка · h4 чёрная пешка · b3 белая пешка · h3 чёрная ладья | e7 белая ладья · f6 чёрный король · e5 белый конь · f5 белая пешка · h5 белый король · b4 чёрная пешка · h4 чёрная пешка · b3 белая пешка · h3 чёрная ладья | e7 белая ладья · f6 чёрный король · e5 белый конь · f5 белая пешка · h5 белый король · b4 чёрная пешка · h4 чёрная пешка · b3 белая пешка · h3 чёрная ладья | e7 белая ладья · f6 чёрный король · e5 белый конь · f5 белая пешка · h5 белый король · b4 чёрная пешка · h4 чёрная пешка · b3 белая пешка · h3 чёрная ладья | e7 белая ладья · f6 чёрный король · e5 белый конь · f5 белая пешка · h5 белый король · b4 чёрная пешка · h4 чёрная пешка · b3 белая пешка · h3 чёрная ладья | e7 белая ладья · f6 чёрный король · e5 белый конь · f5 белая пешка · h5 белый король · b4 чёрная пешка · h4 чёрная пешка · b3 белая пешка · h3 чёрная ладья | 8 |
| 7 | e7 белая ладья · f6 чёрный король · e5 белый конь · f5 белая пешка · h5 белый король · b4 чёрная пешка · h4 чёрная пешка · b3 белая пешка · h3 чёрная ладья | e7 белая ладья · f6 чёрный король · e5 белый конь · f5 белая пешка · h5 белый король · b4 чёрная пешка · h4 чёрная пешка · b3 белая пешка · h3 чёрная ладья | e7 белая ладья · f6 чёрный король · e5 белый конь · f5 белая пешка · h5 белый король · b4 чёрная пешка · h4 чёрная пешка · b3 белая пешка · h3 чёрная ладья | e7 белая ладья · f6 чёрный король · e5 белый конь · f5 белая пешка · h5 белый король · b4 чёрная пешка · h4 чёрная пешка · b3 белая пешка · h3 чёрная ладья | e7 белая ладья · f6 чёрный король · e5 белый конь · f5 белая пешка · h5 белый король · b4 чёрная пешка · h4 чёрная пешка · b3 белая пешка · h3 чёрная ладья | e7 белая ладья · f6 чёрный король · e5 белый конь · f5 белая пешка · h5 белый король · b4 чёрная пешка · h4 чёрная пешка · b3 белая пешка · h3 чёрная ладья | e7 белая ладья · f6 чёрный король · e5 белый конь · f5 белая пешка · h5 белый король · b4 чёрная пешка · h4 чёрная пешка · b3 белая пешка · h3 чёрная ладья | e7 белая ладья · f6 чёрный король · e5 белый конь · f5 белая пешка · h5 белый король · b4 чёрная пешка · h4 чёрная пешка · b3 белая пешка · h3 чёрная ладья | 7 |
| 6 | e7 белая ладья · f6 чёрный король · e5 белый конь · f5 белая пешка · h5 белый король · b4 чёрная пешка · h4 чёрная пешка · b3 белая пешка · h3 чёрная ладья | e7 белая ладья · f6 чёрный король · e5 белый конь · f5 белая пешка · h5 белый король · b4 чёрная пешка · h4 чёрная пешка · b3 белая пешка · h3 чёрная ладья | e7 белая ладья · f6 чёрный король · e5 белый конь · f5 белая пешка · h5 белый король · b4 чёрная пешка · h4 чёрная пешка · b3 белая пешка · h3 чёрная ладья | e7 белая ладья · f6 чёрный король · e5 белый конь · f5 белая пешка · h5 белый король · b4 чёрная пешка · h4 чёрная пешка · b3 белая пешка · h3 чёрная ладья | e7 белая ладья · f6 чёрный король · e5 белый конь · f5 белая пешка · h5 белый король · b4 чёрная пешка · h4 чёрная пешка · b3 белая пешка · h3 чёрная ладья | e7 белая ладья · f6 чёрный король · e5 белый конь · f5 белая пешка · h5 белый король · b4 чёрная пешка · h4 чёрная пешка · b3 белая пешка · h3 чёрная ладья | e7 белая ладья · f6 чёрный король · e5 белый конь · f5 белая пешка · h5 белый король · b4 чёрная пешка · h4 чёрная пешка · b3 белая пешка · h3 чёрная ладья | e7 белая ладья · f6 чёрный король · e5 белый конь · f5 белая пешка · h5 белый король · b4 чёрная пешка · h4 чёрная пешка · b3 белая пешка · h3 чёрная ладья | 6 |
| 5 | e7 белая ладья · f6 чёрный король · e5 белый конь · f5 белая пешка · h5 белый король · b4 чёрная пешка · h4 чёрная пешка · b3 белая пешка · h3 чёрная ладья | e7 белая ладья · f6 чёрный король · e5 белый конь · f5 белая пешка · h5 белый король · b4 чёрная пешка · h4 чёрная пешка · b3 белая пешка · h3 чёрная ладья | e7 белая ладья · f6 чёрный король · e5 белый конь · f5 белая пешка · h5 белый король · b4 чёрная пешка · h4 чёрная пешка · b3 белая пешка · h3 чёрная ладья | e7 белая ладья · f6 чёрный король · e5 белый конь · f5 белая пешка · h5 белый король · b4 чёрная пешка · h4 чёрная пешка · b3 белая пешка · h3 чёрная ладья | e7 белая ладья · f6 чёрный король · e5 белый конь · f5 белая пешка · h5 белый король · b4 чёрная пешка · h4 чёрная пешка · b3 белая пешка · h3 чёрная ладья | e7 белая ладья · f6 чёрный король · e5 белый конь · f5 белая пешка · h5 белый король · b4 чёрная пешка · h4 чёрная пешка · b3 белая пешка · h3 чёрная ладья | e7 белая ладья · f6 чёрный король · e5 белый конь · f5 белая пешка · h5 белый король · b4 чёрная пешка · h4 чёрная пешка · b3 белая пешка · h3 чёрная ладья | e7 белая ладья · f6 чёрный король · e5 белый конь · f5 белая пешка · h5 белый король · b4 чёрная пешка · h4 чёрная пешка · b3 белая пешка · h3 чёрная ладья | 5 |
| 4 | e7 белая ладья · f6 чёрный король · e5 белый конь · f5 белая пешка · h5 белый король · b4 чёрная пешка · h4 чёрная пешка · b3 белая пешка · h3 чёрная ладья | e7 белая ладья · f6 чёрный король · e5 белый конь · f5 белая пешка · h5 белый король · b4 чёрная пешка · h4 чёрная пешка · b3 белая пешка · h3 чёрная ладья | e7 белая ладья · f6 чёрный король · e5 белый конь · f5 белая пешка · h5 белый король · b4 чёрная пешка · h4 чёрная пешка · b3 белая пешка · h3 чёрная ладья | e7 белая ладья · f6 чёрный король · e5 белый конь · f5 белая пешка · h5 белый король · b4 чёрная пешка · h4 чёрная пешка · b3 белая пешка · h3 чёрная ладья | e7 белая ладья · f6 чёрный король · e5 белый конь · f5 белая пешка · h5 белый король · b4 чёрная пешка · h4 чёрная пешка · b3 белая пешка · h3 чёрная ладья | e7 белая ладья · f6 чёрный король · e5 белый конь · f5 белая пешка · h5 белый король · b4 чёрная пешка · h4 чёрная пешка · b3 белая пешка · h3 чёрная ладья | e7 белая ладья · f6 чёрный король · e5 белый конь · f5 белая пешка · h5 белый король · b4 чёрная пешка · h4 чёрная пешка · b3 белая пешка · h3 чёрная ладья | e7 белая ладья · f6 чёрный король · e5 белый конь · f5 белая пешка · h5 белый король · b4 чёрная пешка · h4 чёрная пешка · b3 белая пешка · h3 чёрная ладья | 4 |
| 3 | e7 белая ладья · f6 чёрный король · e5 белый конь · f5 белая пешка · h5 белый король · b4 чёрная пешка · h4 чёрная пешка · b3 белая пешка · h3 чёрная ладья | e7 белая ладья · f6 чёрный король · e5 белый конь · f5 белая пешка · h5 белый король · b4 чёрная пешка · h4 чёрная пешка · b3 белая пешка · h3 чёрная ладья | e7 белая ладья · f6 чёрный король · e5 белый конь · f5 белая пешка · h5 белый король · b4 чёрная пешка · h4 чёрная пешка · b3 белая пешка · h3 чёрная ладья | e7 белая ладья · f6 чёрный король · e5 белый конь · f5 белая пешка · h5 белый король · b4 чёрная пешка · h4 чёрная пешка · b3 белая пешка · h3 чёрная ладья | e7 белая ладья · f6 чёрный король · e5 белый конь · f5 белая пешка · h5 белый король · b4 чёрная пешка · h4 чёрная пешка · b3 белая пешка · h3 чёрная ладья | e7 белая ладья · f6 чёрный король · e5 белый конь · f5 белая пешка · h5 белый король · b4 чёрная пешка · h4 чёрная пешка · b3 белая пешка · h3 чёрная ладья | e7 белая ладья · f6 чёрный король · e5 белый конь · f5 белая пешка · h5 белый король · b4 чёрная пешка · h4 чёрная пешка · b3 белая пешка · h3 чёрная ладья | e7 белая ладья · f6 чёрный король · e5 белый конь · f5 белая пешка · h5 белый король · b4 чёрная пешка · h4 чёрная пешка · b3 белая пешка · h3 чёрная ладья | 3 |
| 2 | e7 белая ладья · f6 чёрный король · e5 белый конь · f5 белая пешка · h5 белый король · b4 чёрная пешка · h4 чёрная пешка · b3 белая пешка · h3 чёрная ладья | e7 белая ладья · f6 чёрный король · e5 белый конь · f5 белая пешка · h5 белый король · b4 чёрная пешка · h4 чёрная пешка · b3 белая пешка · h3 чёрная ладья | e7 белая ладья · f6 чёрный король · e5 белый конь · f5 белая пешка · h5 белый король · b4 чёрная пешка · h4 чёрная пешка · b3 белая пешка · h3 чёрная ладья | e7 белая ладья · f6 чёрный король · e5 белый конь · f5 белая пешка · h5 белый король · b4 чёрная пешка · h4 чёрная пешка · b3 белая пешка · h3 чёрная ладья | e7 белая ладья · f6 чёрный король · e5 белый конь · f5 белая пешка · h5 белый король · b4 чёрная пешка · h4 чёрная пешка · b3 белая пешка · h3 чёрная ладья | e7 белая ладья · f6 чёрный король · e5 белый конь · f5 белая пешка · h5 белый король · b4 чёрная пешка · h4 чёрная пешка · b3 белая пешка · h3 чёрная ладья | e7 белая ладья · f6 чёрный король · e5 белый конь · f5 белая пешка · h5 белый король · b4 чёрная пешка · h4 чёрная пешка · b3 белая пешка · h3 чёрная ладья | e7 белая ладья · f6 чёрный король · e5 белый конь · f5 белая пешка · h5 белый король · b4 чёрная пешка · h4 чёрная пешка · b3 белая пешка · h3 чёрная ладья | 2 |
| 1 | e7 белая ладья · f6 чёрный король · e5 белый конь · f5 белая пешка · h5 белый король · b4 чёрная пешка · h4 чёрная пешка · b3 белая пешка · h3 чёрная ладья | e7 белая ладья · f6 чёрный король · e5 белый конь · f5 белая пешка · h5 белый король · b4 чёрная пешка · h4 чёрная пешка · b3 белая пешка · h3 чёрная ладья | e7 белая ладья · f6 чёрный король · e5 белый конь · f5 белая пешка · h5 белый король · b4 чёрная пешка · h4 чёрная пешка · b3 белая пешка · h3 чёрная ладья | e7 белая ладья · f6 чёрный король · e5 белый конь · f5 белая пешка · h5 белый король · b4 чёрная пешка · h4 чёрная пешка · b3 белая пешка · h3 чёрная ладья | e7 белая ладья · f6 чёрный король · e5 белый конь · f5 белая пешка · h5 белый король · b4 чёрная пешка · h4 чёрная пешка · b3 белая пешка · h3 чёрная ладья | e7 белая ладья · f6 чёрный король · e5 белый конь · f5 белая пешка · h5 белый король · b4 чёрная пешка · h4 чёрная пешка · b3 белая пешка · h3 чёрная ладья | e7 белая ладья · f6 чёрный король · e5 белый конь · f5 белая пешка · h5 белый король · b4 чёрная пешка · h4 чёрная пешка · b3 белая пешка · h3 чёрная ладья | e7 белая ладья · f6 чёрный король · e5 белый конь · f5 белая пешка · h5 белый король · b4 чёрная пешка · h4 чёрная пешка · b3 белая пешка · h3 чёрная ладья | 1 |
|   | a | b | c | d | e | f | g | h |   |

Карлсен — Карякин

14 ноября

Испанская партия (Берлинская защита; C67)

[Event "3 партия"] [Site "Нью-Йорк"] [Date "14.11.2016"] [White "Магнус Карлсен"] [Black "Сергей Карякин"] 
[Result "1/2-1/2"] [ECO "C67"] [WhiteElo "2853"] [BlackElo "2772"] [PlyCount "156"] [EventDate "11.11.2016"] [Round "3"] [EventType "match"] [EventCountry "USA"] 1.e4 e5 2.Nf3 Nc6 3.Bb5 Nf6 4.O-O Nxe4 5.Re1 Nd6 6.Nxe5 Be7 7.Bf1 Nxe5 8.Rxe5 O-O 9.d4 Bf6 10.Re2 b6 11.Re1 Re8 12.Bf4 Rxe1 13.Qxe1 Qe7 14.Nc3 Bb7 15.Qxe7 Bxe7 16.a4 a6 17.g3 g5 18.Bxd6 Bxd6 19.Bg2 Bxg2 20.Kxg2 f5 21.Nd5 Kf7 22.Ne3 Kf6 23.Nc4 Bf8 24.Re1 Rd8 25.f4 gxf4 26.gxf4 b5 27.axb5 axb5 28.Ne3 c6 29.Kf3 Ra8 30.Rg1 Ra2 31.b3 c5 32.Rg8 Kf7 33.Rg2 cxd4 34.Nxf5 d3 35.cxd3 Ra1 36.Nd4 b4 37.Rg5 Rb1 38.Rf5+ Ke8 39.Rb5 Rf1+ 40.Ke4 Re1+ 41.Kf5 Rd1 42.Re5+ Kf7 43.Rd5 Rxd3 44.Rxd7+ Ke8 45.Rd5 Rh3 46.Re5+ Kf7 47.Re2 Bg7 48.Nc6 Rh5+ 49.Kg4 Rc5 50.Nd8+ Kg6 51.Ne6 h5+ 52.Kf3 Rc3+ 53.Ke4 Bf6 54.Re3 h4 55.h3 Rc1 56.Nf8+ Kf7 57.Nd7 Ke6 58.Nb6 Rd1 59.f5+
Kf7 60.Nc4 Rd4+ 61.Kf3 Bg5 62.Re4 Rd3+ 63.Kg4 Rg3+ 64.Kh5 Be7 65.Ne5+ Kf6 66.Ng4+ Kf7 67.Re6 Rxh3 68.Ne5+ Kg7 69.Rxe7+ Kf6 70.Nc6 Kxf5 71.Na5 Rh1 72.Rb7 Ra1 73.Rb5+ Kf4 74.Rxb4+ Kg3 75.Rg4+ Kf2 76.Nc4 h3 77.Rh4 Kg3 78.Rg4+ Kf2 1/2-1/2

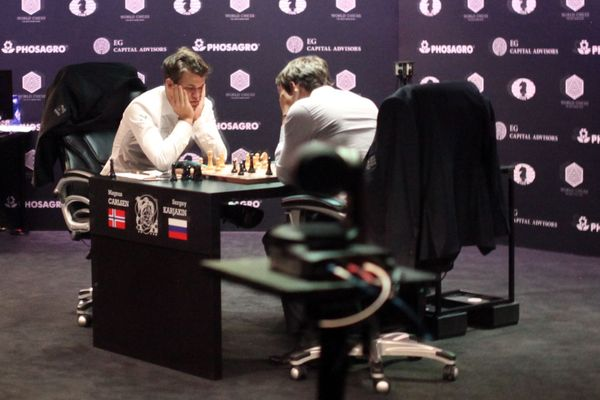
Карлсен — Карякин, 3-я партия

Соперники разыграли так называемый антиберлинский вариант испанской партии, где на 10-м ходу белые применили редкое продолжение, почти не встречавшееся на практике, — 10.Re2 вместо 10.Re1. Сергей надолго задумался и нашёл интересное возражение, очевидно, также «сбив» чемпиона мира с домашней подготовки. Вскоре на доске возникло окончание с точно таким же соотношением материала, как и в первой партии: ладья и конь у Карлсена против ладьи и слона у Карякина. Белые сохранили небольшую инициативу, поскольку их конь был очень активен, тогда как чёрному слону пришлось отойти на край доски, где он выполнял чисто оборонительные функции. В то же время позиция чёрных оставалась очень крепкой.
После партии Карякин раскритиковал свой ход 24…Rd8, предложив взамен 24…d5 с нормальной игрой. В партии же после 25.f4! белые добились комфортного преимущества. Претендент перегруппировал свои силы и выстроил на ферзевом фланге прочную оборонительную линию, однако затем поторопился с активными действиями — вместо 30…Ra2 заслуживало внимания хоть и пассивное, но надёжное 30…Bh6, прикрывая все поля вторжения. Чемпион мира чётко воспользовался неточностью соперника и выиграл пешку. Впрочем, запас прочности в позиции чёрных оставался довольно большим, поскольку все пешки белых были разъединены и легко могли стать объектом атаки неприятельской ладьи.
Партия продолжалась почти семь часов, гроссмейстеры сделали 78 ходов. Магнус изобретательно нагнетал напряжение, Сергей терпеливо оборонялся. Конечно же, в такой упорной борьбе ошибки были неизбежны. В районе 65-го хода Карякин просчитался и оказался на грани поражения. Ему пришлось отдать слона за две пешки, но одну пешку белые сумели сохранить, и она могла принести им победу. Однако последним в этой многострадальной партии ошибся чемпион мира, позволив Сергею Карякину спасти пол-очка.
Пётр Свидлер назвал защиту Карякина в эндшпиле эпической.
- Интервью с Александрой Костенюк на Матч ТВ о третьей партии
- Обзор Сергея Шипова третьей партии

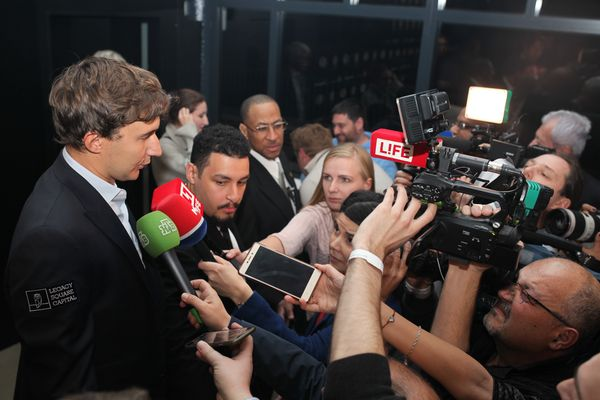
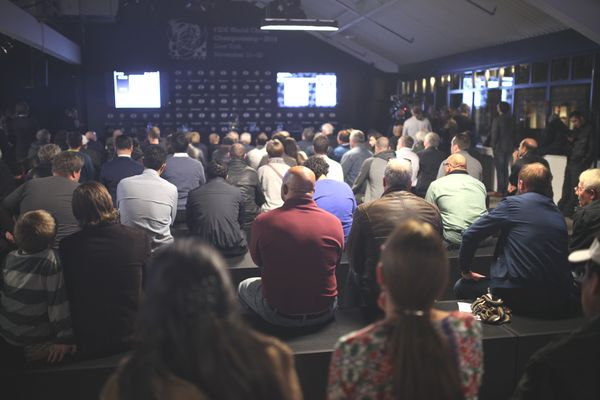
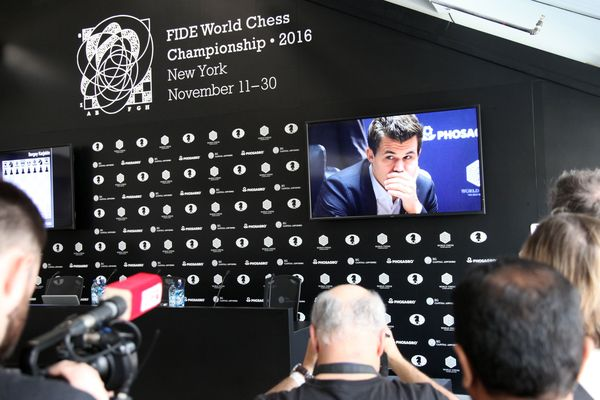
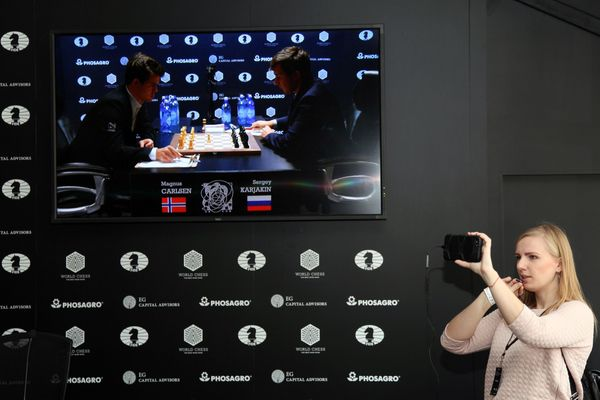
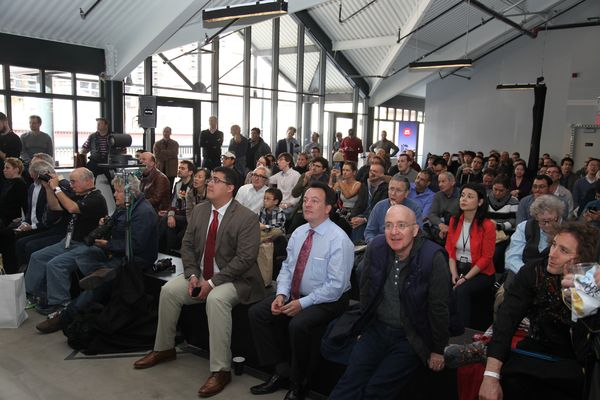
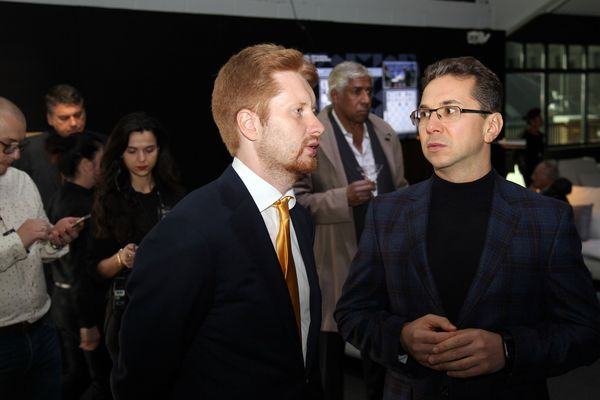
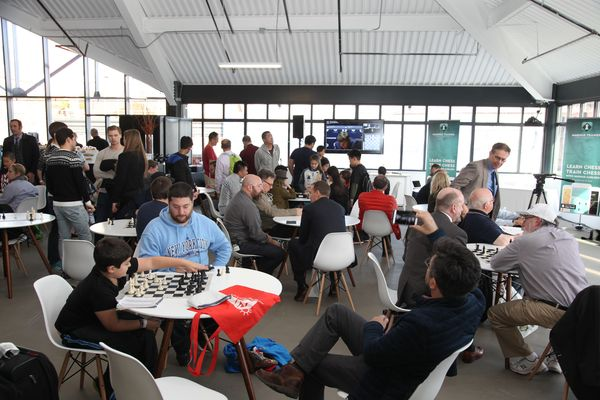
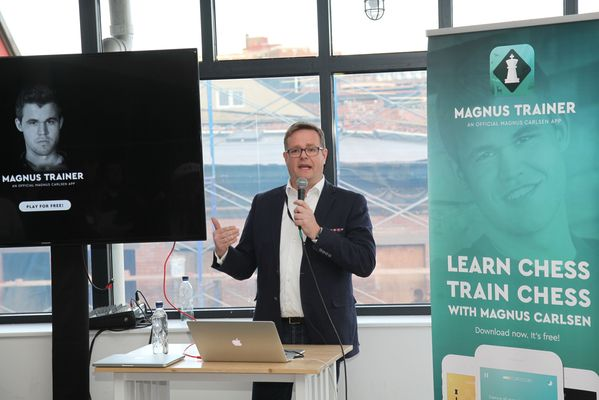
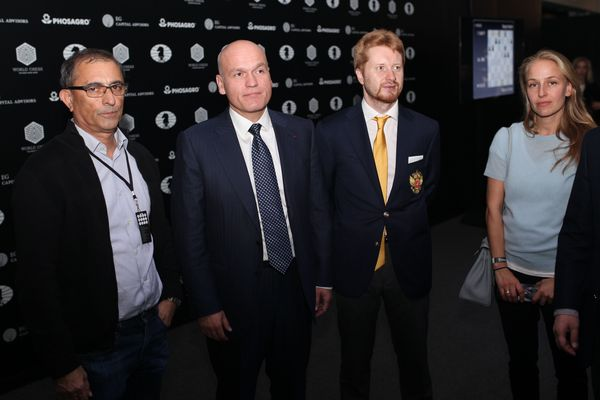
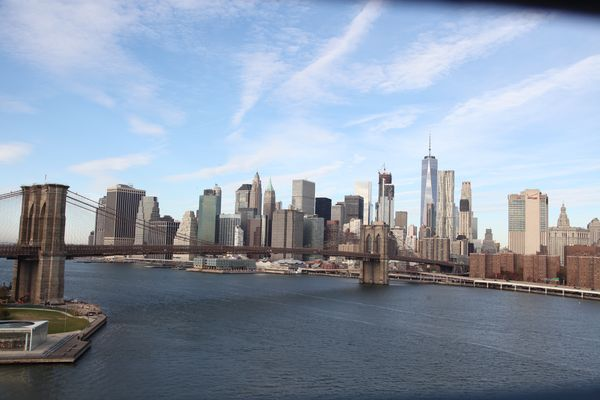
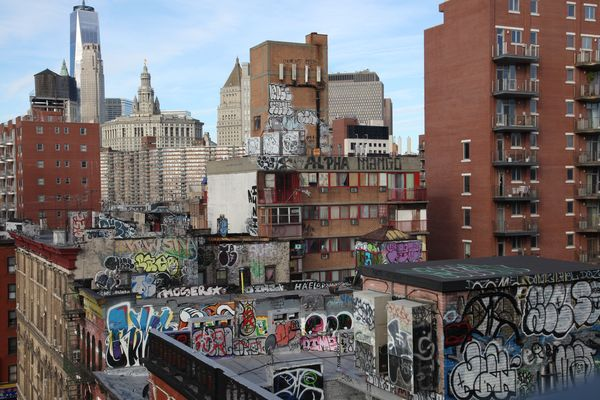
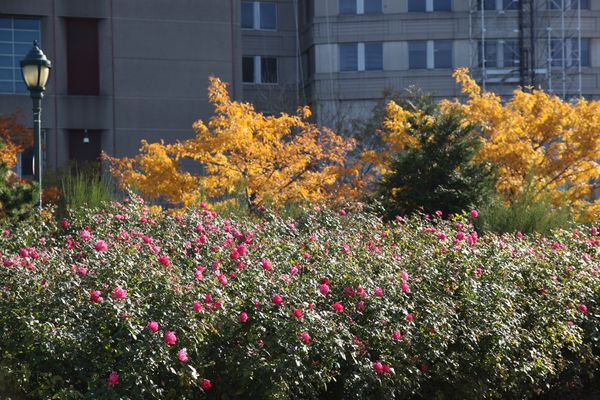
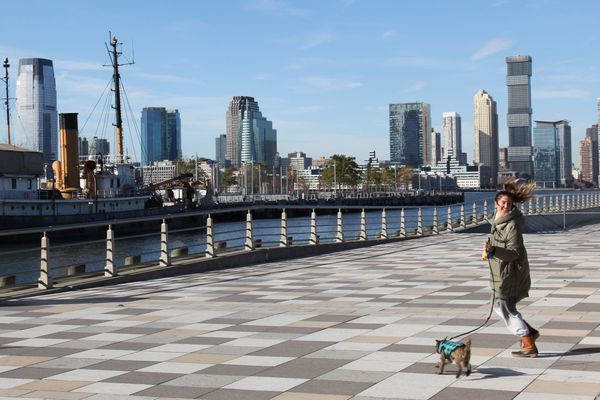
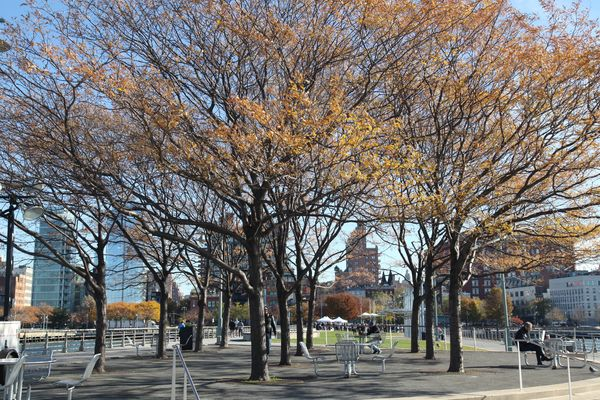
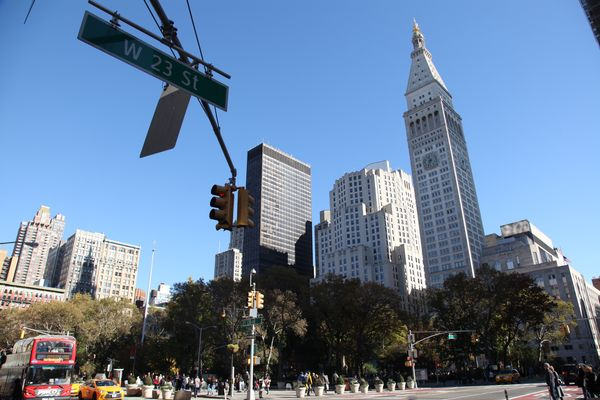
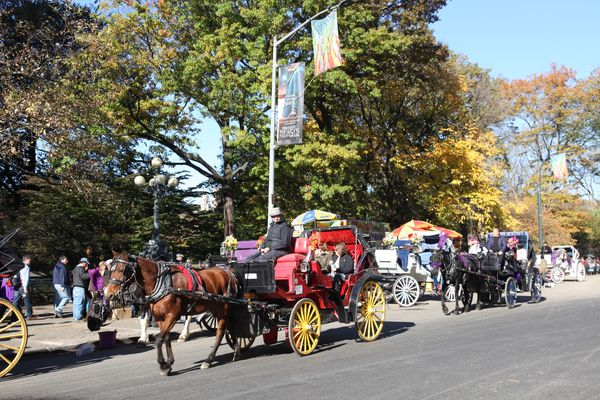
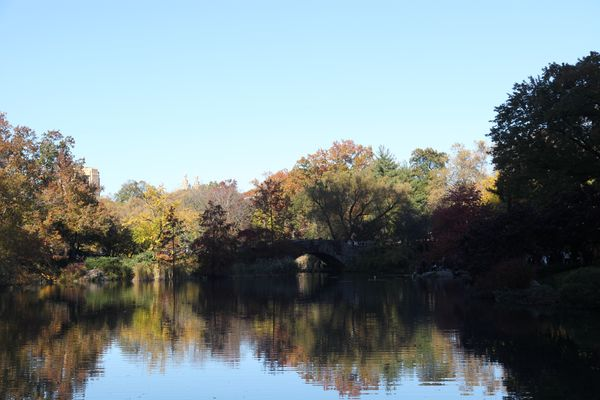
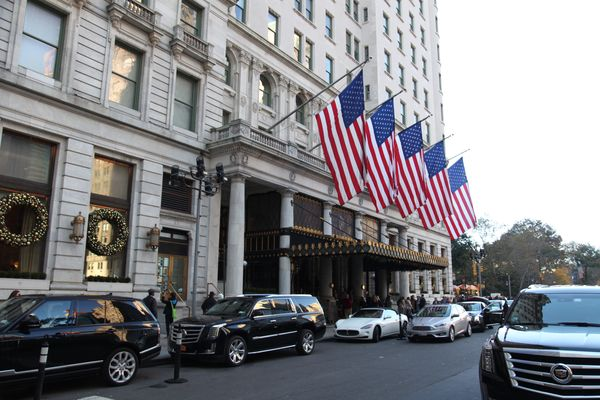
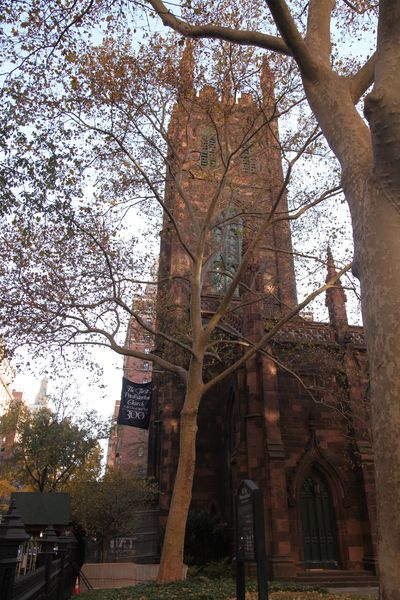
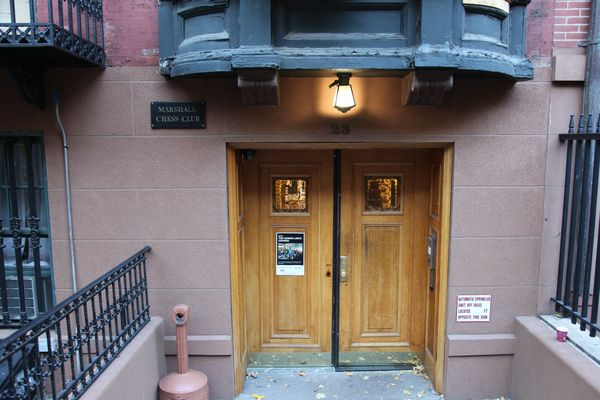
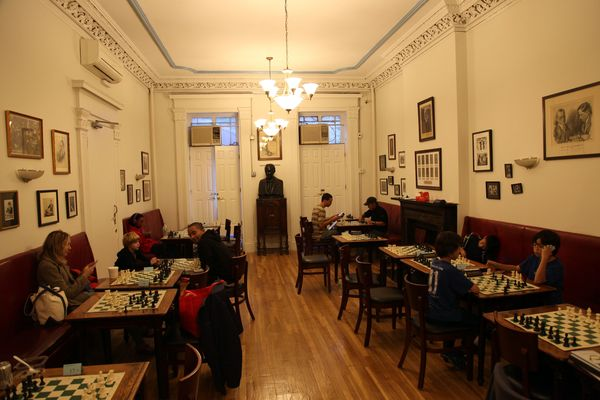
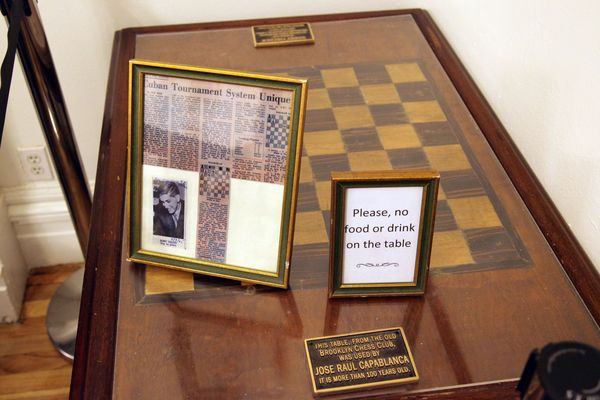
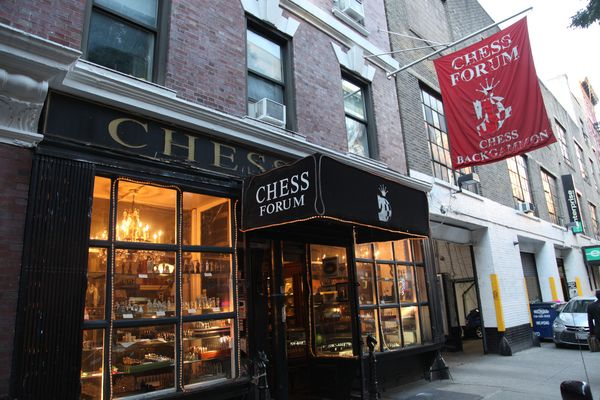
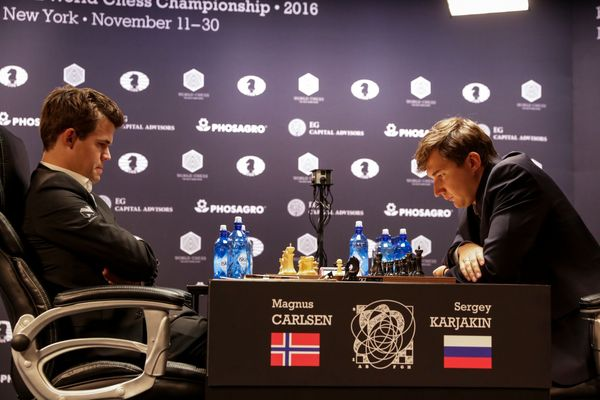

### Четвёртая партия
|   | a | b | c | d | e | f | g | h |   |
| - | --- | --- | --- | --- | --- | --- | --- | --- | - |
| 8 | a8 чёрная ладья · e8 чёрная ладья · f8 чёрный слон · g8 чёрный король · b7 чёрный слон · c7 чёрная пешка · d7 чёрный ферзь · f7 чёрная пешка · g7 чёрная пешка · a6 чёрная пешка · f6 чёрный конь · h6 чёрная пешка · b5 чёрная пешка · e5 чёрная пешка · c4 чёрный конь · e4 белая пешка · a3 белая пешка · c3 белая пешка · f3 белый ферзь · h3 белая пешка · a2 белый слон · b2 белая пешка · f2 белая пешка · g2 белая пешка · h2 белый конь · a1 белая ладья · c1 белый слон · e1 белая ладья · f1 белый конь · g1 белый король | a8 чёрная ладья · e8 чёрная ладья · f8 чёрный слон · g8 чёрный король · b7 чёрный слон · c7 чёрная пешка · d7 чёрный ферзь · f7 чёрная пешка · g7 чёрная пешка · a6 чёрная пешка · f6 чёрный конь · h6 чёрная пешка · b5 чёрная пешка · e5 чёрная пешка · c4 чёрный конь · e4 белая пешка · a3 белая пешка · c3 белая пешка · f3 белый ферзь · h3 белая пешка · a2 белый слон · b2 белая пешка · f2 белая пешка · g2 белая пешка · h2 белый конь · a1 белая ладья · c1 белый слон · e1 белая ладья · f1 белый конь · g1 белый король | a8 чёрная ладья · e8 чёрная ладья · f8 чёрный слон · g8 чёрный король · b7 чёрный слон · c7 чёрная пешка · d7 чёрный ферзь · f7 чёрная пешка · g7 чёрная пешка · a6 чёрная пешка · f6 чёрный конь · h6 чёрная пешка · b5 чёрная пешка · e5 чёрная пешка · c4 чёрный конь · e4 белая пешка · a3 белая пешка · c3 белая пешка · f3 белый ферзь · h3 белая пешка · a2 белый слон · b2 белая пешка · f2 белая пешка · g2 белая пешка · h2 белый конь · a1 белая ладья · c1 белый слон · e1 белая ладья · f1 белый конь · g1 белый король | a8 чёрная ладья · e8 чёрная ладья · f8 чёрный слон · g8 чёрный король · b7 чёрный слон · c7 чёрная пешка · d7 чёрный ферзь · f7 чёрная пешка · g7 чёрная пешка · a6 чёрная пешка · f6 чёрный конь · h6 чёрная пешка · b5 чёрная пешка · e5 чёрная пешка · c4 чёрный конь · e4 белая пешка · a3 белая пешка · c3 белая пешка · f3 белый ферзь · h3 белая пешка · a2 белый слон · b2 белая пешка · f2 белая пешка · g2 белая пешка · h2 белый конь · a1 белая ладья · c1 белый слон · e1 белая ладья · f1 белый конь · g1 белый король | a8 чёрная ладья · e8 чёрная ладья · f8 чёрный слон · g8 чёрный король · b7 чёрный слон · c7 чёрная пешка · d7 чёрный ферзь · f7 чёрная пешка · g7 чёрная пешка · a6 чёрная пешка · f6 чёрный конь · h6 чёрная пешка · b5 чёрная пешка · e5 чёрная пешка · c4 чёрный конь · e4 белая пешка · a3 белая пешка · c3 белая пешка · f3 белый ферзь · h3 белая пешка · a2 белый слон · b2 белая пешка · f2 белая пешка · g2 белая пешка · h2 белый конь · a1 белая ладья · c1 белый слон · e1 белая ладья · f1 белый конь · g1 белый король | a8 чёрная ладья · e8 чёрная ладья · f8 чёрный слон · g8 чёрный король · b7 чёрный слон · c7 чёрная пешка · d7 чёрный ферзь · f7 чёрная пешка · g7 чёрная пешка · a6 чёрная пешка · f6 чёрный конь · h6 чёрная пешка · b5 чёрная пешка · e5 чёрная пешка · c4 чёрный конь · e4 белая пешка · a3 белая пешка · c3 белая пешка · f3 белый ферзь · h3 белая пешка · a2 белый слон · b2 белая пешка · f2 белая пешка · g2 белая пешка · h2 белый конь · a1 белая ладья · c1 белый слон · e1 белая ладья · f1 белый конь · g1 белый король | a8 чёрная ладья · e8 чёрная ладья · f8 чёрный слон · g8 чёрный король · b7 чёрный слон · c7 чёрная пешка · d7 чёрный ферзь · f7 чёрная пешка · g7 чёрная пешка · a6 чёрная пешка · f6 чёрный конь · h6 чёрная пешка · b5 чёрная пешка · e5 чёрная пешка · c4 чёрный конь · e4 белая пешка · a3 белая пешка · c3 белая пешка · f3 белый ферзь · h3 белая пешка · a2 белый слон · b2 белая пешка · f2 белая пешка · g2 белая пешка · h2 белый конь · a1 белая ладья · c1 белый слон · e1 белая ладья · f1 белый конь · g1 белый король | a8 чёрная ладья · e8 чёрная ладья · f8 чёрный слон · g8 чёрный король · b7 чёрный слон · c7 чёрная пешка · d7 чёрный ферзь · f7 чёрная пешка · g7 чёрная пешка · a6 чёрная пешка · f6 чёрный конь · h6 чёрная пешка · b5 чёрная пешка · e5 чёрная пешка · c4 чёрный конь · e4 белая пешка · a3 белая пешка · c3 белая пешка · f3 белый ферзь · h3 белая пешка · a2 белый слон · b2 белая пешка · f2 белая пешка · g2 белая пешка · h2 белый конь · a1 белая ладья · c1 белый слон · e1 белая ладья · f1 белый конь · g1 белый король | 8 |
| 7 | a8 чёрная ладья · e8 чёрная ладья · f8 чёрный слон · g8 чёрный король · b7 чёрный слон · c7 чёрная пешка · d7 чёрный ферзь · f7 чёрная пешка · g7 чёрная пешка · a6 чёрная пешка · f6 чёрный конь · h6 чёрная пешка · b5 чёрная пешка · e5 чёрная пешка · c4 чёрный конь · e4 белая пешка · a3 белая пешка · c3 белая пешка · f3 белый ферзь · h3 белая пешка · a2 белый слон · b2 белая пешка · f2 белая пешка · g2 белая пешка · h2 белый конь · a1 белая ладья · c1 белый слон · e1 белая ладья · f1 белый конь · g1 белый король | a8 чёрная ладья · e8 чёрная ладья · f8 чёрный слон · g8 чёрный король · b7 чёрный слон · c7 чёрная пешка · d7 чёрный ферзь · f7 чёрная пешка · g7 чёрная пешка · a6 чёрная пешка · f6 чёрный конь · h6 чёрная пешка · b5 чёрная пешка · e5 чёрная пешка · c4 чёрный конь · e4 белая пешка · a3 белая пешка · c3 белая пешка · f3 белый ферзь · h3 белая пешка · a2 белый слон · b2 белая пешка · f2 белая пешка · g2 белая пешка · h2 белый конь · a1 белая ладья · c1 белый слон · e1 белая ладья · f1 белый конь · g1 белый король | a8 чёрная ладья · e8 чёрная ладья · f8 чёрный слон · g8 чёрный король · b7 чёрный слон · c7 чёрная пешка · d7 чёрный ферзь · f7 чёрная пешка · g7 чёрная пешка · a6 чёрная пешка · f6 чёрный конь · h6 чёрная пешка · b5 чёрная пешка · e5 чёрная пешка · c4 чёрный конь · e4 белая пешка · a3 белая пешка · c3 белая пешка · f3 белый ферзь · h3 белая пешка · a2 белый слон · b2 белая пешка · f2 белая пешка · g2 белая пешка · h2 белый конь · a1 белая ладья · c1 белый слон · e1 белая ладья · f1 белый конь · g1 белый король | a8 чёрная ладья · e8 чёрная ладья · f8 чёрный слон · g8 чёрный король · b7 чёрный слон · c7 чёрная пешка · d7 чёрный ферзь · f7 чёрная пешка · g7 чёрная пешка · a6 чёрная пешка · f6 чёрный конь · h6 чёрная пешка · b5 чёрная пешка · e5 чёрная пешка · c4 чёрный конь · e4 белая пешка · a3 белая пешка · c3 белая пешка · f3 белый ферзь · h3 белая пешка · a2 белый слон · b2 белая пешка · f2 белая пешка · g2 белая пешка · h2 белый конь · a1 белая ладья · c1 белый слон · e1 белая ладья · f1 белый конь · g1 белый король | a8 чёрная ладья · e8 чёрная ладья · f8 чёрный слон · g8 чёрный король · b7 чёрный слон · c7 чёрная пешка · d7 чёрный ферзь · f7 чёрная пешка · g7 чёрная пешка · a6 чёрная пешка · f6 чёрный конь · h6 чёрная пешка · b5 чёрная пешка · e5 чёрная пешка · c4 чёрный конь · e4 белая пешка · a3 белая пешка · c3 белая пешка · f3 белый ферзь · h3 белая пешка · a2 белый слон · b2 белая пешка · f2 белая пешка · g2 белая пешка · h2 белый конь · a1 белая ладья · c1 белый слон · e1 белая ладья · f1 белый конь · g1 белый король | a8 чёрная ладья · e8 чёрная ладья · f8 чёрный слон · g8 чёрный король · b7 чёрный слон · c7 чёрная пешка · d7 чёрный ферзь · f7 чёрная пешка · g7 чёрная пешка · a6 чёрная пешка · f6 чёрный конь · h6 чёрная пешка · b5 чёрная пешка · e5 чёрная пешка · c4 чёрный конь · e4 белая пешка · a3 белая пешка · c3 белая пешка · f3 белый ферзь · h3 белая пешка · a2 белый слон · b2 белая пешка · f2 белая пешка · g2 белая пешка · h2 белый конь · a1 белая ладья · c1 белый слон · e1 белая ладья · f1 белый конь · g1 белый король | a8 чёрная ладья · e8 чёрная ладья · f8 чёрный слон · g8 чёрный король · b7 чёрный слон · c7 чёрная пешка · d7 чёрный ферзь · f7 чёрная пешка · g7 чёрная пешка · a6 чёрная пешка · f6 чёрный конь · h6 чёрная пешка · b5 чёрная пешка · e5 чёрная пешка · c4 чёрный конь · e4 белая пешка · a3 белая пешка · c3 белая пешка · f3 белый ферзь · h3 белая пешка · a2 белый слон · b2 белая пешка · f2 белая пешка · g2 белая пешка · h2 белый конь · a1 белая ладья · c1 белый слон · e1 белая ладья · f1 белый конь · g1 белый король | a8 чёрная ладья · e8 чёрная ладья · f8 чёрный слон · g8 чёрный король · b7 чёрный слон · c7 чёрная пешка · d7 чёрный ферзь · f7 чёрная пешка · g7 чёрная пешка · a6 чёрная пешка · f6 чёрный конь · h6 чёрная пешка · b5 чёрная пешка · e5 чёрная пешка · c4 чёрный конь · e4 белая пешка · a3 белая пешка · c3 белая пешка · f3 белый ферзь · h3 белая пешка · a2 белый слон · b2 белая пешка · f2 белая пешка · g2 белая пешка · h2 белый конь · a1 белая ладья · c1 белый слон · e1 белая ладья · f1 белый конь · g1 белый король | 7 |
| 6 | a8 чёрная ладья · e8 чёрная ладья · f8 чёрный слон · g8 чёрный король · b7 чёрный слон · c7 чёрная пешка · d7 чёрный ферзь · f7 чёрная пешка · g7 чёрная пешка · a6 чёрная пешка · f6 чёрный конь · h6 чёрная пешка · b5 чёрная пешка · e5 чёрная пешка · c4 чёрный конь · e4 белая пешка · a3 белая пешка · c3 белая пешка · f3 белый ферзь · h3 белая пешка · a2 белый слон · b2 белая пешка · f2 белая пешка · g2 белая пешка · h2 белый конь · a1 белая ладья · c1 белый слон · e1 белая ладья · f1 белый конь · g1 белый король | a8 чёрная ладья · e8 чёрная ладья · f8 чёрный слон · g8 чёрный король · b7 чёрный слон · c7 чёрная пешка · d7 чёрный ферзь · f7 чёрная пешка · g7 чёрная пешка · a6 чёрная пешка · f6 чёрный конь · h6 чёрная пешка · b5 чёрная пешка · e5 чёрная пешка · c4 чёрный конь · e4 белая пешка · a3 белая пешка · c3 белая пешка · f3 белый ферзь · h3 белая пешка · a2 белый слон · b2 белая пешка · f2 белая пешка · g2 белая пешка · h2 белый конь · a1 белая ладья · c1 белый слон · e1 белая ладья · f1 белый конь · g1 белый король | a8 чёрная ладья · e8 чёрная ладья · f8 чёрный слон · g8 чёрный король · b7 чёрный слон · c7 чёрная пешка · d7 чёрный ферзь · f7 чёрная пешка · g7 чёрная пешка · a6 чёрная пешка · f6 чёрный конь · h6 чёрная пешка · b5 чёрная пешка · e5 чёрная пешка · c4 чёрный конь · e4 белая пешка · a3 белая пешка · c3 белая пешка · f3 белый ферзь · h3 белая пешка · a2 белый слон · b2 белая пешка · f2 белая пешка · g2 белая пешка · h2 белый конь · a1 белая ладья · c1 белый слон · e1 белая ладья · f1 белый конь · g1 белый король | a8 чёрная ладья · e8 чёрная ладья · f8 чёрный слон · g8 чёрный король · b7 чёрный слон · c7 чёрная пешка · d7 чёрный ферзь · f7 чёрная пешка · g7 чёрная пешка · a6 чёрная пешка · f6 чёрный конь · h6 чёрная пешка · b5 чёрная пешка · e5 чёрная пешка · c4 чёрный конь · e4 белая пешка · a3 белая пешка · c3 белая пешка · f3 белый ферзь · h3 белая пешка · a2 белый слон · b2 белая пешка · f2 белая пешка · g2 белая пешка · h2 белый конь · a1 белая ладья · c1 белый слон · e1 белая ладья · f1 белый конь · g1 белый король | a8 чёрная ладья · e8 чёрная ладья · f8 чёрный слон · g8 чёрный король · b7 чёрный слон · c7 чёрная пешка · d7 чёрный ферзь · f7 чёрная пешка · g7 чёрная пешка · a6 чёрная пешка · f6 чёрный конь · h6 чёрная пешка · b5 чёрная пешка · e5 чёрная пешка · c4 чёрный конь · e4 белая пешка · a3 белая пешка · c3 белая пешка · f3 белый ферзь · h3 белая пешка · a2 белый слон · b2 белая пешка · f2 белая пешка · g2 белая пешка · h2 белый конь · a1 белая ладья · c1 белый слон · e1 белая ладья · f1 белый конь · g1 белый король | a8 чёрная ладья · e8 чёрная ладья · f8 чёрный слон · g8 чёрный король · b7 чёрный слон · c7 чёрная пешка · d7 чёрный ферзь · f7 чёрная пешка · g7 чёрная пешка · a6 чёрная пешка · f6 чёрный конь · h6 чёрная пешка · b5 чёрная пешка · e5 чёрная пешка · c4 чёрный конь · e4 белая пешка · a3 белая пешка · c3 белая пешка · f3 белый ферзь · h3 белая пешка · a2 белый слон · b2 белая пешка · f2 белая пешка · g2 белая пешка · h2 белый конь · a1 белая ладья · c1 белый слон · e1 белая ладья · f1 белый конь · g1 белый король | a8 чёрная ладья · e8 чёрная ладья · f8 чёрный слон · g8 чёрный король · b7 чёрный слон · c7 чёрная пешка · d7 чёрный ферзь · f7 чёрная пешка · g7 чёрная пешка · a6 чёрная пешка · f6 чёрный конь · h6 чёрная пешка · b5 чёрная пешка · e5 чёрная пешка · c4 чёрный конь · e4 белая пешка · a3 белая пешка · c3 белая пешка · f3 белый ферзь · h3 белая пешка · a2 белый слон · b2 белая пешка · f2 белая пешка · g2 белая пешка · h2 белый конь · a1 белая ладья · c1 белый слон · e1 белая ладья · f1 белый конь · g1 белый король | a8 чёрная ладья · e8 чёрная ладья · f8 чёрный слон · g8 чёрный король · b7 чёрный слон · c7 чёрная пешка · d7 чёрный ферзь · f7 чёрная пешка · g7 чёрная пешка · a6 чёрная пешка · f6 чёрный конь · h6 чёрная пешка · b5 чёрная пешка · e5 чёрная пешка · c4 чёрный конь · e4 белая пешка · a3 белая пешка · c3 белая пешка · f3 белый ферзь · h3 белая пешка · a2 белый слон · b2 белая пешка · f2 белая пешка · g2 белая пешка · h2 белый конь · a1 белая ладья · c1 белый слон · e1 белая ладья · f1 белый конь · g1 белый король | 6 |
| 5 | a8 чёрная ладья · e8 чёрная ладья · f8 чёрный слон · g8 чёрный король · b7 чёрный слон · c7 чёрная пешка · d7 чёрный ферзь · f7 чёрная пешка · g7 чёрная пешка · a6 чёрная пешка · f6 чёрный конь · h6 чёрная пешка · b5 чёрная пешка · e5 чёрная пешка · c4 чёрный конь · e4 белая пешка · a3 белая пешка · c3 белая пешка · f3 белый ферзь · h3 белая пешка · a2 белый слон · b2 белая пешка · f2 белая пешка · g2 белая пешка · h2 белый конь · a1 белая ладья · c1 белый слон · e1 белая ладья · f1 белый конь · g1 белый король | a8 чёрная ладья · e8 чёрная ладья · f8 чёрный слон · g8 чёрный король · b7 чёрный слон · c7 чёрная пешка · d7 чёрный ферзь · f7 чёрная пешка · g7 чёрная пешка · a6 чёрная пешка · f6 чёрный конь · h6 чёрная пешка · b5 чёрная пешка · e5 чёрная пешка · c4 чёрный конь · e4 белая пешка · a3 белая пешка · c3 белая пешка · f3 белый ферзь · h3 белая пешка · a2 белый слон · b2 белая пешка · f2 белая пешка · g2 белая пешка · h2 белый конь · a1 белая ладья · c1 белый слон · e1 белая ладья · f1 белый конь · g1 белый король | a8 чёрная ладья · e8 чёрная ладья · f8 чёрный слон · g8 чёрный король · b7 чёрный слон · c7 чёрная пешка · d7 чёрный ферзь · f7 чёрная пешка · g7 чёрная пешка · a6 чёрная пешка · f6 чёрный конь · h6 чёрная пешка · b5 чёрная пешка · e5 чёрная пешка · c4 чёрный конь · e4 белая пешка · a3 белая пешка · c3 белая пешка · f3 белый ферзь · h3 белая пешка · a2 белый слон · b2 белая пешка · f2 белая пешка · g2 белая пешка · h2 белый конь · a1 белая ладья · c1 белый слон · e1 белая ладья · f1 белый конь · g1 белый король | a8 чёрная ладья · e8 чёрная ладья · f8 чёрный слон · g8 чёрный король · b7 чёрный слон · c7 чёрная пешка · d7 чёрный ферзь · f7 чёрная пешка · g7 чёрная пешка · a6 чёрная пешка · f6 чёрный конь · h6 чёрная пешка · b5 чёрная пешка · e5 чёрная пешка · c4 чёрный конь · e4 белая пешка · a3 белая пешка · c3 белая пешка · f3 белый ферзь · h3 белая пешка · a2 белый слон · b2 белая пешка · f2 белая пешка · g2 белая пешка · h2 белый конь · a1 белая ладья · c1 белый слон · e1 белая ладья · f1 белый конь · g1 белый король | a8 чёрная ладья · e8 чёрная ладья · f8 чёрный слон · g8 чёрный король · b7 чёрный слон · c7 чёрная пешка · d7 чёрный ферзь · f7 чёрная пешка · g7 чёрная пешка · a6 чёрная пешка · f6 чёрный конь · h6 чёрная пешка · b5 чёрная пешка · e5 чёрная пешка · c4 чёрный конь · e4 белая пешка · a3 белая пешка · c3 белая пешка · f3 белый ферзь · h3 белая пешка · a2 белый слон · b2 белая пешка · f2 белая пешка · g2 белая пешка · h2 белый конь · a1 белая ладья · c1 белый слон · e1 белая ладья · f1 белый конь · g1 белый король | a8 чёрная ладья · e8 чёрная ладья · f8 чёрный слон · g8 чёрный король · b7 чёрный слон · c7 чёрная пешка · d7 чёрный ферзь · f7 чёрная пешка · g7 чёрная пешка · a6 чёрная пешка · f6 чёрный конь · h6 чёрная пешка · b5 чёрная пешка · e5 чёрная пешка · c4 чёрный конь · e4 белая пешка · a3 белая пешка · c3 белая пешка · f3 белый ферзь · h3 белая пешка · a2 белый слон · b2 белая пешка · f2 белая пешка · g2 белая пешка · h2 белый конь · a1 белая ладья · c1 белый слон · e1 белая ладья · f1 белый конь · g1 белый король | a8 чёрная ладья · e8 чёрная ладья · f8 чёрный слон · g8 чёрный король · b7 чёрный слон · c7 чёрная пешка · d7 чёрный ферзь · f7 чёрная пешка · g7 чёрная пешка · a6 чёрная пешка · f6 чёрный конь · h6 чёрная пешка · b5 чёрная пешка · e5 чёрная пешка · c4 чёрный конь · e4 белая пешка · a3 белая пешка · c3 белая пешка · f3 белый ферзь · h3 белая пешка · a2 белый слон · b2 белая пешка · f2 белая пешка · g2 белая пешка · h2 белый конь · a1 белая ладья · c1 белый слон · e1 белая ладья · f1 белый конь · g1 белый король | a8 чёрная ладья · e8 чёрная ладья · f8 чёрный слон · g8 чёрный король · b7 чёрный слон · c7 чёрная пешка · d7 чёрный ферзь · f7 чёрная пешка · g7 чёрная пешка · a6 чёрная пешка · f6 чёрный конь · h6 чёрная пешка · b5 чёрная пешка · e5 чёрная пешка · c4 чёрный конь · e4 белая пешка · a3 белая пешка · c3 белая пешка · f3 белый ферзь · h3 белая пешка · a2 белый слон · b2 белая пешка · f2 белая пешка · g2 белая пешка · h2 белый конь · a1 белая ладья · c1 белый слон · e1 белая ладья · f1 белый конь · g1 белый король | 5 |
| 4 | a8 чёрная ладья · e8 чёрная ладья · f8 чёрный слон · g8 чёрный король · b7 чёрный слон · c7 чёрная пешка · d7 чёрный ферзь · f7 чёрная пешка · g7 чёрная пешка · a6 чёрная пешка · f6 чёрный конь · h6 чёрная пешка · b5 чёрная пешка · e5 чёрная пешка · c4 чёрный конь · e4 белая пешка · a3 белая пешка · c3 белая пешка · f3 белый ферзь · h3 белая пешка · a2 белый слон · b2 белая пешка · f2 белая пешка · g2 белая пешка · h2 белый конь · a1 белая ладья · c1 белый слон · e1 белая ладья · f1 белый конь · g1 белый король | a8 чёрная ладья · e8 чёрная ладья · f8 чёрный слон · g8 чёрный король · b7 чёрный слон · c7 чёрная пешка · d7 чёрный ферзь · f7 чёрная пешка · g7 чёрная пешка · a6 чёрная пешка · f6 чёрный конь · h6 чёрная пешка · b5 чёрная пешка · e5 чёрная пешка · c4 чёрный конь · e4 белая пешка · a3 белая пешка · c3 белая пешка · f3 белый ферзь · h3 белая пешка · a2 белый слон · b2 белая пешка · f2 белая пешка · g2 белая пешка · h2 белый конь · a1 белая ладья · c1 белый слон · e1 белая ладья · f1 белый конь · g1 белый король | a8 чёрная ладья · e8 чёрная ладья · f8 чёрный слон · g8 чёрный король · b7 чёрный слон · c7 чёрная пешка · d7 чёрный ферзь · f7 чёрная пешка · g7 чёрная пешка · a6 чёрная пешка · f6 чёрный конь · h6 чёрная пешка · b5 чёрная пешка · e5 чёрная пешка · c4 чёрный конь · e4 белая пешка · a3 белая пешка · c3 белая пешка · f3 белый ферзь · h3 белая пешка · a2 белый слон · b2 белая пешка · f2 белая пешка · g2 белая пешка · h2 белый конь · a1 белая ладья · c1 белый слон · e1 белая ладья · f1 белый конь · g1 белый король | a8 чёрная ладья · e8 чёрная ладья · f8 чёрный слон · g8 чёрный король · b7 чёрный слон · c7 чёрная пешка · d7 чёрный ферзь · f7 чёрная пешка · g7 чёрная пешка · a6 чёрная пешка · f6 чёрный конь · h6 чёрная пешка · b5 чёрная пешка · e5 чёрная пешка · c4 чёрный конь · e4 белая пешка · a3 белая пешка · c3 белая пешка · f3 белый ферзь · h3 белая пешка · a2 белый слон · b2 белая пешка · f2 белая пешка · g2 белая пешка · h2 белый конь · a1 белая ладья · c1 белый слон · e1 белая ладья · f1 белый конь · g1 белый король | a8 чёрная ладья · e8 чёрная ладья · f8 чёрный слон · g8 чёрный король · b7 чёрный слон · c7 чёрная пешка · d7 чёрный ферзь · f7 чёрная пешка · g7 чёрная пешка · a6 чёрная пешка · f6 чёрный конь · h6 чёрная пешка · b5 чёрная пешка · e5 чёрная пешка · c4 чёрный конь · e4 белая пешка · a3 белая пешка · c3 белая пешка · f3 белый ферзь · h3 белая пешка · a2 белый слон · b2 белая пешка · f2 белая пешка · g2 белая пешка · h2 белый конь · a1 белая ладья · c1 белый слон · e1 белая ладья · f1 белый конь · g1 белый король | a8 чёрная ладья · e8 чёрная ладья · f8 чёрный слон · g8 чёрный король · b7 чёрный слон · c7 чёрная пешка · d7 чёрный ферзь · f7 чёрная пешка · g7 чёрная пешка · a6 чёрная пешка · f6 чёрный конь · h6 чёрная пешка · b5 чёрная пешка · e5 чёрная пешка · c4 чёрный конь · e4 белая пешка · a3 белая пешка · c3 белая пешка · f3 белый ферзь · h3 белая пешка · a2 белый слон · b2 белая пешка · f2 белая пешка · g2 белая пешка · h2 белый конь · a1 белая ладья · c1 белый слон · e1 белая ладья · f1 белый конь · g1 белый король | a8 чёрная ладья · e8 чёрная ладья · f8 чёрный слон · g8 чёрный король · b7 чёрный слон · c7 чёрная пешка · d7 чёрный ферзь · f7 чёрная пешка · g7 чёрная пешка · a6 чёрная пешка · f6 чёрный конь · h6 чёрная пешка · b5 чёрная пешка · e5 чёрная пешка · c4 чёрный конь · e4 белая пешка · a3 белая пешка · c3 белая пешка · f3 белый ферзь · h3 белая пешка · a2 белый слон · b2 белая пешка · f2 белая пешка · g2 белая пешка · h2 белый конь · a1 белая ладья · c1 белый слон · e1 белая ладья · f1 белый конь · g1 белый король | a8 чёрная ладья · e8 чёрная ладья · f8 чёрный слон · g8 чёрный король · b7 чёрный слон · c7 чёрная пешка · d7 чёрный ферзь · f7 чёрная пешка · g7 чёрная пешка · a6 чёрная пешка · f6 чёрный конь · h6 чёрная пешка · b5 чёрная пешка · e5 чёрная пешка · c4 чёрный конь · e4 белая пешка · a3 белая пешка · c3 белая пешка · f3 белый ферзь · h3 белая пешка · a2 белый слон · b2 белая пешка · f2 белая пешка · g2 белая пешка · h2 белый конь · a1 белая ладья · c1 белый слон · e1 белая ладья · f1 белый конь · g1 белый король | 4 |
| 3 | a8 чёрная ладья · e8 чёрная ладья · f8 чёрный слон · g8 чёрный король · b7 чёрный слон · c7 чёрная пешка · d7 чёрный ферзь · f7 чёрная пешка · g7 чёрная пешка · a6 чёрная пешка · f6 чёрный конь · h6 чёрная пешка · b5 чёрная пешка · e5 чёрная пешка · c4 чёрный конь · e4 белая пешка · a3 белая пешка · c3 белая пешка · f3 белый ферзь · h3 белая пешка · a2 белый слон · b2 белая пешка · f2 белая пешка · g2 белая пешка · h2 белый конь · a1 белая ладья · c1 белый слон · e1 белая ладья · f1 белый конь · g1 белый король | a8 чёрная ладья · e8 чёрная ладья · f8 чёрный слон · g8 чёрный король · b7 чёрный слон · c7 чёрная пешка · d7 чёрный ферзь · f7 чёрная пешка · g7 чёрная пешка · a6 чёрная пешка · f6 чёрный конь · h6 чёрная пешка · b5 чёрная пешка · e5 чёрная пешка · c4 чёрный конь · e4 белая пешка · a3 белая пешка · c3 белая пешка · f3 белый ферзь · h3 белая пешка · a2 белый слон · b2 белая пешка · f2 белая пешка · g2 белая пешка · h2 белый конь · a1 белая ладья · c1 белый слон · e1 белая ладья · f1 белый конь · g1 белый король | a8 чёрная ладья · e8 чёрная ладья · f8 чёрный слон · g8 чёрный король · b7 чёрный слон · c7 чёрная пешка · d7 чёрный ферзь · f7 чёрная пешка · g7 чёрная пешка · a6 чёрная пешка · f6 чёрный конь · h6 чёрная пешка · b5 чёрная пешка · e5 чёрная пешка · c4 чёрный конь · e4 белая пешка · a3 белая пешка · c3 белая пешка · f3 белый ферзь · h3 белая пешка · a2 белый слон · b2 белая пешка · f2 белая пешка · g2 белая пешка · h2 белый конь · a1 белая ладья · c1 белый слон · e1 белая ладья · f1 белый конь · g1 белый король | a8 чёрная ладья · e8 чёрная ладья · f8 чёрный слон · g8 чёрный король · b7 чёрный слон · c7 чёрная пешка · d7 чёрный ферзь · f7 чёрная пешка · g7 чёрная пешка · a6 чёрная пешка · f6 чёрный конь · h6 чёрная пешка · b5 чёрная пешка · e5 чёрная пешка · c4 чёрный конь · e4 белая пешка · a3 белая пешка · c3 белая пешка · f3 белый ферзь · h3 белая пешка · a2 белый слон · b2 белая пешка · f2 белая пешка · g2 белая пешка · h2 белый конь · a1 белая ладья · c1 белый слон · e1 белая ладья · f1 белый конь · g1 белый король | a8 чёрная ладья · e8 чёрная ладья · f8 чёрный слон · g8 чёрный король · b7 чёрный слон · c7 чёрная пешка · d7 чёрный ферзь · f7 чёрная пешка · g7 чёрная пешка · a6 чёрная пешка · f6 чёрный конь · h6 чёрная пешка · b5 чёрная пешка · e5 чёрная пешка · c4 чёрный конь · e4 белая пешка · a3 белая пешка · c3 белая пешка · f3 белый ферзь · h3 белая пешка · a2 белый слон · b2 белая пешка · f2 белая пешка · g2 белая пешка · h2 белый конь · a1 белая ладья · c1 белый слон · e1 белая ладья · f1 белый конь · g1 белый король | a8 чёрная ладья · e8 чёрная ладья · f8 чёрный слон · g8 чёрный король · b7 чёрный слон · c7 чёрная пешка · d7 чёрный ферзь · f7 чёрная пешка · g7 чёрная пешка · a6 чёрная пешка · f6 чёрный конь · h6 чёрная пешка · b5 чёрная пешка · e5 чёрная пешка · c4 чёрный конь · e4 белая пешка · a3 белая пешка · c3 белая пешка · f3 белый ферзь · h3 белая пешка · a2 белый слон · b2 белая пешка · f2 белая пешка · g2 белая пешка · h2 белый конь · a1 белая ладья · c1 белый слон · e1 белая ладья · f1 белый конь · g1 белый король | a8 чёрная ладья · e8 чёрная ладья · f8 чёрный слон · g8 чёрный король · b7 чёрный слон · c7 чёрная пешка · d7 чёрный ферзь · f7 чёрная пешка · g7 чёрная пешка · a6 чёрная пешка · f6 чёрный конь · h6 чёрная пешка · b5 чёрная пешка · e5 чёрная пешка · c4 чёрный конь · e4 белая пешка · a3 белая пешка · c3 белая пешка · f3 белый ферзь · h3 белая пешка · a2 белый слон · b2 белая пешка · f2 белая пешка · g2 белая пешка · h2 белый конь · a1 белая ладья · c1 белый слон · e1 белая ладья · f1 белый конь · g1 белый король | a8 чёрная ладья · e8 чёрная ладья · f8 чёрный слон · g8 чёрный король · b7 чёрный слон · c7 чёрная пешка · d7 чёрный ферзь · f7 чёрная пешка · g7 чёрная пешка · a6 чёрная пешка · f6 чёрный конь · h6 чёрная пешка · b5 чёрная пешка · e5 чёрная пешка · c4 чёрный конь · e4 белая пешка · a3 белая пешка · c3 белая пешка · f3 белый ферзь · h3 белая пешка · a2 белый слон · b2 белая пешка · f2 белая пешка · g2 белая пешка · h2 белый конь · a1 белая ладья · c1 белый слон · e1 белая ладья · f1 белый конь · g1 белый король | 3 |
| 2 | a8 чёрная ладья · e8 чёрная ладья · f8 чёрный слон · g8 чёрный король · b7 чёрный слон · c7 чёрная пешка · d7 чёрный ферзь · f7 чёрная пешка · g7 чёрная пешка · a6 чёрная пешка · f6 чёрный конь · h6 чёрная пешка · b5 чёрная пешка · e5 чёрная пешка · c4 чёрный конь · e4 белая пешка · a3 белая пешка · c3 белая пешка · f3 белый ферзь · h3 белая пешка · a2 белый слон · b2 белая пешка · f2 белая пешка · g2 белая пешка · h2 белый конь · a1 белая ладья · c1 белый слон · e1 белая ладья · f1 белый конь · g1 белый король | a8 чёрная ладья · e8 чёрная ладья · f8 чёрный слон · g8 чёрный король · b7 чёрный слон · c7 чёрная пешка · d7 чёрный ферзь · f7 чёрная пешка · g7 чёрная пешка · a6 чёрная пешка · f6 чёрный конь · h6 чёрная пешка · b5 чёрная пешка · e5 чёрная пешка · c4 чёрный конь · e4 белая пешка · a3 белая пешка · c3 белая пешка · f3 белый ферзь · h3 белая пешка · a2 белый слон · b2 белая пешка · f2 белая пешка · g2 белая пешка · h2 белый конь · a1 белая ладья · c1 белый слон · e1 белая ладья · f1 белый конь · g1 белый король | a8 чёрная ладья · e8 чёрная ладья · f8 чёрный слон · g8 чёрный король · b7 чёрный слон · c7 чёрная пешка · d7 чёрный ферзь · f7 чёрная пешка · g7 чёрная пешка · a6 чёрная пешка · f6 чёрный конь · h6 чёрная пешка · b5 чёрная пешка · e5 чёрная пешка · c4 чёрный конь · e4 белая пешка · a3 белая пешка · c3 белая пешка · f3 белый ферзь · h3 белая пешка · a2 белый слон · b2 белая пешка · f2 белая пешка · g2 белая пешка · h2 белый конь · a1 белая ладья · c1 белый слон · e1 белая ладья · f1 белый конь · g1 белый король | a8 чёрная ладья · e8 чёрная ладья · f8 чёрный слон · g8 чёрный король · b7 чёрный слон · c7 чёрная пешка · d7 чёрный ферзь · f7 чёрная пешка · g7 чёрная пешка · a6 чёрная пешка · f6 чёрный конь · h6 чёрная пешка · b5 чёрная пешка · e5 чёрная пешка · c4 чёрный конь · e4 белая пешка · a3 белая пешка · c3 белая пешка · f3 белый ферзь · h3 белая пешка · a2 белый слон · b2 белая пешка · f2 белая пешка · g2 белая пешка · h2 белый конь · a1 белая ладья · c1 белый слон · e1 белая ладья · f1 белый конь · g1 белый король | a8 чёрная ладья · e8 чёрная ладья · f8 чёрный слон · g8 чёрный король · b7 чёрный слон · c7 чёрная пешка · d7 чёрный ферзь · f7 чёрная пешка · g7 чёрная пешка · a6 чёрная пешка · f6 чёрный конь · h6 чёрная пешка · b5 чёрная пешка · e5 чёрная пешка · c4 чёрный конь · e4 белая пешка · a3 белая пешка · c3 белая пешка · f3 белый ферзь · h3 белая пешка · a2 белый слон · b2 белая пешка · f2 белая пешка · g2 белая пешка · h2 белый конь · a1 белая ладья · c1 белый слон · e1 белая ладья · f1 белый конь · g1 белый король | a8 чёрная ладья · e8 чёрная ладья · f8 чёрный слон · g8 чёрный король · b7 чёрный слон · c7 чёрная пешка · d7 чёрный ферзь · f7 чёрная пешка · g7 чёрная пешка · a6 чёрная пешка · f6 чёрный конь · h6 чёрная пешка · b5 чёрная пешка · e5 чёрная пешка · c4 чёрный конь · e4 белая пешка · a3 белая пешка · c3 белая пешка · f3 белый ферзь · h3 белая пешка · a2 белый слон · b2 белая пешка · f2 белая пешка · g2 белая пешка · h2 белый конь · a1 белая ладья · c1 белый слон · e1 белая ладья · f1 белый конь · g1 белый король | a8 чёрная ладья · e8 чёрная ладья · f8 чёрный слон · g8 чёрный король · b7 чёрный слон · c7 чёрная пешка · d7 чёрный ферзь · f7 чёрная пешка · g7 чёрная пешка · a6 чёрная пешка · f6 чёрный конь · h6 чёрная пешка · b5 чёрная пешка · e5 чёрная пешка · c4 чёрный конь · e4 белая пешка · a3 белая пешка · c3 белая пешка · f3 белый ферзь · h3 белая пешка · a2 белый слон · b2 белая пешка · f2 белая пешка · g2 белая пешка · h2 белый конь · a1 белая ладья · c1 белый слон · e1 белая ладья · f1 белый конь · g1 белый король | a8 чёрная ладья · e8 чёрная ладья · f8 чёрный слон · g8 чёрный король · b7 чёрный слон · c7 чёрная пешка · d7 чёрный ферзь · f7 чёрная пешка · g7 чёрная пешка · a6 чёрная пешка · f6 чёрный конь · h6 чёрная пешка · b5 чёрная пешка · e5 чёрная пешка · c4 чёрный конь · e4 белая пешка · a3 белая пешка · c3 белая пешка · f3 белый ферзь · h3 белая пешка · a2 белый слон · b2 белая пешка · f2 белая пешка · g2 белая пешка · h2 белый конь · a1 белая ладья · c1 белый слон · e1 белая ладья · f1 белый конь · g1 белый король | 2 |
| 1 | a8 чёрная ладья · e8 чёрная ладья · f8 чёрный слон · g8 чёрный король · b7 чёрный слон · c7 чёрная пешка · d7 чёрный ферзь · f7 чёрная пешка · g7 чёрная пешка · a6 чёрная пешка · f6 чёрный конь · h6 чёрная пешка · b5 чёрная пешка · e5 чёрная пешка · c4 чёрный конь · e4 белая пешка · a3 белая пешка · c3 белая пешка · f3 белый ферзь · h3 белая пешка · a2 белый слон · b2 белая пешка · f2 белая пешка · g2 белая пешка · h2 белый конь · a1 белая ладья · c1 белый слон · e1 белая ладья · f1 белый конь · g1 белый король | a8 чёрная ладья · e8 чёрная ладья · f8 чёрный слон · g8 чёрный король · b7 чёрный слон · c7 чёрная пешка · d7 чёрный ферзь · f7 чёрная пешка · g7 чёрная пешка · a6 чёрная пешка · f6 чёрный конь · h6 чёрная пешка · b5 чёрная пешка · e5 чёрная пешка · c4 чёрный конь · e4 белая пешка · a3 белая пешка · c3 белая пешка · f3 белый ферзь · h3 белая пешка · a2 белый слон · b2 белая пешка · f2 белая пешка · g2 белая пешка · h2 белый конь · a1 белая ладья · c1 белый слон · e1 белая ладья · f1 белый конь · g1 белый король | a8 чёрная ладья · e8 чёрная ладья · f8 чёрный слон · g8 чёрный король · b7 чёрный слон · c7 чёрная пешка · d7 чёрный ферзь · f7 чёрная пешка · g7 чёрная пешка · a6 чёрная пешка · f6 чёрный конь · h6 чёрная пешка · b5 чёрная пешка · e5 чёрная пешка · c4 чёрный конь · e4 белая пешка · a3 белая пешка · c3 белая пешка · f3 белый ферзь · h3 белая пешка · a2 белый слон · b2 белая пешка · f2 белая пешка · g2 белая пешка · h2 белый конь · a1 белая ладья · c1 белый слон · e1 белая ладья · f1 белый конь · g1 белый король | a8 чёрная ладья · e8 чёрная ладья · f8 чёрный слон · g8 чёрный король · b7 чёрный слон · c7 чёрная пешка · d7 чёрный ферзь · f7 чёрная пешка · g7 чёрная пешка · a6 чёрная пешка · f6 чёрный конь · h6 чёрная пешка · b5 чёрная пешка · e5 чёрная пешка · c4 чёрный конь · e4 белая пешка · a3 белая пешка · c3 белая пешка · f3 белый ферзь · h3 белая пешка · a2 белый слон · b2 белая пешка · f2 белая пешка · g2 белая пешка · h2 белый конь · a1 белая ладья · c1 белый слон · e1 белая ладья · f1 белый конь · g1 белый король | a8 чёрная ладья · e8 чёрная ладья · f8 чёрный слон · g8 чёрный король · b7 чёрный слон · c7 чёрная пешка · d7 чёрный ферзь · f7 чёрная пешка · g7 чёрная пешка · a6 чёрная пешка · f6 чёрный конь · h6 чёрная пешка · b5 чёрная пешка · e5 чёрная пешка · c4 чёрный конь · e4 белая пешка · a3 белая пешка · c3 белая пешка · f3 белый ферзь · h3 белая пешка · a2 белый слон · b2 белая пешка · f2 белая пешка · g2 белая пешка · h2 белый конь · a1 белая ладья · c1 белый слон · e1 белая ладья · f1 белый конь · g1 белый король | a8 чёрная ладья · e8 чёрная ладья · f8 чёрный слон · g8 чёрный король · b7 чёрный слон · c7 чёрная пешка · d7 чёрный ферзь · f7 чёрная пешка · g7 чёрная пешка · a6 чёрная пешка · f6 чёрный конь · h6 чёрная пешка · b5 чёрная пешка · e5 чёрная пешка · c4 чёрный конь · e4 белая пешка · a3 белая пешка · c3 белая пешка · f3 белый ферзь · h3 белая пешка · a2 белый слон · b2 белая пешка · f2 белая пешка · g2 белая пешка · h2 белый конь · a1 белая ладья · c1 белый слон · e1 белая ладья · f1 белый конь · g1 белый король | a8 чёрная ладья · e8 чёрная ладья · f8 чёрный слон · g8 чёрный король · b7 чёрный слон · c7 чёрная пешка · d7 чёрный ферзь · f7 чёрная пешка · g7 чёрная пешка · a6 чёрная пешка · f6 чёрный конь · h6 чёрная пешка · b5 чёрная пешка · e5 чёрная пешка · c4 чёрный конь · e4 белая пешка · a3 белая пешка · c3 белая пешка · f3 белый ферзь · h3 белая пешка · a2 белый слон · b2 белая пешка · f2 белая пешка · g2 белая пешка · h2 белый конь · a1 белая ладья · c1 белый слон · e1 белая ладья · f1 белый конь · g1 белый король | a8 чёрная ладья · e8 чёрная ладья · f8 чёрный слон · g8 чёрный король · b7 чёрный слон · c7 чёрная пешка · d7 чёрный ферзь · f7 чёрная пешка · g7 чёрная пешка · a6 чёрная пешка · f6 чёрный конь · h6 чёрная пешка · b5 чёрная пешка · e5 чёрная пешка · c4 чёрный конь · e4 белая пешка · a3 белая пешка · c3 белая пешка · f3 белый ферзь · h3 белая пешка · a2 белый слон · b2 белая пешка · f2 белая пешка · g2 белая пешка · h2 белый конь · a1 белая ладья · c1 белый слон · e1 белая ладья · f1 белый конь · g1 белый король | 1 |
|   | a | b | c | d | e | f | g | h |   |

Карякин — Карлсен

15 ноября 

Испанская партия (вариант «Анти-Маршалл»; C84)

[Event "4 партия"] [Site "Нью-Йорк"] [Date "15.11.2016"] [White "Сергей Карякин"] [Black "Магнус Карлсен"] 
[Result "1/2-1/2"] [ECO "C84"] [WhiteElo "2853"] [BlackElo "2772"] [PlyCount "187"] [EventDate "11.11.2016"] [Round "4"] [EventType "match"] [EventCountry "USA"] 
1.e4 e5 2.Nf3 Nc6 3.Bb5 a6 4.Ba4 Nf6 5.O-O Be7 6.Re1 b5 7.Bb3 O-O 8.h3 Bb7 9.d3 d6 10.a3 Qd7 11.Nbd2 Rfe8 12.c3 Bf8 13.Nf1 h6 14.N3h2 d5 15.Qf3 Na5 16.Ba2 dxe4 17.dxe4 Nc4 18.Bxh6 Qc6 19.Bxc4 bxc4 20.Be3 Nxe4 21.Ng3 Nd6 22.Rad1 Rab8 23.Bc1 f6 24.Qxc6 Bxc6 25.Ng4 Rb5 26.f3 f5 27.Nf2 Be7 28.f4 Bh4 29.fxe5 Bxg3 30.exd6 Rxe1+ 31.Rxe1 cxd6 32.Rd1 Kf7 33.Rd4 Re5 34.Kf1 Rd5 35.Rxd5 Bxd5 36.Bg5 Kg6 37.h4 Kh5 38.Nh3 Bf7 39.Be7 Bxh4 40.Bxd6 Bd8 41.Ke2 g5 42.Nf2 Kg6 43.g4 Bb6 44.Be5 a5 45.Nd1 f4 46.Bd4 Bc7 47.Nf2 Be6 48.Kf3 Bd5+ 49.Ke2 Bg2 50.Kd2 Kf7 51.Kc2 Bd5 52.Kd2 Bd8 53.Kc2 Ke6 54.Kd2 Kd7 55.Kc2 Kc6 56.Kd2 Kb5 57.Kc1 Ka4 58.Kc2 Bf7 59.Kc1 Bg6 60.Kd2 Kb3 61.Kc1 Bd3 62.Nh3 Ka2 63.Bc5 Be2 64.Nf2 Bf3 65.Kc2 Bc6 66.Bd4 Bd7 67.Bc5 Bc7 68.Bd4 Be6 69.Bc5 f3 70.Be3 Bd7 71.Kc1 Bc8 72.Kc2 Bd7 73.Kc1 Bf4 74.Bxf4 gxf4 75.Kc2 Be6 76.Kc1 Bc8 77.Kc2 Be6 78.Kc1 Kb3 79.Kb1 Ka4 80.Kc2 Kb5 81.Kd2 Kc6 82.Ke1 Kd5 83.Kf1 Ke5 84.Kg1 Kf6 85.Ne4+ Kg6 86.Kf2 Bxg4 87.Nd2 Be6 88.Kxf3 Kf5 89.a4 Bd5+ 90.Kf2 Kg4 91.Nf1 Kg5 92.Nd2 Kf5 93.Ke2 Kg4 94.Kf2 1/2-1/2

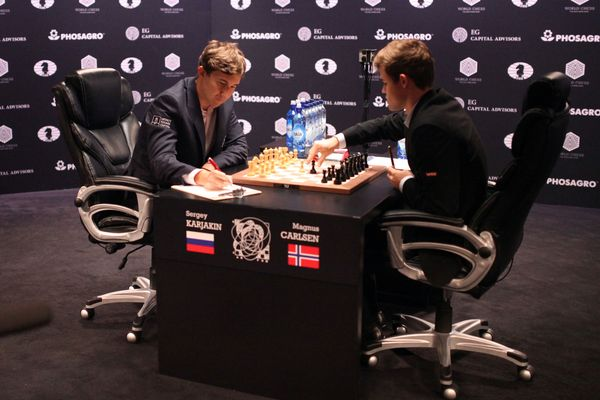
Карлсен — Карякин, 4-я партия

Российский гроссмейстер вновь начал партию ходом королевской пешки, а чемпион мира опять избрал испанскую партию с 3…a6. Карякин первым уклонился от продолжения, встретившегося во 2-й партии, и вскоре на доске возникла иная табия системы анти-Маршалла — впрочем, тоже весьма популярная. На выходе из дебюта белые решили, не определяя пешечную структуру в центре, организовать фигурное наступление на королевском фланге, ради чего затеяли перегруппировку коней и перебросили на этот участок доски ферзя. Однако манёвры оказались слишком медлительными — в ответ Карлсен провёл подрыв в центре d6-d5 и создал давление на пешку e4. Очень сильными оказались 17-й и 18-й ходы чёрных, благодаря которым чемпион мира не только уравнял позицию, но и перехватил инициативу.
По мнению многих экспертов, на 19-м ходу Карякин допустил серьёзную позиционную ошибку, разменяв своего белопольного слона на коня противника. После этого чёрные получили преимущество двух слонов, а белая пешка b2 превратилась в слабость. Вскоре игра перешла в сложное окончание; Карлсен привёл в движение свои центральные пешки, и положение Карякина, как и накануне, стало критическим.
Оказавшись на грани поражения, Сергей вновь продемонстрировал изворотливость и упорство, в очередной раз доказав, что является одним из лучших защитников в современных шахматах. Правда, все его усилия вряд ли увенчались бы успехом, не допусти Магнус ряд неточностей. В частности, ему не следовало, скорее всего, допускать размен своей пешки d6 на пешку h4, так как после этого белые активизировали свои фигуры и наконец-то ввели в игру коня, долгое время прозябавшего на краю доски. Сомнительным выглядит и ход 45…f4, так как после этого Карякин ловко выстроил барьер из пешек и фигур в центре доски, преодолеть который оказалось невозможно.
Как обычно, чемпион мира продолжал борьбу до тех пор, пока у чёрных оставались хотя бы минимальные шансы на победу. Лишь на 94-м ходу, когда все ресурсы были исчерпаны, соперники согласились на ничью. Партия продолжалась почти шесть с половиной часов
- Интервью с Сергеем Шиповым на Матч ТВ о четвёртой партии
- Обзор Сергея Шипова четвёртой партии

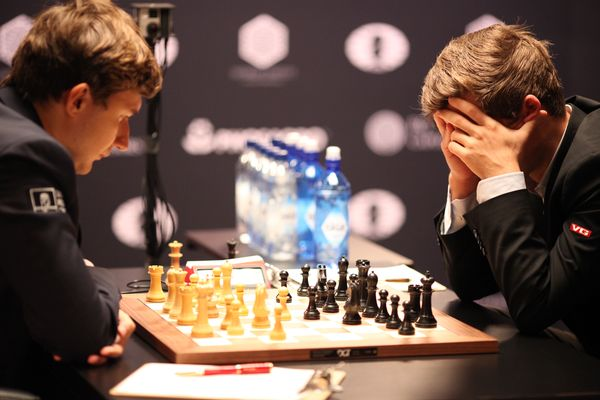
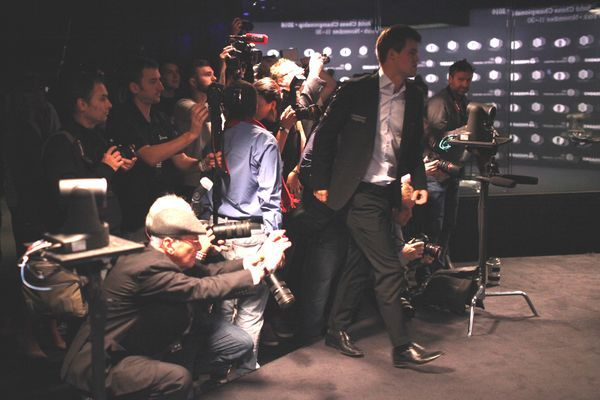
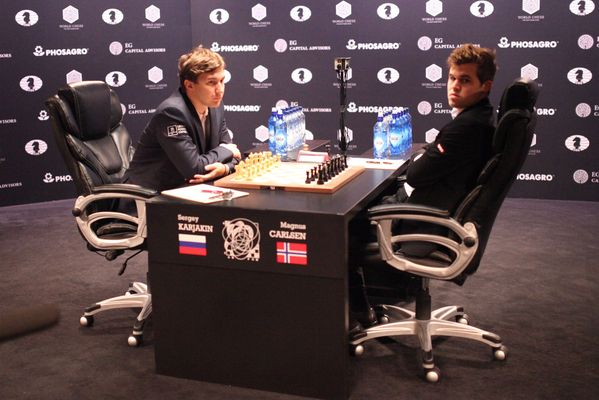
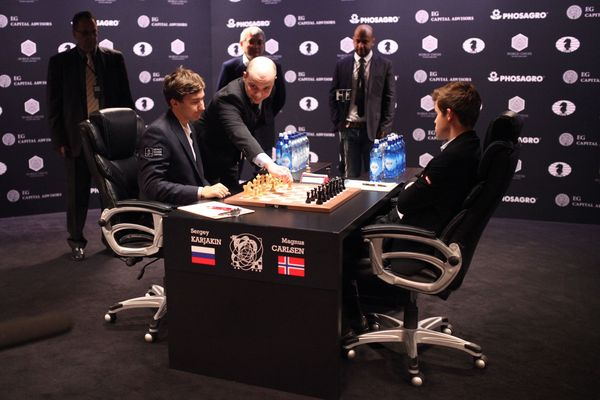
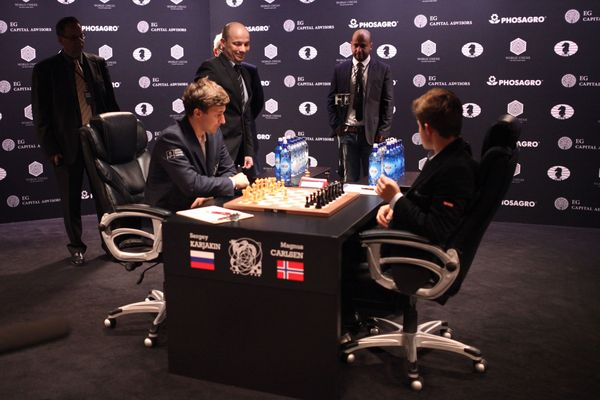
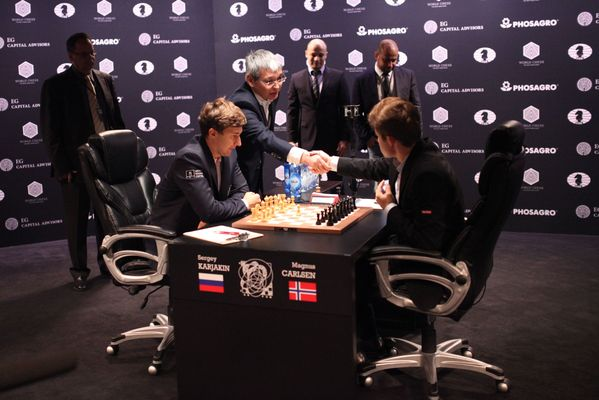
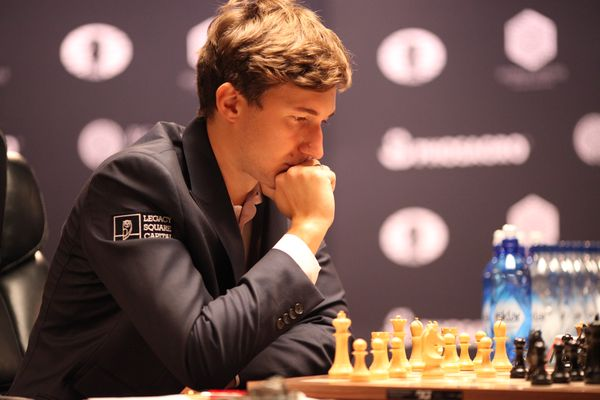
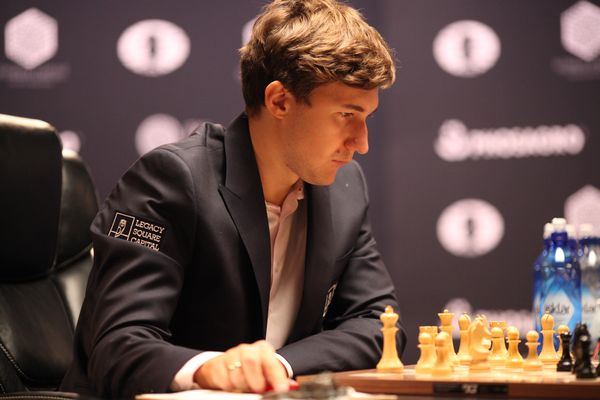
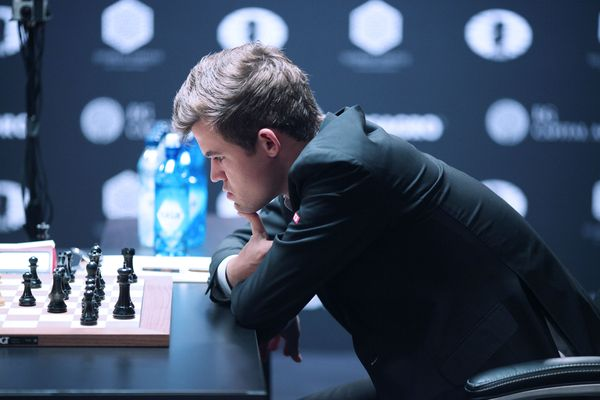
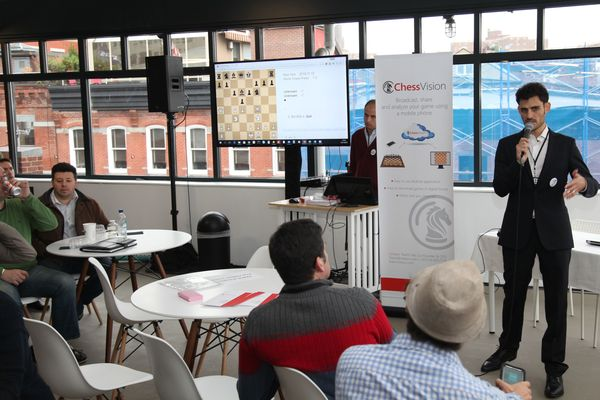
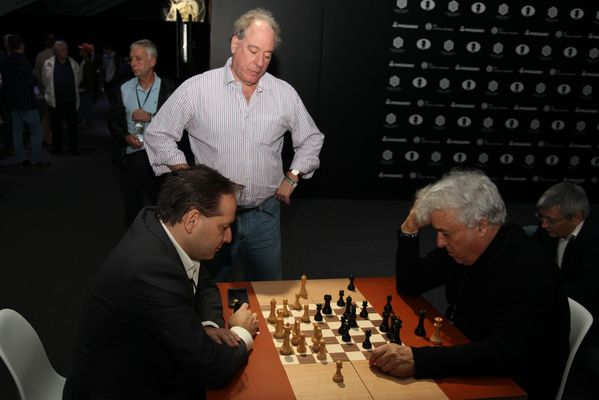
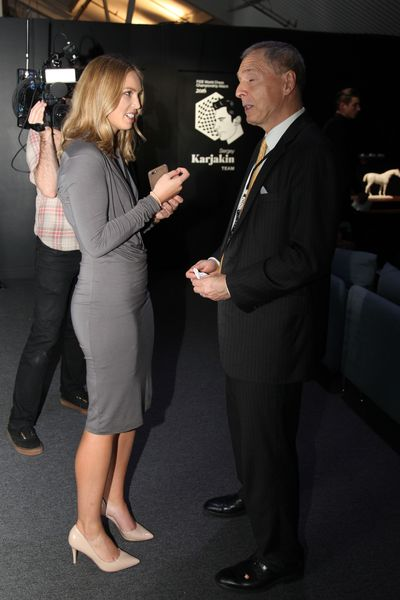
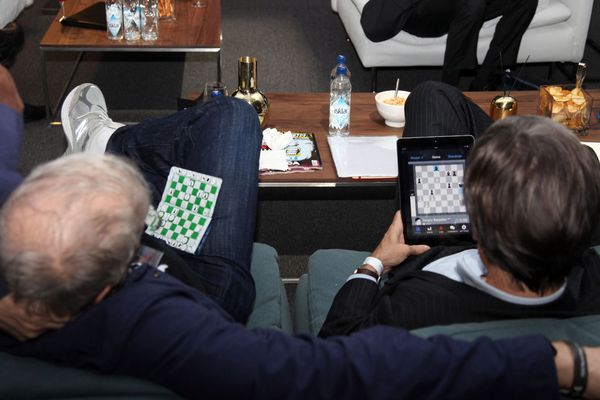
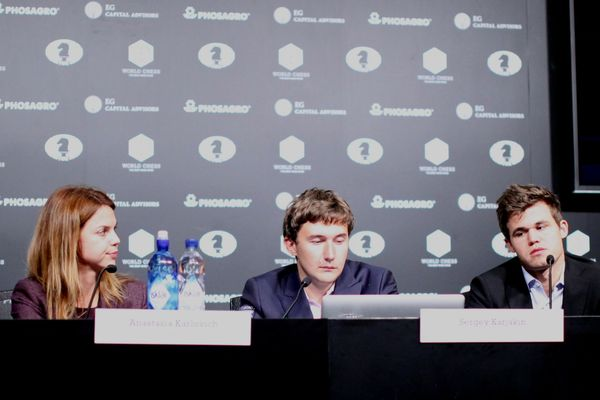
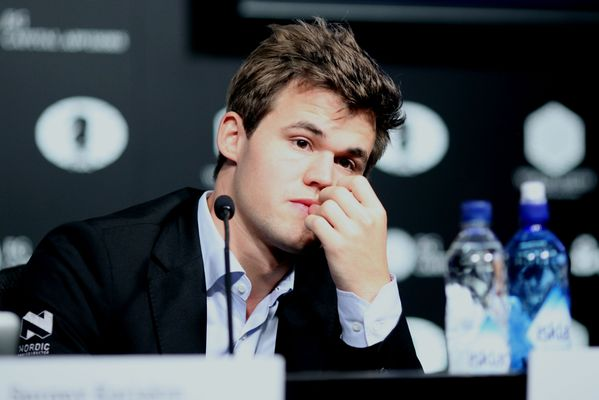
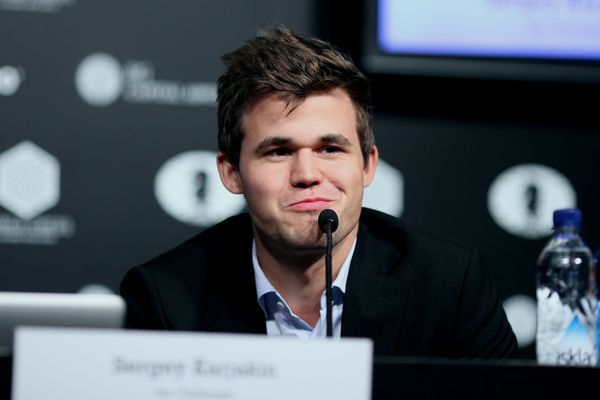
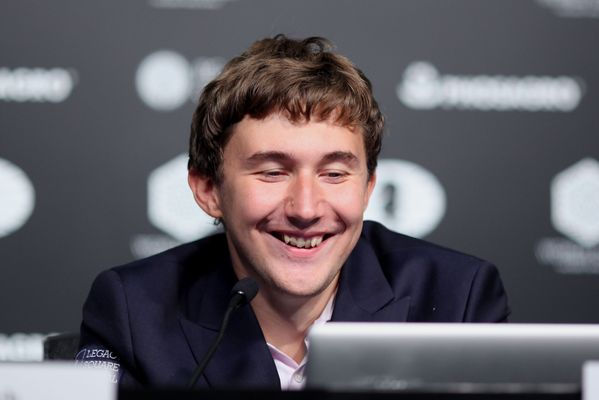

### Пятая партия
|   | a | b | c | d | e | f | g | h |   |
| - | --- | --- | --- | --- | --- | --- | --- | --- | - |
| 8 | c8 чёрный король · g8 чёрная ладья · b7 чёрная пешка · a6 чёрная пешка · c6 чёрная пешка · e6 чёрный слон · g6 чёрный ферзь · a5 белая пешка · c5 белая пешка · d5 чёрная пешка · e5 белая пешка · g5 чёрная пешка · h5 чёрная пешка · g4 белая пешка · e3 белый слон · f3 белая пешка · h3 белая пешка · d2 белый ферзь · f2 белая ладья · g2 белый король | c8 чёрный король · g8 чёрная ладья · b7 чёрная пешка · a6 чёрная пешка · c6 чёрная пешка · e6 чёрный слон · g6 чёрный ферзь · a5 белая пешка · c5 белая пешка · d5 чёрная пешка · e5 белая пешка · g5 чёрная пешка · h5 чёрная пешка · g4 белая пешка · e3 белый слон · f3 белая пешка · h3 белая пешка · d2 белый ферзь · f2 белая ладья · g2 белый король | c8 чёрный король · g8 чёрная ладья · b7 чёрная пешка · a6 чёрная пешка · c6 чёрная пешка · e6 чёрный слон · g6 чёрный ферзь · a5 белая пешка · c5 белая пешка · d5 чёрная пешка · e5 белая пешка · g5 чёрная пешка · h5 чёрная пешка · g4 белая пешка · e3 белый слон · f3 белая пешка · h3 белая пешка · d2 белый ферзь · f2 белая ладья · g2 белый король | c8 чёрный король · g8 чёрная ладья · b7 чёрная пешка · a6 чёрная пешка · c6 чёрная пешка · e6 чёрный слон · g6 чёрный ферзь · a5 белая пешка · c5 белая пешка · d5 чёрная пешка · e5 белая пешка · g5 чёрная пешка · h5 чёрная пешка · g4 белая пешка · e3 белый слон · f3 белая пешка · h3 белая пешка · d2 белый ферзь · f2 белая ладья · g2 белый король | c8 чёрный король · g8 чёрная ладья · b7 чёрная пешка · a6 чёрная пешка · c6 чёрная пешка · e6 чёрный слон · g6 чёрный ферзь · a5 белая пешка · c5 белая пешка · d5 чёрная пешка · e5 белая пешка · g5 чёрная пешка · h5 чёрная пешка · g4 белая пешка · e3 белый слон · f3 белая пешка · h3 белая пешка · d2 белый ферзь · f2 белая ладья · g2 белый король | c8 чёрный король · g8 чёрная ладья · b7 чёрная пешка · a6 чёрная пешка · c6 чёрная пешка · e6 чёрный слон · g6 чёрный ферзь · a5 белая пешка · c5 белая пешка · d5 чёрная пешка · e5 белая пешка · g5 чёрная пешка · h5 чёрная пешка · g4 белая пешка · e3 белый слон · f3 белая пешка · h3 белая пешка · d2 белый ферзь · f2 белая ладья · g2 белый король | c8 чёрный король · g8 чёрная ладья · b7 чёрная пешка · a6 чёрная пешка · c6 чёрная пешка · e6 чёрный слон · g6 чёрный ферзь · a5 белая пешка · c5 белая пешка · d5 чёрная пешка · e5 белая пешка · g5 чёрная пешка · h5 чёрная пешка · g4 белая пешка · e3 белый слон · f3 белая пешка · h3 белая пешка · d2 белый ферзь · f2 белая ладья · g2 белый король | c8 чёрный король · g8 чёрная ладья · b7 чёрная пешка · a6 чёрная пешка · c6 чёрная пешка · e6 чёрный слон · g6 чёрный ферзь · a5 белая пешка · c5 белая пешка · d5 чёрная пешка · e5 белая пешка · g5 чёрная пешка · h5 чёрная пешка · g4 белая пешка · e3 белый слон · f3 белая пешка · h3 белая пешка · d2 белый ферзь · f2 белая ладья · g2 белый король | 8 |
| 7 | c8 чёрный король · g8 чёрная ладья · b7 чёрная пешка · a6 чёрная пешка · c6 чёрная пешка · e6 чёрный слон · g6 чёрный ферзь · a5 белая пешка · c5 белая пешка · d5 чёрная пешка · e5 белая пешка · g5 чёрная пешка · h5 чёрная пешка · g4 белая пешка · e3 белый слон · f3 белая пешка · h3 белая пешка · d2 белый ферзь · f2 белая ладья · g2 белый король | c8 чёрный король · g8 чёрная ладья · b7 чёрная пешка · a6 чёрная пешка · c6 чёрная пешка · e6 чёрный слон · g6 чёрный ферзь · a5 белая пешка · c5 белая пешка · d5 чёрная пешка · e5 белая пешка · g5 чёрная пешка · h5 чёрная пешка · g4 белая пешка · e3 белый слон · f3 белая пешка · h3 белая пешка · d2 белый ферзь · f2 белая ладья · g2 белый король | c8 чёрный король · g8 чёрная ладья · b7 чёрная пешка · a6 чёрная пешка · c6 чёрная пешка · e6 чёрный слон · g6 чёрный ферзь · a5 белая пешка · c5 белая пешка · d5 чёрная пешка · e5 белая пешка · g5 чёрная пешка · h5 чёрная пешка · g4 белая пешка · e3 белый слон · f3 белая пешка · h3 белая пешка · d2 белый ферзь · f2 белая ладья · g2 белый король | c8 чёрный король · g8 чёрная ладья · b7 чёрная пешка · a6 чёрная пешка · c6 чёрная пешка · e6 чёрный слон · g6 чёрный ферзь · a5 белая пешка · c5 белая пешка · d5 чёрная пешка · e5 белая пешка · g5 чёрная пешка · h5 чёрная пешка · g4 белая пешка · e3 белый слон · f3 белая пешка · h3 белая пешка · d2 белый ферзь · f2 белая ладья · g2 белый король | c8 чёрный король · g8 чёрная ладья · b7 чёрная пешка · a6 чёрная пешка · c6 чёрная пешка · e6 чёрный слон · g6 чёрный ферзь · a5 белая пешка · c5 белая пешка · d5 чёрная пешка · e5 белая пешка · g5 чёрная пешка · h5 чёрная пешка · g4 белая пешка · e3 белый слон · f3 белая пешка · h3 белая пешка · d2 белый ферзь · f2 белая ладья · g2 белый король | c8 чёрный король · g8 чёрная ладья · b7 чёрная пешка · a6 чёрная пешка · c6 чёрная пешка · e6 чёрный слон · g6 чёрный ферзь · a5 белая пешка · c5 белая пешка · d5 чёрная пешка · e5 белая пешка · g5 чёрная пешка · h5 чёрная пешка · g4 белая пешка · e3 белый слон · f3 белая пешка · h3 белая пешка · d2 белый ферзь · f2 белая ладья · g2 белый король | c8 чёрный король · g8 чёрная ладья · b7 чёрная пешка · a6 чёрная пешка · c6 чёрная пешка · e6 чёрный слон · g6 чёрный ферзь · a5 белая пешка · c5 белая пешка · d5 чёрная пешка · e5 белая пешка · g5 чёрная пешка · h5 чёрная пешка · g4 белая пешка · e3 белый слон · f3 белая пешка · h3 белая пешка · d2 белый ферзь · f2 белая ладья · g2 белый король | c8 чёрный король · g8 чёрная ладья · b7 чёрная пешка · a6 чёрная пешка · c6 чёрная пешка · e6 чёрный слон · g6 чёрный ферзь · a5 белая пешка · c5 белая пешка · d5 чёрная пешка · e5 белая пешка · g5 чёрная пешка · h5 чёрная пешка · g4 белая пешка · e3 белый слон · f3 белая пешка · h3 белая пешка · d2 белый ферзь · f2 белая ладья · g2 белый король | 7 |
| 6 | c8 чёрный король · g8 чёрная ладья · b7 чёрная пешка · a6 чёрная пешка · c6 чёрная пешка · e6 чёрный слон · g6 чёрный ферзь · a5 белая пешка · c5 белая пешка · d5 чёрная пешка · e5 белая пешка · g5 чёрная пешка · h5 чёрная пешка · g4 белая пешка · e3 белый слон · f3 белая пешка · h3 белая пешка · d2 белый ферзь · f2 белая ладья · g2 белый король | c8 чёрный король · g8 чёрная ладья · b7 чёрная пешка · a6 чёрная пешка · c6 чёрная пешка · e6 чёрный слон · g6 чёрный ферзь · a5 белая пешка · c5 белая пешка · d5 чёрная пешка · e5 белая пешка · g5 чёрная пешка · h5 чёрная пешка · g4 белая пешка · e3 белый слон · f3 белая пешка · h3 белая пешка · d2 белый ферзь · f2 белая ладья · g2 белый король | c8 чёрный король · g8 чёрная ладья · b7 чёрная пешка · a6 чёрная пешка · c6 чёрная пешка · e6 чёрный слон · g6 чёрный ферзь · a5 белая пешка · c5 белая пешка · d5 чёрная пешка · e5 белая пешка · g5 чёрная пешка · h5 чёрная пешка · g4 белая пешка · e3 белый слон · f3 белая пешка · h3 белая пешка · d2 белый ферзь · f2 белая ладья · g2 белый король | c8 чёрный король · g8 чёрная ладья · b7 чёрная пешка · a6 чёрная пешка · c6 чёрная пешка · e6 чёрный слон · g6 чёрный ферзь · a5 белая пешка · c5 белая пешка · d5 чёрная пешка · e5 белая пешка · g5 чёрная пешка · h5 чёрная пешка · g4 белая пешка · e3 белый слон · f3 белая пешка · h3 белая пешка · d2 белый ферзь · f2 белая ладья · g2 белый король | c8 чёрный король · g8 чёрная ладья · b7 чёрная пешка · a6 чёрная пешка · c6 чёрная пешка · e6 чёрный слон · g6 чёрный ферзь · a5 белая пешка · c5 белая пешка · d5 чёрная пешка · e5 белая пешка · g5 чёрная пешка · h5 чёрная пешка · g4 белая пешка · e3 белый слон · f3 белая пешка · h3 белая пешка · d2 белый ферзь · f2 белая ладья · g2 белый король | c8 чёрный король · g8 чёрная ладья · b7 чёрная пешка · a6 чёрная пешка · c6 чёрная пешка · e6 чёрный слон · g6 чёрный ферзь · a5 белая пешка · c5 белая пешка · d5 чёрная пешка · e5 белая пешка · g5 чёрная пешка · h5 чёрная пешка · g4 белая пешка · e3 белый слон · f3 белая пешка · h3 белая пешка · d2 белый ферзь · f2 белая ладья · g2 белый король | c8 чёрный король · g8 чёрная ладья · b7 чёрная пешка · a6 чёрная пешка · c6 чёрная пешка · e6 чёрный слон · g6 чёрный ферзь · a5 белая пешка · c5 белая пешка · d5 чёрная пешка · e5 белая пешка · g5 чёрная пешка · h5 чёрная пешка · g4 белая пешка · e3 белый слон · f3 белая пешка · h3 белая пешка · d2 белый ферзь · f2 белая ладья · g2 белый король | c8 чёрный король · g8 чёрная ладья · b7 чёрная пешка · a6 чёрная пешка · c6 чёрная пешка · e6 чёрный слон · g6 чёрный ферзь · a5 белая пешка · c5 белая пешка · d5 чёрная пешка · e5 белая пешка · g5 чёрная пешка · h5 чёрная пешка · g4 белая пешка · e3 белый слон · f3 белая пешка · h3 белая пешка · d2 белый ферзь · f2 белая ладья · g2 белый король | 6 |
| 5 | c8 чёрный король · g8 чёрная ладья · b7 чёрная пешка · a6 чёрная пешка · c6 чёрная пешка · e6 чёрный слон · g6 чёрный ферзь · a5 белая пешка · c5 белая пешка · d5 чёрная пешка · e5 белая пешка · g5 чёрная пешка · h5 чёрная пешка · g4 белая пешка · e3 белый слон · f3 белая пешка · h3 белая пешка · d2 белый ферзь · f2 белая ладья · g2 белый король | c8 чёрный король · g8 чёрная ладья · b7 чёрная пешка · a6 чёрная пешка · c6 чёрная пешка · e6 чёрный слон · g6 чёрный ферзь · a5 белая пешка · c5 белая пешка · d5 чёрная пешка · e5 белая пешка · g5 чёрная пешка · h5 чёрная пешка · g4 белая пешка · e3 белый слон · f3 белая пешка · h3 белая пешка · d2 белый ферзь · f2 белая ладья · g2 белый король | c8 чёрный король · g8 чёрная ладья · b7 чёрная пешка · a6 чёрная пешка · c6 чёрная пешка · e6 чёрный слон · g6 чёрный ферзь · a5 белая пешка · c5 белая пешка · d5 чёрная пешка · e5 белая пешка · g5 чёрная пешка · h5 чёрная пешка · g4 белая пешка · e3 белый слон · f3 белая пешка · h3 белая пешка · d2 белый ферзь · f2 белая ладья · g2 белый король | c8 чёрный король · g8 чёрная ладья · b7 чёрная пешка · a6 чёрная пешка · c6 чёрная пешка · e6 чёрный слон · g6 чёрный ферзь · a5 белая пешка · c5 белая пешка · d5 чёрная пешка · e5 белая пешка · g5 чёрная пешка · h5 чёрная пешка · g4 белая пешка · e3 белый слон · f3 белая пешка · h3 белая пешка · d2 белый ферзь · f2 белая ладья · g2 белый король | c8 чёрный король · g8 чёрная ладья · b7 чёрная пешка · a6 чёрная пешка · c6 чёрная пешка · e6 чёрный слон · g6 чёрный ферзь · a5 белая пешка · c5 белая пешка · d5 чёрная пешка · e5 белая пешка · g5 чёрная пешка · h5 чёрная пешка · g4 белая пешка · e3 белый слон · f3 белая пешка · h3 белая пешка · d2 белый ферзь · f2 белая ладья · g2 белый король | c8 чёрный король · g8 чёрная ладья · b7 чёрная пешка · a6 чёрная пешка · c6 чёрная пешка · e6 чёрный слон · g6 чёрный ферзь · a5 белая пешка · c5 белая пешка · d5 чёрная пешка · e5 белая пешка · g5 чёрная пешка · h5 чёрная пешка · g4 белая пешка · e3 белый слон · f3 белая пешка · h3 белая пешка · d2 белый ферзь · f2 белая ладья · g2 белый король | c8 чёрный король · g8 чёрная ладья · b7 чёрная пешка · a6 чёрная пешка · c6 чёрная пешка · e6 чёрный слон · g6 чёрный ферзь · a5 белая пешка · c5 белая пешка · d5 чёрная пешка · e5 белая пешка · g5 чёрная пешка · h5 чёрная пешка · g4 белая пешка · e3 белый слон · f3 белая пешка · h3 белая пешка · d2 белый ферзь · f2 белая ладья · g2 белый король | c8 чёрный король · g8 чёрная ладья · b7 чёрная пешка · a6 чёрная пешка · c6 чёрная пешка · e6 чёрный слон · g6 чёрный ферзь · a5 белая пешка · c5 белая пешка · d5 чёрная пешка · e5 белая пешка · g5 чёрная пешка · h5 чёрная пешка · g4 белая пешка · e3 белый слон · f3 белая пешка · h3 белая пешка · d2 белый ферзь · f2 белая ладья · g2 белый король | 5 |
| 4 | c8 чёрный король · g8 чёрная ладья · b7 чёрная пешка · a6 чёрная пешка · c6 чёрная пешка · e6 чёрный слон · g6 чёрный ферзь · a5 белая пешка · c5 белая пешка · d5 чёрная пешка · e5 белая пешка · g5 чёрная пешка · h5 чёрная пешка · g4 белая пешка · e3 белый слон · f3 белая пешка · h3 белая пешка · d2 белый ферзь · f2 белая ладья · g2 белый король | c8 чёрный король · g8 чёрная ладья · b7 чёрная пешка · a6 чёрная пешка · c6 чёрная пешка · e6 чёрный слон · g6 чёрный ферзь · a5 белая пешка · c5 белая пешка · d5 чёрная пешка · e5 белая пешка · g5 чёрная пешка · h5 чёрная пешка · g4 белая пешка · e3 белый слон · f3 белая пешка · h3 белая пешка · d2 белый ферзь · f2 белая ладья · g2 белый король | c8 чёрный король · g8 чёрная ладья · b7 чёрная пешка · a6 чёрная пешка · c6 чёрная пешка · e6 чёрный слон · g6 чёрный ферзь · a5 белая пешка · c5 белая пешка · d5 чёрная пешка · e5 белая пешка · g5 чёрная пешка · h5 чёрная пешка · g4 белая пешка · e3 белый слон · f3 белая пешка · h3 белая пешка · d2 белый ферзь · f2 белая ладья · g2 белый король | c8 чёрный король · g8 чёрная ладья · b7 чёрная пешка · a6 чёрная пешка · c6 чёрная пешка · e6 чёрный слон · g6 чёрный ферзь · a5 белая пешка · c5 белая пешка · d5 чёрная пешка · e5 белая пешка · g5 чёрная пешка · h5 чёрная пешка · g4 белая пешка · e3 белый слон · f3 белая пешка · h3 белая пешка · d2 белый ферзь · f2 белая ладья · g2 белый король | c8 чёрный король · g8 чёрная ладья · b7 чёрная пешка · a6 чёрная пешка · c6 чёрная пешка · e6 чёрный слон · g6 чёрный ферзь · a5 белая пешка · c5 белая пешка · d5 чёрная пешка · e5 белая пешка · g5 чёрная пешка · h5 чёрная пешка · g4 белая пешка · e3 белый слон · f3 белая пешка · h3 белая пешка · d2 белый ферзь · f2 белая ладья · g2 белый король | c8 чёрный король · g8 чёрная ладья · b7 чёрная пешка · a6 чёрная пешка · c6 чёрная пешка · e6 чёрный слон · g6 чёрный ферзь · a5 белая пешка · c5 белая пешка · d5 чёрная пешка · e5 белая пешка · g5 чёрная пешка · h5 чёрная пешка · g4 белая пешка · e3 белый слон · f3 белая пешка · h3 белая пешка · d2 белый ферзь · f2 белая ладья · g2 белый король | c8 чёрный король · g8 чёрная ладья · b7 чёрная пешка · a6 чёрная пешка · c6 чёрная пешка · e6 чёрный слон · g6 чёрный ферзь · a5 белая пешка · c5 белая пешка · d5 чёрная пешка · e5 белая пешка · g5 чёрная пешка · h5 чёрная пешка · g4 белая пешка · e3 белый слон · f3 белая пешка · h3 белая пешка · d2 белый ферзь · f2 белая ладья · g2 белый король | c8 чёрный король · g8 чёрная ладья · b7 чёрная пешка · a6 чёрная пешка · c6 чёрная пешка · e6 чёрный слон · g6 чёрный ферзь · a5 белая пешка · c5 белая пешка · d5 чёрная пешка · e5 белая пешка · g5 чёрная пешка · h5 чёрная пешка · g4 белая пешка · e3 белый слон · f3 белая пешка · h3 белая пешка · d2 белый ферзь · f2 белая ладья · g2 белый король | 4 |
| 3 | c8 чёрный король · g8 чёрная ладья · b7 чёрная пешка · a6 чёрная пешка · c6 чёрная пешка · e6 чёрный слон · g6 чёрный ферзь · a5 белая пешка · c5 белая пешка · d5 чёрная пешка · e5 белая пешка · g5 чёрная пешка · h5 чёрная пешка · g4 белая пешка · e3 белый слон · f3 белая пешка · h3 белая пешка · d2 белый ферзь · f2 белая ладья · g2 белый король | c8 чёрный король · g8 чёрная ладья · b7 чёрная пешка · a6 чёрная пешка · c6 чёрная пешка · e6 чёрный слон · g6 чёрный ферзь · a5 белая пешка · c5 белая пешка · d5 чёрная пешка · e5 белая пешка · g5 чёрная пешка · h5 чёрная пешка · g4 белая пешка · e3 белый слон · f3 белая пешка · h3 белая пешка · d2 белый ферзь · f2 белая ладья · g2 белый король | c8 чёрный король · g8 чёрная ладья · b7 чёрная пешка · a6 чёрная пешка · c6 чёрная пешка · e6 чёрный слон · g6 чёрный ферзь · a5 белая пешка · c5 белая пешка · d5 чёрная пешка · e5 белая пешка · g5 чёрная пешка · h5 чёрная пешка · g4 белая пешка · e3 белый слон · f3 белая пешка · h3 белая пешка · d2 белый ферзь · f2 белая ладья · g2 белый король | c8 чёрный король · g8 чёрная ладья · b7 чёрная пешка · a6 чёрная пешка · c6 чёрная пешка · e6 чёрный слон · g6 чёрный ферзь · a5 белая пешка · c5 белая пешка · d5 чёрная пешка · e5 белая пешка · g5 чёрная пешка · h5 чёрная пешка · g4 белая пешка · e3 белый слон · f3 белая пешка · h3 белая пешка · d2 белый ферзь · f2 белая ладья · g2 белый король | c8 чёрный король · g8 чёрная ладья · b7 чёрная пешка · a6 чёрная пешка · c6 чёрная пешка · e6 чёрный слон · g6 чёрный ферзь · a5 белая пешка · c5 белая пешка · d5 чёрная пешка · e5 белая пешка · g5 чёрная пешка · h5 чёрная пешка · g4 белая пешка · e3 белый слон · f3 белая пешка · h3 белая пешка · d2 белый ферзь · f2 белая ладья · g2 белый король | c8 чёрный король · g8 чёрная ладья · b7 чёрная пешка · a6 чёрная пешка · c6 чёрная пешка · e6 чёрный слон · g6 чёрный ферзь · a5 белая пешка · c5 белая пешка · d5 чёрная пешка · e5 белая пешка · g5 чёрная пешка · h5 чёрная пешка · g4 белая пешка · e3 белый слон · f3 белая пешка · h3 белая пешка · d2 белый ферзь · f2 белая ладья · g2 белый король | c8 чёрный король · g8 чёрная ладья · b7 чёрная пешка · a6 чёрная пешка · c6 чёрная пешка · e6 чёрный слон · g6 чёрный ферзь · a5 белая пешка · c5 белая пешка · d5 чёрная пешка · e5 белая пешка · g5 чёрная пешка · h5 чёрная пешка · g4 белая пешка · e3 белый слон · f3 белая пешка · h3 белая пешка · d2 белый ферзь · f2 белая ладья · g2 белый король | c8 чёрный король · g8 чёрная ладья · b7 чёрная пешка · a6 чёрная пешка · c6 чёрная пешка · e6 чёрный слон · g6 чёрный ферзь · a5 белая пешка · c5 белая пешка · d5 чёрная пешка · e5 белая пешка · g5 чёрная пешка · h5 чёрная пешка · g4 белая пешка · e3 белый слон · f3 белая пешка · h3 белая пешка · d2 белый ферзь · f2 белая ладья · g2 белый король | 3 |
| 2 | c8 чёрный король · g8 чёрная ладья · b7 чёрная пешка · a6 чёрная пешка · c6 чёрная пешка · e6 чёрный слон · g6 чёрный ферзь · a5 белая пешка · c5 белая пешка · d5 чёрная пешка · e5 белая пешка · g5 чёрная пешка · h5 чёрная пешка · g4 белая пешка · e3 белый слон · f3 белая пешка · h3 белая пешка · d2 белый ферзь · f2 белая ладья · g2 белый король | c8 чёрный король · g8 чёрная ладья · b7 чёрная пешка · a6 чёрная пешка · c6 чёрная пешка · e6 чёрный слон · g6 чёрный ферзь · a5 белая пешка · c5 белая пешка · d5 чёрная пешка · e5 белая пешка · g5 чёрная пешка · h5 чёрная пешка · g4 белая пешка · e3 белый слон · f3 белая пешка · h3 белая пешка · d2 белый ферзь · f2 белая ладья · g2 белый король | c8 чёрный король · g8 чёрная ладья · b7 чёрная пешка · a6 чёрная пешка · c6 чёрная пешка · e6 чёрный слон · g6 чёрный ферзь · a5 белая пешка · c5 белая пешка · d5 чёрная пешка · e5 белая пешка · g5 чёрная пешка · h5 чёрная пешка · g4 белая пешка · e3 белый слон · f3 белая пешка · h3 белая пешка · d2 белый ферзь · f2 белая ладья · g2 белый король | c8 чёрный король · g8 чёрная ладья · b7 чёрная пешка · a6 чёрная пешка · c6 чёрная пешка · e6 чёрный слон · g6 чёрный ферзь · a5 белая пешка · c5 белая пешка · d5 чёрная пешка · e5 белая пешка · g5 чёрная пешка · h5 чёрная пешка · g4 белая пешка · e3 белый слон · f3 белая пешка · h3 белая пешка · d2 белый ферзь · f2 белая ладья · g2 белый король | c8 чёрный король · g8 чёрная ладья · b7 чёрная пешка · a6 чёрная пешка · c6 чёрная пешка · e6 чёрный слон · g6 чёрный ферзь · a5 белая пешка · c5 белая пешка · d5 чёрная пешка · e5 белая пешка · g5 чёрная пешка · h5 чёрная пешка · g4 белая пешка · e3 белый слон · f3 белая пешка · h3 белая пешка · d2 белый ферзь · f2 белая ладья · g2 белый король | c8 чёрный король · g8 чёрная ладья · b7 чёрная пешка · a6 чёрная пешка · c6 чёрная пешка · e6 чёрный слон · g6 чёрный ферзь · a5 белая пешка · c5 белая пешка · d5 чёрная пешка · e5 белая пешка · g5 чёрная пешка · h5 чёрная пешка · g4 белая пешка · e3 белый слон · f3 белая пешка · h3 белая пешка · d2 белый ферзь · f2 белая ладья · g2 белый король | c8 чёрный король · g8 чёрная ладья · b7 чёрная пешка · a6 чёрная пешка · c6 чёрная пешка · e6 чёрный слон · g6 чёрный ферзь · a5 белая пешка · c5 белая пешка · d5 чёрная пешка · e5 белая пешка · g5 чёрная пешка · h5 чёрная пешка · g4 белая пешка · e3 белый слон · f3 белая пешка · h3 белая пешка · d2 белый ферзь · f2 белая ладья · g2 белый король | c8 чёрный король · g8 чёрная ладья · b7 чёрная пешка · a6 чёрная пешка · c6 чёрная пешка · e6 чёрный слон · g6 чёрный ферзь · a5 белая пешка · c5 белая пешка · d5 чёрная пешка · e5 белая пешка · g5 чёрная пешка · h5 чёрная пешка · g4 белая пешка · e3 белый слон · f3 белая пешка · h3 белая пешка · d2 белый ферзь · f2 белая ладья · g2 белый король | 2 |
| 1 | c8 чёрный король · g8 чёрная ладья · b7 чёрная пешка · a6 чёрная пешка · c6 чёрная пешка · e6 чёрный слон · g6 чёрный ферзь · a5 белая пешка · c5 белая пешка · d5 чёрная пешка · e5 белая пешка · g5 чёрная пешка · h5 чёрная пешка · g4 белая пешка · e3 белый слон · f3 белая пешка · h3 белая пешка · d2 белый ферзь · f2 белая ладья · g2 белый король | c8 чёрный король · g8 чёрная ладья · b7 чёрная пешка · a6 чёрная пешка · c6 чёрная пешка · e6 чёрный слон · g6 чёрный ферзь · a5 белая пешка · c5 белая пешка · d5 чёрная пешка · e5 белая пешка · g5 чёрная пешка · h5 чёрная пешка · g4 белая пешка · e3 белый слон · f3 белая пешка · h3 белая пешка · d2 белый ферзь · f2 белая ладья · g2 белый король | c8 чёрный король · g8 чёрная ладья · b7 чёрная пешка · a6 чёрная пешка · c6 чёрная пешка · e6 чёрный слон · g6 чёрный ферзь · a5 белая пешка · c5 белая пешка · d5 чёрная пешка · e5 белая пешка · g5 чёрная пешка · h5 чёрная пешка · g4 белая пешка · e3 белый слон · f3 белая пешка · h3 белая пешка · d2 белый ферзь · f2 белая ладья · g2 белый король | c8 чёрный король · g8 чёрная ладья · b7 чёрная пешка · a6 чёрная пешка · c6 чёрная пешка · e6 чёрный слон · g6 чёрный ферзь · a5 белая пешка · c5 белая пешка · d5 чёрная пешка · e5 белая пешка · g5 чёрная пешка · h5 чёрная пешка · g4 белая пешка · e3 белый слон · f3 белая пешка · h3 белая пешка · d2 белый ферзь · f2 белая ладья · g2 белый король | c8 чёрный король · g8 чёрная ладья · b7 чёрная пешка · a6 чёрная пешка · c6 чёрная пешка · e6 чёрный слон · g6 чёрный ферзь · a5 белая пешка · c5 белая пешка · d5 чёрная пешка · e5 белая пешка · g5 чёрная пешка · h5 чёрная пешка · g4 белая пешка · e3 белый слон · f3 белая пешка · h3 белая пешка · d2 белый ферзь · f2 белая ладья · g2 белый король | c8 чёрный король · g8 чёрная ладья · b7 чёрная пешка · a6 чёрная пешка · c6 чёрная пешка · e6 чёрный слон · g6 чёрный ферзь · a5 белая пешка · c5 белая пешка · d5 чёрная пешка · e5 белая пешка · g5 чёрная пешка · h5 чёрная пешка · g4 белая пешка · e3 белый слон · f3 белая пешка · h3 белая пешка · d2 белый ферзь · f2 белая ладья · g2 белый король | c8 чёрный король · g8 чёрная ладья · b7 чёрная пешка · a6 чёрная пешка · c6 чёрная пешка · e6 чёрный слон · g6 чёрный ферзь · a5 белая пешка · c5 белая пешка · d5 чёрная пешка · e5 белая пешка · g5 чёрная пешка · h5 чёрная пешка · g4 белая пешка · e3 белый слон · f3 белая пешка · h3 белая пешка · d2 белый ферзь · f2 белая ладья · g2 белый король | c8 чёрный король · g8 чёрная ладья · b7 чёрная пешка · a6 чёрная пешка · c6 чёрная пешка · e6 чёрный слон · g6 чёрный ферзь · a5 белая пешка · c5 белая пешка · d5 чёрная пешка · e5 белая пешка · g5 чёрная пешка · h5 чёрная пешка · g4 белая пешка · e3 белый слон · f3 белая пешка · h3 белая пешка · d2 белый ферзь · f2 белая ладья · g2 белый король | 1 |
|   | a | b | c | d | e | f | g | h |   |

Карлсен — Карякин

17 ноября 

Итальянская партия (C50)

[Event "5 партия"] [Site "Нью-Йорк"] [Date "17.11.2016"] [White "Магнус Карлсен"] [Black "Сергей Карякин"] 
[Result "1/2-1/2"] [ECO "C50"] [WhiteElo "2853"] [BlackElo "2772"] [PlyCount "102"] [EventDate "11.11.2016"] [Round "5"] [EventType "match"] [EventCountry "USA"] 1.e4 e5 2. Nf3 Nc6 3. Bc4 Bc5 4. O-O Nf6 5. d3 O-O 6. a4 d6 7. c3 a6 8. b4 Ba7 9. Re1 Ne7 10. Nbd2 Ng6 11. d4 c6 12. h3 exd4 13. cxd4 Nxe4 14. Bxf7+ Rxf7 15. Nxe4 d5 16. Nc5 h6 17. Ra3 Bf5 18. Ne5 Nxe5 19. dxe5 Qh4 20. Rf3 Bxc5 21. bxc5 Re8 22. Rf4 Qe7 23. Qd4 Ref8 24. Rf3 Be4 25. Rxf7 Qxf7 26. f3 Bf5 27. Kh2 Be6 28. Re2 Qg6 29. Be3 Rf7 30. Rf2 Qb1 31. Rb2 Qf5 32. a5 Kf8 33. Qc3 Ke8 34. Rb4 g5 35. Rb2 Kd8 36. Rf2 Kc8 37. Qd4 Qg6 38. g4 h5 39. Qd2 Rg7 40. Kg3 Rg8 41. Kg2 hxg4 42. hxg4 d4 43. Qxd4 Bd5 44. e6 Qxe6 45. Kg3 Qe7 46. Rh2 Qf7 47. f4 gxf4+ 48. Qxf4 Qe7 49. Rh5 Rf8 50. Rh7 Rxf4 51. Rxe7 Re4 1/2-1/2

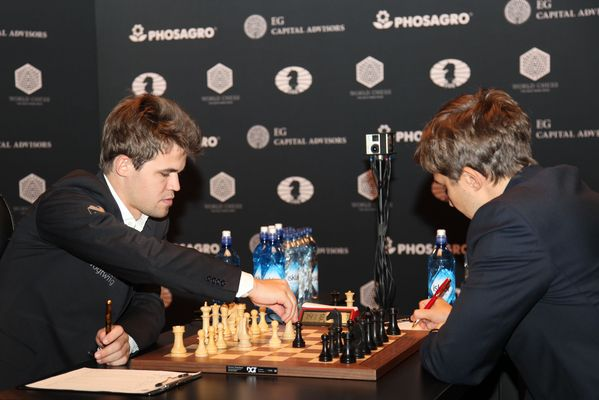
Карлсен — Карякин, 5-я партия

На этот раз Магнус отказался от испанской партии в пользу итальянской, которая последний раз встречалась в матчах на первенство мира за 35 лет до того в поединке Карпов — Корчной (Мерано 1981). Этот старинный дебют в последнее время пользуется определённой популярностью на гроссмейстерском уровне, особенно в связи с продолжением 6.а4, которое введено в практику совсем недавно. Таким образом белые пытаются захватить пространство на ферзевом фланге и ограничить чернопольного слона соперника.
Сергей быстро и уверенно делал дебютные ходы: судя по всему, избранный соперником план игры не застал его врасплох. Первый критический момент возник на 12-м ходу, когда Карлсен не отвёл слона с c4, допустив разгрузочную операцию в центре. Карякин отреагировал самым принципиальным образом, и вскоре на доске возник сложный миттельшпиль, в котором двум слонам чёрных противостояли слон и конь белых, причём конь был расположен очень активно и ограничивал слона a7. Вскоре претендент разменял этого коня; по словам Сергея, он хотел сохранить обоих слонов, но не видел, как это можно сделать.
В позиции с разноцветными слонами при ферзях и ладьях изначально небольшой инициативой владели белые, однако Карлсен немного промедлил и, судя по всему, напрасно запер ферзевый фланг ходом 32.a5. После этого Карякин тут же перебросил на эту сторону доски своего короля и начал пешечное наступление на королевском фланге. Сразу после прохождения контроля чемпион мира допустил серьёзную неточность, после чего российский гроссмейстер мог захватить открытую линию «h» и создать серьёзные угрозы белому королю. Правда, в этом случае позиция резко обострялась и с трудом поддавалась расчёту.
Карякин сыграл более академично, после чего Карлсен с помощью ответной жертвы пешки нейтрализовал угрозы соперника. Вскоре позиция окончательно уравнялась, и гроссмейстеры согласились на ничью. Игра длилась более пяти часов.
После пяти подряд ничейных партий коэффициенты на победу россиянина в матче за шахматную крону поползли вниз: если до этого шансы на успех россиянина по прогнозам букмекеров составляли 1 к 6, то после пятой ничьи на победу Карякина в матче стало возможным поставить с коэффициентом 4,8. На выигрыш фаворита, Карлсена, можно было поставить деньги с коэффициентом 1,58 раза. Ничья в матче из 12 партий стала оцениваться коэффициентом 3,8.
- Интервью с Сергеем Шиповым на Матч ТВ о пятой партии
- Обзор Сергея Шипова пятой партии

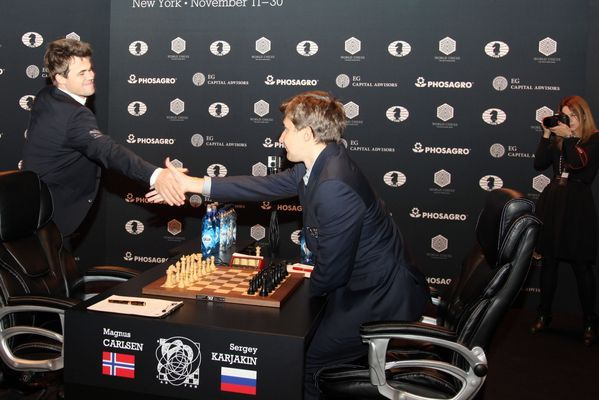
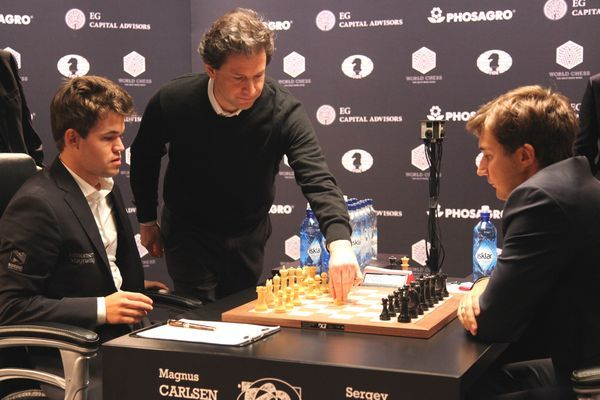
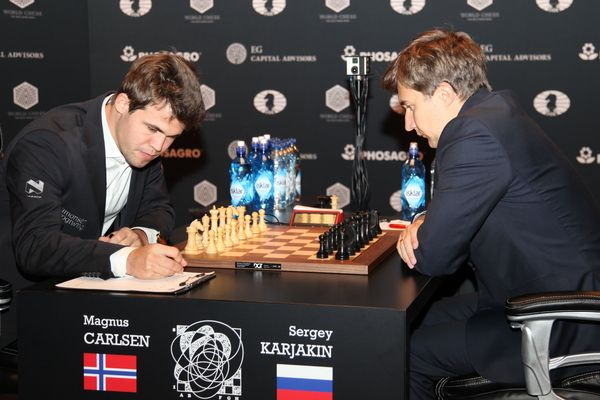
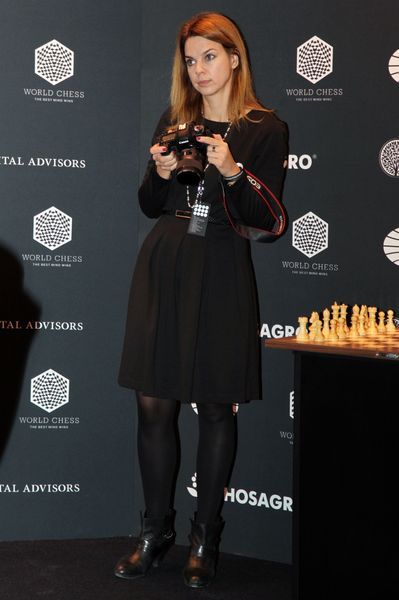
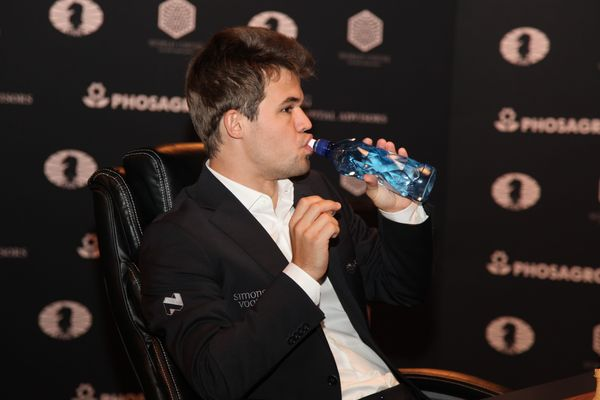
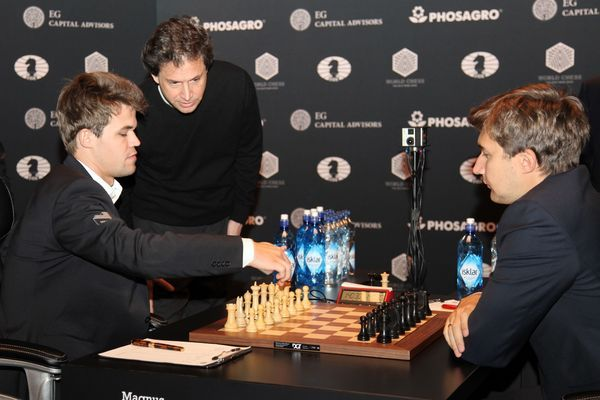
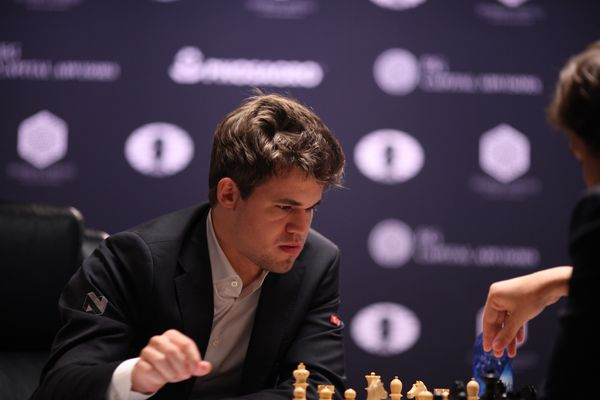
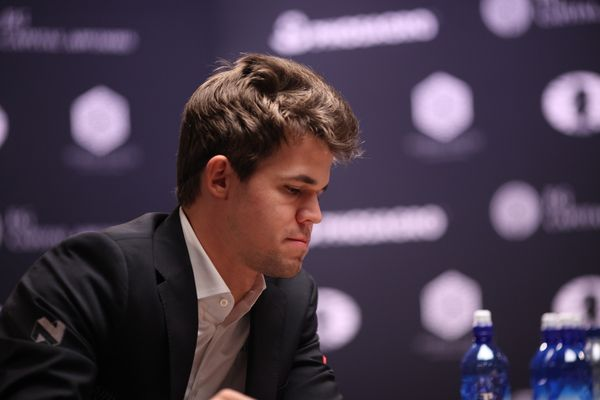
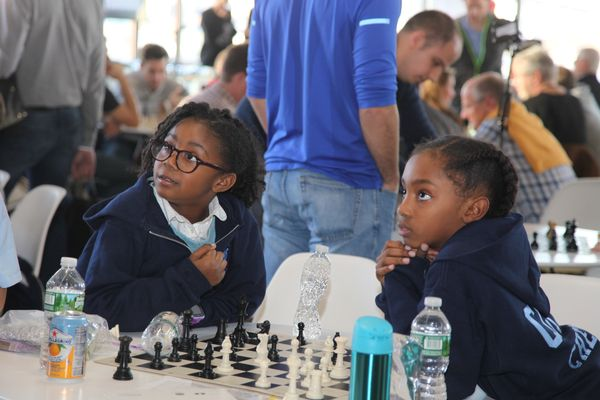
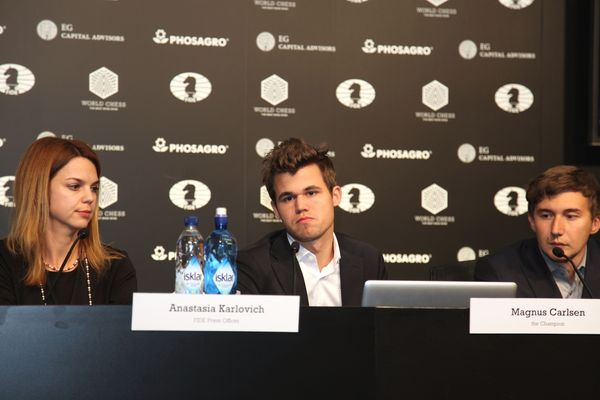
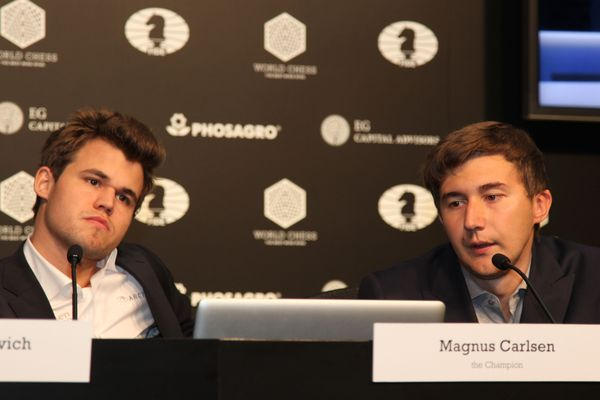
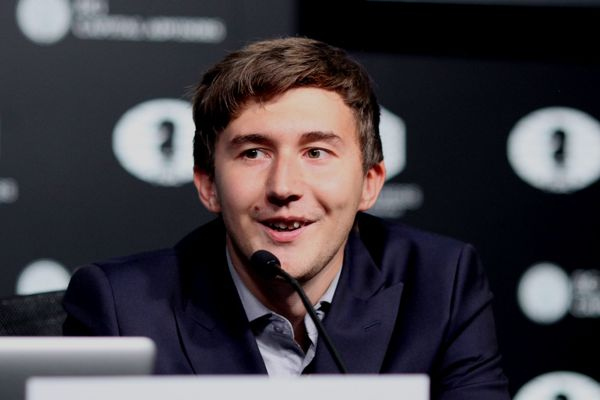
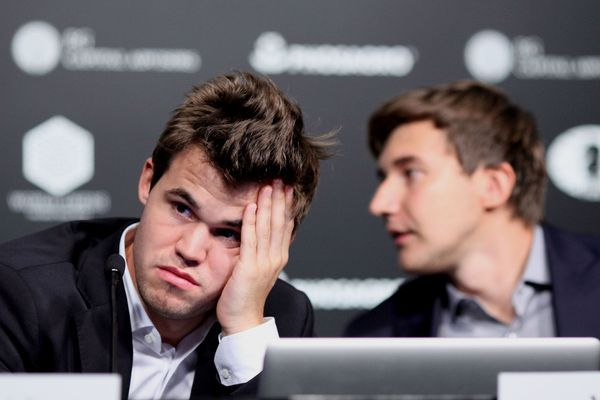
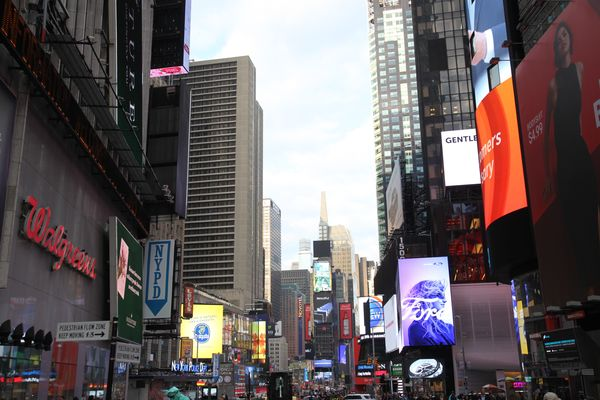
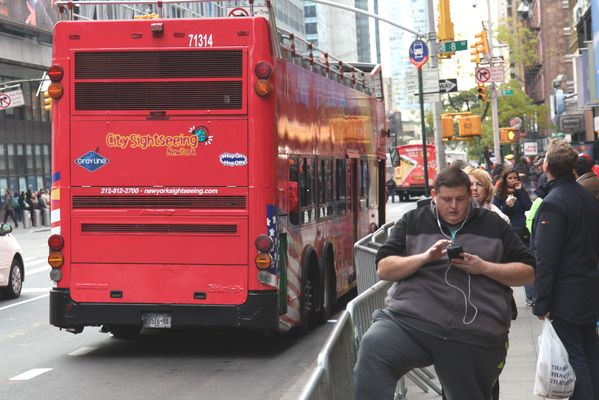
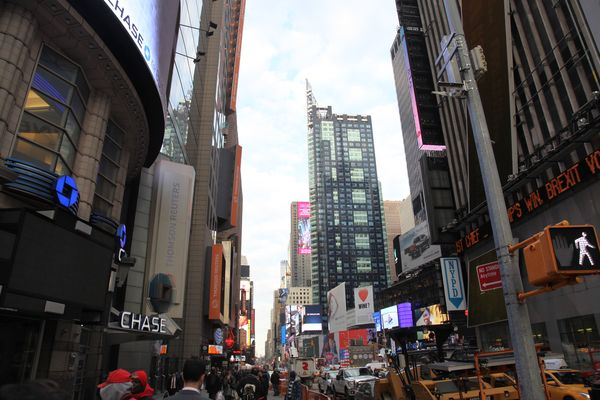
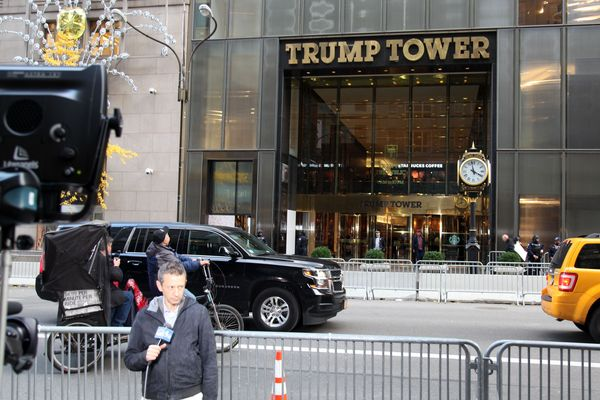

### Шестая партия
|   | a | b | c | d | e | f | g | h |   |
| - | --- | --- | --- | --- | --- | --- | --- | --- | - |
| 8 | a8 чёрная ладья · d8 чёрный ферзь · f8 чёрная ладья · g8 чёрный король · b7 чёрный слон · g7 чёрная пешка · a6 чёрная пешка · e6 белый конь · h6 чёрная пешка · b5 чёрная пешка · c5 чёрная пешка · f5 чёрная пешка · b4 чёрный конь · f4 белый слон · b3 белая пешка · d3 белая пешка · h3 белая пешка · b2 белая пешка · c2 белая пешка · f2 белая пешка · g2 белая пешка · a1 белая ладья · d1 белый ферзь · e1 белая ладья · g1 белый король | a8 чёрная ладья · d8 чёрный ферзь · f8 чёрная ладья · g8 чёрный король · b7 чёрный слон · g7 чёрная пешка · a6 чёрная пешка · e6 белый конь · h6 чёрная пешка · b5 чёрная пешка · c5 чёрная пешка · f5 чёрная пешка · b4 чёрный конь · f4 белый слон · b3 белая пешка · d3 белая пешка · h3 белая пешка · b2 белая пешка · c2 белая пешка · f2 белая пешка · g2 белая пешка · a1 белая ладья · d1 белый ферзь · e1 белая ладья · g1 белый король | a8 чёрная ладья · d8 чёрный ферзь · f8 чёрная ладья · g8 чёрный король · b7 чёрный слон · g7 чёрная пешка · a6 чёрная пешка · e6 белый конь · h6 чёрная пешка · b5 чёрная пешка · c5 чёрная пешка · f5 чёрная пешка · b4 чёрный конь · f4 белый слон · b3 белая пешка · d3 белая пешка · h3 белая пешка · b2 белая пешка · c2 белая пешка · f2 белая пешка · g2 белая пешка · a1 белая ладья · d1 белый ферзь · e1 белая ладья · g1 белый король | a8 чёрная ладья · d8 чёрный ферзь · f8 чёрная ладья · g8 чёрный король · b7 чёрный слон · g7 чёрная пешка · a6 чёрная пешка · e6 белый конь · h6 чёрная пешка · b5 чёрная пешка · c5 чёрная пешка · f5 чёрная пешка · b4 чёрный конь · f4 белый слон · b3 белая пешка · d3 белая пешка · h3 белая пешка · b2 белая пешка · c2 белая пешка · f2 белая пешка · g2 белая пешка · a1 белая ладья · d1 белый ферзь · e1 белая ладья · g1 белый король | a8 чёрная ладья · d8 чёрный ферзь · f8 чёрная ладья · g8 чёрный король · b7 чёрный слон · g7 чёрная пешка · a6 чёрная пешка · e6 белый конь · h6 чёрная пешка · b5 чёрная пешка · c5 чёрная пешка · f5 чёрная пешка · b4 чёрный конь · f4 белый слон · b3 белая пешка · d3 белая пешка · h3 белая пешка · b2 белая пешка · c2 белая пешка · f2 белая пешка · g2 белая пешка · a1 белая ладья · d1 белый ферзь · e1 белая ладья · g1 белый король | a8 чёрная ладья · d8 чёрный ферзь · f8 чёрная ладья · g8 чёрный король · b7 чёрный слон · g7 чёрная пешка · a6 чёрная пешка · e6 белый конь · h6 чёрная пешка · b5 чёрная пешка · c5 чёрная пешка · f5 чёрная пешка · b4 чёрный конь · f4 белый слон · b3 белая пешка · d3 белая пешка · h3 белая пешка · b2 белая пешка · c2 белая пешка · f2 белая пешка · g2 белая пешка · a1 белая ладья · d1 белый ферзь · e1 белая ладья · g1 белый король | a8 чёрная ладья · d8 чёрный ферзь · f8 чёрная ладья · g8 чёрный король · b7 чёрный слон · g7 чёрная пешка · a6 чёрная пешка · e6 белый конь · h6 чёрная пешка · b5 чёрная пешка · c5 чёрная пешка · f5 чёрная пешка · b4 чёрный конь · f4 белый слон · b3 белая пешка · d3 белая пешка · h3 белая пешка · b2 белая пешка · c2 белая пешка · f2 белая пешка · g2 белая пешка · a1 белая ладья · d1 белый ферзь · e1 белая ладья · g1 белый король | a8 чёрная ладья · d8 чёрный ферзь · f8 чёрная ладья · g8 чёрный король · b7 чёрный слон · g7 чёрная пешка · a6 чёрная пешка · e6 белый конь · h6 чёрная пешка · b5 чёрная пешка · c5 чёрная пешка · f5 чёрная пешка · b4 чёрный конь · f4 белый слон · b3 белая пешка · d3 белая пешка · h3 белая пешка · b2 белая пешка · c2 белая пешка · f2 белая пешка · g2 белая пешка · a1 белая ладья · d1 белый ферзь · e1 белая ладья · g1 белый король | 8 |
| 7 | a8 чёрная ладья · d8 чёрный ферзь · f8 чёрная ладья · g8 чёрный король · b7 чёрный слон · g7 чёрная пешка · a6 чёрная пешка · e6 белый конь · h6 чёрная пешка · b5 чёрная пешка · c5 чёрная пешка · f5 чёрная пешка · b4 чёрный конь · f4 белый слон · b3 белая пешка · d3 белая пешка · h3 белая пешка · b2 белая пешка · c2 белая пешка · f2 белая пешка · g2 белая пешка · a1 белая ладья · d1 белый ферзь · e1 белая ладья · g1 белый король | a8 чёрная ладья · d8 чёрный ферзь · f8 чёрная ладья · g8 чёрный король · b7 чёрный слон · g7 чёрная пешка · a6 чёрная пешка · e6 белый конь · h6 чёрная пешка · b5 чёрная пешка · c5 чёрная пешка · f5 чёрная пешка · b4 чёрный конь · f4 белый слон · b3 белая пешка · d3 белая пешка · h3 белая пешка · b2 белая пешка · c2 белая пешка · f2 белая пешка · g2 белая пешка · a1 белая ладья · d1 белый ферзь · e1 белая ладья · g1 белый король | a8 чёрная ладья · d8 чёрный ферзь · f8 чёрная ладья · g8 чёрный король · b7 чёрный слон · g7 чёрная пешка · a6 чёрная пешка · e6 белый конь · h6 чёрная пешка · b5 чёрная пешка · c5 чёрная пешка · f5 чёрная пешка · b4 чёрный конь · f4 белый слон · b3 белая пешка · d3 белая пешка · h3 белая пешка · b2 белая пешка · c2 белая пешка · f2 белая пешка · g2 белая пешка · a1 белая ладья · d1 белый ферзь · e1 белая ладья · g1 белый король | a8 чёрная ладья · d8 чёрный ферзь · f8 чёрная ладья · g8 чёрный король · b7 чёрный слон · g7 чёрная пешка · a6 чёрная пешка · e6 белый конь · h6 чёрная пешка · b5 чёрная пешка · c5 чёрная пешка · f5 чёрная пешка · b4 чёрный конь · f4 белый слон · b3 белая пешка · d3 белая пешка · h3 белая пешка · b2 белая пешка · c2 белая пешка · f2 белая пешка · g2 белая пешка · a1 белая ладья · d1 белый ферзь · e1 белая ладья · g1 белый король | a8 чёрная ладья · d8 чёрный ферзь · f8 чёрная ладья · g8 чёрный король · b7 чёрный слон · g7 чёрная пешка · a6 чёрная пешка · e6 белый конь · h6 чёрная пешка · b5 чёрная пешка · c5 чёрная пешка · f5 чёрная пешка · b4 чёрный конь · f4 белый слон · b3 белая пешка · d3 белая пешка · h3 белая пешка · b2 белая пешка · c2 белая пешка · f2 белая пешка · g2 белая пешка · a1 белая ладья · d1 белый ферзь · e1 белая ладья · g1 белый король | a8 чёрная ладья · d8 чёрный ферзь · f8 чёрная ладья · g8 чёрный король · b7 чёрный слон · g7 чёрная пешка · a6 чёрная пешка · e6 белый конь · h6 чёрная пешка · b5 чёрная пешка · c5 чёрная пешка · f5 чёрная пешка · b4 чёрный конь · f4 белый слон · b3 белая пешка · d3 белая пешка · h3 белая пешка · b2 белая пешка · c2 белая пешка · f2 белая пешка · g2 белая пешка · a1 белая ладья · d1 белый ферзь · e1 белая ладья · g1 белый король | a8 чёрная ладья · d8 чёрный ферзь · f8 чёрная ладья · g8 чёрный король · b7 чёрный слон · g7 чёрная пешка · a6 чёрная пешка · e6 белый конь · h6 чёрная пешка · b5 чёрная пешка · c5 чёрная пешка · f5 чёрная пешка · b4 чёрный конь · f4 белый слон · b3 белая пешка · d3 белая пешка · h3 белая пешка · b2 белая пешка · c2 белая пешка · f2 белая пешка · g2 белая пешка · a1 белая ладья · d1 белый ферзь · e1 белая ладья · g1 белый король | a8 чёрная ладья · d8 чёрный ферзь · f8 чёрная ладья · g8 чёрный король · b7 чёрный слон · g7 чёрная пешка · a6 чёрная пешка · e6 белый конь · h6 чёрная пешка · b5 чёрная пешка · c5 чёрная пешка · f5 чёрная пешка · b4 чёрный конь · f4 белый слон · b3 белая пешка · d3 белая пешка · h3 белая пешка · b2 белая пешка · c2 белая пешка · f2 белая пешка · g2 белая пешка · a1 белая ладья · d1 белый ферзь · e1 белая ладья · g1 белый король | 7 |
| 6 | a8 чёрная ладья · d8 чёрный ферзь · f8 чёрная ладья · g8 чёрный король · b7 чёрный слон · g7 чёрная пешка · a6 чёрная пешка · e6 белый конь · h6 чёрная пешка · b5 чёрная пешка · c5 чёрная пешка · f5 чёрная пешка · b4 чёрный конь · f4 белый слон · b3 белая пешка · d3 белая пешка · h3 белая пешка · b2 белая пешка · c2 белая пешка · f2 белая пешка · g2 белая пешка · a1 белая ладья · d1 белый ферзь · e1 белая ладья · g1 белый король | a8 чёрная ладья · d8 чёрный ферзь · f8 чёрная ладья · g8 чёрный король · b7 чёрный слон · g7 чёрная пешка · a6 чёрная пешка · e6 белый конь · h6 чёрная пешка · b5 чёрная пешка · c5 чёрная пешка · f5 чёрная пешка · b4 чёрный конь · f4 белый слон · b3 белая пешка · d3 белая пешка · h3 белая пешка · b2 белая пешка · c2 белая пешка · f2 белая пешка · g2 белая пешка · a1 белая ладья · d1 белый ферзь · e1 белая ладья · g1 белый король | a8 чёрная ладья · d8 чёрный ферзь · f8 чёрная ладья · g8 чёрный король · b7 чёрный слон · g7 чёрная пешка · a6 чёрная пешка · e6 белый конь · h6 чёрная пешка · b5 чёрная пешка · c5 чёрная пешка · f5 чёрная пешка · b4 чёрный конь · f4 белый слон · b3 белая пешка · d3 белая пешка · h3 белая пешка · b2 белая пешка · c2 белая пешка · f2 белая пешка · g2 белая пешка · a1 белая ладья · d1 белый ферзь · e1 белая ладья · g1 белый король | a8 чёрная ладья · d8 чёрный ферзь · f8 чёрная ладья · g8 чёрный король · b7 чёрный слон · g7 чёрная пешка · a6 чёрная пешка · e6 белый конь · h6 чёрная пешка · b5 чёрная пешка · c5 чёрная пешка · f5 чёрная пешка · b4 чёрный конь · f4 белый слон · b3 белая пешка · d3 белая пешка · h3 белая пешка · b2 белая пешка · c2 белая пешка · f2 белая пешка · g2 белая пешка · a1 белая ладья · d1 белый ферзь · e1 белая ладья · g1 белый король | a8 чёрная ладья · d8 чёрный ферзь · f8 чёрная ладья · g8 чёрный король · b7 чёрный слон · g7 чёрная пешка · a6 чёрная пешка · e6 белый конь · h6 чёрная пешка · b5 чёрная пешка · c5 чёрная пешка · f5 чёрная пешка · b4 чёрный конь · f4 белый слон · b3 белая пешка · d3 белая пешка · h3 белая пешка · b2 белая пешка · c2 белая пешка · f2 белая пешка · g2 белая пешка · a1 белая ладья · d1 белый ферзь · e1 белая ладья · g1 белый король | a8 чёрная ладья · d8 чёрный ферзь · f8 чёрная ладья · g8 чёрный король · b7 чёрный слон · g7 чёрная пешка · a6 чёрная пешка · e6 белый конь · h6 чёрная пешка · b5 чёрная пешка · c5 чёрная пешка · f5 чёрная пешка · b4 чёрный конь · f4 белый слон · b3 белая пешка · d3 белая пешка · h3 белая пешка · b2 белая пешка · c2 белая пешка · f2 белая пешка · g2 белая пешка · a1 белая ладья · d1 белый ферзь · e1 белая ладья · g1 белый король | a8 чёрная ладья · d8 чёрный ферзь · f8 чёрная ладья · g8 чёрный король · b7 чёрный слон · g7 чёрная пешка · a6 чёрная пешка · e6 белый конь · h6 чёрная пешка · b5 чёрная пешка · c5 чёрная пешка · f5 чёрная пешка · b4 чёрный конь · f4 белый слон · b3 белая пешка · d3 белая пешка · h3 белая пешка · b2 белая пешка · c2 белая пешка · f2 белая пешка · g2 белая пешка · a1 белая ладья · d1 белый ферзь · e1 белая ладья · g1 белый король | a8 чёрная ладья · d8 чёрный ферзь · f8 чёрная ладья · g8 чёрный король · b7 чёрный слон · g7 чёрная пешка · a6 чёрная пешка · e6 белый конь · h6 чёрная пешка · b5 чёрная пешка · c5 чёрная пешка · f5 чёрная пешка · b4 чёрный конь · f4 белый слон · b3 белая пешка · d3 белая пешка · h3 белая пешка · b2 белая пешка · c2 белая пешка · f2 белая пешка · g2 белая пешка · a1 белая ладья · d1 белый ферзь · e1 белая ладья · g1 белый король | 6 |
| 5 | a8 чёрная ладья · d8 чёрный ферзь · f8 чёрная ладья · g8 чёрный король · b7 чёрный слон · g7 чёрная пешка · a6 чёрная пешка · e6 белый конь · h6 чёрная пешка · b5 чёрная пешка · c5 чёрная пешка · f5 чёрная пешка · b4 чёрный конь · f4 белый слон · b3 белая пешка · d3 белая пешка · h3 белая пешка · b2 белая пешка · c2 белая пешка · f2 белая пешка · g2 белая пешка · a1 белая ладья · d1 белый ферзь · e1 белая ладья · g1 белый король | a8 чёрная ладья · d8 чёрный ферзь · f8 чёрная ладья · g8 чёрный король · b7 чёрный слон · g7 чёрная пешка · a6 чёрная пешка · e6 белый конь · h6 чёрная пешка · b5 чёрная пешка · c5 чёрная пешка · f5 чёрная пешка · b4 чёрный конь · f4 белый слон · b3 белая пешка · d3 белая пешка · h3 белая пешка · b2 белая пешка · c2 белая пешка · f2 белая пешка · g2 белая пешка · a1 белая ладья · d1 белый ферзь · e1 белая ладья · g1 белый король | a8 чёрная ладья · d8 чёрный ферзь · f8 чёрная ладья · g8 чёрный король · b7 чёрный слон · g7 чёрная пешка · a6 чёрная пешка · e6 белый конь · h6 чёрная пешка · b5 чёрная пешка · c5 чёрная пешка · f5 чёрная пешка · b4 чёрный конь · f4 белый слон · b3 белая пешка · d3 белая пешка · h3 белая пешка · b2 белая пешка · c2 белая пешка · f2 белая пешка · g2 белая пешка · a1 белая ладья · d1 белый ферзь · e1 белая ладья · g1 белый король | a8 чёрная ладья · d8 чёрный ферзь · f8 чёрная ладья · g8 чёрный король · b7 чёрный слон · g7 чёрная пешка · a6 чёрная пешка · e6 белый конь · h6 чёрная пешка · b5 чёрная пешка · c5 чёрная пешка · f5 чёрная пешка · b4 чёрный конь · f4 белый слон · b3 белая пешка · d3 белая пешка · h3 белая пешка · b2 белая пешка · c2 белая пешка · f2 белая пешка · g2 белая пешка · a1 белая ладья · d1 белый ферзь · e1 белая ладья · g1 белый король | a8 чёрная ладья · d8 чёрный ферзь · f8 чёрная ладья · g8 чёрный король · b7 чёрный слон · g7 чёрная пешка · a6 чёрная пешка · e6 белый конь · h6 чёрная пешка · b5 чёрная пешка · c5 чёрная пешка · f5 чёрная пешка · b4 чёрный конь · f4 белый слон · b3 белая пешка · d3 белая пешка · h3 белая пешка · b2 белая пешка · c2 белая пешка · f2 белая пешка · g2 белая пешка · a1 белая ладья · d1 белый ферзь · e1 белая ладья · g1 белый король | a8 чёрная ладья · d8 чёрный ферзь · f8 чёрная ладья · g8 чёрный король · b7 чёрный слон · g7 чёрная пешка · a6 чёрная пешка · e6 белый конь · h6 чёрная пешка · b5 чёрная пешка · c5 чёрная пешка · f5 чёрная пешка · b4 чёрный конь · f4 белый слон · b3 белая пешка · d3 белая пешка · h3 белая пешка · b2 белая пешка · c2 белая пешка · f2 белая пешка · g2 белая пешка · a1 белая ладья · d1 белый ферзь · e1 белая ладья · g1 белый король | a8 чёрная ладья · d8 чёрный ферзь · f8 чёрная ладья · g8 чёрный король · b7 чёрный слон · g7 чёрная пешка · a6 чёрная пешка · e6 белый конь · h6 чёрная пешка · b5 чёрная пешка · c5 чёрная пешка · f5 чёрная пешка · b4 чёрный конь · f4 белый слон · b3 белая пешка · d3 белая пешка · h3 белая пешка · b2 белая пешка · c2 белая пешка · f2 белая пешка · g2 белая пешка · a1 белая ладья · d1 белый ферзь · e1 белая ладья · g1 белый король | a8 чёрная ладья · d8 чёрный ферзь · f8 чёрная ладья · g8 чёрный король · b7 чёрный слон · g7 чёрная пешка · a6 чёрная пешка · e6 белый конь · h6 чёрная пешка · b5 чёрная пешка · c5 чёрная пешка · f5 чёрная пешка · b4 чёрный конь · f4 белый слон · b3 белая пешка · d3 белая пешка · h3 белая пешка · b2 белая пешка · c2 белая пешка · f2 белая пешка · g2 белая пешка · a1 белая ладья · d1 белый ферзь · e1 белая ладья · g1 белый король | 5 |
| 4 | a8 чёрная ладья · d8 чёрный ферзь · f8 чёрная ладья · g8 чёрный король · b7 чёрный слон · g7 чёрная пешка · a6 чёрная пешка · e6 белый конь · h6 чёрная пешка · b5 чёрная пешка · c5 чёрная пешка · f5 чёрная пешка · b4 чёрный конь · f4 белый слон · b3 белая пешка · d3 белая пешка · h3 белая пешка · b2 белая пешка · c2 белая пешка · f2 белая пешка · g2 белая пешка · a1 белая ладья · d1 белый ферзь · e1 белая ладья · g1 белый король | a8 чёрная ладья · d8 чёрный ферзь · f8 чёрная ладья · g8 чёрный король · b7 чёрный слон · g7 чёрная пешка · a6 чёрная пешка · e6 белый конь · h6 чёрная пешка · b5 чёрная пешка · c5 чёрная пешка · f5 чёрная пешка · b4 чёрный конь · f4 белый слон · b3 белая пешка · d3 белая пешка · h3 белая пешка · b2 белая пешка · c2 белая пешка · f2 белая пешка · g2 белая пешка · a1 белая ладья · d1 белый ферзь · e1 белая ладья · g1 белый король | a8 чёрная ладья · d8 чёрный ферзь · f8 чёрная ладья · g8 чёрный король · b7 чёрный слон · g7 чёрная пешка · a6 чёрная пешка · e6 белый конь · h6 чёрная пешка · b5 чёрная пешка · c5 чёрная пешка · f5 чёрная пешка · b4 чёрный конь · f4 белый слон · b3 белая пешка · d3 белая пешка · h3 белая пешка · b2 белая пешка · c2 белая пешка · f2 белая пешка · g2 белая пешка · a1 белая ладья · d1 белый ферзь · e1 белая ладья · g1 белый король | a8 чёрная ладья · d8 чёрный ферзь · f8 чёрная ладья · g8 чёрный король · b7 чёрный слон · g7 чёрная пешка · a6 чёрная пешка · e6 белый конь · h6 чёрная пешка · b5 чёрная пешка · c5 чёрная пешка · f5 чёрная пешка · b4 чёрный конь · f4 белый слон · b3 белая пешка · d3 белая пешка · h3 белая пешка · b2 белая пешка · c2 белая пешка · f2 белая пешка · g2 белая пешка · a1 белая ладья · d1 белый ферзь · e1 белая ладья · g1 белый король | a8 чёрная ладья · d8 чёрный ферзь · f8 чёрная ладья · g8 чёрный король · b7 чёрный слон · g7 чёрная пешка · a6 чёрная пешка · e6 белый конь · h6 чёрная пешка · b5 чёрная пешка · c5 чёрная пешка · f5 чёрная пешка · b4 чёрный конь · f4 белый слон · b3 белая пешка · d3 белая пешка · h3 белая пешка · b2 белая пешка · c2 белая пешка · f2 белая пешка · g2 белая пешка · a1 белая ладья · d1 белый ферзь · e1 белая ладья · g1 белый король | a8 чёрная ладья · d8 чёрный ферзь · f8 чёрная ладья · g8 чёрный король · b7 чёрный слон · g7 чёрная пешка · a6 чёрная пешка · e6 белый конь · h6 чёрная пешка · b5 чёрная пешка · c5 чёрная пешка · f5 чёрная пешка · b4 чёрный конь · f4 белый слон · b3 белая пешка · d3 белая пешка · h3 белая пешка · b2 белая пешка · c2 белая пешка · f2 белая пешка · g2 белая пешка · a1 белая ладья · d1 белый ферзь · e1 белая ладья · g1 белый король | a8 чёрная ладья · d8 чёрный ферзь · f8 чёрная ладья · g8 чёрный король · b7 чёрный слон · g7 чёрная пешка · a6 чёрная пешка · e6 белый конь · h6 чёрная пешка · b5 чёрная пешка · c5 чёрная пешка · f5 чёрная пешка · b4 чёрный конь · f4 белый слон · b3 белая пешка · d3 белая пешка · h3 белая пешка · b2 белая пешка · c2 белая пешка · f2 белая пешка · g2 белая пешка · a1 белая ладья · d1 белый ферзь · e1 белая ладья · g1 белый король | a8 чёрная ладья · d8 чёрный ферзь · f8 чёрная ладья · g8 чёрный король · b7 чёрный слон · g7 чёрная пешка · a6 чёрная пешка · e6 белый конь · h6 чёрная пешка · b5 чёрная пешка · c5 чёрная пешка · f5 чёрная пешка · b4 чёрный конь · f4 белый слон · b3 белая пешка · d3 белая пешка · h3 белая пешка · b2 белая пешка · c2 белая пешка · f2 белая пешка · g2 белая пешка · a1 белая ладья · d1 белый ферзь · e1 белая ладья · g1 белый король | 4 |
| 3 | a8 чёрная ладья · d8 чёрный ферзь · f8 чёрная ладья · g8 чёрный король · b7 чёрный слон · g7 чёрная пешка · a6 чёрная пешка · e6 белый конь · h6 чёрная пешка · b5 чёрная пешка · c5 чёрная пешка · f5 чёрная пешка · b4 чёрный конь · f4 белый слон · b3 белая пешка · d3 белая пешка · h3 белая пешка · b2 белая пешка · c2 белая пешка · f2 белая пешка · g2 белая пешка · a1 белая ладья · d1 белый ферзь · e1 белая ладья · g1 белый король | a8 чёрная ладья · d8 чёрный ферзь · f8 чёрная ладья · g8 чёрный король · b7 чёрный слон · g7 чёрная пешка · a6 чёрная пешка · e6 белый конь · h6 чёрная пешка · b5 чёрная пешка · c5 чёрная пешка · f5 чёрная пешка · b4 чёрный конь · f4 белый слон · b3 белая пешка · d3 белая пешка · h3 белая пешка · b2 белая пешка · c2 белая пешка · f2 белая пешка · g2 белая пешка · a1 белая ладья · d1 белый ферзь · e1 белая ладья · g1 белый король | a8 чёрная ладья · d8 чёрный ферзь · f8 чёрная ладья · g8 чёрный король · b7 чёрный слон · g7 чёрная пешка · a6 чёрная пешка · e6 белый конь · h6 чёрная пешка · b5 чёрная пешка · c5 чёрная пешка · f5 чёрная пешка · b4 чёрный конь · f4 белый слон · b3 белая пешка · d3 белая пешка · h3 белая пешка · b2 белая пешка · c2 белая пешка · f2 белая пешка · g2 белая пешка · a1 белая ладья · d1 белый ферзь · e1 белая ладья · g1 белый король | a8 чёрная ладья · d8 чёрный ферзь · f8 чёрная ладья · g8 чёрный король · b7 чёрный слон · g7 чёрная пешка · a6 чёрная пешка · e6 белый конь · h6 чёрная пешка · b5 чёрная пешка · c5 чёрная пешка · f5 чёрная пешка · b4 чёрный конь · f4 белый слон · b3 белая пешка · d3 белая пешка · h3 белая пешка · b2 белая пешка · c2 белая пешка · f2 белая пешка · g2 белая пешка · a1 белая ладья · d1 белый ферзь · e1 белая ладья · g1 белый король | a8 чёрная ладья · d8 чёрный ферзь · f8 чёрная ладья · g8 чёрный король · b7 чёрный слон · g7 чёрная пешка · a6 чёрная пешка · e6 белый конь · h6 чёрная пешка · b5 чёрная пешка · c5 чёрная пешка · f5 чёрная пешка · b4 чёрный конь · f4 белый слон · b3 белая пешка · d3 белая пешка · h3 белая пешка · b2 белая пешка · c2 белая пешка · f2 белая пешка · g2 белая пешка · a1 белая ладья · d1 белый ферзь · e1 белая ладья · g1 белый король | a8 чёрная ладья · d8 чёрный ферзь · f8 чёрная ладья · g8 чёрный король · b7 чёрный слон · g7 чёрная пешка · a6 чёрная пешка · e6 белый конь · h6 чёрная пешка · b5 чёрная пешка · c5 чёрная пешка · f5 чёрная пешка · b4 чёрный конь · f4 белый слон · b3 белая пешка · d3 белая пешка · h3 белая пешка · b2 белая пешка · c2 белая пешка · f2 белая пешка · g2 белая пешка · a1 белая ладья · d1 белый ферзь · e1 белая ладья · g1 белый король | a8 чёрная ладья · d8 чёрный ферзь · f8 чёрная ладья · g8 чёрный король · b7 чёрный слон · g7 чёрная пешка · a6 чёрная пешка · e6 белый конь · h6 чёрная пешка · b5 чёрная пешка · c5 чёрная пешка · f5 чёрная пешка · b4 чёрный конь · f4 белый слон · b3 белая пешка · d3 белая пешка · h3 белая пешка · b2 белая пешка · c2 белая пешка · f2 белая пешка · g2 белая пешка · a1 белая ладья · d1 белый ферзь · e1 белая ладья · g1 белый король | a8 чёрная ладья · d8 чёрный ферзь · f8 чёрная ладья · g8 чёрный король · b7 чёрный слон · g7 чёрная пешка · a6 чёрная пешка · e6 белый конь · h6 чёрная пешка · b5 чёрная пешка · c5 чёрная пешка · f5 чёрная пешка · b4 чёрный конь · f4 белый слон · b3 белая пешка · d3 белая пешка · h3 белая пешка · b2 белая пешка · c2 белая пешка · f2 белая пешка · g2 белая пешка · a1 белая ладья · d1 белый ферзь · e1 белая ладья · g1 белый король | 3 |
| 2 | a8 чёрная ладья · d8 чёрный ферзь · f8 чёрная ладья · g8 чёрный король · b7 чёрный слон · g7 чёрная пешка · a6 чёрная пешка · e6 белый конь · h6 чёрная пешка · b5 чёрная пешка · c5 чёрная пешка · f5 чёрная пешка · b4 чёрный конь · f4 белый слон · b3 белая пешка · d3 белая пешка · h3 белая пешка · b2 белая пешка · c2 белая пешка · f2 белая пешка · g2 белая пешка · a1 белая ладья · d1 белый ферзь · e1 белая ладья · g1 белый король | a8 чёрная ладья · d8 чёрный ферзь · f8 чёрная ладья · g8 чёрный король · b7 чёрный слон · g7 чёрная пешка · a6 чёрная пешка · e6 белый конь · h6 чёрная пешка · b5 чёрная пешка · c5 чёрная пешка · f5 чёрная пешка · b4 чёрный конь · f4 белый слон · b3 белая пешка · d3 белая пешка · h3 белая пешка · b2 белая пешка · c2 белая пешка · f2 белая пешка · g2 белая пешка · a1 белая ладья · d1 белый ферзь · e1 белая ладья · g1 белый король | a8 чёрная ладья · d8 чёрный ферзь · f8 чёрная ладья · g8 чёрный король · b7 чёрный слон · g7 чёрная пешка · a6 чёрная пешка · e6 белый конь · h6 чёрная пешка · b5 чёрная пешка · c5 чёрная пешка · f5 чёрная пешка · b4 чёрный конь · f4 белый слон · b3 белая пешка · d3 белая пешка · h3 белая пешка · b2 белая пешка · c2 белая пешка · f2 белая пешка · g2 белая пешка · a1 белая ладья · d1 белый ферзь · e1 белая ладья · g1 белый король | a8 чёрная ладья · d8 чёрный ферзь · f8 чёрная ладья · g8 чёрный король · b7 чёрный слон · g7 чёрная пешка · a6 чёрная пешка · e6 белый конь · h6 чёрная пешка · b5 чёрная пешка · c5 чёрная пешка · f5 чёрная пешка · b4 чёрный конь · f4 белый слон · b3 белая пешка · d3 белая пешка · h3 белая пешка · b2 белая пешка · c2 белая пешка · f2 белая пешка · g2 белая пешка · a1 белая ладья · d1 белый ферзь · e1 белая ладья · g1 белый король | a8 чёрная ладья · d8 чёрный ферзь · f8 чёрная ладья · g8 чёрный король · b7 чёрный слон · g7 чёрная пешка · a6 чёрная пешка · e6 белый конь · h6 чёрная пешка · b5 чёрная пешка · c5 чёрная пешка · f5 чёрная пешка · b4 чёрный конь · f4 белый слон · b3 белая пешка · d3 белая пешка · h3 белая пешка · b2 белая пешка · c2 белая пешка · f2 белая пешка · g2 белая пешка · a1 белая ладья · d1 белый ферзь · e1 белая ладья · g1 белый король | a8 чёрная ладья · d8 чёрный ферзь · f8 чёрная ладья · g8 чёрный король · b7 чёрный слон · g7 чёрная пешка · a6 чёрная пешка · e6 белый конь · h6 чёрная пешка · b5 чёрная пешка · c5 чёрная пешка · f5 чёрная пешка · b4 чёрный конь · f4 белый слон · b3 белая пешка · d3 белая пешка · h3 белая пешка · b2 белая пешка · c2 белая пешка · f2 белая пешка · g2 белая пешка · a1 белая ладья · d1 белый ферзь · e1 белая ладья · g1 белый король | a8 чёрная ладья · d8 чёрный ферзь · f8 чёрная ладья · g8 чёрный король · b7 чёрный слон · g7 чёрная пешка · a6 чёрная пешка · e6 белый конь · h6 чёрная пешка · b5 чёрная пешка · c5 чёрная пешка · f5 чёрная пешка · b4 чёрный конь · f4 белый слон · b3 белая пешка · d3 белая пешка · h3 белая пешка · b2 белая пешка · c2 белая пешка · f2 белая пешка · g2 белая пешка · a1 белая ладья · d1 белый ферзь · e1 белая ладья · g1 белый король | a8 чёрная ладья · d8 чёрный ферзь · f8 чёрная ладья · g8 чёрный король · b7 чёрный слон · g7 чёрная пешка · a6 чёрная пешка · e6 белый конь · h6 чёрная пешка · b5 чёрная пешка · c5 чёрная пешка · f5 чёрная пешка · b4 чёрный конь · f4 белый слон · b3 белая пешка · d3 белая пешка · h3 белая пешка · b2 белая пешка · c2 белая пешка · f2 белая пешка · g2 белая пешка · a1 белая ладья · d1 белый ферзь · e1 белая ладья · g1 белый король | 2 |
| 1 | a8 чёрная ладья · d8 чёрный ферзь · f8 чёрная ладья · g8 чёрный король · b7 чёрный слон · g7 чёрная пешка · a6 чёрная пешка · e6 белый конь · h6 чёрная пешка · b5 чёрная пешка · c5 чёрная пешка · f5 чёрная пешка · b4 чёрный конь · f4 белый слон · b3 белая пешка · d3 белая пешка · h3 белая пешка · b2 белая пешка · c2 белая пешка · f2 белая пешка · g2 белая пешка · a1 белая ладья · d1 белый ферзь · e1 белая ладья · g1 белый король | a8 чёрная ладья · d8 чёрный ферзь · f8 чёрная ладья · g8 чёрный король · b7 чёрный слон · g7 чёрная пешка · a6 чёрная пешка · e6 белый конь · h6 чёрная пешка · b5 чёрная пешка · c5 чёрная пешка · f5 чёрная пешка · b4 чёрный конь · f4 белый слон · b3 белая пешка · d3 белая пешка · h3 белая пешка · b2 белая пешка · c2 белая пешка · f2 белая пешка · g2 белая пешка · a1 белая ладья · d1 белый ферзь · e1 белая ладья · g1 белый король | a8 чёрная ладья · d8 чёрный ферзь · f8 чёрная ладья · g8 чёрный король · b7 чёрный слон · g7 чёрная пешка · a6 чёрная пешка · e6 белый конь · h6 чёрная пешка · b5 чёрная пешка · c5 чёрная пешка · f5 чёрная пешка · b4 чёрный конь · f4 белый слон · b3 белая пешка · d3 белая пешка · h3 белая пешка · b2 белая пешка · c2 белая пешка · f2 белая пешка · g2 белая пешка · a1 белая ладья · d1 белый ферзь · e1 белая ладья · g1 белый король | a8 чёрная ладья · d8 чёрный ферзь · f8 чёрная ладья · g8 чёрный король · b7 чёрный слон · g7 чёрная пешка · a6 чёрная пешка · e6 белый конь · h6 чёрная пешка · b5 чёрная пешка · c5 чёрная пешка · f5 чёрная пешка · b4 чёрный конь · f4 белый слон · b3 белая пешка · d3 белая пешка · h3 белая пешка · b2 белая пешка · c2 белая пешка · f2 белая пешка · g2 белая пешка · a1 белая ладья · d1 белый ферзь · e1 белая ладья · g1 белый король | a8 чёрная ладья · d8 чёрный ферзь · f8 чёрная ладья · g8 чёрный король · b7 чёрный слон · g7 чёрная пешка · a6 чёрная пешка · e6 белый конь · h6 чёрная пешка · b5 чёрная пешка · c5 чёрная пешка · f5 чёрная пешка · b4 чёрный конь · f4 белый слон · b3 белая пешка · d3 белая пешка · h3 белая пешка · b2 белая пешка · c2 белая пешка · f2 белая пешка · g2 белая пешка · a1 белая ладья · d1 белый ферзь · e1 белая ладья · g1 белый король | a8 чёрная ладья · d8 чёрный ферзь · f8 чёрная ладья · g8 чёрный король · b7 чёрный слон · g7 чёрная пешка · a6 чёрная пешка · e6 белый конь · h6 чёрная пешка · b5 чёрная пешка · c5 чёрная пешка · f5 чёрная пешка · b4 чёрный конь · f4 белый слон · b3 белая пешка · d3 белая пешка · h3 белая пешка · b2 белая пешка · c2 белая пешка · f2 белая пешка · g2 белая пешка · a1 белая ладья · d1 белый ферзь · e1 белая ладья · g1 белый король | a8 чёрная ладья · d8 чёрный ферзь · f8 чёрная ладья · g8 чёрный король · b7 чёрный слон · g7 чёрная пешка · a6 чёрная пешка · e6 белый конь · h6 чёрная пешка · b5 чёрная пешка · c5 чёрная пешка · f5 чёрная пешка · b4 чёрный конь · f4 белый слон · b3 белая пешка · d3 белая пешка · h3 белая пешка · b2 белая пешка · c2 белая пешка · f2 белая пешка · g2 белая пешка · a1 белая ладья · d1 белый ферзь · e1 белая ладья · g1 белый король | a8 чёрная ладья · d8 чёрный ферзь · f8 чёрная ладья · g8 чёрный король · b7 чёрный слон · g7 чёрная пешка · a6 чёрная пешка · e6 белый конь · h6 чёрная пешка · b5 чёрная пешка · c5 чёрная пешка · f5 чёрная пешка · b4 чёрный конь · f4 белый слон · b3 белая пешка · d3 белая пешка · h3 белая пешка · b2 белая пешка · c2 белая пешка · f2 белая пешка · g2 белая пешка · a1 белая ладья · d1 белый ферзь · e1 белая ладья · g1 белый король | 1 |
|   | a | b | c | d | e | f | g | h |   |

Карякин — Карлсен

Первый ход сделал экономист, профессор Гарвардского университета, гроссмейстер Кеннет Рогофф, сыгравший вничью с Магнусом Карлсеном в 2012 году (профессору, не игравшему в шахматы около 32 лет, в показательной партии в блиц советами никто не помогал).

18 ноября

Испанская партия (C84)
[Event "6 партия"] [Site "Нью-Йорк"] [Date "18.11.2016"] [White "Сергей Карякин"] [Black "Магнус Карлсен"] 
[Result "1/2-1/2"] [ECO "C84"] [WhiteElo "2853"] [BlackElo "2772"] [PlyCount "64"] [EventDate "11.11.2016"] [Round "6"] [EventType "match"] [EventCountry "USA"] 1.e4 e5 2.Nf3 Nc6 3.Bb5 a6 4.Ba4 Nf6 5.O-O Be7 6.Re1 b5 7.Bb3 O-O 8.h3 Bb7 9.d3 d5 10.exd5 Nxd5 11.Nxe5 Nd4 12.Nc3 Nb4
13.Bf4 Nxb3 14.axb3 c5 15.Ne4 f6 16.Nf3 f5 17.Neg5 Bxg5 18.Nxg5 h6 19.Ne6 Qd5 20.f3 Rfe8 21.Re5 Qd6 22.c3 Rxe6 23.Rxe6 Qxe6 24.cxb4 cxb4 25.Rc1 Rc8 26.Rxc8+ Qxc8 27.Qe1 Qd7 28.Kh2 a5 29.Qe3 Bd5 30.Qb6 Bxb3 31.Qxa5 Qxd3 32.Qxb4 Be6 1/2-1/2

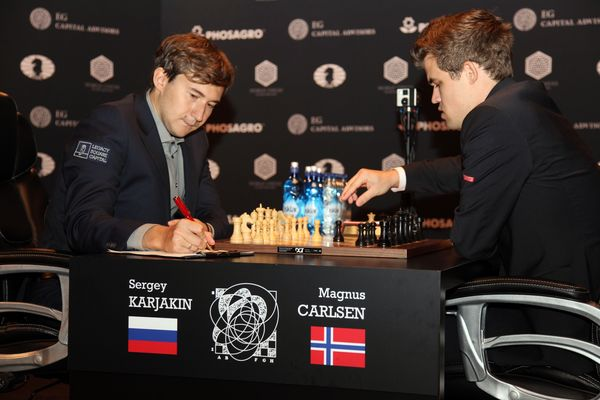
Карлсен — Карякин, 6-я партия

Как и предыдущие четыре партии из пяти, игра началась с хода e2-e4. Соперники разыграли испанскую партию, систему анти-Маршалла. Чемпион мира избрал популярное в дни матча гамбитное продолжение: чёрные проводят важный подрыв d7-d5 в один приём, но при этом жертвуют пешку e5, получая взамен свободную игру и сильное фигурное давление на центр. Вариант не раз встречался в поединках топ-гроссмейстеров, в том числе и у Карякина, и у Карлсена, так что для российского гроссмейстера дебютный выбор соперника вряд ли оказался сюрпризом.
На 14-м ходу чемпион мира применил новинку c7-c5. Сергей отреагировал самым естественным образом — повёл своего коня в центр, но оказалось, что попал на главную линию домашней подготовки соперника. Началась форсированная игра: ни белые, ни чёрные не могли уклониться в сторону, чтобы не получить худшую позицию. Вскоре произошли большие осложнения, и на доске остались только ферзи при разноцветных слонах. По правилам, участники матча на первенство мира не могут начинать ничейные переговоры раньше 30-го хода, поэтому в абсолютно ничейной позиции игра продолжилась. Как только необходимое число ходов было сделано, гроссмейстеры согласились на ничью
- Интервью с Сергеем Шиповым на Матч ТВ о шестой партии
- Обзор Сергея Шипова шестой партии

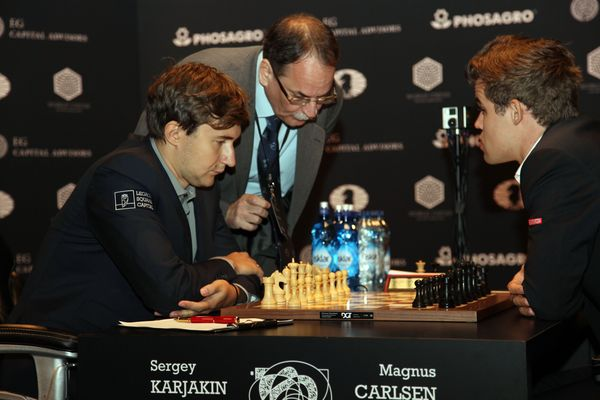
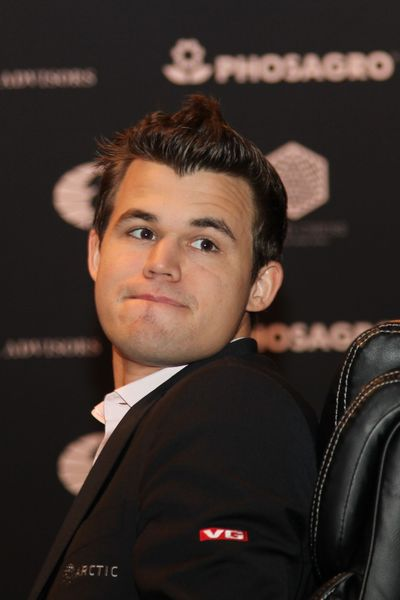
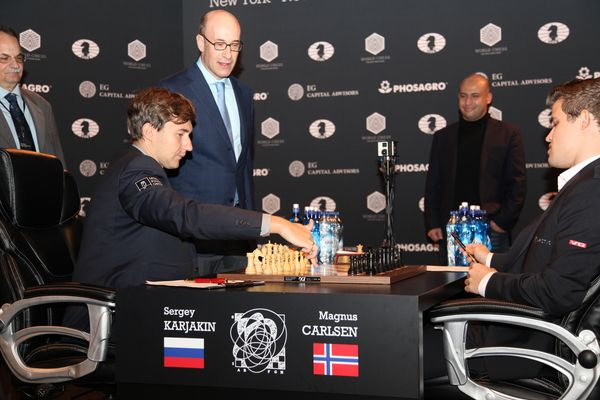
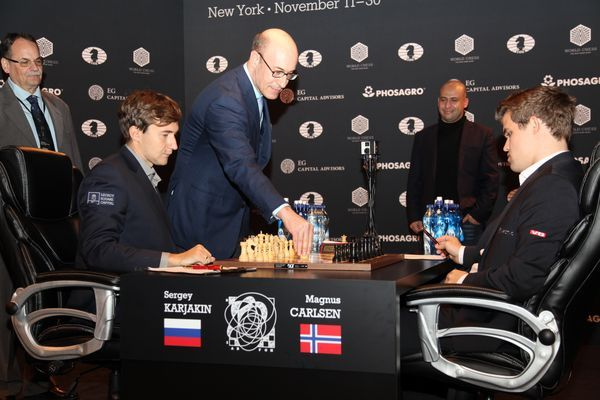
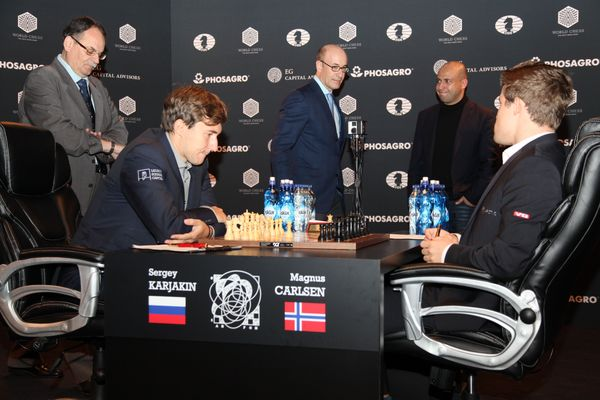
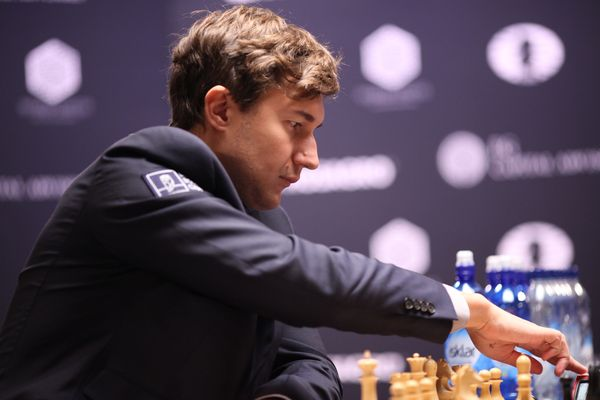
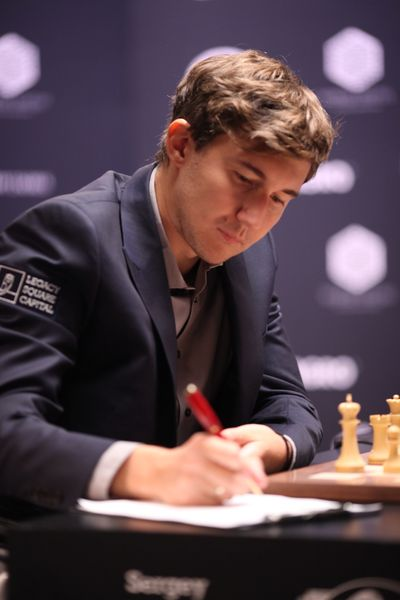
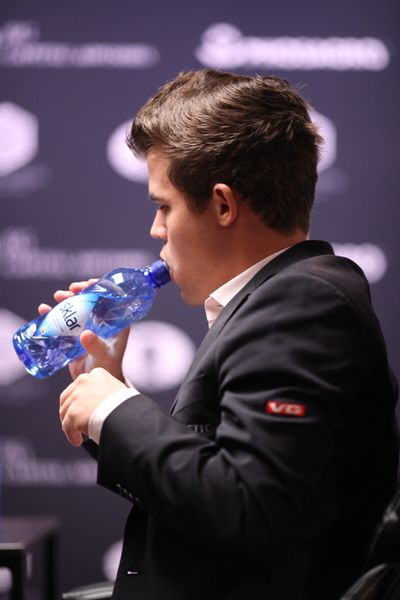
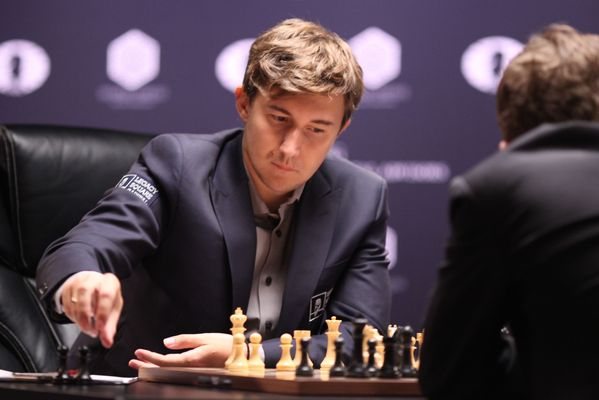
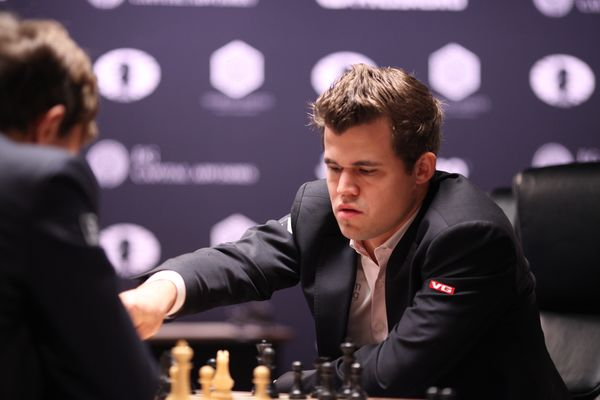
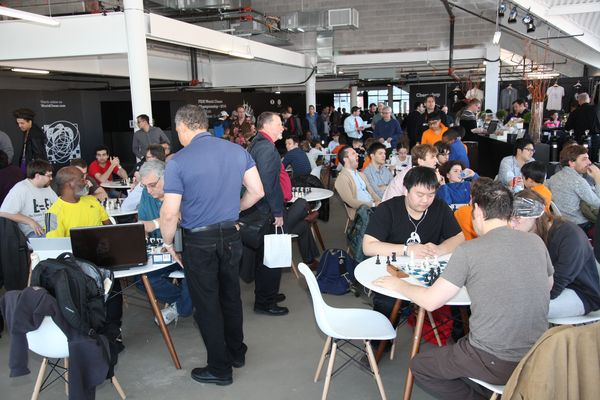
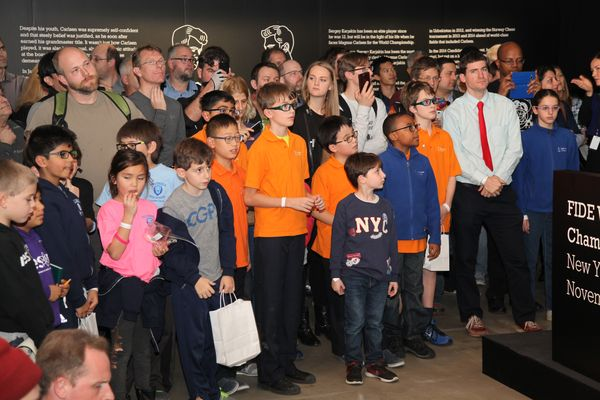
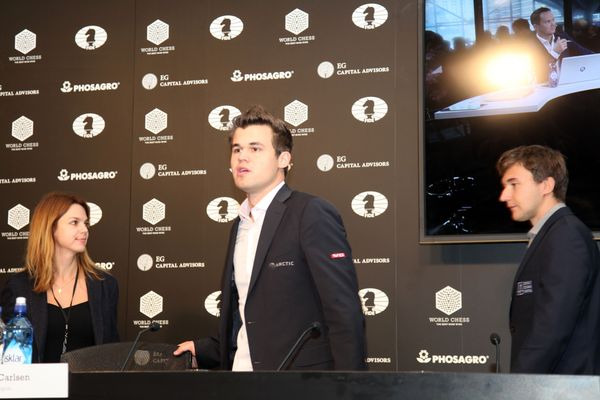
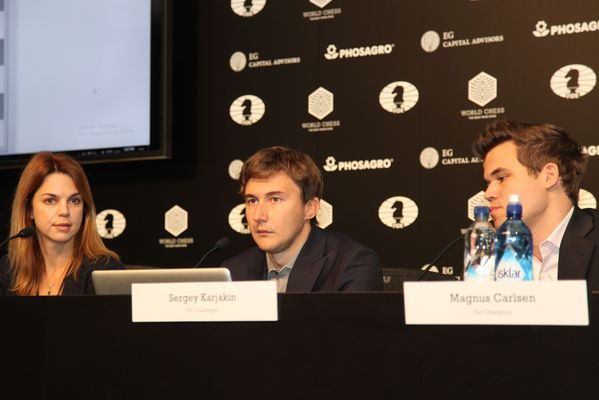
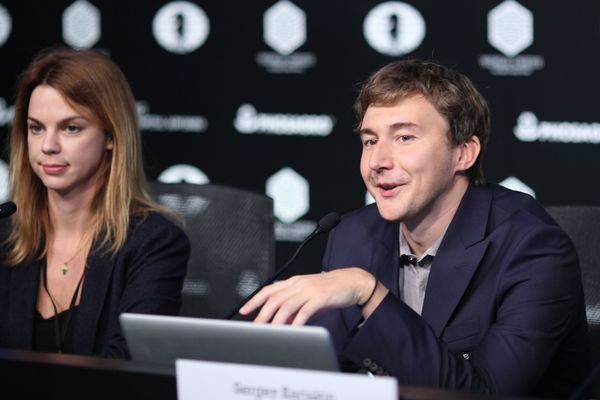
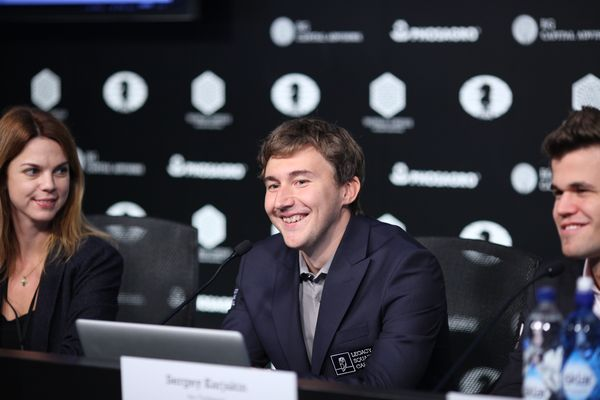
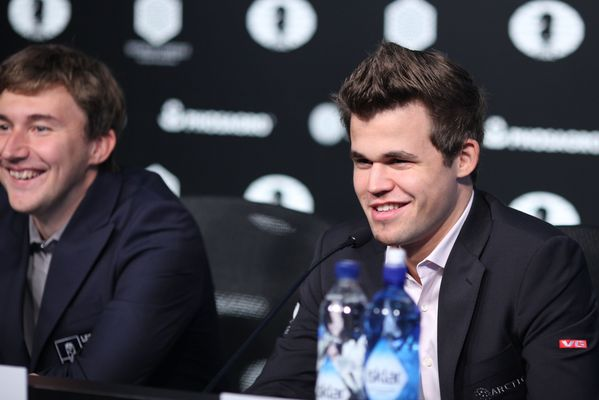
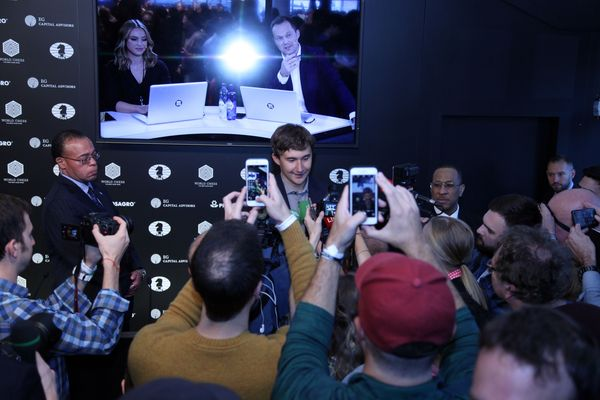

### Седьмая партия
|   | a | b | c | d | e | f | g | h |   |
| - | --- | --- | --- | --- | --- | --- | --- | --- | - |
| 8 | c8 чёрная ладья · d8 чёрный ферзь · f8 чёрная ладья · g8 чёрный король · b7 чёрный слон · e7 чёрный слон · f7 чёрная пешка · g7 чёрная пешка · h7 чёрная пешка · a6 чёрная пешка · e6 чёрная пешка · b5 чёрная пешка · b4 чёрный конь · e4 белый конь · a3 белый слон · b3 белая пешка · e3 белая пешка · f3 белый слон · a2 белая пешка · f2 белая пешка · g2 белая пешка · h2 белая пешка · a1 белая ладья · d1 белый ферзь · f1 белая ладья · g1 белый король | c8 чёрная ладья · d8 чёрный ферзь · f8 чёрная ладья · g8 чёрный король · b7 чёрный слон · e7 чёрный слон · f7 чёрная пешка · g7 чёрная пешка · h7 чёрная пешка · a6 чёрная пешка · e6 чёрная пешка · b5 чёрная пешка · b4 чёрный конь · e4 белый конь · a3 белый слон · b3 белая пешка · e3 белая пешка · f3 белый слон · a2 белая пешка · f2 белая пешка · g2 белая пешка · h2 белая пешка · a1 белая ладья · d1 белый ферзь · f1 белая ладья · g1 белый король | c8 чёрная ладья · d8 чёрный ферзь · f8 чёрная ладья · g8 чёрный король · b7 чёрный слон · e7 чёрный слон · f7 чёрная пешка · g7 чёрная пешка · h7 чёрная пешка · a6 чёрная пешка · e6 чёрная пешка · b5 чёрная пешка · b4 чёрный конь · e4 белый конь · a3 белый слон · b3 белая пешка · e3 белая пешка · f3 белый слон · a2 белая пешка · f2 белая пешка · g2 белая пешка · h2 белая пешка · a1 белая ладья · d1 белый ферзь · f1 белая ладья · g1 белый король | c8 чёрная ладья · d8 чёрный ферзь · f8 чёрная ладья · g8 чёрный король · b7 чёрный слон · e7 чёрный слон · f7 чёрная пешка · g7 чёрная пешка · h7 чёрная пешка · a6 чёрная пешка · e6 чёрная пешка · b5 чёрная пешка · b4 чёрный конь · e4 белый конь · a3 белый слон · b3 белая пешка · e3 белая пешка · f3 белый слон · a2 белая пешка · f2 белая пешка · g2 белая пешка · h2 белая пешка · a1 белая ладья · d1 белый ферзь · f1 белая ладья · g1 белый король | c8 чёрная ладья · d8 чёрный ферзь · f8 чёрная ладья · g8 чёрный король · b7 чёрный слон · e7 чёрный слон · f7 чёрная пешка · g7 чёрная пешка · h7 чёрная пешка · a6 чёрная пешка · e6 чёрная пешка · b5 чёрная пешка · b4 чёрный конь · e4 белый конь · a3 белый слон · b3 белая пешка · e3 белая пешка · f3 белый слон · a2 белая пешка · f2 белая пешка · g2 белая пешка · h2 белая пешка · a1 белая ладья · d1 белый ферзь · f1 белая ладья · g1 белый король | c8 чёрная ладья · d8 чёрный ферзь · f8 чёрная ладья · g8 чёрный король · b7 чёрный слон · e7 чёрный слон · f7 чёрная пешка · g7 чёрная пешка · h7 чёрная пешка · a6 чёрная пешка · e6 чёрная пешка · b5 чёрная пешка · b4 чёрный конь · e4 белый конь · a3 белый слон · b3 белая пешка · e3 белая пешка · f3 белый слон · a2 белая пешка · f2 белая пешка · g2 белая пешка · h2 белая пешка · a1 белая ладья · d1 белый ферзь · f1 белая ладья · g1 белый король | c8 чёрная ладья · d8 чёрный ферзь · f8 чёрная ладья · g8 чёрный король · b7 чёрный слон · e7 чёрный слон · f7 чёрная пешка · g7 чёрная пешка · h7 чёрная пешка · a6 чёрная пешка · e6 чёрная пешка · b5 чёрная пешка · b4 чёрный конь · e4 белый конь · a3 белый слон · b3 белая пешка · e3 белая пешка · f3 белый слон · a2 белая пешка · f2 белая пешка · g2 белая пешка · h2 белая пешка · a1 белая ладья · d1 белый ферзь · f1 белая ладья · g1 белый король | c8 чёрная ладья · d8 чёрный ферзь · f8 чёрная ладья · g8 чёрный король · b7 чёрный слон · e7 чёрный слон · f7 чёрная пешка · g7 чёрная пешка · h7 чёрная пешка · a6 чёрная пешка · e6 чёрная пешка · b5 чёрная пешка · b4 чёрный конь · e4 белый конь · a3 белый слон · b3 белая пешка · e3 белая пешка · f3 белый слон · a2 белая пешка · f2 белая пешка · g2 белая пешка · h2 белая пешка · a1 белая ладья · d1 белый ферзь · f1 белая ладья · g1 белый король | 8 |
| 7 | c8 чёрная ладья · d8 чёрный ферзь · f8 чёрная ладья · g8 чёрный король · b7 чёрный слон · e7 чёрный слон · f7 чёрная пешка · g7 чёрная пешка · h7 чёрная пешка · a6 чёрная пешка · e6 чёрная пешка · b5 чёрная пешка · b4 чёрный конь · e4 белый конь · a3 белый слон · b3 белая пешка · e3 белая пешка · f3 белый слон · a2 белая пешка · f2 белая пешка · g2 белая пешка · h2 белая пешка · a1 белая ладья · d1 белый ферзь · f1 белая ладья · g1 белый король | c8 чёрная ладья · d8 чёрный ферзь · f8 чёрная ладья · g8 чёрный король · b7 чёрный слон · e7 чёрный слон · f7 чёрная пешка · g7 чёрная пешка · h7 чёрная пешка · a6 чёрная пешка · e6 чёрная пешка · b5 чёрная пешка · b4 чёрный конь · e4 белый конь · a3 белый слон · b3 белая пешка · e3 белая пешка · f3 белый слон · a2 белая пешка · f2 белая пешка · g2 белая пешка · h2 белая пешка · a1 белая ладья · d1 белый ферзь · f1 белая ладья · g1 белый король | c8 чёрная ладья · d8 чёрный ферзь · f8 чёрная ладья · g8 чёрный король · b7 чёрный слон · e7 чёрный слон · f7 чёрная пешка · g7 чёрная пешка · h7 чёрная пешка · a6 чёрная пешка · e6 чёрная пешка · b5 чёрная пешка · b4 чёрный конь · e4 белый конь · a3 белый слон · b3 белая пешка · e3 белая пешка · f3 белый слон · a2 белая пешка · f2 белая пешка · g2 белая пешка · h2 белая пешка · a1 белая ладья · d1 белый ферзь · f1 белая ладья · g1 белый король | c8 чёрная ладья · d8 чёрный ферзь · f8 чёрная ладья · g8 чёрный король · b7 чёрный слон · e7 чёрный слон · f7 чёрная пешка · g7 чёрная пешка · h7 чёрная пешка · a6 чёрная пешка · e6 чёрная пешка · b5 чёрная пешка · b4 чёрный конь · e4 белый конь · a3 белый слон · b3 белая пешка · e3 белая пешка · f3 белый слон · a2 белая пешка · f2 белая пешка · g2 белая пешка · h2 белая пешка · a1 белая ладья · d1 белый ферзь · f1 белая ладья · g1 белый король | c8 чёрная ладья · d8 чёрный ферзь · f8 чёрная ладья · g8 чёрный король · b7 чёрный слон · e7 чёрный слон · f7 чёрная пешка · g7 чёрная пешка · h7 чёрная пешка · a6 чёрная пешка · e6 чёрная пешка · b5 чёрная пешка · b4 чёрный конь · e4 белый конь · a3 белый слон · b3 белая пешка · e3 белая пешка · f3 белый слон · a2 белая пешка · f2 белая пешка · g2 белая пешка · h2 белая пешка · a1 белая ладья · d1 белый ферзь · f1 белая ладья · g1 белый король | c8 чёрная ладья · d8 чёрный ферзь · f8 чёрная ладья · g8 чёрный король · b7 чёрный слон · e7 чёрный слон · f7 чёрная пешка · g7 чёрная пешка · h7 чёрная пешка · a6 чёрная пешка · e6 чёрная пешка · b5 чёрная пешка · b4 чёрный конь · e4 белый конь · a3 белый слон · b3 белая пешка · e3 белая пешка · f3 белый слон · a2 белая пешка · f2 белая пешка · g2 белая пешка · h2 белая пешка · a1 белая ладья · d1 белый ферзь · f1 белая ладья · g1 белый король | c8 чёрная ладья · d8 чёрный ферзь · f8 чёрная ладья · g8 чёрный король · b7 чёрный слон · e7 чёрный слон · f7 чёрная пешка · g7 чёрная пешка · h7 чёрная пешка · a6 чёрная пешка · e6 чёрная пешка · b5 чёрная пешка · b4 чёрный конь · e4 белый конь · a3 белый слон · b3 белая пешка · e3 белая пешка · f3 белый слон · a2 белая пешка · f2 белая пешка · g2 белая пешка · h2 белая пешка · a1 белая ладья · d1 белый ферзь · f1 белая ладья · g1 белый король | c8 чёрная ладья · d8 чёрный ферзь · f8 чёрная ладья · g8 чёрный король · b7 чёрный слон · e7 чёрный слон · f7 чёрная пешка · g7 чёрная пешка · h7 чёрная пешка · a6 чёрная пешка · e6 чёрная пешка · b5 чёрная пешка · b4 чёрный конь · e4 белый конь · a3 белый слон · b3 белая пешка · e3 белая пешка · f3 белый слон · a2 белая пешка · f2 белая пешка · g2 белая пешка · h2 белая пешка · a1 белая ладья · d1 белый ферзь · f1 белая ладья · g1 белый король | 7 |
| 6 | c8 чёрная ладья · d8 чёрный ферзь · f8 чёрная ладья · g8 чёрный король · b7 чёрный слон · e7 чёрный слон · f7 чёрная пешка · g7 чёрная пешка · h7 чёрная пешка · a6 чёрная пешка · e6 чёрная пешка · b5 чёрная пешка · b4 чёрный конь · e4 белый конь · a3 белый слон · b3 белая пешка · e3 белая пешка · f3 белый слон · a2 белая пешка · f2 белая пешка · g2 белая пешка · h2 белая пешка · a1 белая ладья · d1 белый ферзь · f1 белая ладья · g1 белый король | c8 чёрная ладья · d8 чёрный ферзь · f8 чёрная ладья · g8 чёрный король · b7 чёрный слон · e7 чёрный слон · f7 чёрная пешка · g7 чёрная пешка · h7 чёрная пешка · a6 чёрная пешка · e6 чёрная пешка · b5 чёрная пешка · b4 чёрный конь · e4 белый конь · a3 белый слон · b3 белая пешка · e3 белая пешка · f3 белый слон · a2 белая пешка · f2 белая пешка · g2 белая пешка · h2 белая пешка · a1 белая ладья · d1 белый ферзь · f1 белая ладья · g1 белый король | c8 чёрная ладья · d8 чёрный ферзь · f8 чёрная ладья · g8 чёрный король · b7 чёрный слон · e7 чёрный слон · f7 чёрная пешка · g7 чёрная пешка · h7 чёрная пешка · a6 чёрная пешка · e6 чёрная пешка · b5 чёрная пешка · b4 чёрный конь · e4 белый конь · a3 белый слон · b3 белая пешка · e3 белая пешка · f3 белый слон · a2 белая пешка · f2 белая пешка · g2 белая пешка · h2 белая пешка · a1 белая ладья · d1 белый ферзь · f1 белая ладья · g1 белый король | c8 чёрная ладья · d8 чёрный ферзь · f8 чёрная ладья · g8 чёрный король · b7 чёрный слон · e7 чёрный слон · f7 чёрная пешка · g7 чёрная пешка · h7 чёрная пешка · a6 чёрная пешка · e6 чёрная пешка · b5 чёрная пешка · b4 чёрный конь · e4 белый конь · a3 белый слон · b3 белая пешка · e3 белая пешка · f3 белый слон · a2 белая пешка · f2 белая пешка · g2 белая пешка · h2 белая пешка · a1 белая ладья · d1 белый ферзь · f1 белая ладья · g1 белый король | c8 чёрная ладья · d8 чёрный ферзь · f8 чёрная ладья · g8 чёрный король · b7 чёрный слон · e7 чёрный слон · f7 чёрная пешка · g7 чёрная пешка · h7 чёрная пешка · a6 чёрная пешка · e6 чёрная пешка · b5 чёрная пешка · b4 чёрный конь · e4 белый конь · a3 белый слон · b3 белая пешка · e3 белая пешка · f3 белый слон · a2 белая пешка · f2 белая пешка · g2 белая пешка · h2 белая пешка · a1 белая ладья · d1 белый ферзь · f1 белая ладья · g1 белый король | c8 чёрная ладья · d8 чёрный ферзь · f8 чёрная ладья · g8 чёрный король · b7 чёрный слон · e7 чёрный слон · f7 чёрная пешка · g7 чёрная пешка · h7 чёрная пешка · a6 чёрная пешка · e6 чёрная пешка · b5 чёрная пешка · b4 чёрный конь · e4 белый конь · a3 белый слон · b3 белая пешка · e3 белая пешка · f3 белый слон · a2 белая пешка · f2 белая пешка · g2 белая пешка · h2 белая пешка · a1 белая ладья · d1 белый ферзь · f1 белая ладья · g1 белый король | c8 чёрная ладья · d8 чёрный ферзь · f8 чёрная ладья · g8 чёрный король · b7 чёрный слон · e7 чёрный слон · f7 чёрная пешка · g7 чёрная пешка · h7 чёрная пешка · a6 чёрная пешка · e6 чёрная пешка · b5 чёрная пешка · b4 чёрный конь · e4 белый конь · a3 белый слон · b3 белая пешка · e3 белая пешка · f3 белый слон · a2 белая пешка · f2 белая пешка · g2 белая пешка · h2 белая пешка · a1 белая ладья · d1 белый ферзь · f1 белая ладья · g1 белый король | c8 чёрная ладья · d8 чёрный ферзь · f8 чёрная ладья · g8 чёрный король · b7 чёрный слон · e7 чёрный слон · f7 чёрная пешка · g7 чёрная пешка · h7 чёрная пешка · a6 чёрная пешка · e6 чёрная пешка · b5 чёрная пешка · b4 чёрный конь · e4 белый конь · a3 белый слон · b3 белая пешка · e3 белая пешка · f3 белый слон · a2 белая пешка · f2 белая пешка · g2 белая пешка · h2 белая пешка · a1 белая ладья · d1 белый ферзь · f1 белая ладья · g1 белый король | 6 |
| 5 | c8 чёрная ладья · d8 чёрный ферзь · f8 чёрная ладья · g8 чёрный король · b7 чёрный слон · e7 чёрный слон · f7 чёрная пешка · g7 чёрная пешка · h7 чёрная пешка · a6 чёрная пешка · e6 чёрная пешка · b5 чёрная пешка · b4 чёрный конь · e4 белый конь · a3 белый слон · b3 белая пешка · e3 белая пешка · f3 белый слон · a2 белая пешка · f2 белая пешка · g2 белая пешка · h2 белая пешка · a1 белая ладья · d1 белый ферзь · f1 белая ладья · g1 белый король | c8 чёрная ладья · d8 чёрный ферзь · f8 чёрная ладья · g8 чёрный король · b7 чёрный слон · e7 чёрный слон · f7 чёрная пешка · g7 чёрная пешка · h7 чёрная пешка · a6 чёрная пешка · e6 чёрная пешка · b5 чёрная пешка · b4 чёрный конь · e4 белый конь · a3 белый слон · b3 белая пешка · e3 белая пешка · f3 белый слон · a2 белая пешка · f2 белая пешка · g2 белая пешка · h2 белая пешка · a1 белая ладья · d1 белый ферзь · f1 белая ладья · g1 белый король | c8 чёрная ладья · d8 чёрный ферзь · f8 чёрная ладья · g8 чёрный король · b7 чёрный слон · e7 чёрный слон · f7 чёрная пешка · g7 чёрная пешка · h7 чёрная пешка · a6 чёрная пешка · e6 чёрная пешка · b5 чёрная пешка · b4 чёрный конь · e4 белый конь · a3 белый слон · b3 белая пешка · e3 белая пешка · f3 белый слон · a2 белая пешка · f2 белая пешка · g2 белая пешка · h2 белая пешка · a1 белая ладья · d1 белый ферзь · f1 белая ладья · g1 белый король | c8 чёрная ладья · d8 чёрный ферзь · f8 чёрная ладья · g8 чёрный король · b7 чёрный слон · e7 чёрный слон · f7 чёрная пешка · g7 чёрная пешка · h7 чёрная пешка · a6 чёрная пешка · e6 чёрная пешка · b5 чёрная пешка · b4 чёрный конь · e4 белый конь · a3 белый слон · b3 белая пешка · e3 белая пешка · f3 белый слон · a2 белая пешка · f2 белая пешка · g2 белая пешка · h2 белая пешка · a1 белая ладья · d1 белый ферзь · f1 белая ладья · g1 белый король | c8 чёрная ладья · d8 чёрный ферзь · f8 чёрная ладья · g8 чёрный король · b7 чёрный слон · e7 чёрный слон · f7 чёрная пешка · g7 чёрная пешка · h7 чёрная пешка · a6 чёрная пешка · e6 чёрная пешка · b5 чёрная пешка · b4 чёрный конь · e4 белый конь · a3 белый слон · b3 белая пешка · e3 белая пешка · f3 белый слон · a2 белая пешка · f2 белая пешка · g2 белая пешка · h2 белая пешка · a1 белая ладья · d1 белый ферзь · f1 белая ладья · g1 белый король | c8 чёрная ладья · d8 чёрный ферзь · f8 чёрная ладья · g8 чёрный король · b7 чёрный слон · e7 чёрный слон · f7 чёрная пешка · g7 чёрная пешка · h7 чёрная пешка · a6 чёрная пешка · e6 чёрная пешка · b5 чёрная пешка · b4 чёрный конь · e4 белый конь · a3 белый слон · b3 белая пешка · e3 белая пешка · f3 белый слон · a2 белая пешка · f2 белая пешка · g2 белая пешка · h2 белая пешка · a1 белая ладья · d1 белый ферзь · f1 белая ладья · g1 белый король | c8 чёрная ладья · d8 чёрный ферзь · f8 чёрная ладья · g8 чёрный король · b7 чёрный слон · e7 чёрный слон · f7 чёрная пешка · g7 чёрная пешка · h7 чёрная пешка · a6 чёрная пешка · e6 чёрная пешка · b5 чёрная пешка · b4 чёрный конь · e4 белый конь · a3 белый слон · b3 белая пешка · e3 белая пешка · f3 белый слон · a2 белая пешка · f2 белая пешка · g2 белая пешка · h2 белая пешка · a1 белая ладья · d1 белый ферзь · f1 белая ладья · g1 белый король | c8 чёрная ладья · d8 чёрный ферзь · f8 чёрная ладья · g8 чёрный король · b7 чёрный слон · e7 чёрный слон · f7 чёрная пешка · g7 чёрная пешка · h7 чёрная пешка · a6 чёрная пешка · e6 чёрная пешка · b5 чёрная пешка · b4 чёрный конь · e4 белый конь · a3 белый слон · b3 белая пешка · e3 белая пешка · f3 белый слон · a2 белая пешка · f2 белая пешка · g2 белая пешка · h2 белая пешка · a1 белая ладья · d1 белый ферзь · f1 белая ладья · g1 белый король | 5 |
| 4 | c8 чёрная ладья · d8 чёрный ферзь · f8 чёрная ладья · g8 чёрный король · b7 чёрный слон · e7 чёрный слон · f7 чёрная пешка · g7 чёрная пешка · h7 чёрная пешка · a6 чёрная пешка · e6 чёрная пешка · b5 чёрная пешка · b4 чёрный конь · e4 белый конь · a3 белый слон · b3 белая пешка · e3 белая пешка · f3 белый слон · a2 белая пешка · f2 белая пешка · g2 белая пешка · h2 белая пешка · a1 белая ладья · d1 белый ферзь · f1 белая ладья · g1 белый король | c8 чёрная ладья · d8 чёрный ферзь · f8 чёрная ладья · g8 чёрный король · b7 чёрный слон · e7 чёрный слон · f7 чёрная пешка · g7 чёрная пешка · h7 чёрная пешка · a6 чёрная пешка · e6 чёрная пешка · b5 чёрная пешка · b4 чёрный конь · e4 белый конь · a3 белый слон · b3 белая пешка · e3 белая пешка · f3 белый слон · a2 белая пешка · f2 белая пешка · g2 белая пешка · h2 белая пешка · a1 белая ладья · d1 белый ферзь · f1 белая ладья · g1 белый король | c8 чёрная ладья · d8 чёрный ферзь · f8 чёрная ладья · g8 чёрный король · b7 чёрный слон · e7 чёрный слон · f7 чёрная пешка · g7 чёрная пешка · h7 чёрная пешка · a6 чёрная пешка · e6 чёрная пешка · b5 чёрная пешка · b4 чёрный конь · e4 белый конь · a3 белый слон · b3 белая пешка · e3 белая пешка · f3 белый слон · a2 белая пешка · f2 белая пешка · g2 белая пешка · h2 белая пешка · a1 белая ладья · d1 белый ферзь · f1 белая ладья · g1 белый король | c8 чёрная ладья · d8 чёрный ферзь · f8 чёрная ладья · g8 чёрный король · b7 чёрный слон · e7 чёрный слон · f7 чёрная пешка · g7 чёрная пешка · h7 чёрная пешка · a6 чёрная пешка · e6 чёрная пешка · b5 чёрная пешка · b4 чёрный конь · e4 белый конь · a3 белый слон · b3 белая пешка · e3 белая пешка · f3 белый слон · a2 белая пешка · f2 белая пешка · g2 белая пешка · h2 белая пешка · a1 белая ладья · d1 белый ферзь · f1 белая ладья · g1 белый король | c8 чёрная ладья · d8 чёрный ферзь · f8 чёрная ладья · g8 чёрный король · b7 чёрный слон · e7 чёрный слон · f7 чёрная пешка · g7 чёрная пешка · h7 чёрная пешка · a6 чёрная пешка · e6 чёрная пешка · b5 чёрная пешка · b4 чёрный конь · e4 белый конь · a3 белый слон · b3 белая пешка · e3 белая пешка · f3 белый слон · a2 белая пешка · f2 белая пешка · g2 белая пешка · h2 белая пешка · a1 белая ладья · d1 белый ферзь · f1 белая ладья · g1 белый король | c8 чёрная ладья · d8 чёрный ферзь · f8 чёрная ладья · g8 чёрный король · b7 чёрный слон · e7 чёрный слон · f7 чёрная пешка · g7 чёрная пешка · h7 чёрная пешка · a6 чёрная пешка · e6 чёрная пешка · b5 чёрная пешка · b4 чёрный конь · e4 белый конь · a3 белый слон · b3 белая пешка · e3 белая пешка · f3 белый слон · a2 белая пешка · f2 белая пешка · g2 белая пешка · h2 белая пешка · a1 белая ладья · d1 белый ферзь · f1 белая ладья · g1 белый король | c8 чёрная ладья · d8 чёрный ферзь · f8 чёрная ладья · g8 чёрный король · b7 чёрный слон · e7 чёрный слон · f7 чёрная пешка · g7 чёрная пешка · h7 чёрная пешка · a6 чёрная пешка · e6 чёрная пешка · b5 чёрная пешка · b4 чёрный конь · e4 белый конь · a3 белый слон · b3 белая пешка · e3 белая пешка · f3 белый слон · a2 белая пешка · f2 белая пешка · g2 белая пешка · h2 белая пешка · a1 белая ладья · d1 белый ферзь · f1 белая ладья · g1 белый король | c8 чёрная ладья · d8 чёрный ферзь · f8 чёрная ладья · g8 чёрный король · b7 чёрный слон · e7 чёрный слон · f7 чёрная пешка · g7 чёрная пешка · h7 чёрная пешка · a6 чёрная пешка · e6 чёрная пешка · b5 чёрная пешка · b4 чёрный конь · e4 белый конь · a3 белый слон · b3 белая пешка · e3 белая пешка · f3 белый слон · a2 белая пешка · f2 белая пешка · g2 белая пешка · h2 белая пешка · a1 белая ладья · d1 белый ферзь · f1 белая ладья · g1 белый король | 4 |
| 3 | c8 чёрная ладья · d8 чёрный ферзь · f8 чёрная ладья · g8 чёрный король · b7 чёрный слон · e7 чёрный слон · f7 чёрная пешка · g7 чёрная пешка · h7 чёрная пешка · a6 чёрная пешка · e6 чёрная пешка · b5 чёрная пешка · b4 чёрный конь · e4 белый конь · a3 белый слон · b3 белая пешка · e3 белая пешка · f3 белый слон · a2 белая пешка · f2 белая пешка · g2 белая пешка · h2 белая пешка · a1 белая ладья · d1 белый ферзь · f1 белая ладья · g1 белый король | c8 чёрная ладья · d8 чёрный ферзь · f8 чёрная ладья · g8 чёрный король · b7 чёрный слон · e7 чёрный слон · f7 чёрная пешка · g7 чёрная пешка · h7 чёрная пешка · a6 чёрная пешка · e6 чёрная пешка · b5 чёрная пешка · b4 чёрный конь · e4 белый конь · a3 белый слон · b3 белая пешка · e3 белая пешка · f3 белый слон · a2 белая пешка · f2 белая пешка · g2 белая пешка · h2 белая пешка · a1 белая ладья · d1 белый ферзь · f1 белая ладья · g1 белый король | c8 чёрная ладья · d8 чёрный ферзь · f8 чёрная ладья · g8 чёрный король · b7 чёрный слон · e7 чёрный слон · f7 чёрная пешка · g7 чёрная пешка · h7 чёрная пешка · a6 чёрная пешка · e6 чёрная пешка · b5 чёрная пешка · b4 чёрный конь · e4 белый конь · a3 белый слон · b3 белая пешка · e3 белая пешка · f3 белый слон · a2 белая пешка · f2 белая пешка · g2 белая пешка · h2 белая пешка · a1 белая ладья · d1 белый ферзь · f1 белая ладья · g1 белый король | c8 чёрная ладья · d8 чёрный ферзь · f8 чёрная ладья · g8 чёрный король · b7 чёрный слон · e7 чёрный слон · f7 чёрная пешка · g7 чёрная пешка · h7 чёрная пешка · a6 чёрная пешка · e6 чёрная пешка · b5 чёрная пешка · b4 чёрный конь · e4 белый конь · a3 белый слон · b3 белая пешка · e3 белая пешка · f3 белый слон · a2 белая пешка · f2 белая пешка · g2 белая пешка · h2 белая пешка · a1 белая ладья · d1 белый ферзь · f1 белая ладья · g1 белый король | c8 чёрная ладья · d8 чёрный ферзь · f8 чёрная ладья · g8 чёрный король · b7 чёрный слон · e7 чёрный слон · f7 чёрная пешка · g7 чёрная пешка · h7 чёрная пешка · a6 чёрная пешка · e6 чёрная пешка · b5 чёрная пешка · b4 чёрный конь · e4 белый конь · a3 белый слон · b3 белая пешка · e3 белая пешка · f3 белый слон · a2 белая пешка · f2 белая пешка · g2 белая пешка · h2 белая пешка · a1 белая ладья · d1 белый ферзь · f1 белая ладья · g1 белый король | c8 чёрная ладья · d8 чёрный ферзь · f8 чёрная ладья · g8 чёрный король · b7 чёрный слон · e7 чёрный слон · f7 чёрная пешка · g7 чёрная пешка · h7 чёрная пешка · a6 чёрная пешка · e6 чёрная пешка · b5 чёрная пешка · b4 чёрный конь · e4 белый конь · a3 белый слон · b3 белая пешка · e3 белая пешка · f3 белый слон · a2 белая пешка · f2 белая пешка · g2 белая пешка · h2 белая пешка · a1 белая ладья · d1 белый ферзь · f1 белая ладья · g1 белый король | c8 чёрная ладья · d8 чёрный ферзь · f8 чёрная ладья · g8 чёрный король · b7 чёрный слон · e7 чёрный слон · f7 чёрная пешка · g7 чёрная пешка · h7 чёрная пешка · a6 чёрная пешка · e6 чёрная пешка · b5 чёрная пешка · b4 чёрный конь · e4 белый конь · a3 белый слон · b3 белая пешка · e3 белая пешка · f3 белый слон · a2 белая пешка · f2 белая пешка · g2 белая пешка · h2 белая пешка · a1 белая ладья · d1 белый ферзь · f1 белая ладья · g1 белый король | c8 чёрная ладья · d8 чёрный ферзь · f8 чёрная ладья · g8 чёрный король · b7 чёрный слон · e7 чёрный слон · f7 чёрная пешка · g7 чёрная пешка · h7 чёрная пешка · a6 чёрная пешка · e6 чёрная пешка · b5 чёрная пешка · b4 чёрный конь · e4 белый конь · a3 белый слон · b3 белая пешка · e3 белая пешка · f3 белый слон · a2 белая пешка · f2 белая пешка · g2 белая пешка · h2 белая пешка · a1 белая ладья · d1 белый ферзь · f1 белая ладья · g1 белый король | 3 |
| 2 | c8 чёрная ладья · d8 чёрный ферзь · f8 чёрная ладья · g8 чёрный король · b7 чёрный слон · e7 чёрный слон · f7 чёрная пешка · g7 чёрная пешка · h7 чёрная пешка · a6 чёрная пешка · e6 чёрная пешка · b5 чёрная пешка · b4 чёрный конь · e4 белый конь · a3 белый слон · b3 белая пешка · e3 белая пешка · f3 белый слон · a2 белая пешка · f2 белая пешка · g2 белая пешка · h2 белая пешка · a1 белая ладья · d1 белый ферзь · f1 белая ладья · g1 белый король | c8 чёрная ладья · d8 чёрный ферзь · f8 чёрная ладья · g8 чёрный король · b7 чёрный слон · e7 чёрный слон · f7 чёрная пешка · g7 чёрная пешка · h7 чёрная пешка · a6 чёрная пешка · e6 чёрная пешка · b5 чёрная пешка · b4 чёрный конь · e4 белый конь · a3 белый слон · b3 белая пешка · e3 белая пешка · f3 белый слон · a2 белая пешка · f2 белая пешка · g2 белая пешка · h2 белая пешка · a1 белая ладья · d1 белый ферзь · f1 белая ладья · g1 белый король | c8 чёрная ладья · d8 чёрный ферзь · f8 чёрная ладья · g8 чёрный король · b7 чёрный слон · e7 чёрный слон · f7 чёрная пешка · g7 чёрная пешка · h7 чёрная пешка · a6 чёрная пешка · e6 чёрная пешка · b5 чёрная пешка · b4 чёрный конь · e4 белый конь · a3 белый слон · b3 белая пешка · e3 белая пешка · f3 белый слон · a2 белая пешка · f2 белая пешка · g2 белая пешка · h2 белая пешка · a1 белая ладья · d1 белый ферзь · f1 белая ладья · g1 белый король | c8 чёрная ладья · d8 чёрный ферзь · f8 чёрная ладья · g8 чёрный король · b7 чёрный слон · e7 чёрный слон · f7 чёрная пешка · g7 чёрная пешка · h7 чёрная пешка · a6 чёрная пешка · e6 чёрная пешка · b5 чёрная пешка · b4 чёрный конь · e4 белый конь · a3 белый слон · b3 белая пешка · e3 белая пешка · f3 белый слон · a2 белая пешка · f2 белая пешка · g2 белая пешка · h2 белая пешка · a1 белая ладья · d1 белый ферзь · f1 белая ладья · g1 белый король | c8 чёрная ладья · d8 чёрный ферзь · f8 чёрная ладья · g8 чёрный король · b7 чёрный слон · e7 чёрный слон · f7 чёрная пешка · g7 чёрная пешка · h7 чёрная пешка · a6 чёрная пешка · e6 чёрная пешка · b5 чёрная пешка · b4 чёрный конь · e4 белый конь · a3 белый слон · b3 белая пешка · e3 белая пешка · f3 белый слон · a2 белая пешка · f2 белая пешка · g2 белая пешка · h2 белая пешка · a1 белая ладья · d1 белый ферзь · f1 белая ладья · g1 белый король | c8 чёрная ладья · d8 чёрный ферзь · f8 чёрная ладья · g8 чёрный король · b7 чёрный слон · e7 чёрный слон · f7 чёрная пешка · g7 чёрная пешка · h7 чёрная пешка · a6 чёрная пешка · e6 чёрная пешка · b5 чёрная пешка · b4 чёрный конь · e4 белый конь · a3 белый слон · b3 белая пешка · e3 белая пешка · f3 белый слон · a2 белая пешка · f2 белая пешка · g2 белая пешка · h2 белая пешка · a1 белая ладья · d1 белый ферзь · f1 белая ладья · g1 белый король | c8 чёрная ладья · d8 чёрный ферзь · f8 чёрная ладья · g8 чёрный король · b7 чёрный слон · e7 чёрный слон · f7 чёрная пешка · g7 чёрная пешка · h7 чёрная пешка · a6 чёрная пешка · e6 чёрная пешка · b5 чёрная пешка · b4 чёрный конь · e4 белый конь · a3 белый слон · b3 белая пешка · e3 белая пешка · f3 белый слон · a2 белая пешка · f2 белая пешка · g2 белая пешка · h2 белая пешка · a1 белая ладья · d1 белый ферзь · f1 белая ладья · g1 белый король | c8 чёрная ладья · d8 чёрный ферзь · f8 чёрная ладья · g8 чёрный король · b7 чёрный слон · e7 чёрный слон · f7 чёрная пешка · g7 чёрная пешка · h7 чёрная пешка · a6 чёрная пешка · e6 чёрная пешка · b5 чёрная пешка · b4 чёрный конь · e4 белый конь · a3 белый слон · b3 белая пешка · e3 белая пешка · f3 белый слон · a2 белая пешка · f2 белая пешка · g2 белая пешка · h2 белая пешка · a1 белая ладья · d1 белый ферзь · f1 белая ладья · g1 белый король | 2 |
| 1 | c8 чёрная ладья · d8 чёрный ферзь · f8 чёрная ладья · g8 чёрный король · b7 чёрный слон · e7 чёрный слон · f7 чёрная пешка · g7 чёрная пешка · h7 чёрная пешка · a6 чёрная пешка · e6 чёрная пешка · b5 чёрная пешка · b4 чёрный конь · e4 белый конь · a3 белый слон · b3 белая пешка · e3 белая пешка · f3 белый слон · a2 белая пешка · f2 белая пешка · g2 белая пешка · h2 белая пешка · a1 белая ладья · d1 белый ферзь · f1 белая ладья · g1 белый король | c8 чёрная ладья · d8 чёрный ферзь · f8 чёрная ладья · g8 чёрный король · b7 чёрный слон · e7 чёрный слон · f7 чёрная пешка · g7 чёрная пешка · h7 чёрная пешка · a6 чёрная пешка · e6 чёрная пешка · b5 чёрная пешка · b4 чёрный конь · e4 белый конь · a3 белый слон · b3 белая пешка · e3 белая пешка · f3 белый слон · a2 белая пешка · f2 белая пешка · g2 белая пешка · h2 белая пешка · a1 белая ладья · d1 белый ферзь · f1 белая ладья · g1 белый король | c8 чёрная ладья · d8 чёрный ферзь · f8 чёрная ладья · g8 чёрный король · b7 чёрный слон · e7 чёрный слон · f7 чёрная пешка · g7 чёрная пешка · h7 чёрная пешка · a6 чёрная пешка · e6 чёрная пешка · b5 чёрная пешка · b4 чёрный конь · e4 белый конь · a3 белый слон · b3 белая пешка · e3 белая пешка · f3 белый слон · a2 белая пешка · f2 белая пешка · g2 белая пешка · h2 белая пешка · a1 белая ладья · d1 белый ферзь · f1 белая ладья · g1 белый король | c8 чёрная ладья · d8 чёрный ферзь · f8 чёрная ладья · g8 чёрный король · b7 чёрный слон · e7 чёрный слон · f7 чёрная пешка · g7 чёрная пешка · h7 чёрная пешка · a6 чёрная пешка · e6 чёрная пешка · b5 чёрная пешка · b4 чёрный конь · e4 белый конь · a3 белый слон · b3 белая пешка · e3 белая пешка · f3 белый слон · a2 белая пешка · f2 белая пешка · g2 белая пешка · h2 белая пешка · a1 белая ладья · d1 белый ферзь · f1 белая ладья · g1 белый король | c8 чёрная ладья · d8 чёрный ферзь · f8 чёрная ладья · g8 чёрный король · b7 чёрный слон · e7 чёрный слон · f7 чёрная пешка · g7 чёрная пешка · h7 чёрная пешка · a6 чёрная пешка · e6 чёрная пешка · b5 чёрная пешка · b4 чёрный конь · e4 белый конь · a3 белый слон · b3 белая пешка · e3 белая пешка · f3 белый слон · a2 белая пешка · f2 белая пешка · g2 белая пешка · h2 белая пешка · a1 белая ладья · d1 белый ферзь · f1 белая ладья · g1 белый король | c8 чёрная ладья · d8 чёрный ферзь · f8 чёрная ладья · g8 чёрный король · b7 чёрный слон · e7 чёрный слон · f7 чёрная пешка · g7 чёрная пешка · h7 чёрная пешка · a6 чёрная пешка · e6 чёрная пешка · b5 чёрная пешка · b4 чёрный конь · e4 белый конь · a3 белый слон · b3 белая пешка · e3 белая пешка · f3 белый слон · a2 белая пешка · f2 белая пешка · g2 белая пешка · h2 белая пешка · a1 белая ладья · d1 белый ферзь · f1 белая ладья · g1 белый король | c8 чёрная ладья · d8 чёрный ферзь · f8 чёрная ладья · g8 чёрный король · b7 чёрный слон · e7 чёрный слон · f7 чёрная пешка · g7 чёрная пешка · h7 чёрная пешка · a6 чёрная пешка · e6 чёрная пешка · b5 чёрная пешка · b4 чёрный конь · e4 белый конь · a3 белый слон · b3 белая пешка · e3 белая пешка · f3 белый слон · a2 белая пешка · f2 белая пешка · g2 белая пешка · h2 белая пешка · a1 белая ладья · d1 белый ферзь · f1 белая ладья · g1 белый король | c8 чёрная ладья · d8 чёрный ферзь · f8 чёрная ладья · g8 чёрный король · b7 чёрный слон · e7 чёрный слон · f7 чёрная пешка · g7 чёрная пешка · h7 чёрная пешка · a6 чёрная пешка · e6 чёрная пешка · b5 чёрная пешка · b4 чёрный конь · e4 белый конь · a3 белый слон · b3 белая пешка · e3 белая пешка · f3 белый слон · a2 белая пешка · f2 белая пешка · g2 белая пешка · h2 белая пешка · a1 белая ладья · d1 белый ферзь · f1 белая ладья · g1 белый король | 1 |
|   | a | b | c | d | e | f | g | h |   |

Карякин — Карлсен

20 ноября

Славянская защита (D10) с переходом в принятый ферзевый гамбит (D27)
[Event "7 партия"] [Site "Нью-Йорк"] [Date "20.11.2016"] [White "Сергей Карякин"] [Black "Магнус Карлсен"] 
[Result "1/2-1/2"] [ECO "D10"] [WhiteElo "2853"] [BlackElo "2772"] [PlyCount "66"] [EventDate "11.11.2016"] [Round "7"] [EventType "match"] [EventCountry "USA"] 1.d4 d5 2.c4 c6 3.Nc3 Nf6 4.e3 a6 5.Bd3 dxc4 6.Bxc4 e6 7.Nf3 c5 8.O-O b5 9.Be2 Bb7 10.dxc5 Nc6 11.Nd2 Bxc5 12.Nde4 Nxe4 13.Nxe4 Be7 14.b3 Nb4 15.Bf3 O-O 16.Ba3 Rc8 17.Nf6+ Bxf6 18.Bxb7 Bxa1 19.Bxb4 Bf6 20.Bxf8 Qxd1 21.Rxd1 Rxf8 22.Bxa6 b4 23.Rc1 g6 24.Rc2 Ra8 25.Bd3 Rd8 26.Be2 Kf8 27.Kf1 Ra8 28.Bc4 Rc8 29.Ke2 Ke7 30.f4 h6 31.Kf3 Rc7 32.g4 g5 33.Ke4 Rc8 1/2-1/2

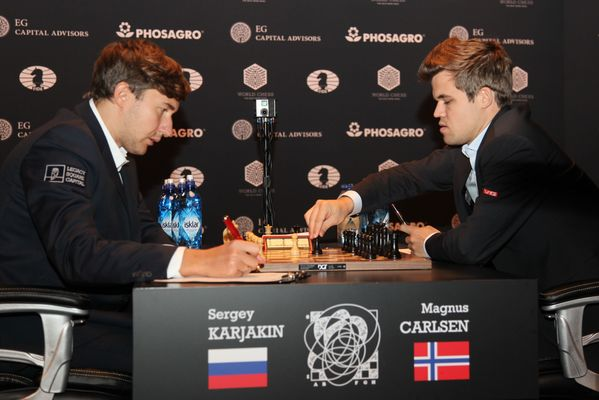
Карлсен — Карякин, 7-я партия

В воскресенье все билеты на матч были распроданы, все залы переполнены — и кафе, и зал для конференций, и пресс-центр, и вип-зона. В «Фултон-маркет» пришли в том числе известные гроссмейстеры: Фабиано Каруана, Борис Гулько, Александр Халифман, Лев Альбурт, Макс Длуги, Ирина Круш и другие.
До этого в Нью-Йорке Сергей три раза начинал игру ходом королевской пешки, и вот во второй половине матча он решил «сменить подачу». Магнус избрал в ответ систему Чебаненко славянской защиты, которая время от времени встречалась в его партиях, но всё же не является основным дебютным оружием чемпиона мира. Вероятно, выбор соперника оказался для российского гроссмейстера определённым сюрпризом — он отказался от самых принципиальных линий и вызвал разгрузку в центре, а на 11—12 ходах и вовсе взял курс на упрощения. Причём, судя по всему, допустил неточность, благодаря которой Карлсен мог захватить инициативу. Однако и чемпион мира, в свою очередь, сыграл не лучшим образом (вместо 16…Rc8?! заслуживало внимания 16…Bd5 или 16…Rb8), после чего претендент с помощью разменной комбинации выиграл пешку.
Впрочем, на доске оставались разноцветные слоны, а привести лишнюю пешку в движение не представлялось возможным. Убедившись в прочности оборонительных построений чёрных, соперники на 33-м ходу согласились на ничью
- Интервью с Сергеем Шиповым на Матч ТВ о седьмой партии
- Обзор Сергея Шипова седьмой партии

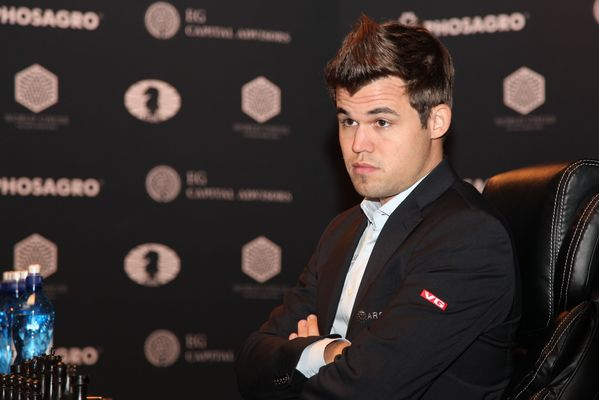
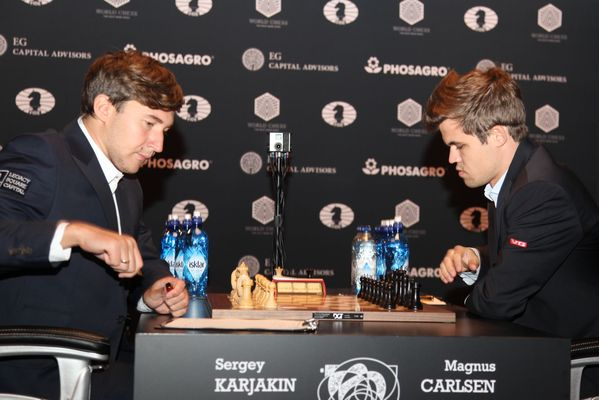
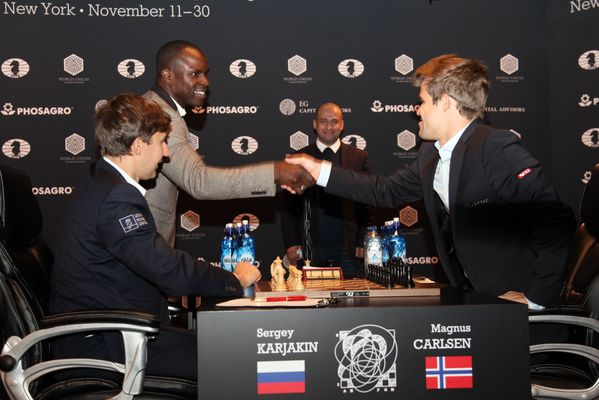
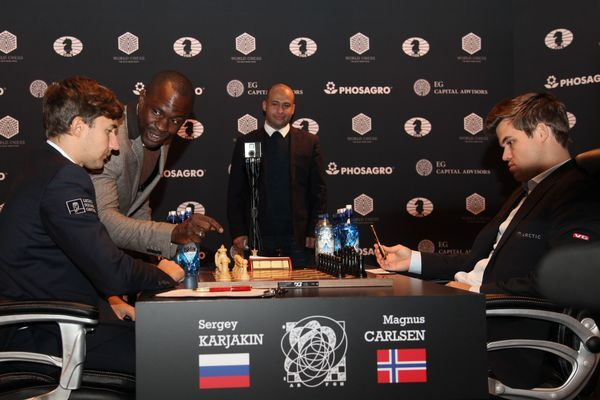
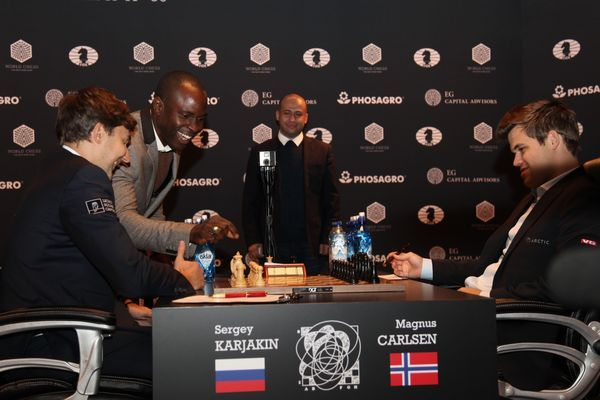
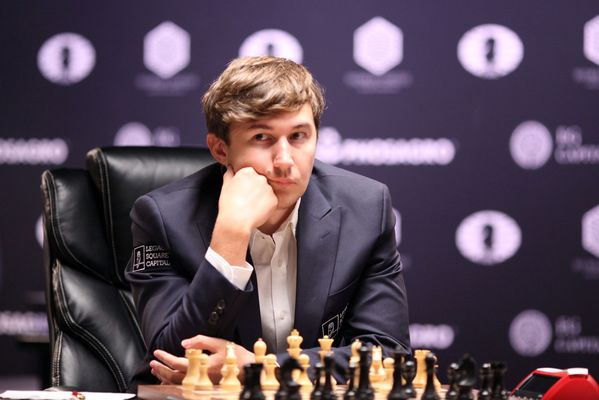
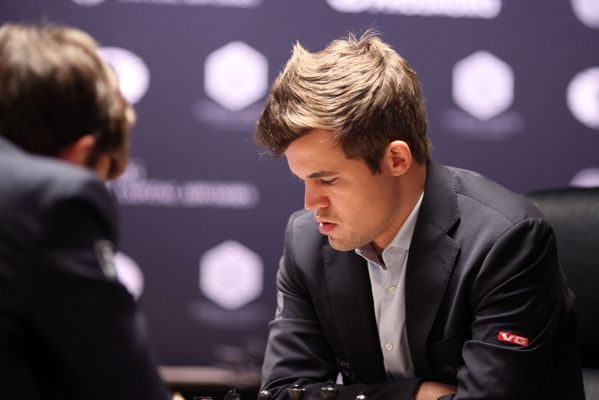
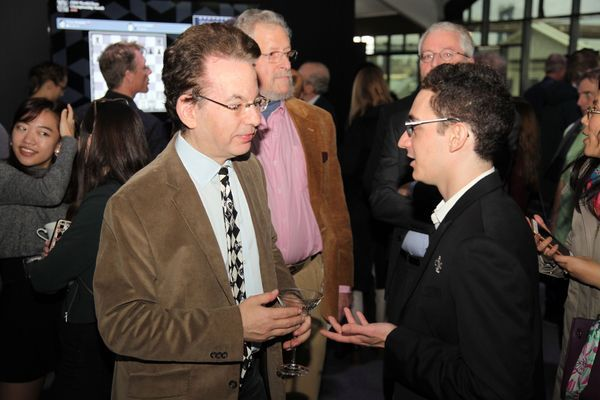
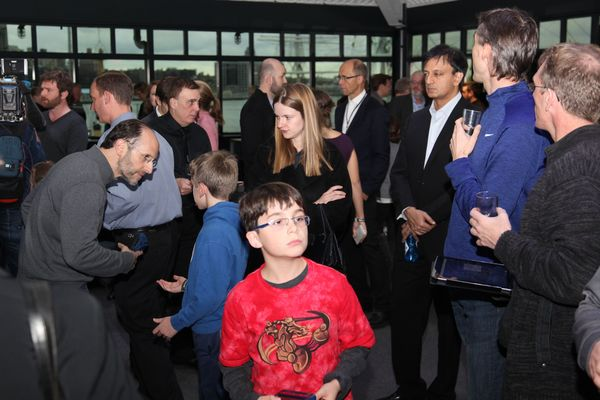
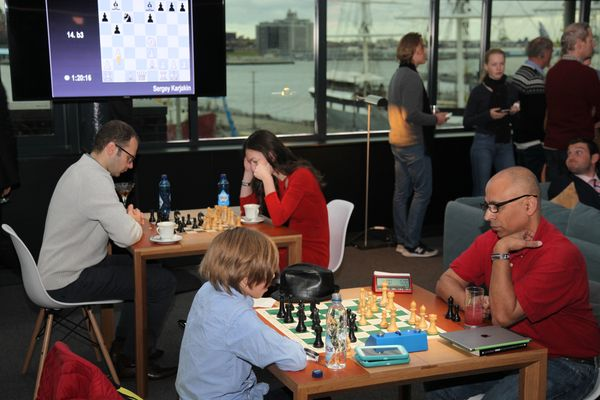
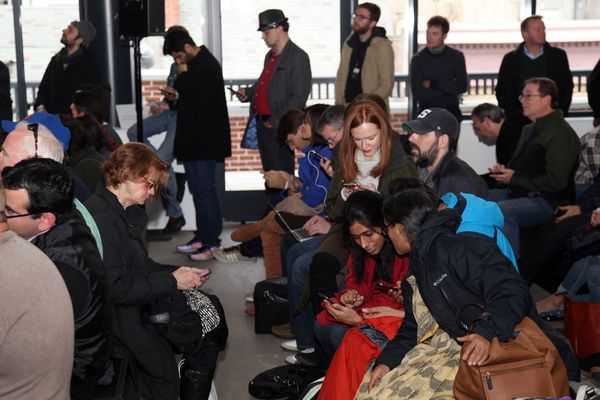
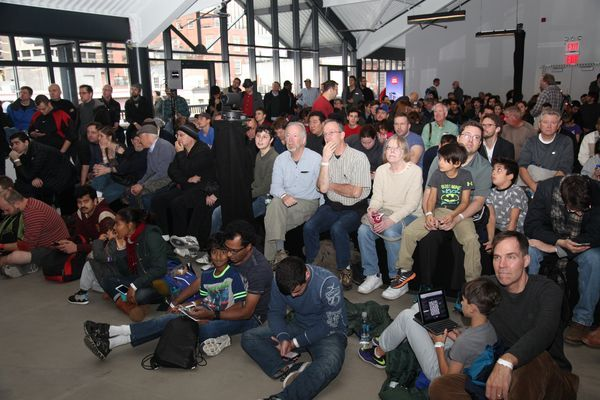
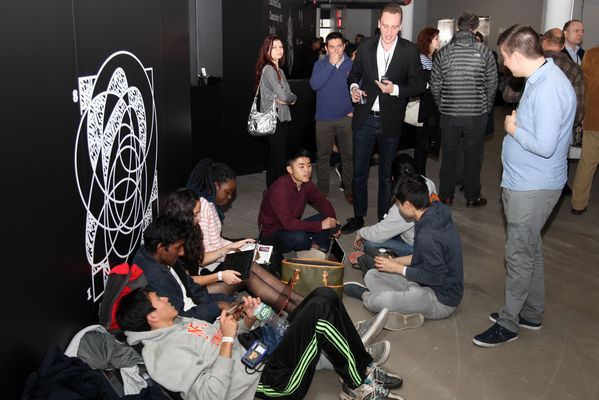
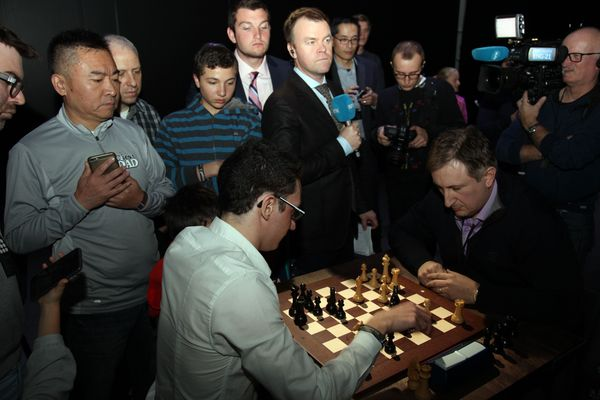
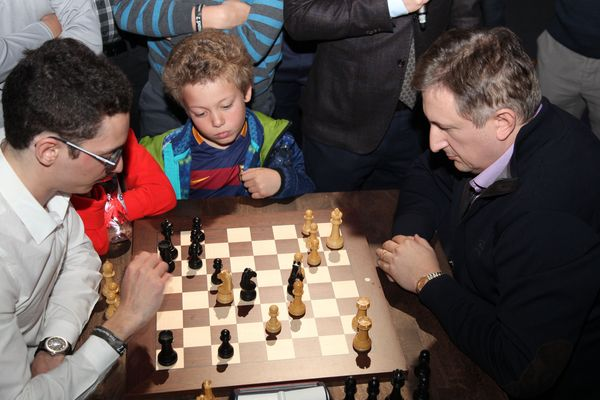
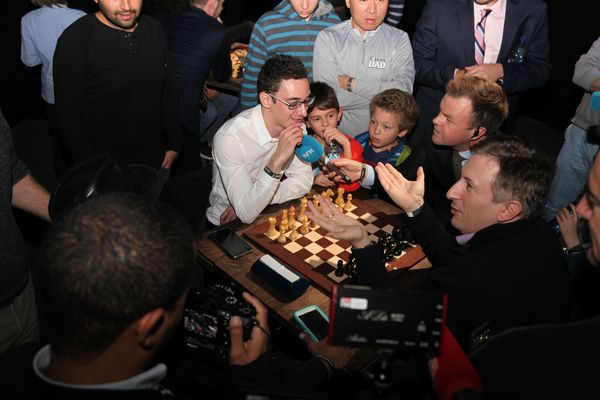
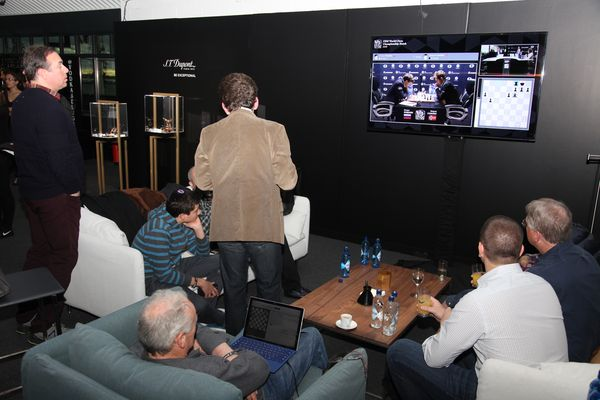
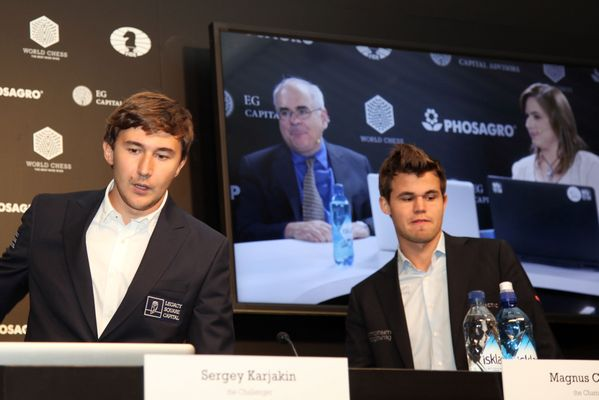
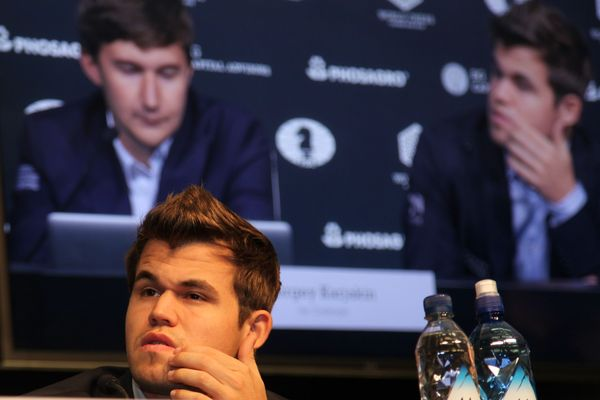
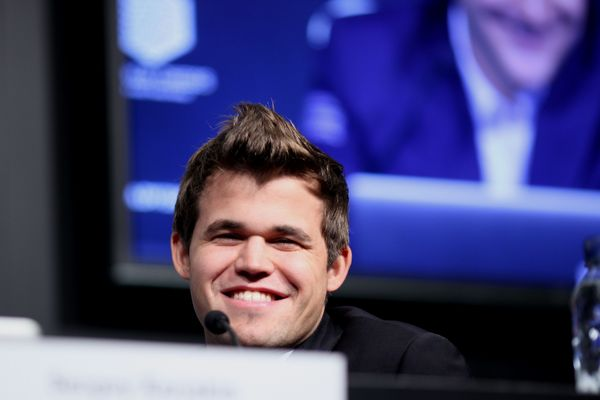
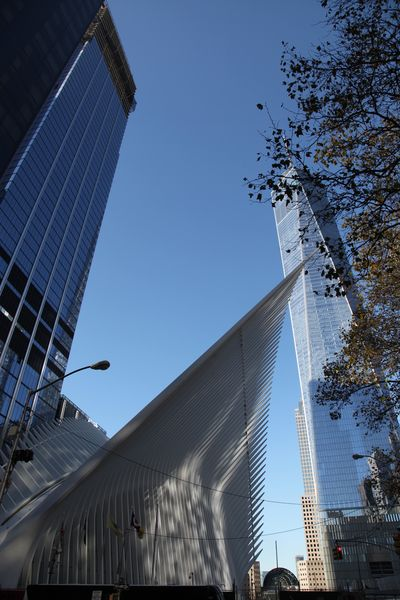
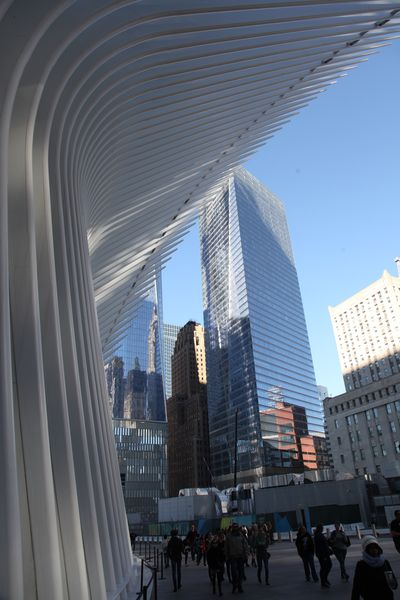

### Восьмая партия
|   | a | b | c | d | e | f | g | h |   |
| - | --- | --- | --- | --- | --- | --- | --- | --- | - |
| 8 | g7 чёрный король · e6 белый ферзь · c5 чёрный ферзь · e5 чёрный конь · h5 чёрная пешка · e4 белая пешка · h4 белая пешка · g3 белая пешка · a2 чёрная пешка · g2 белый слон · h2 белый король | g7 чёрный король · e6 белый ферзь · c5 чёрный ферзь · e5 чёрный конь · h5 чёрная пешка · e4 белая пешка · h4 белая пешка · g3 белая пешка · a2 чёрная пешка · g2 белый слон · h2 белый король | g7 чёрный король · e6 белый ферзь · c5 чёрный ферзь · e5 чёрный конь · h5 чёрная пешка · e4 белая пешка · h4 белая пешка · g3 белая пешка · a2 чёрная пешка · g2 белый слон · h2 белый король | g7 чёрный король · e6 белый ферзь · c5 чёрный ферзь · e5 чёрный конь · h5 чёрная пешка · e4 белая пешка · h4 белая пешка · g3 белая пешка · a2 чёрная пешка · g2 белый слон · h2 белый король | g7 чёрный король · e6 белый ферзь · c5 чёрный ферзь · e5 чёрный конь · h5 чёрная пешка · e4 белая пешка · h4 белая пешка · g3 белая пешка · a2 чёрная пешка · g2 белый слон · h2 белый король | g7 чёрный король · e6 белый ферзь · c5 чёрный ферзь · e5 чёрный конь · h5 чёрная пешка · e4 белая пешка · h4 белая пешка · g3 белая пешка · a2 чёрная пешка · g2 белый слон · h2 белый король | g7 чёрный король · e6 белый ферзь · c5 чёрный ферзь · e5 чёрный конь · h5 чёрная пешка · e4 белая пешка · h4 белая пешка · g3 белая пешка · a2 чёрная пешка · g2 белый слон · h2 белый король | g7 чёрный король · e6 белый ферзь · c5 чёрный ферзь · e5 чёрный конь · h5 чёрная пешка · e4 белая пешка · h4 белая пешка · g3 белая пешка · a2 чёрная пешка · g2 белый слон · h2 белый король | 8 |
| 7 | g7 чёрный король · e6 белый ферзь · c5 чёрный ферзь · e5 чёрный конь · h5 чёрная пешка · e4 белая пешка · h4 белая пешка · g3 белая пешка · a2 чёрная пешка · g2 белый слон · h2 белый король | g7 чёрный король · e6 белый ферзь · c5 чёрный ферзь · e5 чёрный конь · h5 чёрная пешка · e4 белая пешка · h4 белая пешка · g3 белая пешка · a2 чёрная пешка · g2 белый слон · h2 белый король | g7 чёрный король · e6 белый ферзь · c5 чёрный ферзь · e5 чёрный конь · h5 чёрная пешка · e4 белая пешка · h4 белая пешка · g3 белая пешка · a2 чёрная пешка · g2 белый слон · h2 белый король | g7 чёрный король · e6 белый ферзь · c5 чёрный ферзь · e5 чёрный конь · h5 чёрная пешка · e4 белая пешка · h4 белая пешка · g3 белая пешка · a2 чёрная пешка · g2 белый слон · h2 белый король | g7 чёрный король · e6 белый ферзь · c5 чёрный ферзь · e5 чёрный конь · h5 чёрная пешка · e4 белая пешка · h4 белая пешка · g3 белая пешка · a2 чёрная пешка · g2 белый слон · h2 белый король | g7 чёрный король · e6 белый ферзь · c5 чёрный ферзь · e5 чёрный конь · h5 чёрная пешка · e4 белая пешка · h4 белая пешка · g3 белая пешка · a2 чёрная пешка · g2 белый слон · h2 белый король | g7 чёрный король · e6 белый ферзь · c5 чёрный ферзь · e5 чёрный конь · h5 чёрная пешка · e4 белая пешка · h4 белая пешка · g3 белая пешка · a2 чёрная пешка · g2 белый слон · h2 белый король | g7 чёрный король · e6 белый ферзь · c5 чёрный ферзь · e5 чёрный конь · h5 чёрная пешка · e4 белая пешка · h4 белая пешка · g3 белая пешка · a2 чёрная пешка · g2 белый слон · h2 белый король | 7 |
| 6 | g7 чёрный король · e6 белый ферзь · c5 чёрный ферзь · e5 чёрный конь · h5 чёрная пешка · e4 белая пешка · h4 белая пешка · g3 белая пешка · a2 чёрная пешка · g2 белый слон · h2 белый король | g7 чёрный король · e6 белый ферзь · c5 чёрный ферзь · e5 чёрный конь · h5 чёрная пешка · e4 белая пешка · h4 белая пешка · g3 белая пешка · a2 чёрная пешка · g2 белый слон · h2 белый король | g7 чёрный король · e6 белый ферзь · c5 чёрный ферзь · e5 чёрный конь · h5 чёрная пешка · e4 белая пешка · h4 белая пешка · g3 белая пешка · a2 чёрная пешка · g2 белый слон · h2 белый король | g7 чёрный король · e6 белый ферзь · c5 чёрный ферзь · e5 чёрный конь · h5 чёрная пешка · e4 белая пешка · h4 белая пешка · g3 белая пешка · a2 чёрная пешка · g2 белый слон · h2 белый король | g7 чёрный король · e6 белый ферзь · c5 чёрный ферзь · e5 чёрный конь · h5 чёрная пешка · e4 белая пешка · h4 белая пешка · g3 белая пешка · a2 чёрная пешка · g2 белый слон · h2 белый король | g7 чёрный король · e6 белый ферзь · c5 чёрный ферзь · e5 чёрный конь · h5 чёрная пешка · e4 белая пешка · h4 белая пешка · g3 белая пешка · a2 чёрная пешка · g2 белый слон · h2 белый король | g7 чёрный король · e6 белый ферзь · c5 чёрный ферзь · e5 чёрный конь · h5 чёрная пешка · e4 белая пешка · h4 белая пешка · g3 белая пешка · a2 чёрная пешка · g2 белый слон · h2 белый король | g7 чёрный король · e6 белый ферзь · c5 чёрный ферзь · e5 чёрный конь · h5 чёрная пешка · e4 белая пешка · h4 белая пешка · g3 белая пешка · a2 чёрная пешка · g2 белый слон · h2 белый король | 6 |
| 5 | g7 чёрный король · e6 белый ферзь · c5 чёрный ферзь · e5 чёрный конь · h5 чёрная пешка · e4 белая пешка · h4 белая пешка · g3 белая пешка · a2 чёрная пешка · g2 белый слон · h2 белый король | g7 чёрный король · e6 белый ферзь · c5 чёрный ферзь · e5 чёрный конь · h5 чёрная пешка · e4 белая пешка · h4 белая пешка · g3 белая пешка · a2 чёрная пешка · g2 белый слон · h2 белый король | g7 чёрный король · e6 белый ферзь · c5 чёрный ферзь · e5 чёрный конь · h5 чёрная пешка · e4 белая пешка · h4 белая пешка · g3 белая пешка · a2 чёрная пешка · g2 белый слон · h2 белый король | g7 чёрный король · e6 белый ферзь · c5 чёрный ферзь · e5 чёрный конь · h5 чёрная пешка · e4 белая пешка · h4 белая пешка · g3 белая пешка · a2 чёрная пешка · g2 белый слон · h2 белый король | g7 чёрный король · e6 белый ферзь · c5 чёрный ферзь · e5 чёрный конь · h5 чёрная пешка · e4 белая пешка · h4 белая пешка · g3 белая пешка · a2 чёрная пешка · g2 белый слон · h2 белый король | g7 чёрный король · e6 белый ферзь · c5 чёрный ферзь · e5 чёрный конь · h5 чёрная пешка · e4 белая пешка · h4 белая пешка · g3 белая пешка · a2 чёрная пешка · g2 белый слон · h2 белый король | g7 чёрный король · e6 белый ферзь · c5 чёрный ферзь · e5 чёрный конь · h5 чёрная пешка · e4 белая пешка · h4 белая пешка · g3 белая пешка · a2 чёрная пешка · g2 белый слон · h2 белый король | g7 чёрный король · e6 белый ферзь · c5 чёрный ферзь · e5 чёрный конь · h5 чёрная пешка · e4 белая пешка · h4 белая пешка · g3 белая пешка · a2 чёрная пешка · g2 белый слон · h2 белый король | 5 |
| 4 | g7 чёрный король · e6 белый ферзь · c5 чёрный ферзь · e5 чёрный конь · h5 чёрная пешка · e4 белая пешка · h4 белая пешка · g3 белая пешка · a2 чёрная пешка · g2 белый слон · h2 белый король | g7 чёрный король · e6 белый ферзь · c5 чёрный ферзь · e5 чёрный конь · h5 чёрная пешка · e4 белая пешка · h4 белая пешка · g3 белая пешка · a2 чёрная пешка · g2 белый слон · h2 белый король | g7 чёрный король · e6 белый ферзь · c5 чёрный ферзь · e5 чёрный конь · h5 чёрная пешка · e4 белая пешка · h4 белая пешка · g3 белая пешка · a2 чёрная пешка · g2 белый слон · h2 белый король | g7 чёрный король · e6 белый ферзь · c5 чёрный ферзь · e5 чёрный конь · h5 чёрная пешка · e4 белая пешка · h4 белая пешка · g3 белая пешка · a2 чёрная пешка · g2 белый слон · h2 белый король | g7 чёрный король · e6 белый ферзь · c5 чёрный ферзь · e5 чёрный конь · h5 чёрная пешка · e4 белая пешка · h4 белая пешка · g3 белая пешка · a2 чёрная пешка · g2 белый слон · h2 белый король | g7 чёрный король · e6 белый ферзь · c5 чёрный ферзь · e5 чёрный конь · h5 чёрная пешка · e4 белая пешка · h4 белая пешка · g3 белая пешка · a2 чёрная пешка · g2 белый слон · h2 белый король | g7 чёрный король · e6 белый ферзь · c5 чёрный ферзь · e5 чёрный конь · h5 чёрная пешка · e4 белая пешка · h4 белая пешка · g3 белая пешка · a2 чёрная пешка · g2 белый слон · h2 белый король | g7 чёрный король · e6 белый ферзь · c5 чёрный ферзь · e5 чёрный конь · h5 чёрная пешка · e4 белая пешка · h4 белая пешка · g3 белая пешка · a2 чёрная пешка · g2 белый слон · h2 белый король | 4 |
| 3 | g7 чёрный король · e6 белый ферзь · c5 чёрный ферзь · e5 чёрный конь · h5 чёрная пешка · e4 белая пешка · h4 белая пешка · g3 белая пешка · a2 чёрная пешка · g2 белый слон · h2 белый король | g7 чёрный король · e6 белый ферзь · c5 чёрный ферзь · e5 чёрный конь · h5 чёрная пешка · e4 белая пешка · h4 белая пешка · g3 белая пешка · a2 чёрная пешка · g2 белый слон · h2 белый король | g7 чёрный король · e6 белый ферзь · c5 чёрный ферзь · e5 чёрный конь · h5 чёрная пешка · e4 белая пешка · h4 белая пешка · g3 белая пешка · a2 чёрная пешка · g2 белый слон · h2 белый король | g7 чёрный король · e6 белый ферзь · c5 чёрный ферзь · e5 чёрный конь · h5 чёрная пешка · e4 белая пешка · h4 белая пешка · g3 белая пешка · a2 чёрная пешка · g2 белый слон · h2 белый король | g7 чёрный король · e6 белый ферзь · c5 чёрный ферзь · e5 чёрный конь · h5 чёрная пешка · e4 белая пешка · h4 белая пешка · g3 белая пешка · a2 чёрная пешка · g2 белый слон · h2 белый король | g7 чёрный король · e6 белый ферзь · c5 чёрный ферзь · e5 чёрный конь · h5 чёрная пешка · e4 белая пешка · h4 белая пешка · g3 белая пешка · a2 чёрная пешка · g2 белый слон · h2 белый король | g7 чёрный король · e6 белый ферзь · c5 чёрный ферзь · e5 чёрный конь · h5 чёрная пешка · e4 белая пешка · h4 белая пешка · g3 белая пешка · a2 чёрная пешка · g2 белый слон · h2 белый король | g7 чёрный король · e6 белый ферзь · c5 чёрный ферзь · e5 чёрный конь · h5 чёрная пешка · e4 белая пешка · h4 белая пешка · g3 белая пешка · a2 чёрная пешка · g2 белый слон · h2 белый король | 3 |
| 2 | g7 чёрный король · e6 белый ферзь · c5 чёрный ферзь · e5 чёрный конь · h5 чёрная пешка · e4 белая пешка · h4 белая пешка · g3 белая пешка · a2 чёрная пешка · g2 белый слон · h2 белый король | g7 чёрный король · e6 белый ферзь · c5 чёрный ферзь · e5 чёрный конь · h5 чёрная пешка · e4 белая пешка · h4 белая пешка · g3 белая пешка · a2 чёрная пешка · g2 белый слон · h2 белый король | g7 чёрный король · e6 белый ферзь · c5 чёрный ферзь · e5 чёрный конь · h5 чёрная пешка · e4 белая пешка · h4 белая пешка · g3 белая пешка · a2 чёрная пешка · g2 белый слон · h2 белый король | g7 чёрный король · e6 белый ферзь · c5 чёрный ферзь · e5 чёрный конь · h5 чёрная пешка · e4 белая пешка · h4 белая пешка · g3 белая пешка · a2 чёрная пешка · g2 белый слон · h2 белый король | g7 чёрный король · e6 белый ферзь · c5 чёрный ферзь · e5 чёрный конь · h5 чёрная пешка · e4 белая пешка · h4 белая пешка · g3 белая пешка · a2 чёрная пешка · g2 белый слон · h2 белый король | g7 чёрный король · e6 белый ферзь · c5 чёрный ферзь · e5 чёрный конь · h5 чёрная пешка · e4 белая пешка · h4 белая пешка · g3 белая пешка · a2 чёрная пешка · g2 белый слон · h2 белый король | g7 чёрный король · e6 белый ферзь · c5 чёрный ферзь · e5 чёрный конь · h5 чёрная пешка · e4 белая пешка · h4 белая пешка · g3 белая пешка · a2 чёрная пешка · g2 белый слон · h2 белый король | g7 чёрный король · e6 белый ферзь · c5 чёрный ферзь · e5 чёрный конь · h5 чёрная пешка · e4 белая пешка · h4 белая пешка · g3 белая пешка · a2 чёрная пешка · g2 белый слон · h2 белый король | 2 |
| 1 | g7 чёрный король · e6 белый ферзь · c5 чёрный ферзь · e5 чёрный конь · h5 чёрная пешка · e4 белая пешка · h4 белая пешка · g3 белая пешка · a2 чёрная пешка · g2 белый слон · h2 белый король | g7 чёрный король · e6 белый ферзь · c5 чёрный ферзь · e5 чёрный конь · h5 чёрная пешка · e4 белая пешка · h4 белая пешка · g3 белая пешка · a2 чёрная пешка · g2 белый слон · h2 белый король | g7 чёрный король · e6 белый ферзь · c5 чёрный ферзь · e5 чёрный конь · h5 чёрная пешка · e4 белая пешка · h4 белая пешка · g3 белая пешка · a2 чёрная пешка · g2 белый слон · h2 белый король | g7 чёрный король · e6 белый ферзь · c5 чёрный ферзь · e5 чёрный конь · h5 чёрная пешка · e4 белая пешка · h4 белая пешка · g3 белая пешка · a2 чёрная пешка · g2 белый слон · h2 белый король | g7 чёрный король · e6 белый ферзь · c5 чёрный ферзь · e5 чёрный конь · h5 чёрная пешка · e4 белая пешка · h4 белая пешка · g3 белая пешка · a2 чёрная пешка · g2 белый слон · h2 белый король | g7 чёрный король · e6 белый ферзь · c5 чёрный ферзь · e5 чёрный конь · h5 чёрная пешка · e4 белая пешка · h4 белая пешка · g3 белая пешка · a2 чёрная пешка · g2 белый слон · h2 белый король | g7 чёрный король · e6 белый ферзь · c5 чёрный ферзь · e5 чёрный конь · h5 чёрная пешка · e4 белая пешка · h4 белая пешка · g3 белая пешка · a2 чёрная пешка · g2 белый слон · h2 белый король | g7 чёрный король · e6 белый ферзь · c5 чёрный ферзь · e5 чёрный конь · h5 чёрная пешка · e4 белая пешка · h4 белая пешка · g3 белая пешка · a2 чёрная пешка · g2 белый слон · h2 белый король | 1 |
|   | a | b | c | d | e | f | g | h |   |

Карлсен — Карякин

21 ноября

Дебют ферзевых пешек, система Цукерторта (D05)
[Event "1 партия"] [Site "Нью-Йорк"] [Date "21.11.2016"] [White "Магнус Карлсен"] [Black "Сергей Карякин"] 
[Result "0-1"] [ECO "D05"] [WhiteElo "2853"] [BlackElo "2772"] [PlyCount "104"] [EventDate "11.11.2016"] [Round "8"] [EventType "match"] [EventCountry "USA"] 1.d4 Nf6 2.Nf3 d5 3.e3 e6 4.Bd3 c5 5.b3 Be7 6.O-O O-O 7.Bb2 b6 8.dxc5 Bxc5 9.Nbd2 Bb7 10.Qe2 Nbd7 11.c4 dxc4 12.Nxc4 Qe7 13.a3 a5 14.Nd4 Rfd8 15.Rfd1 Rac8 16.Rac1 Nf8 17.Qe1 Ng6 18.Bf1 Ng4 19.Nb5 Bc6 20.a4 Bd5 21.Bd4 Bxc4 22.Rxc4 Bxd4 23.Rdxd4 Rxc4 24.bxc4 Nf6 25.Qd2 Rb8 26.g3 Ne5 27.Bg2 h6 28.f4 Ned7 29.Na7 Qa3 30.Nc6 Rf8 31.h3 Nc5 32.Kh2 Nxa4 33.Rd8 g6 34.Qd4 Kg7 35.c5 Rxd8 36.Nxd8 Nxc5 37.Qd6 Qd3 38.Nxe6+ fxe6 39.Qe7+ Kg8 40.Qxf6 a4 41.e4 Qd7 42.Qxg6+ Qg7 43.Qe8+ Qf8 44.Qc6 Qd8 45.f5 a3 46.fxe6 Kg7 47.e7 Qxe7 48.Qxb6 Nd3 49.Qa5 Qc5 50.Qa6 Ne5 51.Qe6 h5 52.h4 a2 0-1

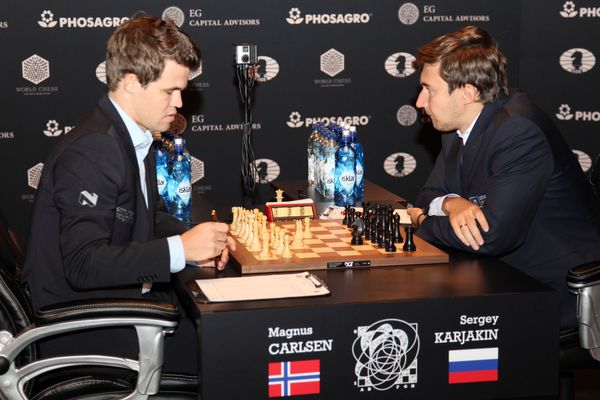
Карлсен — Карякин, 8-я партия

Как и в самой первой партии, чемпион мира начал игру ходом ферзевой пешки, однако на этот раз он отказался от атаки Тромповского в пользу другой достаточно редкой схемы — так называемой системы Цукерторта. На особый дебютный перевес белые тут не претендуют, а пытаются гармонично развить свои фигуры и выйти на длинную игру. Так развивалась поначалу и эта партия: в районе 15-го хода возникла позиция динамического равновесия: все фигуры оставались на доске, разменяны были только центральные пешки.
В дальнейшем Карлсен, добровольно пойдя на ухудшение своей пешечной структуры, пытался развивать давление в центре и на ферзевом фланге; Карякин же, наоборот, старался разменами упростить положение. В преддверии цейтнота чемпион мира отдал сопернику на растерзание свой ферзевый фланг и начал вторжение в лагерь чёрных, надеясь добраться до короля. Азартная игра на победу любой ценой привела к тому, что норвежский гроссмейстер некорректно пожертвовал вторую пешку. Однако Карякин, испытывая недостаток времени на обдумывание, избрал не сильнейшее продолжение; Карлсен разрушил пешечные укрепления вокруг чёрного короля и получил сильную контригру.
Когда первый контроль был пройден, чемпион мира мог аккуратной игрой форсировать ничью, но вместо этого он решил выиграть пешку и поискать шансы на победу. При этом, судя по всему, недооценил силу чёрной проходной пешки на линии «а»; кроме того, белый слон на g2 оказался очень пассивен. Карякин удачно перестроил свои силы, обезопасив своего короля, Карлсен же допустил ещё несколько неточностей, а в самой концовке партии и вовсе позволил чёрным сплести матовую сеть вокруг своего короля. На 53-м ходу чемпион мира признал своё поражение. Игра длилась более пяти часов.
Карлсен был оштрафован за отсутствие на пресс-конференции после партии, которую он проиграл: его приз должен был быть уменьшен на 10 %. Позже норвежец пожаловался на это решение, и апелляционный комитет принял решение удовлетворить жалобу и сократить штраф на 5 %, которые будут выплачены FIDE и компании Agon (каждой организации — по 2,5 %).
- Интервью с Сергеем Шиповым на Матч ТВ о восьмой партии
- Обзор Сергея Шипова восьмой партии

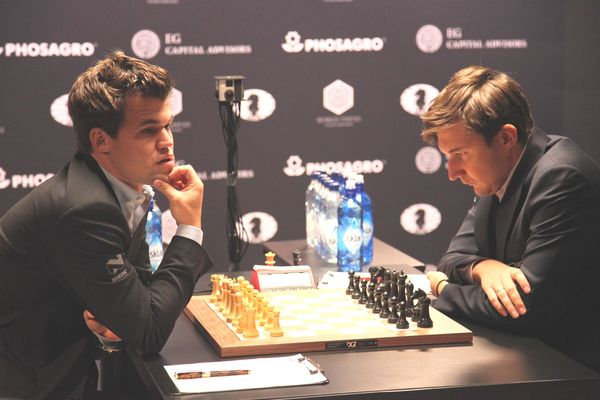
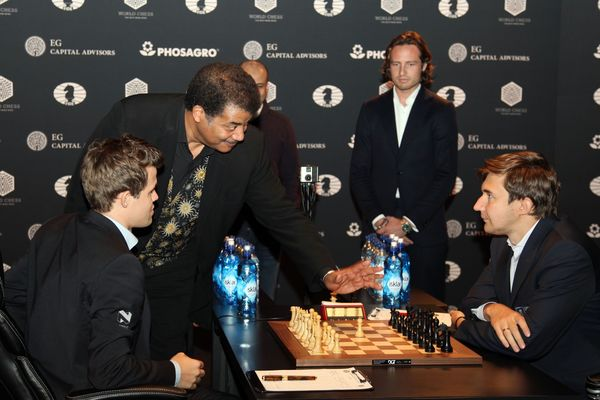
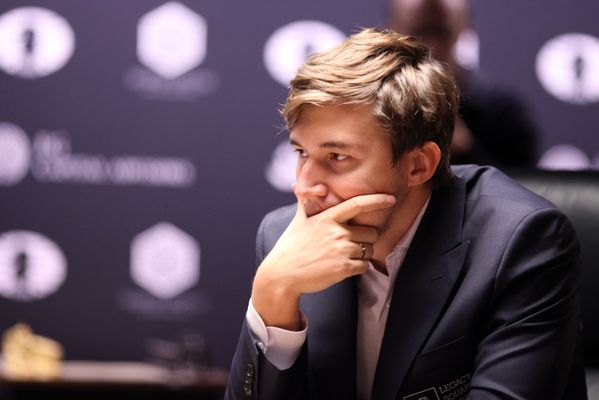
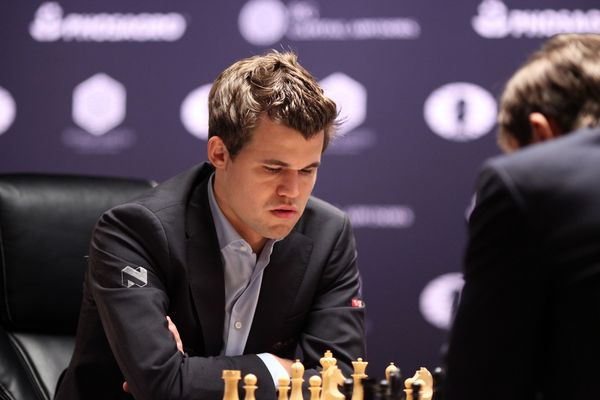
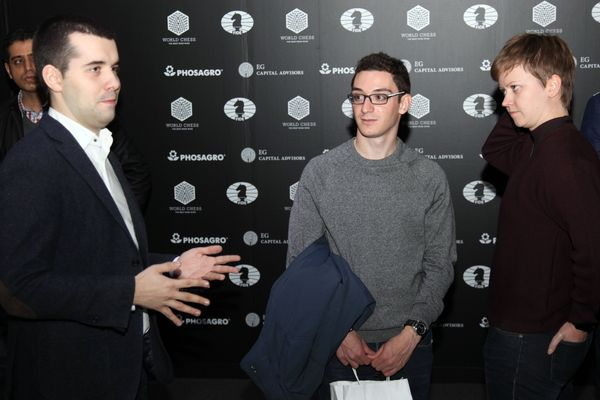
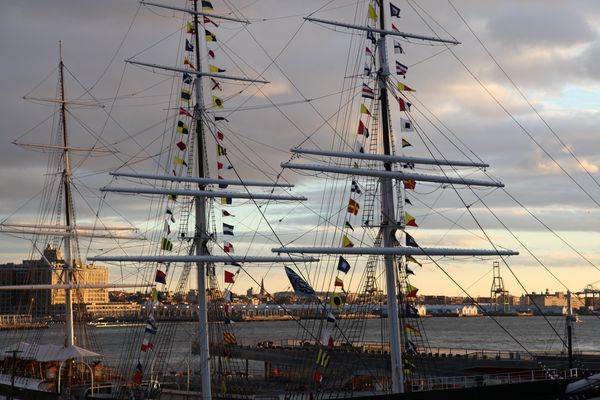
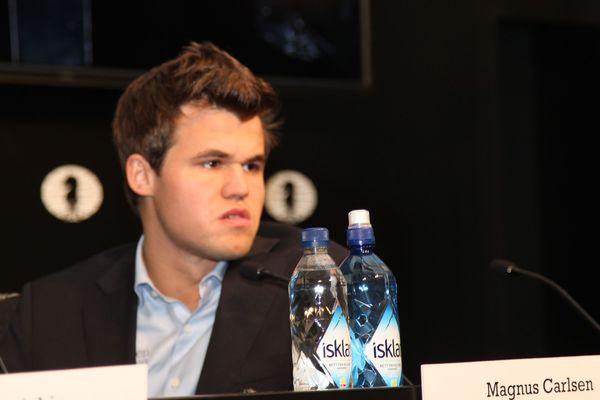
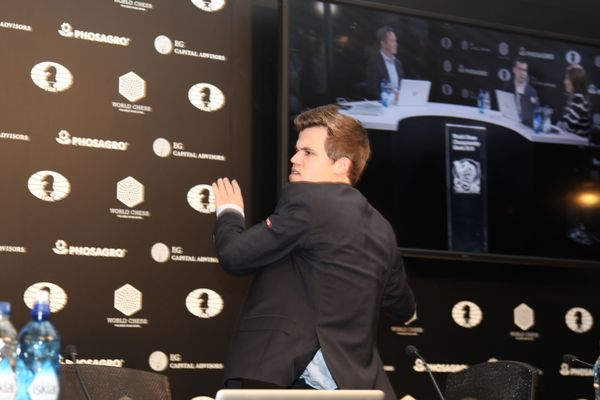
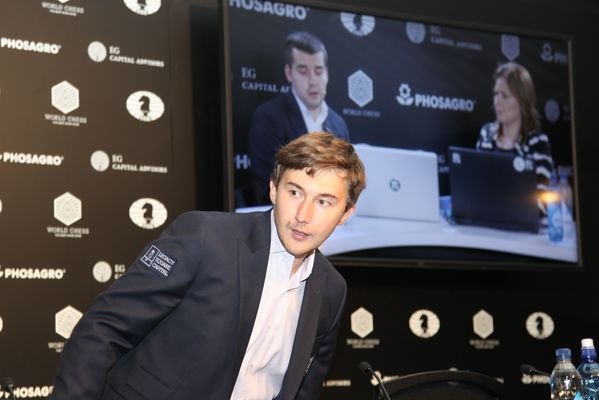
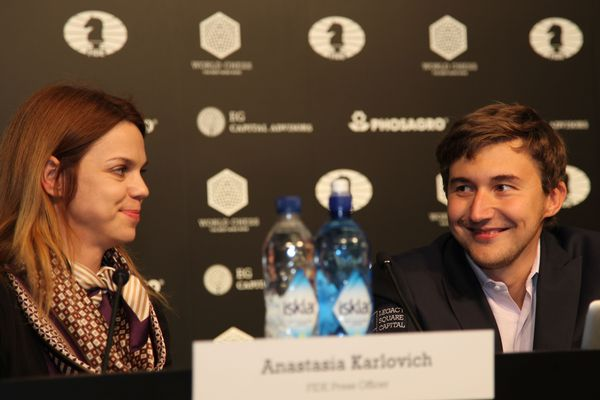
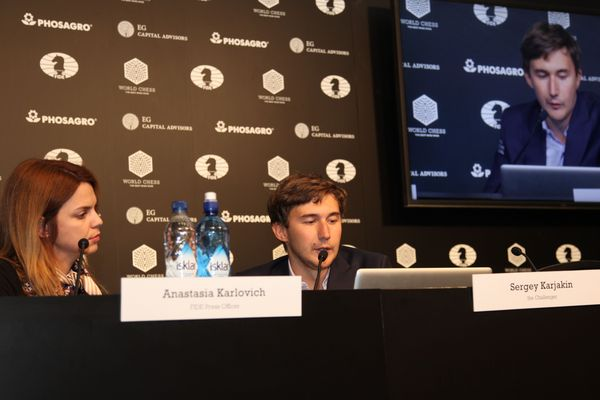

### Девятая партия
|   | a | b | c | d | e | f | g | h |   |
| - | --- | --- | --- | --- | --- | --- | --- | --- | - |
| 8 | g8 чёрный король · c7 чёрный слон · d7 чёрный ферзь · e7 чёрный конь · f7 чёрная пешка · h7 чёрная пешка · g6 чёрная пешка · c4 белый слон · d4 белая пешка · h4 белая ладья · d3 белый ферзь · f3 белая пешка · d2 белый слон · f2 белая пешка · g2 белый король · h2 белая пешка · a1 чёрная ладья | g8 чёрный король · c7 чёрный слон · d7 чёрный ферзь · e7 чёрный конь · f7 чёрная пешка · h7 чёрная пешка · g6 чёрная пешка · c4 белый слон · d4 белая пешка · h4 белая ладья · d3 белый ферзь · f3 белая пешка · d2 белый слон · f2 белая пешка · g2 белый король · h2 белая пешка · a1 чёрная ладья | g8 чёрный король · c7 чёрный слон · d7 чёрный ферзь · e7 чёрный конь · f7 чёрная пешка · h7 чёрная пешка · g6 чёрная пешка · c4 белый слон · d4 белая пешка · h4 белая ладья · d3 белый ферзь · f3 белая пешка · d2 белый слон · f2 белая пешка · g2 белый король · h2 белая пешка · a1 чёрная ладья | g8 чёрный король · c7 чёрный слон · d7 чёрный ферзь · e7 чёрный конь · f7 чёрная пешка · h7 чёрная пешка · g6 чёрная пешка · c4 белый слон · d4 белая пешка · h4 белая ладья · d3 белый ферзь · f3 белая пешка · d2 белый слон · f2 белая пешка · g2 белый король · h2 белая пешка · a1 чёрная ладья | g8 чёрный король · c7 чёрный слон · d7 чёрный ферзь · e7 чёрный конь · f7 чёрная пешка · h7 чёрная пешка · g6 чёрная пешка · c4 белый слон · d4 белая пешка · h4 белая ладья · d3 белый ферзь · f3 белая пешка · d2 белый слон · f2 белая пешка · g2 белый король · h2 белая пешка · a1 чёрная ладья | g8 чёрный король · c7 чёрный слон · d7 чёрный ферзь · e7 чёрный конь · f7 чёрная пешка · h7 чёрная пешка · g6 чёрная пешка · c4 белый слон · d4 белая пешка · h4 белая ладья · d3 белый ферзь · f3 белая пешка · d2 белый слон · f2 белая пешка · g2 белый король · h2 белая пешка · a1 чёрная ладья | g8 чёрный король · c7 чёрный слон · d7 чёрный ферзь · e7 чёрный конь · f7 чёрная пешка · h7 чёрная пешка · g6 чёрная пешка · c4 белый слон · d4 белая пешка · h4 белая ладья · d3 белый ферзь · f3 белая пешка · d2 белый слон · f2 белая пешка · g2 белый король · h2 белая пешка · a1 чёрная ладья | g8 чёрный король · c7 чёрный слон · d7 чёрный ферзь · e7 чёрный конь · f7 чёрная пешка · h7 чёрная пешка · g6 чёрная пешка · c4 белый слон · d4 белая пешка · h4 белая ладья · d3 белый ферзь · f3 белая пешка · d2 белый слон · f2 белая пешка · g2 белый король · h2 белая пешка · a1 чёрная ладья | 8 |
| 7 | g8 чёрный король · c7 чёрный слон · d7 чёрный ферзь · e7 чёрный конь · f7 чёрная пешка · h7 чёрная пешка · g6 чёрная пешка · c4 белый слон · d4 белая пешка · h4 белая ладья · d3 белый ферзь · f3 белая пешка · d2 белый слон · f2 белая пешка · g2 белый король · h2 белая пешка · a1 чёрная ладья | g8 чёрный король · c7 чёрный слон · d7 чёрный ферзь · e7 чёрный конь · f7 чёрная пешка · h7 чёрная пешка · g6 чёрная пешка · c4 белый слон · d4 белая пешка · h4 белая ладья · d3 белый ферзь · f3 белая пешка · d2 белый слон · f2 белая пешка · g2 белый король · h2 белая пешка · a1 чёрная ладья | g8 чёрный король · c7 чёрный слон · d7 чёрный ферзь · e7 чёрный конь · f7 чёрная пешка · h7 чёрная пешка · g6 чёрная пешка · c4 белый слон · d4 белая пешка · h4 белая ладья · d3 белый ферзь · f3 белая пешка · d2 белый слон · f2 белая пешка · g2 белый король · h2 белая пешка · a1 чёрная ладья | g8 чёрный король · c7 чёрный слон · d7 чёрный ферзь · e7 чёрный конь · f7 чёрная пешка · h7 чёрная пешка · g6 чёрная пешка · c4 белый слон · d4 белая пешка · h4 белая ладья · d3 белый ферзь · f3 белая пешка · d2 белый слон · f2 белая пешка · g2 белый король · h2 белая пешка · a1 чёрная ладья | g8 чёрный король · c7 чёрный слон · d7 чёрный ферзь · e7 чёрный конь · f7 чёрная пешка · h7 чёрная пешка · g6 чёрная пешка · c4 белый слон · d4 белая пешка · h4 белая ладья · d3 белый ферзь · f3 белая пешка · d2 белый слон · f2 белая пешка · g2 белый король · h2 белая пешка · a1 чёрная ладья | g8 чёрный король · c7 чёрный слон · d7 чёрный ферзь · e7 чёрный конь · f7 чёрная пешка · h7 чёрная пешка · g6 чёрная пешка · c4 белый слон · d4 белая пешка · h4 белая ладья · d3 белый ферзь · f3 белая пешка · d2 белый слон · f2 белая пешка · g2 белый король · h2 белая пешка · a1 чёрная ладья | g8 чёрный король · c7 чёрный слон · d7 чёрный ферзь · e7 чёрный конь · f7 чёрная пешка · h7 чёрная пешка · g6 чёрная пешка · c4 белый слон · d4 белая пешка · h4 белая ладья · d3 белый ферзь · f3 белая пешка · d2 белый слон · f2 белая пешка · g2 белый король · h2 белая пешка · a1 чёрная ладья | g8 чёрный король · c7 чёрный слон · d7 чёрный ферзь · e7 чёрный конь · f7 чёрная пешка · h7 чёрная пешка · g6 чёрная пешка · c4 белый слон · d4 белая пешка · h4 белая ладья · d3 белый ферзь · f3 белая пешка · d2 белый слон · f2 белая пешка · g2 белый король · h2 белая пешка · a1 чёрная ладья | 7 |
| 6 | g8 чёрный король · c7 чёрный слон · d7 чёрный ферзь · e7 чёрный конь · f7 чёрная пешка · h7 чёрная пешка · g6 чёрная пешка · c4 белый слон · d4 белая пешка · h4 белая ладья · d3 белый ферзь · f3 белая пешка · d2 белый слон · f2 белая пешка · g2 белый король · h2 белая пешка · a1 чёрная ладья | g8 чёрный король · c7 чёрный слон · d7 чёрный ферзь · e7 чёрный конь · f7 чёрная пешка · h7 чёрная пешка · g6 чёрная пешка · c4 белый слон · d4 белая пешка · h4 белая ладья · d3 белый ферзь · f3 белая пешка · d2 белый слон · f2 белая пешка · g2 белый король · h2 белая пешка · a1 чёрная ладья | g8 чёрный король · c7 чёрный слон · d7 чёрный ферзь · e7 чёрный конь · f7 чёрная пешка · h7 чёрная пешка · g6 чёрная пешка · c4 белый слон · d4 белая пешка · h4 белая ладья · d3 белый ферзь · f3 белая пешка · d2 белый слон · f2 белая пешка · g2 белый король · h2 белая пешка · a1 чёрная ладья | g8 чёрный король · c7 чёрный слон · d7 чёрный ферзь · e7 чёрный конь · f7 чёрная пешка · h7 чёрная пешка · g6 чёрная пешка · c4 белый слон · d4 белая пешка · h4 белая ладья · d3 белый ферзь · f3 белая пешка · d2 белый слон · f2 белая пешка · g2 белый король · h2 белая пешка · a1 чёрная ладья | g8 чёрный король · c7 чёрный слон · d7 чёрный ферзь · e7 чёрный конь · f7 чёрная пешка · h7 чёрная пешка · g6 чёрная пешка · c4 белый слон · d4 белая пешка · h4 белая ладья · d3 белый ферзь · f3 белая пешка · d2 белый слон · f2 белая пешка · g2 белый король · h2 белая пешка · a1 чёрная ладья | g8 чёрный король · c7 чёрный слон · d7 чёрный ферзь · e7 чёрный конь · f7 чёрная пешка · h7 чёрная пешка · g6 чёрная пешка · c4 белый слон · d4 белая пешка · h4 белая ладья · d3 белый ферзь · f3 белая пешка · d2 белый слон · f2 белая пешка · g2 белый король · h2 белая пешка · a1 чёрная ладья | g8 чёрный король · c7 чёрный слон · d7 чёрный ферзь · e7 чёрный конь · f7 чёрная пешка · h7 чёрная пешка · g6 чёрная пешка · c4 белый слон · d4 белая пешка · h4 белая ладья · d3 белый ферзь · f3 белая пешка · d2 белый слон · f2 белая пешка · g2 белый король · h2 белая пешка · a1 чёрная ладья | g8 чёрный король · c7 чёрный слон · d7 чёрный ферзь · e7 чёрный конь · f7 чёрная пешка · h7 чёрная пешка · g6 чёрная пешка · c4 белый слон · d4 белая пешка · h4 белая ладья · d3 белый ферзь · f3 белая пешка · d2 белый слон · f2 белая пешка · g2 белый король · h2 белая пешка · a1 чёрная ладья | 6 |
| 5 | g8 чёрный король · c7 чёрный слон · d7 чёрный ферзь · e7 чёрный конь · f7 чёрная пешка · h7 чёрная пешка · g6 чёрная пешка · c4 белый слон · d4 белая пешка · h4 белая ладья · d3 белый ферзь · f3 белая пешка · d2 белый слон · f2 белая пешка · g2 белый король · h2 белая пешка · a1 чёрная ладья | g8 чёрный король · c7 чёрный слон · d7 чёрный ферзь · e7 чёрный конь · f7 чёрная пешка · h7 чёрная пешка · g6 чёрная пешка · c4 белый слон · d4 белая пешка · h4 белая ладья · d3 белый ферзь · f3 белая пешка · d2 белый слон · f2 белая пешка · g2 белый король · h2 белая пешка · a1 чёрная ладья | g8 чёрный король · c7 чёрный слон · d7 чёрный ферзь · e7 чёрный конь · f7 чёрная пешка · h7 чёрная пешка · g6 чёрная пешка · c4 белый слон · d4 белая пешка · h4 белая ладья · d3 белый ферзь · f3 белая пешка · d2 белый слон · f2 белая пешка · g2 белый король · h2 белая пешка · a1 чёрная ладья | g8 чёрный король · c7 чёрный слон · d7 чёрный ферзь · e7 чёрный конь · f7 чёрная пешка · h7 чёрная пешка · g6 чёрная пешка · c4 белый слон · d4 белая пешка · h4 белая ладья · d3 белый ферзь · f3 белая пешка · d2 белый слон · f2 белая пешка · g2 белый король · h2 белая пешка · a1 чёрная ладья | g8 чёрный король · c7 чёрный слон · d7 чёрный ферзь · e7 чёрный конь · f7 чёрная пешка · h7 чёрная пешка · g6 чёрная пешка · c4 белый слон · d4 белая пешка · h4 белая ладья · d3 белый ферзь · f3 белая пешка · d2 белый слон · f2 белая пешка · g2 белый король · h2 белая пешка · a1 чёрная ладья | g8 чёрный король · c7 чёрный слон · d7 чёрный ферзь · e7 чёрный конь · f7 чёрная пешка · h7 чёрная пешка · g6 чёрная пешка · c4 белый слон · d4 белая пешка · h4 белая ладья · d3 белый ферзь · f3 белая пешка · d2 белый слон · f2 белая пешка · g2 белый король · h2 белая пешка · a1 чёрная ладья | g8 чёрный король · c7 чёрный слон · d7 чёрный ферзь · e7 чёрный конь · f7 чёрная пешка · h7 чёрная пешка · g6 чёрная пешка · c4 белый слон · d4 белая пешка · h4 белая ладья · d3 белый ферзь · f3 белая пешка · d2 белый слон · f2 белая пешка · g2 белый король · h2 белая пешка · a1 чёрная ладья | g8 чёрный король · c7 чёрный слон · d7 чёрный ферзь · e7 чёрный конь · f7 чёрная пешка · h7 чёрная пешка · g6 чёрная пешка · c4 белый слон · d4 белая пешка · h4 белая ладья · d3 белый ферзь · f3 белая пешка · d2 белый слон · f2 белая пешка · g2 белый король · h2 белая пешка · a1 чёрная ладья | 5 |
| 4 | g8 чёрный король · c7 чёрный слон · d7 чёрный ферзь · e7 чёрный конь · f7 чёрная пешка · h7 чёрная пешка · g6 чёрная пешка · c4 белый слон · d4 белая пешка · h4 белая ладья · d3 белый ферзь · f3 белая пешка · d2 белый слон · f2 белая пешка · g2 белый король · h2 белая пешка · a1 чёрная ладья | g8 чёрный король · c7 чёрный слон · d7 чёрный ферзь · e7 чёрный конь · f7 чёрная пешка · h7 чёрная пешка · g6 чёрная пешка · c4 белый слон · d4 белая пешка · h4 белая ладья · d3 белый ферзь · f3 белая пешка · d2 белый слон · f2 белая пешка · g2 белый король · h2 белая пешка · a1 чёрная ладья | g8 чёрный король · c7 чёрный слон · d7 чёрный ферзь · e7 чёрный конь · f7 чёрная пешка · h7 чёрная пешка · g6 чёрная пешка · c4 белый слон · d4 белая пешка · h4 белая ладья · d3 белый ферзь · f3 белая пешка · d2 белый слон · f2 белая пешка · g2 белый король · h2 белая пешка · a1 чёрная ладья | g8 чёрный король · c7 чёрный слон · d7 чёрный ферзь · e7 чёрный конь · f7 чёрная пешка · h7 чёрная пешка · g6 чёрная пешка · c4 белый слон · d4 белая пешка · h4 белая ладья · d3 белый ферзь · f3 белая пешка · d2 белый слон · f2 белая пешка · g2 белый король · h2 белая пешка · a1 чёрная ладья | g8 чёрный король · c7 чёрный слон · d7 чёрный ферзь · e7 чёрный конь · f7 чёрная пешка · h7 чёрная пешка · g6 чёрная пешка · c4 белый слон · d4 белая пешка · h4 белая ладья · d3 белый ферзь · f3 белая пешка · d2 белый слон · f2 белая пешка · g2 белый король · h2 белая пешка · a1 чёрная ладья | g8 чёрный король · c7 чёрный слон · d7 чёрный ферзь · e7 чёрный конь · f7 чёрная пешка · h7 чёрная пешка · g6 чёрная пешка · c4 белый слон · d4 белая пешка · h4 белая ладья · d3 белый ферзь · f3 белая пешка · d2 белый слон · f2 белая пешка · g2 белый король · h2 белая пешка · a1 чёрная ладья | g8 чёрный король · c7 чёрный слон · d7 чёрный ферзь · e7 чёрный конь · f7 чёрная пешка · h7 чёрная пешка · g6 чёрная пешка · c4 белый слон · d4 белая пешка · h4 белая ладья · d3 белый ферзь · f3 белая пешка · d2 белый слон · f2 белая пешка · g2 белый король · h2 белая пешка · a1 чёрная ладья | g8 чёрный король · c7 чёрный слон · d7 чёрный ферзь · e7 чёрный конь · f7 чёрная пешка · h7 чёрная пешка · g6 чёрная пешка · c4 белый слон · d4 белая пешка · h4 белая ладья · d3 белый ферзь · f3 белая пешка · d2 белый слон · f2 белая пешка · g2 белый король · h2 белая пешка · a1 чёрная ладья | 4 |
| 3 | g8 чёрный король · c7 чёрный слон · d7 чёрный ферзь · e7 чёрный конь · f7 чёрная пешка · h7 чёрная пешка · g6 чёрная пешка · c4 белый слон · d4 белая пешка · h4 белая ладья · d3 белый ферзь · f3 белая пешка · d2 белый слон · f2 белая пешка · g2 белый король · h2 белая пешка · a1 чёрная ладья | g8 чёрный король · c7 чёрный слон · d7 чёрный ферзь · e7 чёрный конь · f7 чёрная пешка · h7 чёрная пешка · g6 чёрная пешка · c4 белый слон · d4 белая пешка · h4 белая ладья · d3 белый ферзь · f3 белая пешка · d2 белый слон · f2 белая пешка · g2 белый король · h2 белая пешка · a1 чёрная ладья | g8 чёрный король · c7 чёрный слон · d7 чёрный ферзь · e7 чёрный конь · f7 чёрная пешка · h7 чёрная пешка · g6 чёрная пешка · c4 белый слон · d4 белая пешка · h4 белая ладья · d3 белый ферзь · f3 белая пешка · d2 белый слон · f2 белая пешка · g2 белый король · h2 белая пешка · a1 чёрная ладья | g8 чёрный король · c7 чёрный слон · d7 чёрный ферзь · e7 чёрный конь · f7 чёрная пешка · h7 чёрная пешка · g6 чёрная пешка · c4 белый слон · d4 белая пешка · h4 белая ладья · d3 белый ферзь · f3 белая пешка · d2 белый слон · f2 белая пешка · g2 белый король · h2 белая пешка · a1 чёрная ладья | g8 чёрный король · c7 чёрный слон · d7 чёрный ферзь · e7 чёрный конь · f7 чёрная пешка · h7 чёрная пешка · g6 чёрная пешка · c4 белый слон · d4 белая пешка · h4 белая ладья · d3 белый ферзь · f3 белая пешка · d2 белый слон · f2 белая пешка · g2 белый король · h2 белая пешка · a1 чёрная ладья | g8 чёрный король · c7 чёрный слон · d7 чёрный ферзь · e7 чёрный конь · f7 чёрная пешка · h7 чёрная пешка · g6 чёрная пешка · c4 белый слон · d4 белая пешка · h4 белая ладья · d3 белый ферзь · f3 белая пешка · d2 белый слон · f2 белая пешка · g2 белый король · h2 белая пешка · a1 чёрная ладья | g8 чёрный король · c7 чёрный слон · d7 чёрный ферзь · e7 чёрный конь · f7 чёрная пешка · h7 чёрная пешка · g6 чёрная пешка · c4 белый слон · d4 белая пешка · h4 белая ладья · d3 белый ферзь · f3 белая пешка · d2 белый слон · f2 белая пешка · g2 белый король · h2 белая пешка · a1 чёрная ладья | g8 чёрный король · c7 чёрный слон · d7 чёрный ферзь · e7 чёрный конь · f7 чёрная пешка · h7 чёрная пешка · g6 чёрная пешка · c4 белый слон · d4 белая пешка · h4 белая ладья · d3 белый ферзь · f3 белая пешка · d2 белый слон · f2 белая пешка · g2 белый король · h2 белая пешка · a1 чёрная ладья | 3 |
| 2 | g8 чёрный король · c7 чёрный слон · d7 чёрный ферзь · e7 чёрный конь · f7 чёрная пешка · h7 чёрная пешка · g6 чёрная пешка · c4 белый слон · d4 белая пешка · h4 белая ладья · d3 белый ферзь · f3 белая пешка · d2 белый слон · f2 белая пешка · g2 белый король · h2 белая пешка · a1 чёрная ладья | g8 чёрный король · c7 чёрный слон · d7 чёрный ферзь · e7 чёрный конь · f7 чёрная пешка · h7 чёрная пешка · g6 чёрная пешка · c4 белый слон · d4 белая пешка · h4 белая ладья · d3 белый ферзь · f3 белая пешка · d2 белый слон · f2 белая пешка · g2 белый король · h2 белая пешка · a1 чёрная ладья | g8 чёрный король · c7 чёрный слон · d7 чёрный ферзь · e7 чёрный конь · f7 чёрная пешка · h7 чёрная пешка · g6 чёрная пешка · c4 белый слон · d4 белая пешка · h4 белая ладья · d3 белый ферзь · f3 белая пешка · d2 белый слон · f2 белая пешка · g2 белый король · h2 белая пешка · a1 чёрная ладья | g8 чёрный король · c7 чёрный слон · d7 чёрный ферзь · e7 чёрный конь · f7 чёрная пешка · h7 чёрная пешка · g6 чёрная пешка · c4 белый слон · d4 белая пешка · h4 белая ладья · d3 белый ферзь · f3 белая пешка · d2 белый слон · f2 белая пешка · g2 белый король · h2 белая пешка · a1 чёрная ладья | g8 чёрный король · c7 чёрный слон · d7 чёрный ферзь · e7 чёрный конь · f7 чёрная пешка · h7 чёрная пешка · g6 чёрная пешка · c4 белый слон · d4 белая пешка · h4 белая ладья · d3 белый ферзь · f3 белая пешка · d2 белый слон · f2 белая пешка · g2 белый король · h2 белая пешка · a1 чёрная ладья | g8 чёрный король · c7 чёрный слон · d7 чёрный ферзь · e7 чёрный конь · f7 чёрная пешка · h7 чёрная пешка · g6 чёрная пешка · c4 белый слон · d4 белая пешка · h4 белая ладья · d3 белый ферзь · f3 белая пешка · d2 белый слон · f2 белая пешка · g2 белый король · h2 белая пешка · a1 чёрная ладья | g8 чёрный король · c7 чёрный слон · d7 чёрный ферзь · e7 чёрный конь · f7 чёрная пешка · h7 чёрная пешка · g6 чёрная пешка · c4 белый слон · d4 белая пешка · h4 белая ладья · d3 белый ферзь · f3 белая пешка · d2 белый слон · f2 белая пешка · g2 белый король · h2 белая пешка · a1 чёрная ладья | g8 чёрный король · c7 чёрный слон · d7 чёрный ферзь · e7 чёрный конь · f7 чёрная пешка · h7 чёрная пешка · g6 чёрная пешка · c4 белый слон · d4 белая пешка · h4 белая ладья · d3 белый ферзь · f3 белая пешка · d2 белый слон · f2 белая пешка · g2 белый король · h2 белая пешка · a1 чёрная ладья | 2 |
| 1 | g8 чёрный король · c7 чёрный слон · d7 чёрный ферзь · e7 чёрный конь · f7 чёрная пешка · h7 чёрная пешка · g6 чёрная пешка · c4 белый слон · d4 белая пешка · h4 белая ладья · d3 белый ферзь · f3 белая пешка · d2 белый слон · f2 белая пешка · g2 белый король · h2 белая пешка · a1 чёрная ладья | g8 чёрный король · c7 чёрный слон · d7 чёрный ферзь · e7 чёрный конь · f7 чёрная пешка · h7 чёрная пешка · g6 чёрная пешка · c4 белый слон · d4 белая пешка · h4 белая ладья · d3 белый ферзь · f3 белая пешка · d2 белый слон · f2 белая пешка · g2 белый король · h2 белая пешка · a1 чёрная ладья | g8 чёрный король · c7 чёрный слон · d7 чёрный ферзь · e7 чёрный конь · f7 чёрная пешка · h7 чёрная пешка · g6 чёрная пешка · c4 белый слон · d4 белая пешка · h4 белая ладья · d3 белый ферзь · f3 белая пешка · d2 белый слон · f2 белая пешка · g2 белый король · h2 белая пешка · a1 чёрная ладья | g8 чёрный король · c7 чёрный слон · d7 чёрный ферзь · e7 чёрный конь · f7 чёрная пешка · h7 чёрная пешка · g6 чёрная пешка · c4 белый слон · d4 белая пешка · h4 белая ладья · d3 белый ферзь · f3 белая пешка · d2 белый слон · f2 белая пешка · g2 белый король · h2 белая пешка · a1 чёрная ладья | g8 чёрный король · c7 чёрный слон · d7 чёрный ферзь · e7 чёрный конь · f7 чёрная пешка · h7 чёрная пешка · g6 чёрная пешка · c4 белый слон · d4 белая пешка · h4 белая ладья · d3 белый ферзь · f3 белая пешка · d2 белый слон · f2 белая пешка · g2 белый король · h2 белая пешка · a1 чёрная ладья | g8 чёрный король · c7 чёрный слон · d7 чёрный ферзь · e7 чёрный конь · f7 чёрная пешка · h7 чёрная пешка · g6 чёрная пешка · c4 белый слон · d4 белая пешка · h4 белая ладья · d3 белый ферзь · f3 белая пешка · d2 белый слон · f2 белая пешка · g2 белый король · h2 белая пешка · a1 чёрная ладья | g8 чёрный король · c7 чёрный слон · d7 чёрный ферзь · e7 чёрный конь · f7 чёрная пешка · h7 чёрная пешка · g6 чёрная пешка · c4 белый слон · d4 белая пешка · h4 белая ладья · d3 белый ферзь · f3 белая пешка · d2 белый слон · f2 белая пешка · g2 белый король · h2 белая пешка · a1 чёрная ладья | g8 чёрный король · c7 чёрный слон · d7 чёрный ферзь · e7 чёрный конь · f7 чёрная пешка · h7 чёрная пешка · g6 чёрная пешка · c4 белый слон · d4 белая пешка · h4 белая ладья · d3 белый ферзь · f3 белая пешка · d2 белый слон · f2 белая пешка · g2 белый король · h2 белая пешка · a1 чёрная ладья | 1 |
|   | a | b | c | d | e | f | g | h |   |

Карякин — Карлсен

Первый ход в партии сделал Сергей Карякин.

23 ноября

Испанская партия (C78)
[Event "9 партия"] [Site "Нью-Йорк"] [Date "23.11.2016"] [White "Сергей Карякин"] [Black "Магнус Карлсен"] 
[Result "1/2-1/2"] [ECO "C78"] [WhiteElo "2853"] [BlackElo "2772"] [PlyCount "148"] [EventDate "11.11.2016"] [Round "9"] [EventType "match"] [EventCountry "USA"] 1.e4 e5 2.Nf3 Nc6 3.Bb5 a6 4.Ba4 Nf6 5.O-O b5 6.Bb3 Bc5 7.a4 Rb8 8.c3 d6 9.d4 Bb6 10.axb5 axb5 11.Na3 O-O 12.Nxb5 Bg4
13.Bc2 exd4 14.Nbxd4 Nxd4 15.cxd4 Bxf3 16.gxf3 Nh5 17.Kh1 Qf6 18.Be3 c5 19.e5 Qe6 20.exd6 c4 21.b3 cxb3 22.Bxb3 Qxd6 23.Ra6 Rfd8 24.Rg1 Qd7 25.Rg4 Nf6 26.Rh4 Qb5 27.Ra1 g6 28.Rb1 Qd7 29.Qd3 Nd5 30.Rg1 Bc7 31.Bg5 Re8 32.Qc4 Rb5 33.Qc2 Ra8 34.Bc4 Rba5 35.Bd2 Ra4 36.Qd3 Ra1 37.Rxa1 Rxa1+ 38.Kg2 Ne7 39.Bxf7+ Kxf7 40.Qc4+ Kg7 41.d5 Nf5 42.Bc3+ Kf8 43.Bxa1 Nxh4+ 44.Qxh4 Qxd5 45.Qf6+ Qf7 46.Qd4 Ke8 47.Qe4+ Qe7 48.Qd5 Bd8 49.Kf1 Qf7 50.Qe4+ Qe7 51.Be5 Qe6 52.Kg2 Be7 53.Qa8+ Kf7 54.Qh8 h5 55.Qg7+ Ke8 56.Bf4 Qf7 57.Qh8+ Qf8 58.Qd4 Qf5 59.Qc4 Kd7 60.Bd2 Qe6 61.Qa4+ Qc6 62.Qa7+ Qc7 63.Qa2 Qd6 64.Be3 Qe6 65.Qa7+ Ke8 66.Bc5 Bd8 67.h3 Qd5 68.Be3 Be7 69.Qb8+ Kf7 70.Qh8 Qe6 71.Bf4 Qf6 72.Qb8 Qe6 73.Qb7 Kg8 74.Qb5 Bf6 1/2-1/2
В девятой партии белыми фигурами играл претендент, и он вернулся к своему любимому ходу 1.e2-e4. Чемпион остался верен испанской партии, но всё же первым свернул в сторону, избрав на этот раз архангельский вариант. Эта дебютная система, некогда считавшаяся обоюдоострой, в наши дни очень глубоко изучена; неудивительно поэтому, что соперники играли поначалу достаточно быстро.
Вскоре на доске возникла типичная для данного варианта позиция: у белых была лишняя пешка и преимущество двух слонов, но при разрушенной пешечной структуре, благодаря чему шансы чёрных на ничью оценивались очень высоко. Началась тонкая маневренная борьба, во время которой гроссмейстеры стремились максимально улучшить положение своих фигур и нарушить гармонию в расположении сил противника. Карлсен попал в цейтнот и на 38-м ходу опрометчиво увёл своего коня из центра, предоставив Карякину выбор из нескольких атакующих возможностей. После серьёзного обдумывания Сергей избрал самый солидный путь, при котором для белых исключался риск поражения. Возможно, перспективнее был другой путь, где белые выигрывали вторую пешку, но позволяли сопернику развить опасную контригру.
Вскоре после прохождения контроля на доске возникло ферзево-слоновое окончание с лишней пешкой у белых. Через некоторое время выяснилось, что белым невыгодно менять ферзей — в этом случае позицию чёрных не пробить, а разменять слонов никак не получается. Почти три десятка ходов Сергей Карякин пытался добиться прогресса, но Магнус Карлсен был аккуратен в защите — ничья
- Интервью с Сергеем Шиповым на Матч ТВ о девятой партии
- Обзор Сергея Шипова девятой партии

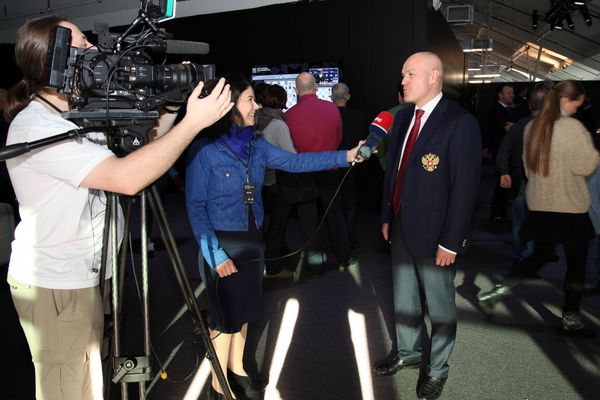
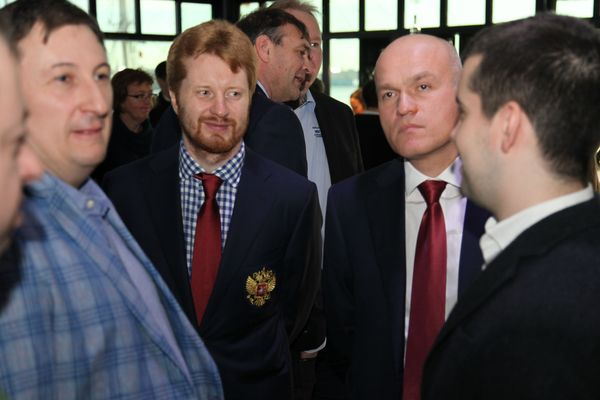
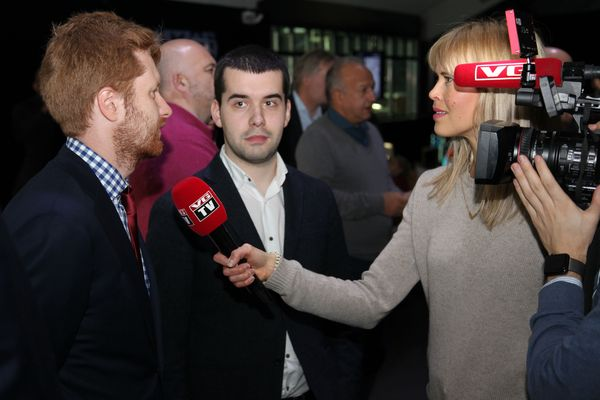
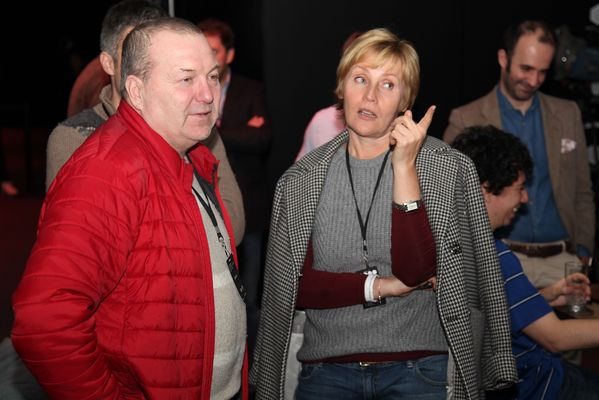
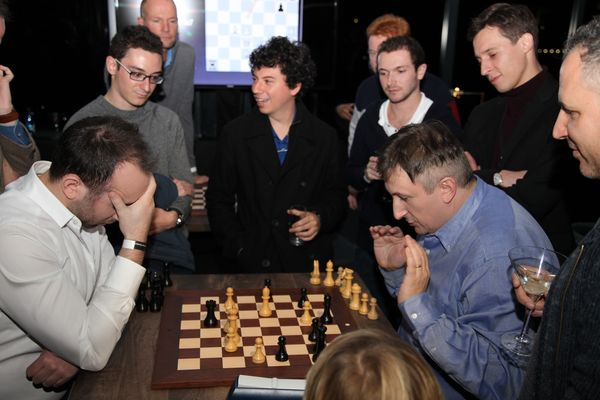
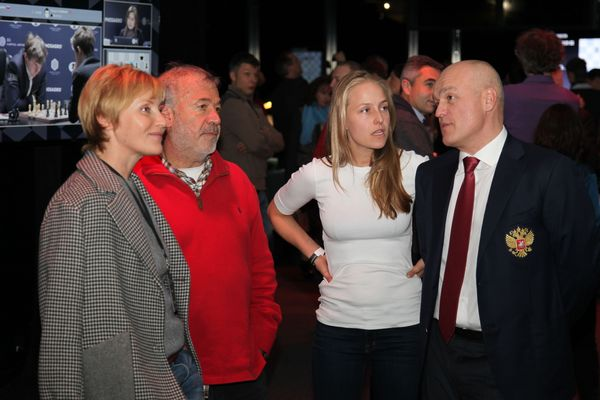
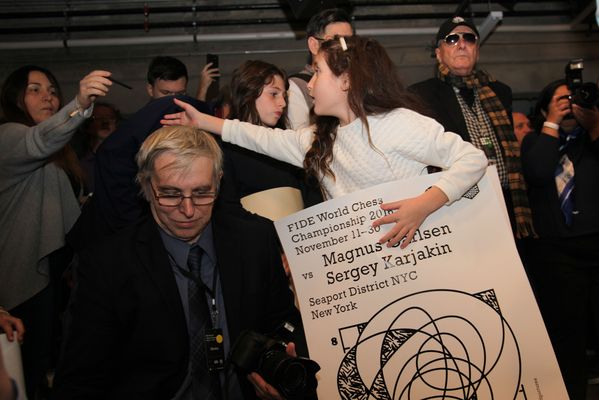
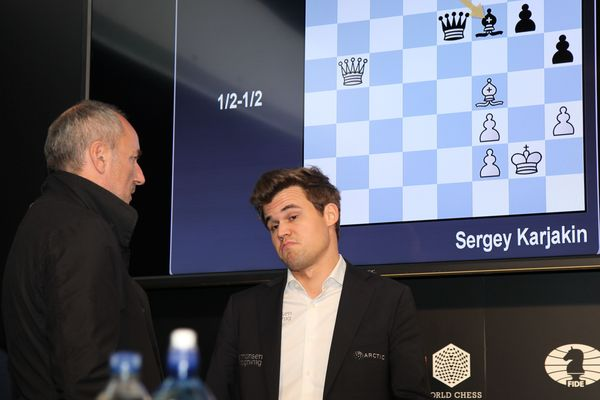
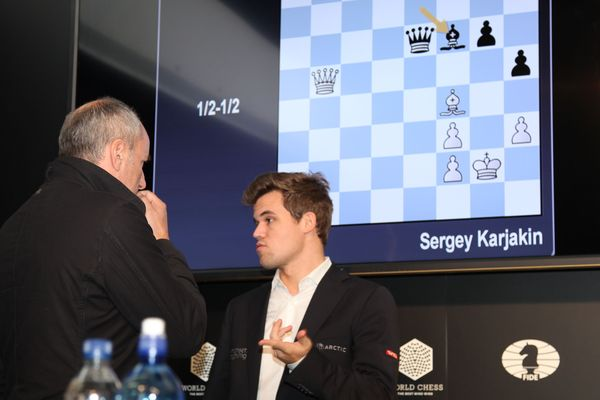
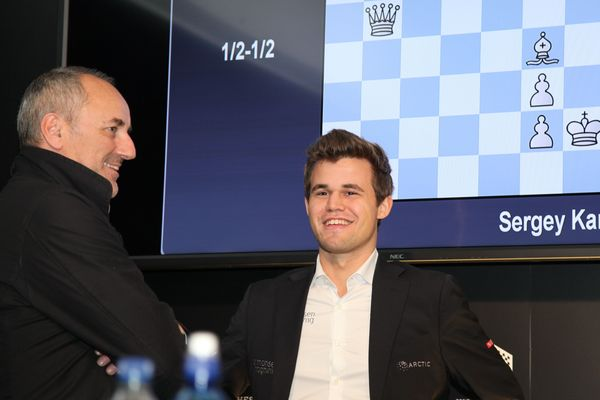
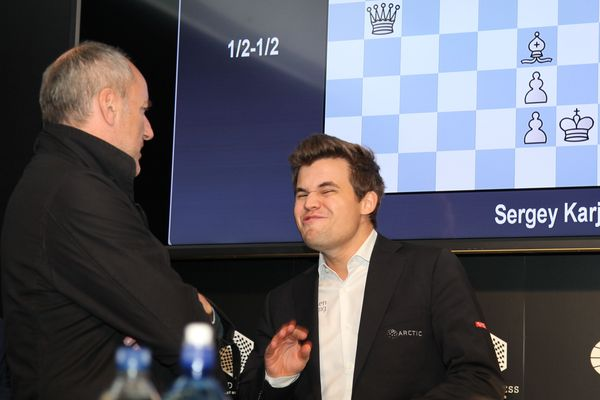
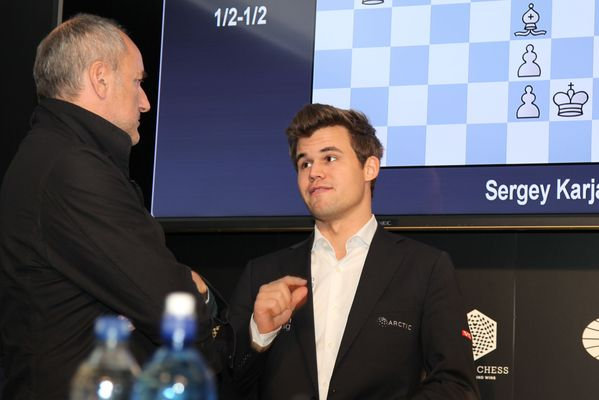
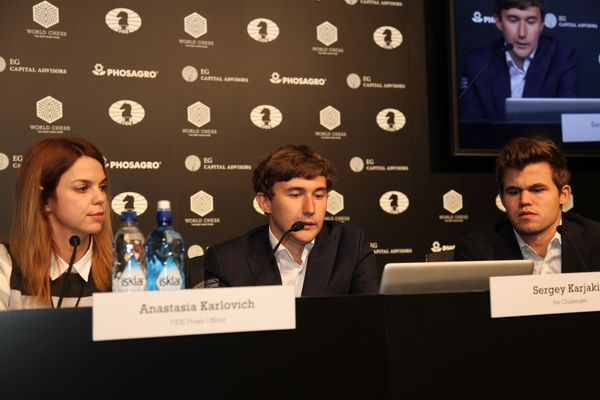
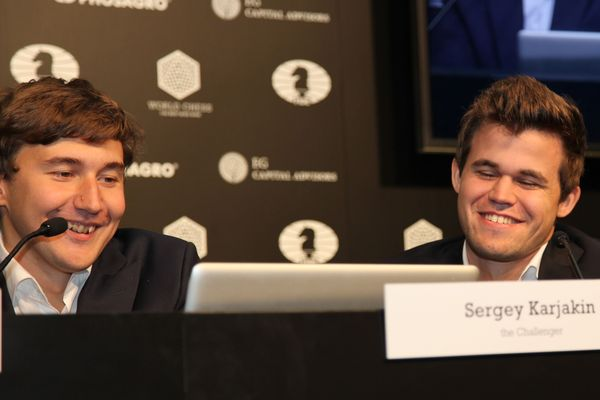
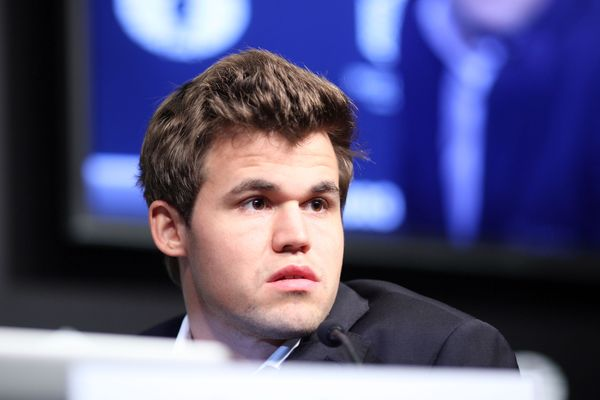
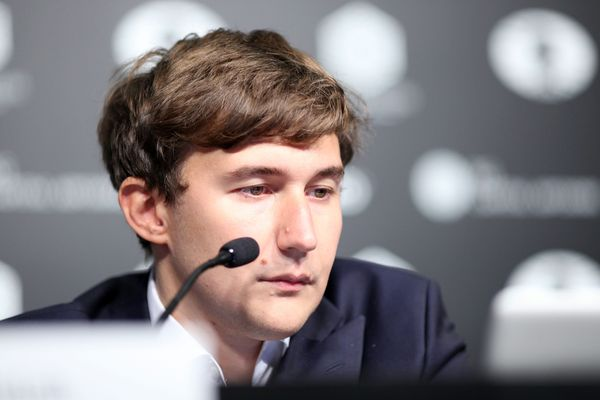

### Десятая партия
|   | a | b | c | d | e | f | g | h |   |
| - | --- | --- | --- | --- | --- | --- | --- | --- | - |
| 8 | h8 чёрная ладья · a7 чёрный король · b7 чёрная пешка · e7 чёрная ладья · c6 чёрная пешка · e6 чёрная пешка · g6 чёрная пешка · a5 белая пешка · c5 белый конь · d5 чёрная пешка · e5 белая пешка · f5 чёрный конь · h5 чёрная пешка · b4 белая пешка · d3 белая ладья · f3 белая пешка · g3 белая пешка · h3 белый король · b1 белая ладья | h8 чёрная ладья · a7 чёрный король · b7 чёрная пешка · e7 чёрная ладья · c6 чёрная пешка · e6 чёрная пешка · g6 чёрная пешка · a5 белая пешка · c5 белый конь · d5 чёрная пешка · e5 белая пешка · f5 чёрный конь · h5 чёрная пешка · b4 белая пешка · d3 белая ладья · f3 белая пешка · g3 белая пешка · h3 белый король · b1 белая ладья | h8 чёрная ладья · a7 чёрный король · b7 чёрная пешка · e7 чёрная ладья · c6 чёрная пешка · e6 чёрная пешка · g6 чёрная пешка · a5 белая пешка · c5 белый конь · d5 чёрная пешка · e5 белая пешка · f5 чёрный конь · h5 чёрная пешка · b4 белая пешка · d3 белая ладья · f3 белая пешка · g3 белая пешка · h3 белый король · b1 белая ладья | h8 чёрная ладья · a7 чёрный король · b7 чёрная пешка · e7 чёрная ладья · c6 чёрная пешка · e6 чёрная пешка · g6 чёрная пешка · a5 белая пешка · c5 белый конь · d5 чёрная пешка · e5 белая пешка · f5 чёрный конь · h5 чёрная пешка · b4 белая пешка · d3 белая ладья · f3 белая пешка · g3 белая пешка · h3 белый король · b1 белая ладья | h8 чёрная ладья · a7 чёрный король · b7 чёрная пешка · e7 чёрная ладья · c6 чёрная пешка · e6 чёрная пешка · g6 чёрная пешка · a5 белая пешка · c5 белый конь · d5 чёрная пешка · e5 белая пешка · f5 чёрный конь · h5 чёрная пешка · b4 белая пешка · d3 белая ладья · f3 белая пешка · g3 белая пешка · h3 белый король · b1 белая ладья | h8 чёрная ладья · a7 чёрный король · b7 чёрная пешка · e7 чёрная ладья · c6 чёрная пешка · e6 чёрная пешка · g6 чёрная пешка · a5 белая пешка · c5 белый конь · d5 чёрная пешка · e5 белая пешка · f5 чёрный конь · h5 чёрная пешка · b4 белая пешка · d3 белая ладья · f3 белая пешка · g3 белая пешка · h3 белый король · b1 белая ладья | h8 чёрная ладья · a7 чёрный король · b7 чёрная пешка · e7 чёрная ладья · c6 чёрная пешка · e6 чёрная пешка · g6 чёрная пешка · a5 белая пешка · c5 белый конь · d5 чёрная пешка · e5 белая пешка · f5 чёрный конь · h5 чёрная пешка · b4 белая пешка · d3 белая ладья · f3 белая пешка · g3 белая пешка · h3 белый король · b1 белая ладья | h8 чёрная ладья · a7 чёрный король · b7 чёрная пешка · e7 чёрная ладья · c6 чёрная пешка · e6 чёрная пешка · g6 чёрная пешка · a5 белая пешка · c5 белый конь · d5 чёрная пешка · e5 белая пешка · f5 чёрный конь · h5 чёрная пешка · b4 белая пешка · d3 белая ладья · f3 белая пешка · g3 белая пешка · h3 белый король · b1 белая ладья | 8 |
| 7 | h8 чёрная ладья · a7 чёрный король · b7 чёрная пешка · e7 чёрная ладья · c6 чёрная пешка · e6 чёрная пешка · g6 чёрная пешка · a5 белая пешка · c5 белый конь · d5 чёрная пешка · e5 белая пешка · f5 чёрный конь · h5 чёрная пешка · b4 белая пешка · d3 белая ладья · f3 белая пешка · g3 белая пешка · h3 белый король · b1 белая ладья | h8 чёрная ладья · a7 чёрный король · b7 чёрная пешка · e7 чёрная ладья · c6 чёрная пешка · e6 чёрная пешка · g6 чёрная пешка · a5 белая пешка · c5 белый конь · d5 чёрная пешка · e5 белая пешка · f5 чёрный конь · h5 чёрная пешка · b4 белая пешка · d3 белая ладья · f3 белая пешка · g3 белая пешка · h3 белый король · b1 белая ладья | h8 чёрная ладья · a7 чёрный король · b7 чёрная пешка · e7 чёрная ладья · c6 чёрная пешка · e6 чёрная пешка · g6 чёрная пешка · a5 белая пешка · c5 белый конь · d5 чёрная пешка · e5 белая пешка · f5 чёрный конь · h5 чёрная пешка · b4 белая пешка · d3 белая ладья · f3 белая пешка · g3 белая пешка · h3 белый король · b1 белая ладья | h8 чёрная ладья · a7 чёрный король · b7 чёрная пешка · e7 чёрная ладья · c6 чёрная пешка · e6 чёрная пешка · g6 чёрная пешка · a5 белая пешка · c5 белый конь · d5 чёрная пешка · e5 белая пешка · f5 чёрный конь · h5 чёрная пешка · b4 белая пешка · d3 белая ладья · f3 белая пешка · g3 белая пешка · h3 белый король · b1 белая ладья | h8 чёрная ладья · a7 чёрный король · b7 чёрная пешка · e7 чёрная ладья · c6 чёрная пешка · e6 чёрная пешка · g6 чёрная пешка · a5 белая пешка · c5 белый конь · d5 чёрная пешка · e5 белая пешка · f5 чёрный конь · h5 чёрная пешка · b4 белая пешка · d3 белая ладья · f3 белая пешка · g3 белая пешка · h3 белый король · b1 белая ладья | h8 чёрная ладья · a7 чёрный король · b7 чёрная пешка · e7 чёрная ладья · c6 чёрная пешка · e6 чёрная пешка · g6 чёрная пешка · a5 белая пешка · c5 белый конь · d5 чёрная пешка · e5 белая пешка · f5 чёрный конь · h5 чёрная пешка · b4 белая пешка · d3 белая ладья · f3 белая пешка · g3 белая пешка · h3 белый король · b1 белая ладья | h8 чёрная ладья · a7 чёрный король · b7 чёрная пешка · e7 чёрная ладья · c6 чёрная пешка · e6 чёрная пешка · g6 чёрная пешка · a5 белая пешка · c5 белый конь · d5 чёрная пешка · e5 белая пешка · f5 чёрный конь · h5 чёрная пешка · b4 белая пешка · d3 белая ладья · f3 белая пешка · g3 белая пешка · h3 белый король · b1 белая ладья | h8 чёрная ладья · a7 чёрный король · b7 чёрная пешка · e7 чёрная ладья · c6 чёрная пешка · e6 чёрная пешка · g6 чёрная пешка · a5 белая пешка · c5 белый конь · d5 чёрная пешка · e5 белая пешка · f5 чёрный конь · h5 чёрная пешка · b4 белая пешка · d3 белая ладья · f3 белая пешка · g3 белая пешка · h3 белый король · b1 белая ладья | 7 |
| 6 | h8 чёрная ладья · a7 чёрный король · b7 чёрная пешка · e7 чёрная ладья · c6 чёрная пешка · e6 чёрная пешка · g6 чёрная пешка · a5 белая пешка · c5 белый конь · d5 чёрная пешка · e5 белая пешка · f5 чёрный конь · h5 чёрная пешка · b4 белая пешка · d3 белая ладья · f3 белая пешка · g3 белая пешка · h3 белый король · b1 белая ладья | h8 чёрная ладья · a7 чёрный король · b7 чёрная пешка · e7 чёрная ладья · c6 чёрная пешка · e6 чёрная пешка · g6 чёрная пешка · a5 белая пешка · c5 белый конь · d5 чёрная пешка · e5 белая пешка · f5 чёрный конь · h5 чёрная пешка · b4 белая пешка · d3 белая ладья · f3 белая пешка · g3 белая пешка · h3 белый король · b1 белая ладья | h8 чёрная ладья · a7 чёрный король · b7 чёрная пешка · e7 чёрная ладья · c6 чёрная пешка · e6 чёрная пешка · g6 чёрная пешка · a5 белая пешка · c5 белый конь · d5 чёрная пешка · e5 белая пешка · f5 чёрный конь · h5 чёрная пешка · b4 белая пешка · d3 белая ладья · f3 белая пешка · g3 белая пешка · h3 белый король · b1 белая ладья | h8 чёрная ладья · a7 чёрный король · b7 чёрная пешка · e7 чёрная ладья · c6 чёрная пешка · e6 чёрная пешка · g6 чёрная пешка · a5 белая пешка · c5 белый конь · d5 чёрная пешка · e5 белая пешка · f5 чёрный конь · h5 чёрная пешка · b4 белая пешка · d3 белая ладья · f3 белая пешка · g3 белая пешка · h3 белый король · b1 белая ладья | h8 чёрная ладья · a7 чёрный король · b7 чёрная пешка · e7 чёрная ладья · c6 чёрная пешка · e6 чёрная пешка · g6 чёрная пешка · a5 белая пешка · c5 белый конь · d5 чёрная пешка · e5 белая пешка · f5 чёрный конь · h5 чёрная пешка · b4 белая пешка · d3 белая ладья · f3 белая пешка · g3 белая пешка · h3 белый король · b1 белая ладья | h8 чёрная ладья · a7 чёрный король · b7 чёрная пешка · e7 чёрная ладья · c6 чёрная пешка · e6 чёрная пешка · g6 чёрная пешка · a5 белая пешка · c5 белый конь · d5 чёрная пешка · e5 белая пешка · f5 чёрный конь · h5 чёрная пешка · b4 белая пешка · d3 белая ладья · f3 белая пешка · g3 белая пешка · h3 белый король · b1 белая ладья | h8 чёрная ладья · a7 чёрный король · b7 чёрная пешка · e7 чёрная ладья · c6 чёрная пешка · e6 чёрная пешка · g6 чёрная пешка · a5 белая пешка · c5 белый конь · d5 чёрная пешка · e5 белая пешка · f5 чёрный конь · h5 чёрная пешка · b4 белая пешка · d3 белая ладья · f3 белая пешка · g3 белая пешка · h3 белый король · b1 белая ладья | h8 чёрная ладья · a7 чёрный король · b7 чёрная пешка · e7 чёрная ладья · c6 чёрная пешка · e6 чёрная пешка · g6 чёрная пешка · a5 белая пешка · c5 белый конь · d5 чёрная пешка · e5 белая пешка · f5 чёрный конь · h5 чёрная пешка · b4 белая пешка · d3 белая ладья · f3 белая пешка · g3 белая пешка · h3 белый король · b1 белая ладья | 6 |
| 5 | h8 чёрная ладья · a7 чёрный король · b7 чёрная пешка · e7 чёрная ладья · c6 чёрная пешка · e6 чёрная пешка · g6 чёрная пешка · a5 белая пешка · c5 белый конь · d5 чёрная пешка · e5 белая пешка · f5 чёрный конь · h5 чёрная пешка · b4 белая пешка · d3 белая ладья · f3 белая пешка · g3 белая пешка · h3 белый король · b1 белая ладья | h8 чёрная ладья · a7 чёрный король · b7 чёрная пешка · e7 чёрная ладья · c6 чёрная пешка · e6 чёрная пешка · g6 чёрная пешка · a5 белая пешка · c5 белый конь · d5 чёрная пешка · e5 белая пешка · f5 чёрный конь · h5 чёрная пешка · b4 белая пешка · d3 белая ладья · f3 белая пешка · g3 белая пешка · h3 белый король · b1 белая ладья | h8 чёрная ладья · a7 чёрный король · b7 чёрная пешка · e7 чёрная ладья · c6 чёрная пешка · e6 чёрная пешка · g6 чёрная пешка · a5 белая пешка · c5 белый конь · d5 чёрная пешка · e5 белая пешка · f5 чёрный конь · h5 чёрная пешка · b4 белая пешка · d3 белая ладья · f3 белая пешка · g3 белая пешка · h3 белый король · b1 белая ладья | h8 чёрная ладья · a7 чёрный король · b7 чёрная пешка · e7 чёрная ладья · c6 чёрная пешка · e6 чёрная пешка · g6 чёрная пешка · a5 белая пешка · c5 белый конь · d5 чёрная пешка · e5 белая пешка · f5 чёрный конь · h5 чёрная пешка · b4 белая пешка · d3 белая ладья · f3 белая пешка · g3 белая пешка · h3 белый король · b1 белая ладья | h8 чёрная ладья · a7 чёрный король · b7 чёрная пешка · e7 чёрная ладья · c6 чёрная пешка · e6 чёрная пешка · g6 чёрная пешка · a5 белая пешка · c5 белый конь · d5 чёрная пешка · e5 белая пешка · f5 чёрный конь · h5 чёрная пешка · b4 белая пешка · d3 белая ладья · f3 белая пешка · g3 белая пешка · h3 белый король · b1 белая ладья | h8 чёрная ладья · a7 чёрный король · b7 чёрная пешка · e7 чёрная ладья · c6 чёрная пешка · e6 чёрная пешка · g6 чёрная пешка · a5 белая пешка · c5 белый конь · d5 чёрная пешка · e5 белая пешка · f5 чёрный конь · h5 чёрная пешка · b4 белая пешка · d3 белая ладья · f3 белая пешка · g3 белая пешка · h3 белый король · b1 белая ладья | h8 чёрная ладья · a7 чёрный король · b7 чёрная пешка · e7 чёрная ладья · c6 чёрная пешка · e6 чёрная пешка · g6 чёрная пешка · a5 белая пешка · c5 белый конь · d5 чёрная пешка · e5 белая пешка · f5 чёрный конь · h5 чёрная пешка · b4 белая пешка · d3 белая ладья · f3 белая пешка · g3 белая пешка · h3 белый король · b1 белая ладья | h8 чёрная ладья · a7 чёрный король · b7 чёрная пешка · e7 чёрная ладья · c6 чёрная пешка · e6 чёрная пешка · g6 чёрная пешка · a5 белая пешка · c5 белый конь · d5 чёрная пешка · e5 белая пешка · f5 чёрный конь · h5 чёрная пешка · b4 белая пешка · d3 белая ладья · f3 белая пешка · g3 белая пешка · h3 белый король · b1 белая ладья | 5 |
| 4 | h8 чёрная ладья · a7 чёрный король · b7 чёрная пешка · e7 чёрная ладья · c6 чёрная пешка · e6 чёрная пешка · g6 чёрная пешка · a5 белая пешка · c5 белый конь · d5 чёрная пешка · e5 белая пешка · f5 чёрный конь · h5 чёрная пешка · b4 белая пешка · d3 белая ладья · f3 белая пешка · g3 белая пешка · h3 белый король · b1 белая ладья | h8 чёрная ладья · a7 чёрный король · b7 чёрная пешка · e7 чёрная ладья · c6 чёрная пешка · e6 чёрная пешка · g6 чёрная пешка · a5 белая пешка · c5 белый конь · d5 чёрная пешка · e5 белая пешка · f5 чёрный конь · h5 чёрная пешка · b4 белая пешка · d3 белая ладья · f3 белая пешка · g3 белая пешка · h3 белый король · b1 белая ладья | h8 чёрная ладья · a7 чёрный король · b7 чёрная пешка · e7 чёрная ладья · c6 чёрная пешка · e6 чёрная пешка · g6 чёрная пешка · a5 белая пешка · c5 белый конь · d5 чёрная пешка · e5 белая пешка · f5 чёрный конь · h5 чёрная пешка · b4 белая пешка · d3 белая ладья · f3 белая пешка · g3 белая пешка · h3 белый король · b1 белая ладья | h8 чёрная ладья · a7 чёрный король · b7 чёрная пешка · e7 чёрная ладья · c6 чёрная пешка · e6 чёрная пешка · g6 чёрная пешка · a5 белая пешка · c5 белый конь · d5 чёрная пешка · e5 белая пешка · f5 чёрный конь · h5 чёрная пешка · b4 белая пешка · d3 белая ладья · f3 белая пешка · g3 белая пешка · h3 белый король · b1 белая ладья | h8 чёрная ладья · a7 чёрный король · b7 чёрная пешка · e7 чёрная ладья · c6 чёрная пешка · e6 чёрная пешка · g6 чёрная пешка · a5 белая пешка · c5 белый конь · d5 чёрная пешка · e5 белая пешка · f5 чёрный конь · h5 чёрная пешка · b4 белая пешка · d3 белая ладья · f3 белая пешка · g3 белая пешка · h3 белый король · b1 белая ладья | h8 чёрная ладья · a7 чёрный король · b7 чёрная пешка · e7 чёрная ладья · c6 чёрная пешка · e6 чёрная пешка · g6 чёрная пешка · a5 белая пешка · c5 белый конь · d5 чёрная пешка · e5 белая пешка · f5 чёрный конь · h5 чёрная пешка · b4 белая пешка · d3 белая ладья · f3 белая пешка · g3 белая пешка · h3 белый король · b1 белая ладья | h8 чёрная ладья · a7 чёрный король · b7 чёрная пешка · e7 чёрная ладья · c6 чёрная пешка · e6 чёрная пешка · g6 чёрная пешка · a5 белая пешка · c5 белый конь · d5 чёрная пешка · e5 белая пешка · f5 чёрный конь · h5 чёрная пешка · b4 белая пешка · d3 белая ладья · f3 белая пешка · g3 белая пешка · h3 белый король · b1 белая ладья | h8 чёрная ладья · a7 чёрный король · b7 чёрная пешка · e7 чёрная ладья · c6 чёрная пешка · e6 чёрная пешка · g6 чёрная пешка · a5 белая пешка · c5 белый конь · d5 чёрная пешка · e5 белая пешка · f5 чёрный конь · h5 чёрная пешка · b4 белая пешка · d3 белая ладья · f3 белая пешка · g3 белая пешка · h3 белый король · b1 белая ладья | 4 |
| 3 | h8 чёрная ладья · a7 чёрный король · b7 чёрная пешка · e7 чёрная ладья · c6 чёрная пешка · e6 чёрная пешка · g6 чёрная пешка · a5 белая пешка · c5 белый конь · d5 чёрная пешка · e5 белая пешка · f5 чёрный конь · h5 чёрная пешка · b4 белая пешка · d3 белая ладья · f3 белая пешка · g3 белая пешка · h3 белый король · b1 белая ладья | h8 чёрная ладья · a7 чёрный король · b7 чёрная пешка · e7 чёрная ладья · c6 чёрная пешка · e6 чёрная пешка · g6 чёрная пешка · a5 белая пешка · c5 белый конь · d5 чёрная пешка · e5 белая пешка · f5 чёрный конь · h5 чёрная пешка · b4 белая пешка · d3 белая ладья · f3 белая пешка · g3 белая пешка · h3 белый король · b1 белая ладья | h8 чёрная ладья · a7 чёрный король · b7 чёрная пешка · e7 чёрная ладья · c6 чёрная пешка · e6 чёрная пешка · g6 чёрная пешка · a5 белая пешка · c5 белый конь · d5 чёрная пешка · e5 белая пешка · f5 чёрный конь · h5 чёрная пешка · b4 белая пешка · d3 белая ладья · f3 белая пешка · g3 белая пешка · h3 белый король · b1 белая ладья | h8 чёрная ладья · a7 чёрный король · b7 чёрная пешка · e7 чёрная ладья · c6 чёрная пешка · e6 чёрная пешка · g6 чёрная пешка · a5 белая пешка · c5 белый конь · d5 чёрная пешка · e5 белая пешка · f5 чёрный конь · h5 чёрная пешка · b4 белая пешка · d3 белая ладья · f3 белая пешка · g3 белая пешка · h3 белый король · b1 белая ладья | h8 чёрная ладья · a7 чёрный король · b7 чёрная пешка · e7 чёрная ладья · c6 чёрная пешка · e6 чёрная пешка · g6 чёрная пешка · a5 белая пешка · c5 белый конь · d5 чёрная пешка · e5 белая пешка · f5 чёрный конь · h5 чёрная пешка · b4 белая пешка · d3 белая ладья · f3 белая пешка · g3 белая пешка · h3 белый король · b1 белая ладья | h8 чёрная ладья · a7 чёрный король · b7 чёрная пешка · e7 чёрная ладья · c6 чёрная пешка · e6 чёрная пешка · g6 чёрная пешка · a5 белая пешка · c5 белый конь · d5 чёрная пешка · e5 белая пешка · f5 чёрный конь · h5 чёрная пешка · b4 белая пешка · d3 белая ладья · f3 белая пешка · g3 белая пешка · h3 белый король · b1 белая ладья | h8 чёрная ладья · a7 чёрный король · b7 чёрная пешка · e7 чёрная ладья · c6 чёрная пешка · e6 чёрная пешка · g6 чёрная пешка · a5 белая пешка · c5 белый конь · d5 чёрная пешка · e5 белая пешка · f5 чёрный конь · h5 чёрная пешка · b4 белая пешка · d3 белая ладья · f3 белая пешка · g3 белая пешка · h3 белый король · b1 белая ладья | h8 чёрная ладья · a7 чёрный король · b7 чёрная пешка · e7 чёрная ладья · c6 чёрная пешка · e6 чёрная пешка · g6 чёрная пешка · a5 белая пешка · c5 белый конь · d5 чёрная пешка · e5 белая пешка · f5 чёрный конь · h5 чёрная пешка · b4 белая пешка · d3 белая ладья · f3 белая пешка · g3 белая пешка · h3 белый король · b1 белая ладья | 3 |
| 2 | h8 чёрная ладья · a7 чёрный король · b7 чёрная пешка · e7 чёрная ладья · c6 чёрная пешка · e6 чёрная пешка · g6 чёрная пешка · a5 белая пешка · c5 белый конь · d5 чёрная пешка · e5 белая пешка · f5 чёрный конь · h5 чёрная пешка · b4 белая пешка · d3 белая ладья · f3 белая пешка · g3 белая пешка · h3 белый король · b1 белая ладья | h8 чёрная ладья · a7 чёрный король · b7 чёрная пешка · e7 чёрная ладья · c6 чёрная пешка · e6 чёрная пешка · g6 чёрная пешка · a5 белая пешка · c5 белый конь · d5 чёрная пешка · e5 белая пешка · f5 чёрный конь · h5 чёрная пешка · b4 белая пешка · d3 белая ладья · f3 белая пешка · g3 белая пешка · h3 белый король · b1 белая ладья | h8 чёрная ладья · a7 чёрный король · b7 чёрная пешка · e7 чёрная ладья · c6 чёрная пешка · e6 чёрная пешка · g6 чёрная пешка · a5 белая пешка · c5 белый конь · d5 чёрная пешка · e5 белая пешка · f5 чёрный конь · h5 чёрная пешка · b4 белая пешка · d3 белая ладья · f3 белая пешка · g3 белая пешка · h3 белый король · b1 белая ладья | h8 чёрная ладья · a7 чёрный король · b7 чёрная пешка · e7 чёрная ладья · c6 чёрная пешка · e6 чёрная пешка · g6 чёрная пешка · a5 белая пешка · c5 белый конь · d5 чёрная пешка · e5 белая пешка · f5 чёрный конь · h5 чёрная пешка · b4 белая пешка · d3 белая ладья · f3 белая пешка · g3 белая пешка · h3 белый король · b1 белая ладья | h8 чёрная ладья · a7 чёрный король · b7 чёрная пешка · e7 чёрная ладья · c6 чёрная пешка · e6 чёрная пешка · g6 чёрная пешка · a5 белая пешка · c5 белый конь · d5 чёрная пешка · e5 белая пешка · f5 чёрный конь · h5 чёрная пешка · b4 белая пешка · d3 белая ладья · f3 белая пешка · g3 белая пешка · h3 белый король · b1 белая ладья | h8 чёрная ладья · a7 чёрный король · b7 чёрная пешка · e7 чёрная ладья · c6 чёрная пешка · e6 чёрная пешка · g6 чёрная пешка · a5 белая пешка · c5 белый конь · d5 чёрная пешка · e5 белая пешка · f5 чёрный конь · h5 чёрная пешка · b4 белая пешка · d3 белая ладья · f3 белая пешка · g3 белая пешка · h3 белый король · b1 белая ладья | h8 чёрная ладья · a7 чёрный король · b7 чёрная пешка · e7 чёрная ладья · c6 чёрная пешка · e6 чёрная пешка · g6 чёрная пешка · a5 белая пешка · c5 белый конь · d5 чёрная пешка · e5 белая пешка · f5 чёрный конь · h5 чёрная пешка · b4 белая пешка · d3 белая ладья · f3 белая пешка · g3 белая пешка · h3 белый король · b1 белая ладья | h8 чёрная ладья · a7 чёрный король · b7 чёрная пешка · e7 чёрная ладья · c6 чёрная пешка · e6 чёрная пешка · g6 чёрная пешка · a5 белая пешка · c5 белый конь · d5 чёрная пешка · e5 белая пешка · f5 чёрный конь · h5 чёрная пешка · b4 белая пешка · d3 белая ладья · f3 белая пешка · g3 белая пешка · h3 белый король · b1 белая ладья | 2 |
| 1 | h8 чёрная ладья · a7 чёрный король · b7 чёрная пешка · e7 чёрная ладья · c6 чёрная пешка · e6 чёрная пешка · g6 чёрная пешка · a5 белая пешка · c5 белый конь · d5 чёрная пешка · e5 белая пешка · f5 чёрный конь · h5 чёрная пешка · b4 белая пешка · d3 белая ладья · f3 белая пешка · g3 белая пешка · h3 белый король · b1 белая ладья | h8 чёрная ладья · a7 чёрный король · b7 чёрная пешка · e7 чёрная ладья · c6 чёрная пешка · e6 чёрная пешка · g6 чёрная пешка · a5 белая пешка · c5 белый конь · d5 чёрная пешка · e5 белая пешка · f5 чёрный конь · h5 чёрная пешка · b4 белая пешка · d3 белая ладья · f3 белая пешка · g3 белая пешка · h3 белый король · b1 белая ладья | h8 чёрная ладья · a7 чёрный король · b7 чёрная пешка · e7 чёрная ладья · c6 чёрная пешка · e6 чёрная пешка · g6 чёрная пешка · a5 белая пешка · c5 белый конь · d5 чёрная пешка · e5 белая пешка · f5 чёрный конь · h5 чёрная пешка · b4 белая пешка · d3 белая ладья · f3 белая пешка · g3 белая пешка · h3 белый король · b1 белая ладья | h8 чёрная ладья · a7 чёрный король · b7 чёрная пешка · e7 чёрная ладья · c6 чёрная пешка · e6 чёрная пешка · g6 чёрная пешка · a5 белая пешка · c5 белый конь · d5 чёрная пешка · e5 белая пешка · f5 чёрный конь · h5 чёрная пешка · b4 белая пешка · d3 белая ладья · f3 белая пешка · g3 белая пешка · h3 белый король · b1 белая ладья | h8 чёрная ладья · a7 чёрный король · b7 чёрная пешка · e7 чёрная ладья · c6 чёрная пешка · e6 чёрная пешка · g6 чёрная пешка · a5 белая пешка · c5 белый конь · d5 чёрная пешка · e5 белая пешка · f5 чёрный конь · h5 чёрная пешка · b4 белая пешка · d3 белая ладья · f3 белая пешка · g3 белая пешка · h3 белый король · b1 белая ладья | h8 чёрная ладья · a7 чёрный король · b7 чёрная пешка · e7 чёрная ладья · c6 чёрная пешка · e6 чёрная пешка · g6 чёрная пешка · a5 белая пешка · c5 белый конь · d5 чёрная пешка · e5 белая пешка · f5 чёрный конь · h5 чёрная пешка · b4 белая пешка · d3 белая ладья · f3 белая пешка · g3 белая пешка · h3 белый король · b1 белая ладья | h8 чёрная ладья · a7 чёрный король · b7 чёрная пешка · e7 чёрная ладья · c6 чёрная пешка · e6 чёрная пешка · g6 чёрная пешка · a5 белая пешка · c5 белый конь · d5 чёрная пешка · e5 белая пешка · f5 чёрный конь · h5 чёрная пешка · b4 белая пешка · d3 белая ладья · f3 белая пешка · g3 белая пешка · h3 белый король · b1 белая ладья | h8 чёрная ладья · a7 чёрный король · b7 чёрная пешка · e7 чёрная ладья · c6 чёрная пешка · e6 чёрная пешка · g6 чёрная пешка · a5 белая пешка · c5 белый конь · d5 чёрная пешка · e5 белая пешка · f5 чёрный конь · h5 чёрная пешка · b4 белая пешка · d3 белая ладья · f3 белая пешка · g3 белая пешка · h3 белый король · b1 белая ладья | 1 |
|   | a | b | c | d | e | f | g | h |   |

Карлсен — Карякин

24 ноября

Испанская партия (Берлинская защита; C65)
[Event "10 партия"] [Site "Нью-Йорк"] [Date "24.11.2016"] [White "Магнус Карлсен"] [Black "Сергей Карякин"] 
[Result "1-0"] [ECO "C65"] [WhiteElo "2853"] [BlackElo "2772"] [PlyCount "149"] [EventDate "11.11.2016"] [Round "10"] [EventType "match"] [EventCountry "USA"] 1.e4 e5 2.Nf3 Nc6 3.Bb5 Nf6 4.d3 Bc5 5.c3 O-O 6.Bg5 h6 7.Bh4 Be7 8.O-O d6 9.Nbd2 Nh5 10.Bxe7 Qxe7 11.Nc4 Nf4 12.Ne3 Qf6 13.g3 Nh3+ 14.Kh1 Ne7 15.Bc4 c6 16.Bb3 Ng6 17.Qe2 a5 18.a4 Be6 19.Bxe6 fxe6 20.Nd2 d5 21.Qh5 Ng5 22.h4 Nf3 23.Nxf3 Qxf3+ 24.Qxf3 Rxf3 25.Kg2 Rf7 26.Rfe1 h5 27.Nf1 Kf8 28.Nd2 Ke7 29.Re2 Kd6 30.Nf3 Raf8 31.Ng5 Re7 32.Rae1 Rfe8 33.Nf3 Nh8 34.d4 exd4 35.Nxd4 g6 36.Re3 Nf7 37.e5+ Kd7 38.Rf3 Nh6 39.Rf6 Rg7 40.b4 axb4 41.cxb4 Ng8 42.Rf3 Nh6 43.a5 Nf5 44.Nb3 Kc7 45.Nc5 Kb8 46.Rb1 Ka7 47.Rd3 Rc7 48.Ra3 Nd4 49.Rd1 Nf5 50.Kh3 Nh6 51.f3 Rf7 52.Rd4 Nf5 53.Rd2 Rh7 54.Rb3 Ree7 55.Rdd3 Rh8 56.Rb1 Rhh7 57.b5 cxb5 58.Rxb5 d4 59.Rb6 Rc7 60.Nxe6 Rc3
61.Nf4 Rhc7 62.Nd5 Rxd3 63.Nxc7 Kb8 64.Nb5 Kc8 65.Rxg6 Rxf3 66.Kg2 Rb3 67.Nd6+ Nxd6 68.Rxd6 Re3 69.e6 Kc7 70.Rxd4 Rxe6 71.Rd5 Rh6 72.Kf3 Kb8 73.Kf4 Ka7 74.Kg5 Rh8 75.Kf6 1-0

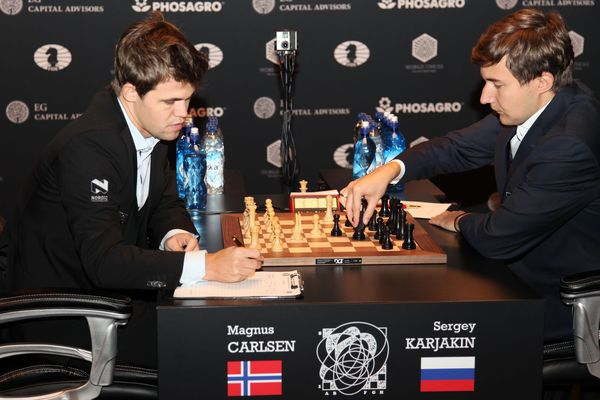
Карлсен — Карякин, 10-я партия

Мало кто сомневался, что Карлсен не захочет проверять знания соперника в актуальных теоретических вариантах, а постарается навязать долгую маневренную борьбу, даже если белые не претендуют при этом на особый дебютный перевес. Именно по такому сценарию и развивался поединок. Чемпион мира начал игру ходом королевской пешки, а после стандартных испанских ходов избрал в антиберлинском варианте достаточно редкую схему с ранним выходом ферзевого слона на g5 (обычно он долго стоит на c1, пока белые «трудоустраивают» другие фигуры).
После основательного обдумывания Карякин чётко решил дебютные проблемы: вначале он вынудил размен одной пары слонов, потом второй и создал давление по линии «f». На 20-м ходу с помощью небольшой тактической операции чёрные могли форсировать ничью вечным шахом, однако российский гроссмейстер прошёл мимо этой возможности. При избранном чёрными продолжении Магнус Карлсен сумел захватить инициативу, и вскоре на доске возникло благоприятное для белых окончание. Сдвоенные пешки чёрных нуждались в постоянной защите, благодаря чему чемпион мира мог неторопливо наращивать давление. Положение чёрных оставалось хоть и прочным, но крайне пассивным.
Карлсен стал планомерно расшатывать оборону соперника по всей доске. Вначале он предпринял вылазку на королевском фланге, и Карякину пришлось потратить несколько темпов на то, чтобы ликвидировать опасность. За это время белые надвинули свои пешки на противоположном участке доски и создали сильный опорный пункт c5 для коня. У чёрных же никаких конструктивных идей не было, им приходилось лишь отражать угрозы — то мнимые, то настоящие.
Бесконечные и бессистемные на первый взгляд перемещения белых ладей усыпили бдительность претендента, и на 56-м ходу он допустил серьёзную ошибку. Карлсен тотчас же осуществил прорыв по линии «b», к которому чёрные при данном расположении ладей оказались неготовы. Вскоре белые выиграли пешку. Правда, на стадии реализации чемпион мира допустил неточность и позволил сопернику осложнить борьбу, но всё же последним в этот день ошибся Сергей Карякин и после 75-го хода белых признал своё поражение.
- Интервью с Сергеем Шиповым на Матч ТВ о десятой партии
- Обзор Сергея Шипова десятой партии

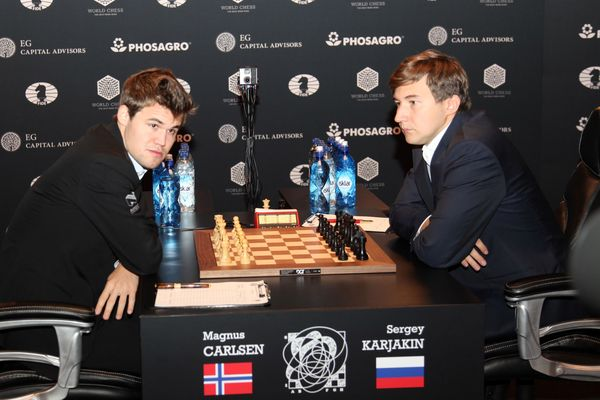
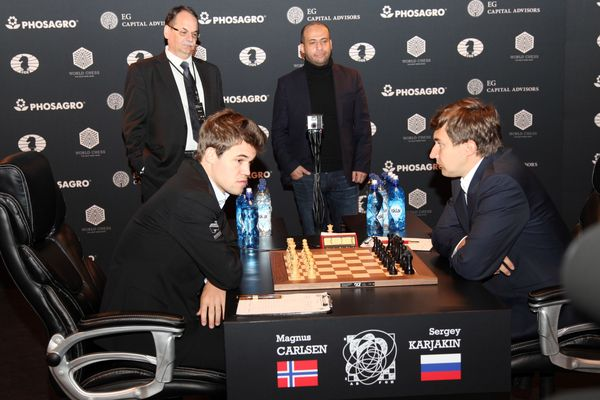
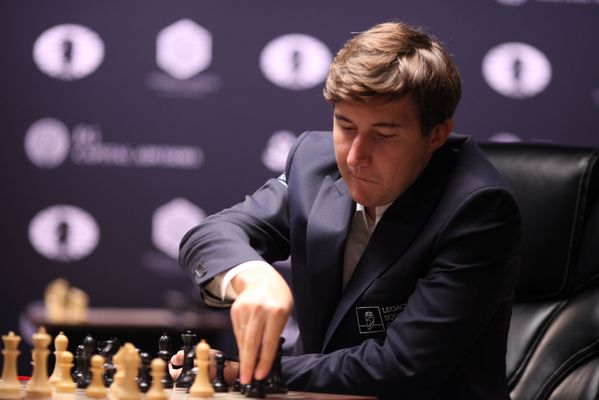
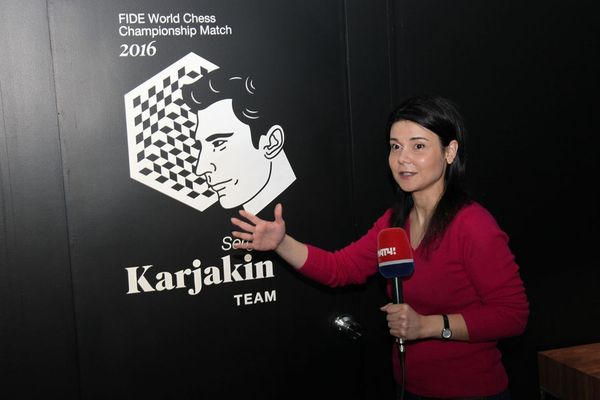
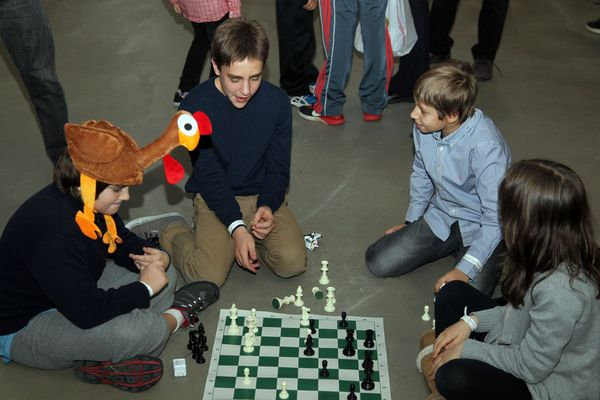
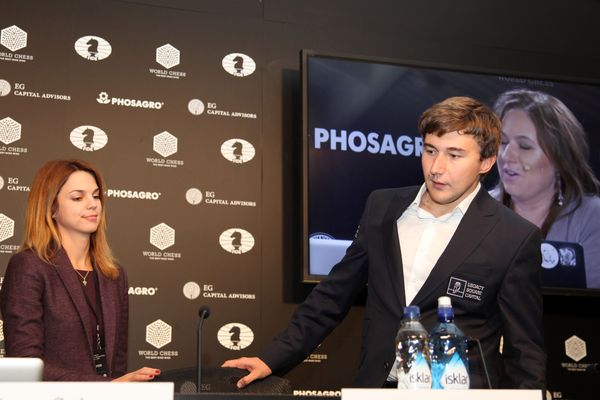
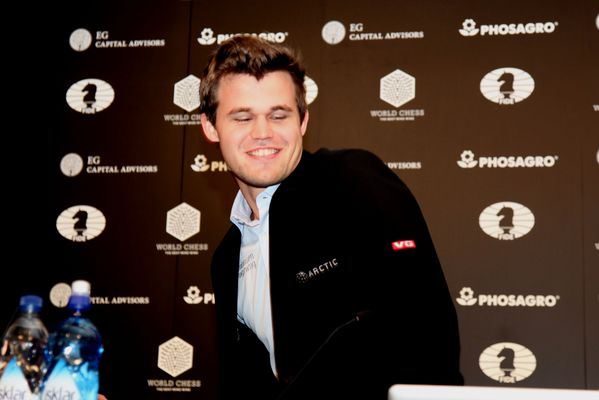
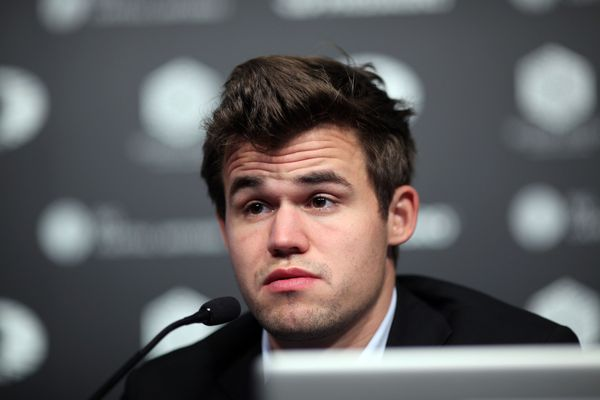
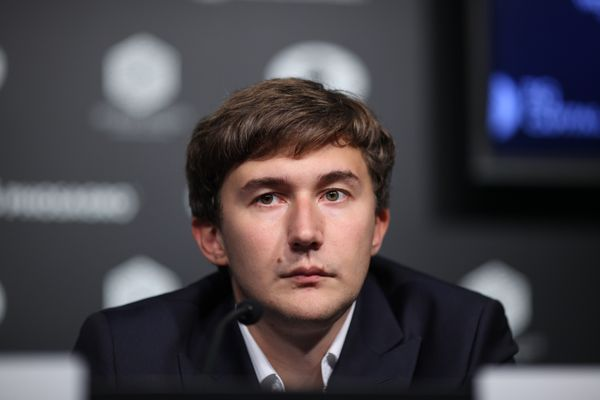
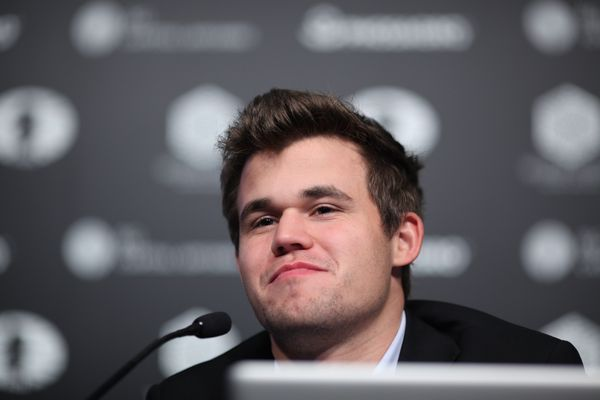

### Одиннадцатая партия
|   | a | b | c | d | e | f | g | h |   |
| - | --- | --- | --- | --- | --- | --- | --- | --- | - |
| 8 | e8 чёрная ладья · f8 чёрная ладья · g8 чёрный король · d7 чёрный ферзь · g7 чёрная пешка · h7 чёрная пешка · a6 чёрная пешка · e6 чёрная пешка · f6 чёрный слон · b5 чёрная пешка · d5 чёрная пешка · f5 белая пешка · d4 чёрная пешка · e4 белая пешка · g4 белый ферзь · a3 белая пешка · c3 белая пешка · d3 белая пешка · h3 белая пешка · c2 белая пешка · d2 белый слон · g2 белая пешка · a1 белая ладья · g1 белый король | e8 чёрная ладья · f8 чёрная ладья · g8 чёрный король · d7 чёрный ферзь · g7 чёрная пешка · h7 чёрная пешка · a6 чёрная пешка · e6 чёрная пешка · f6 чёрный слон · b5 чёрная пешка · d5 чёрная пешка · f5 белая пешка · d4 чёрная пешка · e4 белая пешка · g4 белый ферзь · a3 белая пешка · c3 белая пешка · d3 белая пешка · h3 белая пешка · c2 белая пешка · d2 белый слон · g2 белая пешка · a1 белая ладья · g1 белый король | e8 чёрная ладья · f8 чёрная ладья · g8 чёрный король · d7 чёрный ферзь · g7 чёрная пешка · h7 чёрная пешка · a6 чёрная пешка · e6 чёрная пешка · f6 чёрный слон · b5 чёрная пешка · d5 чёрная пешка · f5 белая пешка · d4 чёрная пешка · e4 белая пешка · g4 белый ферзь · a3 белая пешка · c3 белая пешка · d3 белая пешка · h3 белая пешка · c2 белая пешка · d2 белый слон · g2 белая пешка · a1 белая ладья · g1 белый король | e8 чёрная ладья · f8 чёрная ладья · g8 чёрный король · d7 чёрный ферзь · g7 чёрная пешка · h7 чёрная пешка · a6 чёрная пешка · e6 чёрная пешка · f6 чёрный слон · b5 чёрная пешка · d5 чёрная пешка · f5 белая пешка · d4 чёрная пешка · e4 белая пешка · g4 белый ферзь · a3 белая пешка · c3 белая пешка · d3 белая пешка · h3 белая пешка · c2 белая пешка · d2 белый слон · g2 белая пешка · a1 белая ладья · g1 белый король | e8 чёрная ладья · f8 чёрная ладья · g8 чёрный король · d7 чёрный ферзь · g7 чёрная пешка · h7 чёрная пешка · a6 чёрная пешка · e6 чёрная пешка · f6 чёрный слон · b5 чёрная пешка · d5 чёрная пешка · f5 белая пешка · d4 чёрная пешка · e4 белая пешка · g4 белый ферзь · a3 белая пешка · c3 белая пешка · d3 белая пешка · h3 белая пешка · c2 белая пешка · d2 белый слон · g2 белая пешка · a1 белая ладья · g1 белый король | e8 чёрная ладья · f8 чёрная ладья · g8 чёрный король · d7 чёрный ферзь · g7 чёрная пешка · h7 чёрная пешка · a6 чёрная пешка · e6 чёрная пешка · f6 чёрный слон · b5 чёрная пешка · d5 чёрная пешка · f5 белая пешка · d4 чёрная пешка · e4 белая пешка · g4 белый ферзь · a3 белая пешка · c3 белая пешка · d3 белая пешка · h3 белая пешка · c2 белая пешка · d2 белый слон · g2 белая пешка · a1 белая ладья · g1 белый король | e8 чёрная ладья · f8 чёрная ладья · g8 чёрный король · d7 чёрный ферзь · g7 чёрная пешка · h7 чёрная пешка · a6 чёрная пешка · e6 чёрная пешка · f6 чёрный слон · b5 чёрная пешка · d5 чёрная пешка · f5 белая пешка · d4 чёрная пешка · e4 белая пешка · g4 белый ферзь · a3 белая пешка · c3 белая пешка · d3 белая пешка · h3 белая пешка · c2 белая пешка · d2 белый слон · g2 белая пешка · a1 белая ладья · g1 белый король | e8 чёрная ладья · f8 чёрная ладья · g8 чёрный король · d7 чёрный ферзь · g7 чёрная пешка · h7 чёрная пешка · a6 чёрная пешка · e6 чёрная пешка · f6 чёрный слон · b5 чёрная пешка · d5 чёрная пешка · f5 белая пешка · d4 чёрная пешка · e4 белая пешка · g4 белый ферзь · a3 белая пешка · c3 белая пешка · d3 белая пешка · h3 белая пешка · c2 белая пешка · d2 белый слон · g2 белая пешка · a1 белая ладья · g1 белый король | 8 |
| 7 | e8 чёрная ладья · f8 чёрная ладья · g8 чёрный король · d7 чёрный ферзь · g7 чёрная пешка · h7 чёрная пешка · a6 чёрная пешка · e6 чёрная пешка · f6 чёрный слон · b5 чёрная пешка · d5 чёрная пешка · f5 белая пешка · d4 чёрная пешка · e4 белая пешка · g4 белый ферзь · a3 белая пешка · c3 белая пешка · d3 белая пешка · h3 белая пешка · c2 белая пешка · d2 белый слон · g2 белая пешка · a1 белая ладья · g1 белый король | e8 чёрная ладья · f8 чёрная ладья · g8 чёрный король · d7 чёрный ферзь · g7 чёрная пешка · h7 чёрная пешка · a6 чёрная пешка · e6 чёрная пешка · f6 чёрный слон · b5 чёрная пешка · d5 чёрная пешка · f5 белая пешка · d4 чёрная пешка · e4 белая пешка · g4 белый ферзь · a3 белая пешка · c3 белая пешка · d3 белая пешка · h3 белая пешка · c2 белая пешка · d2 белый слон · g2 белая пешка · a1 белая ладья · g1 белый король | e8 чёрная ладья · f8 чёрная ладья · g8 чёрный король · d7 чёрный ферзь · g7 чёрная пешка · h7 чёрная пешка · a6 чёрная пешка · e6 чёрная пешка · f6 чёрный слон · b5 чёрная пешка · d5 чёрная пешка · f5 белая пешка · d4 чёрная пешка · e4 белая пешка · g4 белый ферзь · a3 белая пешка · c3 белая пешка · d3 белая пешка · h3 белая пешка · c2 белая пешка · d2 белый слон · g2 белая пешка · a1 белая ладья · g1 белый король | e8 чёрная ладья · f8 чёрная ладья · g8 чёрный король · d7 чёрный ферзь · g7 чёрная пешка · h7 чёрная пешка · a6 чёрная пешка · e6 чёрная пешка · f6 чёрный слон · b5 чёрная пешка · d5 чёрная пешка · f5 белая пешка · d4 чёрная пешка · e4 белая пешка · g4 белый ферзь · a3 белая пешка · c3 белая пешка · d3 белая пешка · h3 белая пешка · c2 белая пешка · d2 белый слон · g2 белая пешка · a1 белая ладья · g1 белый король | e8 чёрная ладья · f8 чёрная ладья · g8 чёрный король · d7 чёрный ферзь · g7 чёрная пешка · h7 чёрная пешка · a6 чёрная пешка · e6 чёрная пешка · f6 чёрный слон · b5 чёрная пешка · d5 чёрная пешка · f5 белая пешка · d4 чёрная пешка · e4 белая пешка · g4 белый ферзь · a3 белая пешка · c3 белая пешка · d3 белая пешка · h3 белая пешка · c2 белая пешка · d2 белый слон · g2 белая пешка · a1 белая ладья · g1 белый король | e8 чёрная ладья · f8 чёрная ладья · g8 чёрный король · d7 чёрный ферзь · g7 чёрная пешка · h7 чёрная пешка · a6 чёрная пешка · e6 чёрная пешка · f6 чёрный слон · b5 чёрная пешка · d5 чёрная пешка · f5 белая пешка · d4 чёрная пешка · e4 белая пешка · g4 белый ферзь · a3 белая пешка · c3 белая пешка · d3 белая пешка · h3 белая пешка · c2 белая пешка · d2 белый слон · g2 белая пешка · a1 белая ладья · g1 белый король | e8 чёрная ладья · f8 чёрная ладья · g8 чёрный король · d7 чёрный ферзь · g7 чёрная пешка · h7 чёрная пешка · a6 чёрная пешка · e6 чёрная пешка · f6 чёрный слон · b5 чёрная пешка · d5 чёрная пешка · f5 белая пешка · d4 чёрная пешка · e4 белая пешка · g4 белый ферзь · a3 белая пешка · c3 белая пешка · d3 белая пешка · h3 белая пешка · c2 белая пешка · d2 белый слон · g2 белая пешка · a1 белая ладья · g1 белый король | e8 чёрная ладья · f8 чёрная ладья · g8 чёрный король · d7 чёрный ферзь · g7 чёрная пешка · h7 чёрная пешка · a6 чёрная пешка · e6 чёрная пешка · f6 чёрный слон · b5 чёрная пешка · d5 чёрная пешка · f5 белая пешка · d4 чёрная пешка · e4 белая пешка · g4 белый ферзь · a3 белая пешка · c3 белая пешка · d3 белая пешка · h3 белая пешка · c2 белая пешка · d2 белый слон · g2 белая пешка · a1 белая ладья · g1 белый король | 7 |
| 6 | e8 чёрная ладья · f8 чёрная ладья · g8 чёрный король · d7 чёрный ферзь · g7 чёрная пешка · h7 чёрная пешка · a6 чёрная пешка · e6 чёрная пешка · f6 чёрный слон · b5 чёрная пешка · d5 чёрная пешка · f5 белая пешка · d4 чёрная пешка · e4 белая пешка · g4 белый ферзь · a3 белая пешка · c3 белая пешка · d3 белая пешка · h3 белая пешка · c2 белая пешка · d2 белый слон · g2 белая пешка · a1 белая ладья · g1 белый король | e8 чёрная ладья · f8 чёрная ладья · g8 чёрный король · d7 чёрный ферзь · g7 чёрная пешка · h7 чёрная пешка · a6 чёрная пешка · e6 чёрная пешка · f6 чёрный слон · b5 чёрная пешка · d5 чёрная пешка · f5 белая пешка · d4 чёрная пешка · e4 белая пешка · g4 белый ферзь · a3 белая пешка · c3 белая пешка · d3 белая пешка · h3 белая пешка · c2 белая пешка · d2 белый слон · g2 белая пешка · a1 белая ладья · g1 белый король | e8 чёрная ладья · f8 чёрная ладья · g8 чёрный король · d7 чёрный ферзь · g7 чёрная пешка · h7 чёрная пешка · a6 чёрная пешка · e6 чёрная пешка · f6 чёрный слон · b5 чёрная пешка · d5 чёрная пешка · f5 белая пешка · d4 чёрная пешка · e4 белая пешка · g4 белый ферзь · a3 белая пешка · c3 белая пешка · d3 белая пешка · h3 белая пешка · c2 белая пешка · d2 белый слон · g2 белая пешка · a1 белая ладья · g1 белый король | e8 чёрная ладья · f8 чёрная ладья · g8 чёрный король · d7 чёрный ферзь · g7 чёрная пешка · h7 чёрная пешка · a6 чёрная пешка · e6 чёрная пешка · f6 чёрный слон · b5 чёрная пешка · d5 чёрная пешка · f5 белая пешка · d4 чёрная пешка · e4 белая пешка · g4 белый ферзь · a3 белая пешка · c3 белая пешка · d3 белая пешка · h3 белая пешка · c2 белая пешка · d2 белый слон · g2 белая пешка · a1 белая ладья · g1 белый король | e8 чёрная ладья · f8 чёрная ладья · g8 чёрный король · d7 чёрный ферзь · g7 чёрная пешка · h7 чёрная пешка · a6 чёрная пешка · e6 чёрная пешка · f6 чёрный слон · b5 чёрная пешка · d5 чёрная пешка · f5 белая пешка · d4 чёрная пешка · e4 белая пешка · g4 белый ферзь · a3 белая пешка · c3 белая пешка · d3 белая пешка · h3 белая пешка · c2 белая пешка · d2 белый слон · g2 белая пешка · a1 белая ладья · g1 белый король | e8 чёрная ладья · f8 чёрная ладья · g8 чёрный король · d7 чёрный ферзь · g7 чёрная пешка · h7 чёрная пешка · a6 чёрная пешка · e6 чёрная пешка · f6 чёрный слон · b5 чёрная пешка · d5 чёрная пешка · f5 белая пешка · d4 чёрная пешка · e4 белая пешка · g4 белый ферзь · a3 белая пешка · c3 белая пешка · d3 белая пешка · h3 белая пешка · c2 белая пешка · d2 белый слон · g2 белая пешка · a1 белая ладья · g1 белый король | e8 чёрная ладья · f8 чёрная ладья · g8 чёрный король · d7 чёрный ферзь · g7 чёрная пешка · h7 чёрная пешка · a6 чёрная пешка · e6 чёрная пешка · f6 чёрный слон · b5 чёрная пешка · d5 чёрная пешка · f5 белая пешка · d4 чёрная пешка · e4 белая пешка · g4 белый ферзь · a3 белая пешка · c3 белая пешка · d3 белая пешка · h3 белая пешка · c2 белая пешка · d2 белый слон · g2 белая пешка · a1 белая ладья · g1 белый король | e8 чёрная ладья · f8 чёрная ладья · g8 чёрный король · d7 чёрный ферзь · g7 чёрная пешка · h7 чёрная пешка · a6 чёрная пешка · e6 чёрная пешка · f6 чёрный слон · b5 чёрная пешка · d5 чёрная пешка · f5 белая пешка · d4 чёрная пешка · e4 белая пешка · g4 белый ферзь · a3 белая пешка · c3 белая пешка · d3 белая пешка · h3 белая пешка · c2 белая пешка · d2 белый слон · g2 белая пешка · a1 белая ладья · g1 белый король | 6 |
| 5 | e8 чёрная ладья · f8 чёрная ладья · g8 чёрный король · d7 чёрный ферзь · g7 чёрная пешка · h7 чёрная пешка · a6 чёрная пешка · e6 чёрная пешка · f6 чёрный слон · b5 чёрная пешка · d5 чёрная пешка · f5 белая пешка · d4 чёрная пешка · e4 белая пешка · g4 белый ферзь · a3 белая пешка · c3 белая пешка · d3 белая пешка · h3 белая пешка · c2 белая пешка · d2 белый слон · g2 белая пешка · a1 белая ладья · g1 белый король | e8 чёрная ладья · f8 чёрная ладья · g8 чёрный король · d7 чёрный ферзь · g7 чёрная пешка · h7 чёрная пешка · a6 чёрная пешка · e6 чёрная пешка · f6 чёрный слон · b5 чёрная пешка · d5 чёрная пешка · f5 белая пешка · d4 чёрная пешка · e4 белая пешка · g4 белый ферзь · a3 белая пешка · c3 белая пешка · d3 белая пешка · h3 белая пешка · c2 белая пешка · d2 белый слон · g2 белая пешка · a1 белая ладья · g1 белый король | e8 чёрная ладья · f8 чёрная ладья · g8 чёрный король · d7 чёрный ферзь · g7 чёрная пешка · h7 чёрная пешка · a6 чёрная пешка · e6 чёрная пешка · f6 чёрный слон · b5 чёрная пешка · d5 чёрная пешка · f5 белая пешка · d4 чёрная пешка · e4 белая пешка · g4 белый ферзь · a3 белая пешка · c3 белая пешка · d3 белая пешка · h3 белая пешка · c2 белая пешка · d2 белый слон · g2 белая пешка · a1 белая ладья · g1 белый король | e8 чёрная ладья · f8 чёрная ладья · g8 чёрный король · d7 чёрный ферзь · g7 чёрная пешка · h7 чёрная пешка · a6 чёрная пешка · e6 чёрная пешка · f6 чёрный слон · b5 чёрная пешка · d5 чёрная пешка · f5 белая пешка · d4 чёрная пешка · e4 белая пешка · g4 белый ферзь · a3 белая пешка · c3 белая пешка · d3 белая пешка · h3 белая пешка · c2 белая пешка · d2 белый слон · g2 белая пешка · a1 белая ладья · g1 белый король | e8 чёрная ладья · f8 чёрная ладья · g8 чёрный король · d7 чёрный ферзь · g7 чёрная пешка · h7 чёрная пешка · a6 чёрная пешка · e6 чёрная пешка · f6 чёрный слон · b5 чёрная пешка · d5 чёрная пешка · f5 белая пешка · d4 чёрная пешка · e4 белая пешка · g4 белый ферзь · a3 белая пешка · c3 белая пешка · d3 белая пешка · h3 белая пешка · c2 белая пешка · d2 белый слон · g2 белая пешка · a1 белая ладья · g1 белый король | e8 чёрная ладья · f8 чёрная ладья · g8 чёрный король · d7 чёрный ферзь · g7 чёрная пешка · h7 чёрная пешка · a6 чёрная пешка · e6 чёрная пешка · f6 чёрный слон · b5 чёрная пешка · d5 чёрная пешка · f5 белая пешка · d4 чёрная пешка · e4 белая пешка · g4 белый ферзь · a3 белая пешка · c3 белая пешка · d3 белая пешка · h3 белая пешка · c2 белая пешка · d2 белый слон · g2 белая пешка · a1 белая ладья · g1 белый король | e8 чёрная ладья · f8 чёрная ладья · g8 чёрный король · d7 чёрный ферзь · g7 чёрная пешка · h7 чёрная пешка · a6 чёрная пешка · e6 чёрная пешка · f6 чёрный слон · b5 чёрная пешка · d5 чёрная пешка · f5 белая пешка · d4 чёрная пешка · e4 белая пешка · g4 белый ферзь · a3 белая пешка · c3 белая пешка · d3 белая пешка · h3 белая пешка · c2 белая пешка · d2 белый слон · g2 белая пешка · a1 белая ладья · g1 белый король | e8 чёрная ладья · f8 чёрная ладья · g8 чёрный король · d7 чёрный ферзь · g7 чёрная пешка · h7 чёрная пешка · a6 чёрная пешка · e6 чёрная пешка · f6 чёрный слон · b5 чёрная пешка · d5 чёрная пешка · f5 белая пешка · d4 чёрная пешка · e4 белая пешка · g4 белый ферзь · a3 белая пешка · c3 белая пешка · d3 белая пешка · h3 белая пешка · c2 белая пешка · d2 белый слон · g2 белая пешка · a1 белая ладья · g1 белый король | 5 |
| 4 | e8 чёрная ладья · f8 чёрная ладья · g8 чёрный король · d7 чёрный ферзь · g7 чёрная пешка · h7 чёрная пешка · a6 чёрная пешка · e6 чёрная пешка · f6 чёрный слон · b5 чёрная пешка · d5 чёрная пешка · f5 белая пешка · d4 чёрная пешка · e4 белая пешка · g4 белый ферзь · a3 белая пешка · c3 белая пешка · d3 белая пешка · h3 белая пешка · c2 белая пешка · d2 белый слон · g2 белая пешка · a1 белая ладья · g1 белый король | e8 чёрная ладья · f8 чёрная ладья · g8 чёрный король · d7 чёрный ферзь · g7 чёрная пешка · h7 чёрная пешка · a6 чёрная пешка · e6 чёрная пешка · f6 чёрный слон · b5 чёрная пешка · d5 чёрная пешка · f5 белая пешка · d4 чёрная пешка · e4 белая пешка · g4 белый ферзь · a3 белая пешка · c3 белая пешка · d3 белая пешка · h3 белая пешка · c2 белая пешка · d2 белый слон · g2 белая пешка · a1 белая ладья · g1 белый король | e8 чёрная ладья · f8 чёрная ладья · g8 чёрный король · d7 чёрный ферзь · g7 чёрная пешка · h7 чёрная пешка · a6 чёрная пешка · e6 чёрная пешка · f6 чёрный слон · b5 чёрная пешка · d5 чёрная пешка · f5 белая пешка · d4 чёрная пешка · e4 белая пешка · g4 белый ферзь · a3 белая пешка · c3 белая пешка · d3 белая пешка · h3 белая пешка · c2 белая пешка · d2 белый слон · g2 белая пешка · a1 белая ладья · g1 белый король | e8 чёрная ладья · f8 чёрная ладья · g8 чёрный король · d7 чёрный ферзь · g7 чёрная пешка · h7 чёрная пешка · a6 чёрная пешка · e6 чёрная пешка · f6 чёрный слон · b5 чёрная пешка · d5 чёрная пешка · f5 белая пешка · d4 чёрная пешка · e4 белая пешка · g4 белый ферзь · a3 белая пешка · c3 белая пешка · d3 белая пешка · h3 белая пешка · c2 белая пешка · d2 белый слон · g2 белая пешка · a1 белая ладья · g1 белый король | e8 чёрная ладья · f8 чёрная ладья · g8 чёрный король · d7 чёрный ферзь · g7 чёрная пешка · h7 чёрная пешка · a6 чёрная пешка · e6 чёрная пешка · f6 чёрный слон · b5 чёрная пешка · d5 чёрная пешка · f5 белая пешка · d4 чёрная пешка · e4 белая пешка · g4 белый ферзь · a3 белая пешка · c3 белая пешка · d3 белая пешка · h3 белая пешка · c2 белая пешка · d2 белый слон · g2 белая пешка · a1 белая ладья · g1 белый король | e8 чёрная ладья · f8 чёрная ладья · g8 чёрный король · d7 чёрный ферзь · g7 чёрная пешка · h7 чёрная пешка · a6 чёрная пешка · e6 чёрная пешка · f6 чёрный слон · b5 чёрная пешка · d5 чёрная пешка · f5 белая пешка · d4 чёрная пешка · e4 белая пешка · g4 белый ферзь · a3 белая пешка · c3 белая пешка · d3 белая пешка · h3 белая пешка · c2 белая пешка · d2 белый слон · g2 белая пешка · a1 белая ладья · g1 белый король | e8 чёрная ладья · f8 чёрная ладья · g8 чёрный король · d7 чёрный ферзь · g7 чёрная пешка · h7 чёрная пешка · a6 чёрная пешка · e6 чёрная пешка · f6 чёрный слон · b5 чёрная пешка · d5 чёрная пешка · f5 белая пешка · d4 чёрная пешка · e4 белая пешка · g4 белый ферзь · a3 белая пешка · c3 белая пешка · d3 белая пешка · h3 белая пешка · c2 белая пешка · d2 белый слон · g2 белая пешка · a1 белая ладья · g1 белый король | e8 чёрная ладья · f8 чёрная ладья · g8 чёрный король · d7 чёрный ферзь · g7 чёрная пешка · h7 чёрная пешка · a6 чёрная пешка · e6 чёрная пешка · f6 чёрный слон · b5 чёрная пешка · d5 чёрная пешка · f5 белая пешка · d4 чёрная пешка · e4 белая пешка · g4 белый ферзь · a3 белая пешка · c3 белая пешка · d3 белая пешка · h3 белая пешка · c2 белая пешка · d2 белый слон · g2 белая пешка · a1 белая ладья · g1 белый король | 4 |
| 3 | e8 чёрная ладья · f8 чёрная ладья · g8 чёрный король · d7 чёрный ферзь · g7 чёрная пешка · h7 чёрная пешка · a6 чёрная пешка · e6 чёрная пешка · f6 чёрный слон · b5 чёрная пешка · d5 чёрная пешка · f5 белая пешка · d4 чёрная пешка · e4 белая пешка · g4 белый ферзь · a3 белая пешка · c3 белая пешка · d3 белая пешка · h3 белая пешка · c2 белая пешка · d2 белый слон · g2 белая пешка · a1 белая ладья · g1 белый король | e8 чёрная ладья · f8 чёрная ладья · g8 чёрный король · d7 чёрный ферзь · g7 чёрная пешка · h7 чёрная пешка · a6 чёрная пешка · e6 чёрная пешка · f6 чёрный слон · b5 чёрная пешка · d5 чёрная пешка · f5 белая пешка · d4 чёрная пешка · e4 белая пешка · g4 белый ферзь · a3 белая пешка · c3 белая пешка · d3 белая пешка · h3 белая пешка · c2 белая пешка · d2 белый слон · g2 белая пешка · a1 белая ладья · g1 белый король | e8 чёрная ладья · f8 чёрная ладья · g8 чёрный король · d7 чёрный ферзь · g7 чёрная пешка · h7 чёрная пешка · a6 чёрная пешка · e6 чёрная пешка · f6 чёрный слон · b5 чёрная пешка · d5 чёрная пешка · f5 белая пешка · d4 чёрная пешка · e4 белая пешка · g4 белый ферзь · a3 белая пешка · c3 белая пешка · d3 белая пешка · h3 белая пешка · c2 белая пешка · d2 белый слон · g2 белая пешка · a1 белая ладья · g1 белый король | e8 чёрная ладья · f8 чёрная ладья · g8 чёрный король · d7 чёрный ферзь · g7 чёрная пешка · h7 чёрная пешка · a6 чёрная пешка · e6 чёрная пешка · f6 чёрный слон · b5 чёрная пешка · d5 чёрная пешка · f5 белая пешка · d4 чёрная пешка · e4 белая пешка · g4 белый ферзь · a3 белая пешка · c3 белая пешка · d3 белая пешка · h3 белая пешка · c2 белая пешка · d2 белый слон · g2 белая пешка · a1 белая ладья · g1 белый король | e8 чёрная ладья · f8 чёрная ладья · g8 чёрный король · d7 чёрный ферзь · g7 чёрная пешка · h7 чёрная пешка · a6 чёрная пешка · e6 чёрная пешка · f6 чёрный слон · b5 чёрная пешка · d5 чёрная пешка · f5 белая пешка · d4 чёрная пешка · e4 белая пешка · g4 белый ферзь · a3 белая пешка · c3 белая пешка · d3 белая пешка · h3 белая пешка · c2 белая пешка · d2 белый слон · g2 белая пешка · a1 белая ладья · g1 белый король | e8 чёрная ладья · f8 чёрная ладья · g8 чёрный король · d7 чёрный ферзь · g7 чёрная пешка · h7 чёрная пешка · a6 чёрная пешка · e6 чёрная пешка · f6 чёрный слон · b5 чёрная пешка · d5 чёрная пешка · f5 белая пешка · d4 чёрная пешка · e4 белая пешка · g4 белый ферзь · a3 белая пешка · c3 белая пешка · d3 белая пешка · h3 белая пешка · c2 белая пешка · d2 белый слон · g2 белая пешка · a1 белая ладья · g1 белый король | e8 чёрная ладья · f8 чёрная ладья · g8 чёрный король · d7 чёрный ферзь · g7 чёрная пешка · h7 чёрная пешка · a6 чёрная пешка · e6 чёрная пешка · f6 чёрный слон · b5 чёрная пешка · d5 чёрная пешка · f5 белая пешка · d4 чёрная пешка · e4 белая пешка · g4 белый ферзь · a3 белая пешка · c3 белая пешка · d3 белая пешка · h3 белая пешка · c2 белая пешка · d2 белый слон · g2 белая пешка · a1 белая ладья · g1 белый король | e8 чёрная ладья · f8 чёрная ладья · g8 чёрный король · d7 чёрный ферзь · g7 чёрная пешка · h7 чёрная пешка · a6 чёрная пешка · e6 чёрная пешка · f6 чёрный слон · b5 чёрная пешка · d5 чёрная пешка · f5 белая пешка · d4 чёрная пешка · e4 белая пешка · g4 белый ферзь · a3 белая пешка · c3 белая пешка · d3 белая пешка · h3 белая пешка · c2 белая пешка · d2 белый слон · g2 белая пешка · a1 белая ладья · g1 белый король | 3 |
| 2 | e8 чёрная ладья · f8 чёрная ладья · g8 чёрный король · d7 чёрный ферзь · g7 чёрная пешка · h7 чёрная пешка · a6 чёрная пешка · e6 чёрная пешка · f6 чёрный слон · b5 чёрная пешка · d5 чёрная пешка · f5 белая пешка · d4 чёрная пешка · e4 белая пешка · g4 белый ферзь · a3 белая пешка · c3 белая пешка · d3 белая пешка · h3 белая пешка · c2 белая пешка · d2 белый слон · g2 белая пешка · a1 белая ладья · g1 белый король | e8 чёрная ладья · f8 чёрная ладья · g8 чёрный король · d7 чёрный ферзь · g7 чёрная пешка · h7 чёрная пешка · a6 чёрная пешка · e6 чёрная пешка · f6 чёрный слон · b5 чёрная пешка · d5 чёрная пешка · f5 белая пешка · d4 чёрная пешка · e4 белая пешка · g4 белый ферзь · a3 белая пешка · c3 белая пешка · d3 белая пешка · h3 белая пешка · c2 белая пешка · d2 белый слон · g2 белая пешка · a1 белая ладья · g1 белый король | e8 чёрная ладья · f8 чёрная ладья · g8 чёрный король · d7 чёрный ферзь · g7 чёрная пешка · h7 чёрная пешка · a6 чёрная пешка · e6 чёрная пешка · f6 чёрный слон · b5 чёрная пешка · d5 чёрная пешка · f5 белая пешка · d4 чёрная пешка · e4 белая пешка · g4 белый ферзь · a3 белая пешка · c3 белая пешка · d3 белая пешка · h3 белая пешка · c2 белая пешка · d2 белый слон · g2 белая пешка · a1 белая ладья · g1 белый король | e8 чёрная ладья · f8 чёрная ладья · g8 чёрный король · d7 чёрный ферзь · g7 чёрная пешка · h7 чёрная пешка · a6 чёрная пешка · e6 чёрная пешка · f6 чёрный слон · b5 чёрная пешка · d5 чёрная пешка · f5 белая пешка · d4 чёрная пешка · e4 белая пешка · g4 белый ферзь · a3 белая пешка · c3 белая пешка · d3 белая пешка · h3 белая пешка · c2 белая пешка · d2 белый слон · g2 белая пешка · a1 белая ладья · g1 белый король | e8 чёрная ладья · f8 чёрная ладья · g8 чёрный король · d7 чёрный ферзь · g7 чёрная пешка · h7 чёрная пешка · a6 чёрная пешка · e6 чёрная пешка · f6 чёрный слон · b5 чёрная пешка · d5 чёрная пешка · f5 белая пешка · d4 чёрная пешка · e4 белая пешка · g4 белый ферзь · a3 белая пешка · c3 белая пешка · d3 белая пешка · h3 белая пешка · c2 белая пешка · d2 белый слон · g2 белая пешка · a1 белая ладья · g1 белый король | e8 чёрная ладья · f8 чёрная ладья · g8 чёрный король · d7 чёрный ферзь · g7 чёрная пешка · h7 чёрная пешка · a6 чёрная пешка · e6 чёрная пешка · f6 чёрный слон · b5 чёрная пешка · d5 чёрная пешка · f5 белая пешка · d4 чёрная пешка · e4 белая пешка · g4 белый ферзь · a3 белая пешка · c3 белая пешка · d3 белая пешка · h3 белая пешка · c2 белая пешка · d2 белый слон · g2 белая пешка · a1 белая ладья · g1 белый король | e8 чёрная ладья · f8 чёрная ладья · g8 чёрный король · d7 чёрный ферзь · g7 чёрная пешка · h7 чёрная пешка · a6 чёрная пешка · e6 чёрная пешка · f6 чёрный слон · b5 чёрная пешка · d5 чёрная пешка · f5 белая пешка · d4 чёрная пешка · e4 белая пешка · g4 белый ферзь · a3 белая пешка · c3 белая пешка · d3 белая пешка · h3 белая пешка · c2 белая пешка · d2 белый слон · g2 белая пешка · a1 белая ладья · g1 белый король | e8 чёрная ладья · f8 чёрная ладья · g8 чёрный король · d7 чёрный ферзь · g7 чёрная пешка · h7 чёрная пешка · a6 чёрная пешка · e6 чёрная пешка · f6 чёрный слон · b5 чёрная пешка · d5 чёрная пешка · f5 белая пешка · d4 чёрная пешка · e4 белая пешка · g4 белый ферзь · a3 белая пешка · c3 белая пешка · d3 белая пешка · h3 белая пешка · c2 белая пешка · d2 белый слон · g2 белая пешка · a1 белая ладья · g1 белый король | 2 |
| 1 | e8 чёрная ладья · f8 чёрная ладья · g8 чёрный король · d7 чёрный ферзь · g7 чёрная пешка · h7 чёрная пешка · a6 чёрная пешка · e6 чёрная пешка · f6 чёрный слон · b5 чёрная пешка · d5 чёрная пешка · f5 белая пешка · d4 чёрная пешка · e4 белая пешка · g4 белый ферзь · a3 белая пешка · c3 белая пешка · d3 белая пешка · h3 белая пешка · c2 белая пешка · d2 белый слон · g2 белая пешка · a1 белая ладья · g1 белый король | e8 чёрная ладья · f8 чёрная ладья · g8 чёрный король · d7 чёрный ферзь · g7 чёрная пешка · h7 чёрная пешка · a6 чёрная пешка · e6 чёрная пешка · f6 чёрный слон · b5 чёрная пешка · d5 чёрная пешка · f5 белая пешка · d4 чёрная пешка · e4 белая пешка · g4 белый ферзь · a3 белая пешка · c3 белая пешка · d3 белая пешка · h3 белая пешка · c2 белая пешка · d2 белый слон · g2 белая пешка · a1 белая ладья · g1 белый король | e8 чёрная ладья · f8 чёрная ладья · g8 чёрный король · d7 чёрный ферзь · g7 чёрная пешка · h7 чёрная пешка · a6 чёрная пешка · e6 чёрная пешка · f6 чёрный слон · b5 чёрная пешка · d5 чёрная пешка · f5 белая пешка · d4 чёрная пешка · e4 белая пешка · g4 белый ферзь · a3 белая пешка · c3 белая пешка · d3 белая пешка · h3 белая пешка · c2 белая пешка · d2 белый слон · g2 белая пешка · a1 белая ладья · g1 белый король | e8 чёрная ладья · f8 чёрная ладья · g8 чёрный король · d7 чёрный ферзь · g7 чёрная пешка · h7 чёрная пешка · a6 чёрная пешка · e6 чёрная пешка · f6 чёрный слон · b5 чёрная пешка · d5 чёрная пешка · f5 белая пешка · d4 чёрная пешка · e4 белая пешка · g4 белый ферзь · a3 белая пешка · c3 белая пешка · d3 белая пешка · h3 белая пешка · c2 белая пешка · d2 белый слон · g2 белая пешка · a1 белая ладья · g1 белый король | e8 чёрная ладья · f8 чёрная ладья · g8 чёрный король · d7 чёрный ферзь · g7 чёрная пешка · h7 чёрная пешка · a6 чёрная пешка · e6 чёрная пешка · f6 чёрный слон · b5 чёрная пешка · d5 чёрная пешка · f5 белая пешка · d4 чёрная пешка · e4 белая пешка · g4 белый ферзь · a3 белая пешка · c3 белая пешка · d3 белая пешка · h3 белая пешка · c2 белая пешка · d2 белый слон · g2 белая пешка · a1 белая ладья · g1 белый король | e8 чёрная ладья · f8 чёрная ладья · g8 чёрный король · d7 чёрный ферзь · g7 чёрная пешка · h7 чёрная пешка · a6 чёрная пешка · e6 чёрная пешка · f6 чёрный слон · b5 чёрная пешка · d5 чёрная пешка · f5 белая пешка · d4 чёрная пешка · e4 белая пешка · g4 белый ферзь · a3 белая пешка · c3 белая пешка · d3 белая пешка · h3 белая пешка · c2 белая пешка · d2 белый слон · g2 белая пешка · a1 белая ладья · g1 белый король | e8 чёрная ладья · f8 чёрная ладья · g8 чёрный король · d7 чёрный ферзь · g7 чёрная пешка · h7 чёрная пешка · a6 чёрная пешка · e6 чёрная пешка · f6 чёрный слон · b5 чёрная пешка · d5 чёрная пешка · f5 белая пешка · d4 чёрная пешка · e4 белая пешка · g4 белый ферзь · a3 белая пешка · c3 белая пешка · d3 белая пешка · h3 белая пешка · c2 белая пешка · d2 белый слон · g2 белая пешка · a1 белая ладья · g1 белый король | e8 чёрная ладья · f8 чёрная ладья · g8 чёрный король · d7 чёрный ферзь · g7 чёрная пешка · h7 чёрная пешка · a6 чёрная пешка · e6 чёрная пешка · f6 чёрный слон · b5 чёрная пешка · d5 чёрная пешка · f5 белая пешка · d4 чёрная пешка · e4 белая пешка · g4 белый ферзь · a3 белая пешка · c3 белая пешка · d3 белая пешка · h3 белая пешка · c2 белая пешка · d2 белый слон · g2 белая пешка · a1 белая ладья · g1 белый король | 1 |
|   | a | b | c | d | e | f | g | h |   |

Карякин — Карлсен

26 ноября

Испанская партия (C78)
[Event "11 партия"] [Site "Нью-Йорк"] [Date "26.11.2016"] [White "Сергей Карякин"] [Black "Магнус Карлсен"] 
[Result "1/2-1/2"] [ECO "C78"] [WhiteElo "2853"] [BlackElo "2772"] [PlyCount "67"] [EventDate "11.11.2016"] [Round "11"] [EventType "match"] [EventCountry "USA"] 1.e4 e5 2.Nf3 Nc6 3.Bb5 a6 4.Ba4 Nf6 5.O-O Be7 6.d3 b5 7.Bb3 d6 8.a3 O-O 9.Nc3 Be6 10.Nd5 Nd4 11.Nxd4 exd4 12.Nxf6+ Bxf6 13.Bxe6 fxe6 14.f4 c5 15.Qg4 Qd7 16.f5 Rae8 17.Bd2 c4 18.h3 c3 19.bxc3 d5 20.Bg5 Bxg5 21.Qxg5 dxe4 22.fxe6 Rxf1+ 23.Rxf1 Qxe6 24.cxd4 e3 25.Re1 h6 26.Qh5 e2 27.Qf3 a5 28.c3 Qa2 29.Qc6 Re6 30.Qc8+ Kh7 31.c4 Qd2 32.Qxe6 Qxe1+ 33.Kh2 Qf2 34.Qe4+ 1/2-1/2
Соперники продолжили дискуссию в испанской партии, только на этот раз чемпион остановил свой выбор на той разновидности системы анти-Маршалла, которая ещё не встречалась в матче. Система эта нередко проверяется в партиях гроссмейстеров самого высокого уровня, и она снискала репутацию несколько рискованной для чёрных (хотя риск там в пределах разумного). Однако в данной партии Сергею Карякину не удалось вскрыть недостатки построения чёрных. Сам он на пресс-конференции высказал мнение, что его 17-й и особенно 18-й ходы оказались неудачными.
Магнус Карлсен, пожертвовав пешку, организовал прорыв в центре и получил опасную проходную на e2. Однако у белых нашлось достаточно ресурсов для поддержания равновесия, и на 34-м ходу была зафиксирована ничья вечным шахом.
- Интервью с Сергеем Шиповым на Матч ТВ об одиннадцатой партии
- Обзор Сергея Шипова одиннадцатой партии

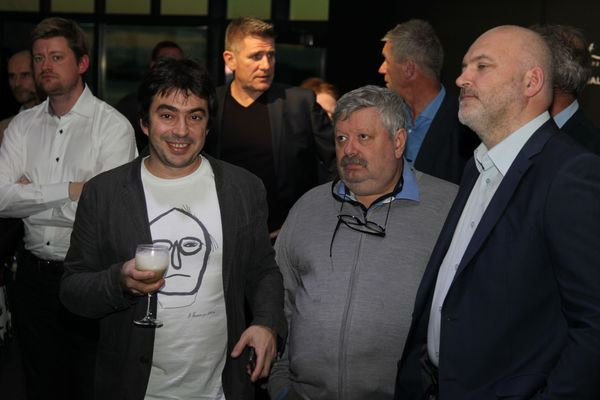
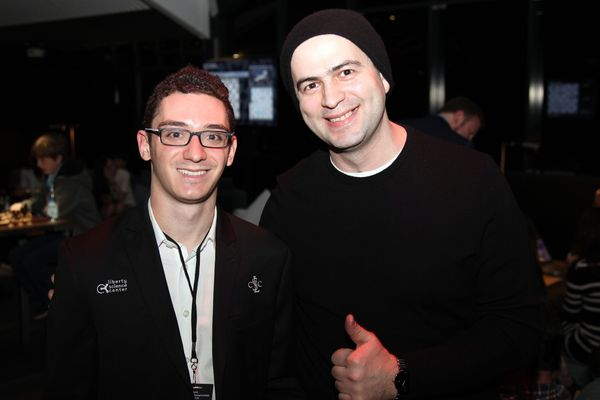
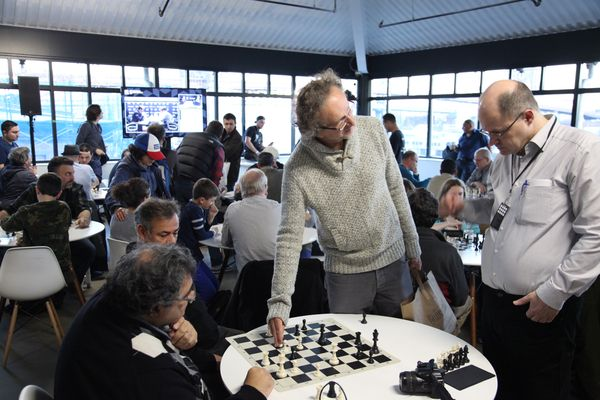
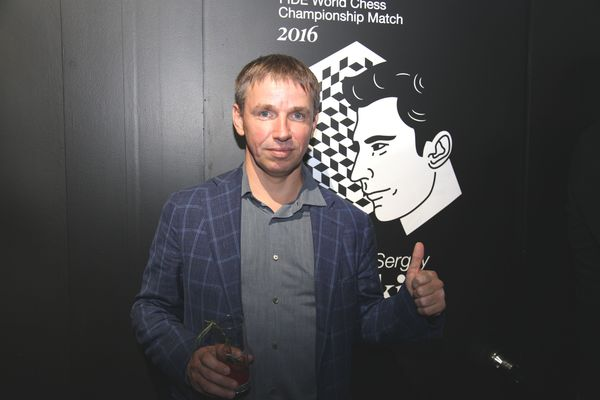
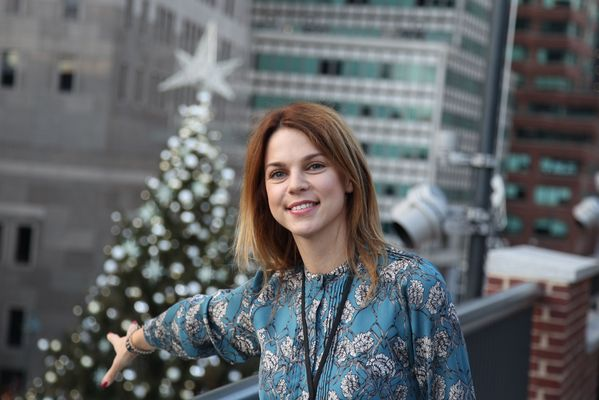
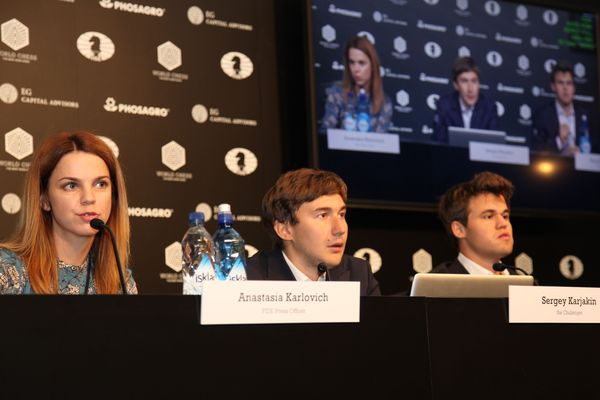
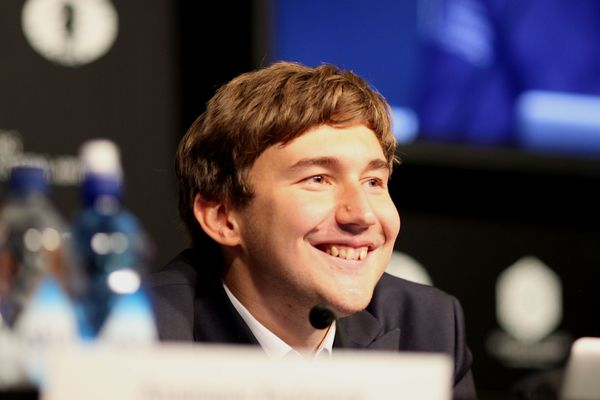
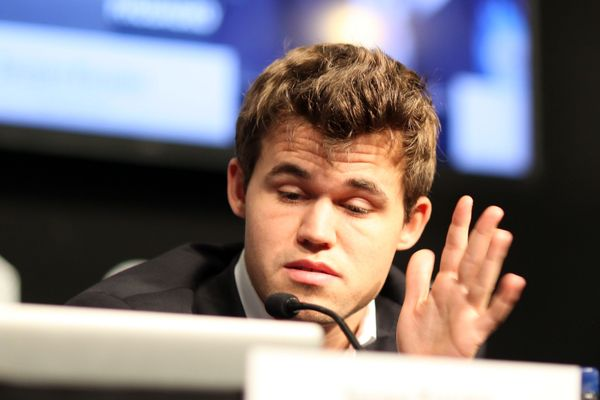
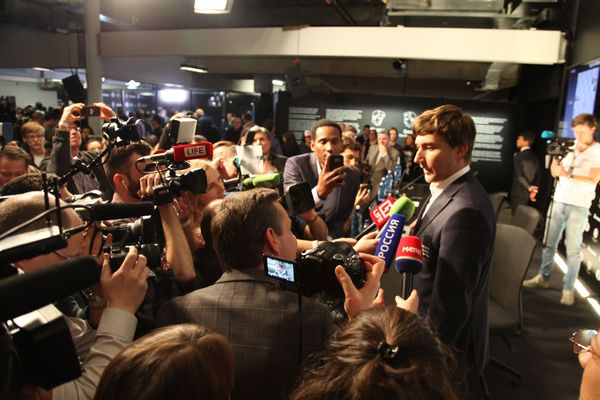
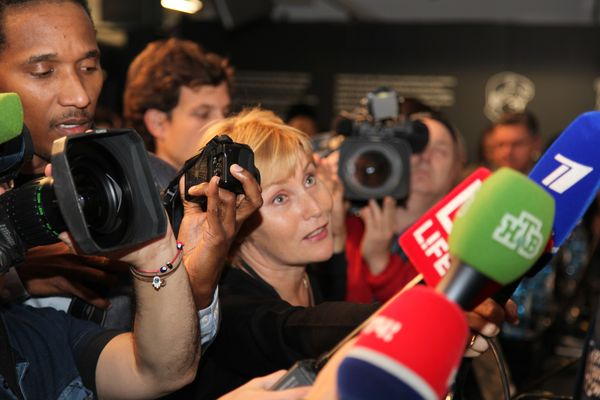

### Двенадцатая партия
|   | a | b | c | d | e | f | g | h |   |
| - | --- | --- | --- | --- | --- | --- | --- | --- | - |
| 8 | b7 чёрная пешка · e7 чёрный слон · h7 чёрная пешка · a6 чёрная пешка · c6 чёрная пешка · e6 чёрный король · f6 чёрная пешка · g6 чёрная пешка · d5 чёрная пешка · a4 белая пешка · d4 белая пешка · f4 белый слон · g4 белая пешка · c3 белая пешка · d3 белый король · f3 белая пешка · h3 белая пешка · b2 белая пешка | b7 чёрная пешка · e7 чёрный слон · h7 чёрная пешка · a6 чёрная пешка · c6 чёрная пешка · e6 чёрный король · f6 чёрная пешка · g6 чёрная пешка · d5 чёрная пешка · a4 белая пешка · d4 белая пешка · f4 белый слон · g4 белая пешка · c3 белая пешка · d3 белый король · f3 белая пешка · h3 белая пешка · b2 белая пешка | b7 чёрная пешка · e7 чёрный слон · h7 чёрная пешка · a6 чёрная пешка · c6 чёрная пешка · e6 чёрный король · f6 чёрная пешка · g6 чёрная пешка · d5 чёрная пешка · a4 белая пешка · d4 белая пешка · f4 белый слон · g4 белая пешка · c3 белая пешка · d3 белый король · f3 белая пешка · h3 белая пешка · b2 белая пешка | b7 чёрная пешка · e7 чёрный слон · h7 чёрная пешка · a6 чёрная пешка · c6 чёрная пешка · e6 чёрный король · f6 чёрная пешка · g6 чёрная пешка · d5 чёрная пешка · a4 белая пешка · d4 белая пешка · f4 белый слон · g4 белая пешка · c3 белая пешка · d3 белый король · f3 белая пешка · h3 белая пешка · b2 белая пешка | b7 чёрная пешка · e7 чёрный слон · h7 чёрная пешка · a6 чёрная пешка · c6 чёрная пешка · e6 чёрный король · f6 чёрная пешка · g6 чёрная пешка · d5 чёрная пешка · a4 белая пешка · d4 белая пешка · f4 белый слон · g4 белая пешка · c3 белая пешка · d3 белый король · f3 белая пешка · h3 белая пешка · b2 белая пешка | b7 чёрная пешка · e7 чёрный слон · h7 чёрная пешка · a6 чёрная пешка · c6 чёрная пешка · e6 чёрный король · f6 чёрная пешка · g6 чёрная пешка · d5 чёрная пешка · a4 белая пешка · d4 белая пешка · f4 белый слон · g4 белая пешка · c3 белая пешка · d3 белый король · f3 белая пешка · h3 белая пешка · b2 белая пешка | b7 чёрная пешка · e7 чёрный слон · h7 чёрная пешка · a6 чёрная пешка · c6 чёрная пешка · e6 чёрный король · f6 чёрная пешка · g6 чёрная пешка · d5 чёрная пешка · a4 белая пешка · d4 белая пешка · f4 белый слон · g4 белая пешка · c3 белая пешка · d3 белый король · f3 белая пешка · h3 белая пешка · b2 белая пешка | b7 чёрная пешка · e7 чёрный слон · h7 чёрная пешка · a6 чёрная пешка · c6 чёрная пешка · e6 чёрный король · f6 чёрная пешка · g6 чёрная пешка · d5 чёрная пешка · a4 белая пешка · d4 белая пешка · f4 белый слон · g4 белая пешка · c3 белая пешка · d3 белый король · f3 белая пешка · h3 белая пешка · b2 белая пешка | 8 |
| 7 | b7 чёрная пешка · e7 чёрный слон · h7 чёрная пешка · a6 чёрная пешка · c6 чёрная пешка · e6 чёрный король · f6 чёрная пешка · g6 чёрная пешка · d5 чёрная пешка · a4 белая пешка · d4 белая пешка · f4 белый слон · g4 белая пешка · c3 белая пешка · d3 белый король · f3 белая пешка · h3 белая пешка · b2 белая пешка | b7 чёрная пешка · e7 чёрный слон · h7 чёрная пешка · a6 чёрная пешка · c6 чёрная пешка · e6 чёрный король · f6 чёрная пешка · g6 чёрная пешка · d5 чёрная пешка · a4 белая пешка · d4 белая пешка · f4 белый слон · g4 белая пешка · c3 белая пешка · d3 белый король · f3 белая пешка · h3 белая пешка · b2 белая пешка | b7 чёрная пешка · e7 чёрный слон · h7 чёрная пешка · a6 чёрная пешка · c6 чёрная пешка · e6 чёрный король · f6 чёрная пешка · g6 чёрная пешка · d5 чёрная пешка · a4 белая пешка · d4 белая пешка · f4 белый слон · g4 белая пешка · c3 белая пешка · d3 белый король · f3 белая пешка · h3 белая пешка · b2 белая пешка | b7 чёрная пешка · e7 чёрный слон · h7 чёрная пешка · a6 чёрная пешка · c6 чёрная пешка · e6 чёрный король · f6 чёрная пешка · g6 чёрная пешка · d5 чёрная пешка · a4 белая пешка · d4 белая пешка · f4 белый слон · g4 белая пешка · c3 белая пешка · d3 белый король · f3 белая пешка · h3 белая пешка · b2 белая пешка | b7 чёрная пешка · e7 чёрный слон · h7 чёрная пешка · a6 чёрная пешка · c6 чёрная пешка · e6 чёрный король · f6 чёрная пешка · g6 чёрная пешка · d5 чёрная пешка · a4 белая пешка · d4 белая пешка · f4 белый слон · g4 белая пешка · c3 белая пешка · d3 белый король · f3 белая пешка · h3 белая пешка · b2 белая пешка | b7 чёрная пешка · e7 чёрный слон · h7 чёрная пешка · a6 чёрная пешка · c6 чёрная пешка · e6 чёрный король · f6 чёрная пешка · g6 чёрная пешка · d5 чёрная пешка · a4 белая пешка · d4 белая пешка · f4 белый слон · g4 белая пешка · c3 белая пешка · d3 белый король · f3 белая пешка · h3 белая пешка · b2 белая пешка | b7 чёрная пешка · e7 чёрный слон · h7 чёрная пешка · a6 чёрная пешка · c6 чёрная пешка · e6 чёрный король · f6 чёрная пешка · g6 чёрная пешка · d5 чёрная пешка · a4 белая пешка · d4 белая пешка · f4 белый слон · g4 белая пешка · c3 белая пешка · d3 белый король · f3 белая пешка · h3 белая пешка · b2 белая пешка | b7 чёрная пешка · e7 чёрный слон · h7 чёрная пешка · a6 чёрная пешка · c6 чёрная пешка · e6 чёрный король · f6 чёрная пешка · g6 чёрная пешка · d5 чёрная пешка · a4 белая пешка · d4 белая пешка · f4 белый слон · g4 белая пешка · c3 белая пешка · d3 белый король · f3 белая пешка · h3 белая пешка · b2 белая пешка | 7 |
| 6 | b7 чёрная пешка · e7 чёрный слон · h7 чёрная пешка · a6 чёрная пешка · c6 чёрная пешка · e6 чёрный король · f6 чёрная пешка · g6 чёрная пешка · d5 чёрная пешка · a4 белая пешка · d4 белая пешка · f4 белый слон · g4 белая пешка · c3 белая пешка · d3 белый король · f3 белая пешка · h3 белая пешка · b2 белая пешка | b7 чёрная пешка · e7 чёрный слон · h7 чёрная пешка · a6 чёрная пешка · c6 чёрная пешка · e6 чёрный король · f6 чёрная пешка · g6 чёрная пешка · d5 чёрная пешка · a4 белая пешка · d4 белая пешка · f4 белый слон · g4 белая пешка · c3 белая пешка · d3 белый король · f3 белая пешка · h3 белая пешка · b2 белая пешка | b7 чёрная пешка · e7 чёрный слон · h7 чёрная пешка · a6 чёрная пешка · c6 чёрная пешка · e6 чёрный король · f6 чёрная пешка · g6 чёрная пешка · d5 чёрная пешка · a4 белая пешка · d4 белая пешка · f4 белый слон · g4 белая пешка · c3 белая пешка · d3 белый король · f3 белая пешка · h3 белая пешка · b2 белая пешка | b7 чёрная пешка · e7 чёрный слон · h7 чёрная пешка · a6 чёрная пешка · c6 чёрная пешка · e6 чёрный король · f6 чёрная пешка · g6 чёрная пешка · d5 чёрная пешка · a4 белая пешка · d4 белая пешка · f4 белый слон · g4 белая пешка · c3 белая пешка · d3 белый король · f3 белая пешка · h3 белая пешка · b2 белая пешка | b7 чёрная пешка · e7 чёрный слон · h7 чёрная пешка · a6 чёрная пешка · c6 чёрная пешка · e6 чёрный король · f6 чёрная пешка · g6 чёрная пешка · d5 чёрная пешка · a4 белая пешка · d4 белая пешка · f4 белый слон · g4 белая пешка · c3 белая пешка · d3 белый король · f3 белая пешка · h3 белая пешка · b2 белая пешка | b7 чёрная пешка · e7 чёрный слон · h7 чёрная пешка · a6 чёрная пешка · c6 чёрная пешка · e6 чёрный король · f6 чёрная пешка · g6 чёрная пешка · d5 чёрная пешка · a4 белая пешка · d4 белая пешка · f4 белый слон · g4 белая пешка · c3 белая пешка · d3 белый король · f3 белая пешка · h3 белая пешка · b2 белая пешка | b7 чёрная пешка · e7 чёрный слон · h7 чёрная пешка · a6 чёрная пешка · c6 чёрная пешка · e6 чёрный король · f6 чёрная пешка · g6 чёрная пешка · d5 чёрная пешка · a4 белая пешка · d4 белая пешка · f4 белый слон · g4 белая пешка · c3 белая пешка · d3 белый король · f3 белая пешка · h3 белая пешка · b2 белая пешка | b7 чёрная пешка · e7 чёрный слон · h7 чёрная пешка · a6 чёрная пешка · c6 чёрная пешка · e6 чёрный король · f6 чёрная пешка · g6 чёрная пешка · d5 чёрная пешка · a4 белая пешка · d4 белая пешка · f4 белый слон · g4 белая пешка · c3 белая пешка · d3 белый король · f3 белая пешка · h3 белая пешка · b2 белая пешка | 6 |
| 5 | b7 чёрная пешка · e7 чёрный слон · h7 чёрная пешка · a6 чёрная пешка · c6 чёрная пешка · e6 чёрный король · f6 чёрная пешка · g6 чёрная пешка · d5 чёрная пешка · a4 белая пешка · d4 белая пешка · f4 белый слон · g4 белая пешка · c3 белая пешка · d3 белый король · f3 белая пешка · h3 белая пешка · b2 белая пешка | b7 чёрная пешка · e7 чёрный слон · h7 чёрная пешка · a6 чёрная пешка · c6 чёрная пешка · e6 чёрный король · f6 чёрная пешка · g6 чёрная пешка · d5 чёрная пешка · a4 белая пешка · d4 белая пешка · f4 белый слон · g4 белая пешка · c3 белая пешка · d3 белый король · f3 белая пешка · h3 белая пешка · b2 белая пешка | b7 чёрная пешка · e7 чёрный слон · h7 чёрная пешка · a6 чёрная пешка · c6 чёрная пешка · e6 чёрный король · f6 чёрная пешка · g6 чёрная пешка · d5 чёрная пешка · a4 белая пешка · d4 белая пешка · f4 белый слон · g4 белая пешка · c3 белая пешка · d3 белый король · f3 белая пешка · h3 белая пешка · b2 белая пешка | b7 чёрная пешка · e7 чёрный слон · h7 чёрная пешка · a6 чёрная пешка · c6 чёрная пешка · e6 чёрный король · f6 чёрная пешка · g6 чёрная пешка · d5 чёрная пешка · a4 белая пешка · d4 белая пешка · f4 белый слон · g4 белая пешка · c3 белая пешка · d3 белый король · f3 белая пешка · h3 белая пешка · b2 белая пешка | b7 чёрная пешка · e7 чёрный слон · h7 чёрная пешка · a6 чёрная пешка · c6 чёрная пешка · e6 чёрный король · f6 чёрная пешка · g6 чёрная пешка · d5 чёрная пешка · a4 белая пешка · d4 белая пешка · f4 белый слон · g4 белая пешка · c3 белая пешка · d3 белый король · f3 белая пешка · h3 белая пешка · b2 белая пешка | b7 чёрная пешка · e7 чёрный слон · h7 чёрная пешка · a6 чёрная пешка · c6 чёрная пешка · e6 чёрный король · f6 чёрная пешка · g6 чёрная пешка · d5 чёрная пешка · a4 белая пешка · d4 белая пешка · f4 белый слон · g4 белая пешка · c3 белая пешка · d3 белый король · f3 белая пешка · h3 белая пешка · b2 белая пешка | b7 чёрная пешка · e7 чёрный слон · h7 чёрная пешка · a6 чёрная пешка · c6 чёрная пешка · e6 чёрный король · f6 чёрная пешка · g6 чёрная пешка · d5 чёрная пешка · a4 белая пешка · d4 белая пешка · f4 белый слон · g4 белая пешка · c3 белая пешка · d3 белый король · f3 белая пешка · h3 белая пешка · b2 белая пешка | b7 чёрная пешка · e7 чёрный слон · h7 чёрная пешка · a6 чёрная пешка · c6 чёрная пешка · e6 чёрный король · f6 чёрная пешка · g6 чёрная пешка · d5 чёрная пешка · a4 белая пешка · d4 белая пешка · f4 белый слон · g4 белая пешка · c3 белая пешка · d3 белый король · f3 белая пешка · h3 белая пешка · b2 белая пешка | 5 |
| 4 | b7 чёрная пешка · e7 чёрный слон · h7 чёрная пешка · a6 чёрная пешка · c6 чёрная пешка · e6 чёрный король · f6 чёрная пешка · g6 чёрная пешка · d5 чёрная пешка · a4 белая пешка · d4 белая пешка · f4 белый слон · g4 белая пешка · c3 белая пешка · d3 белый король · f3 белая пешка · h3 белая пешка · b2 белая пешка | b7 чёрная пешка · e7 чёрный слон · h7 чёрная пешка · a6 чёрная пешка · c6 чёрная пешка · e6 чёрный король · f6 чёрная пешка · g6 чёрная пешка · d5 чёрная пешка · a4 белая пешка · d4 белая пешка · f4 белый слон · g4 белая пешка · c3 белая пешка · d3 белый король · f3 белая пешка · h3 белая пешка · b2 белая пешка | b7 чёрная пешка · e7 чёрный слон · h7 чёрная пешка · a6 чёрная пешка · c6 чёрная пешка · e6 чёрный король · f6 чёрная пешка · g6 чёрная пешка · d5 чёрная пешка · a4 белая пешка · d4 белая пешка · f4 белый слон · g4 белая пешка · c3 белая пешка · d3 белый король · f3 белая пешка · h3 белая пешка · b2 белая пешка | b7 чёрная пешка · e7 чёрный слон · h7 чёрная пешка · a6 чёрная пешка · c6 чёрная пешка · e6 чёрный король · f6 чёрная пешка · g6 чёрная пешка · d5 чёрная пешка · a4 белая пешка · d4 белая пешка · f4 белый слон · g4 белая пешка · c3 белая пешка · d3 белый король · f3 белая пешка · h3 белая пешка · b2 белая пешка | b7 чёрная пешка · e7 чёрный слон · h7 чёрная пешка · a6 чёрная пешка · c6 чёрная пешка · e6 чёрный король · f6 чёрная пешка · g6 чёрная пешка · d5 чёрная пешка · a4 белая пешка · d4 белая пешка · f4 белый слон · g4 белая пешка · c3 белая пешка · d3 белый король · f3 белая пешка · h3 белая пешка · b2 белая пешка | b7 чёрная пешка · e7 чёрный слон · h7 чёрная пешка · a6 чёрная пешка · c6 чёрная пешка · e6 чёрный король · f6 чёрная пешка · g6 чёрная пешка · d5 чёрная пешка · a4 белая пешка · d4 белая пешка · f4 белый слон · g4 белая пешка · c3 белая пешка · d3 белый король · f3 белая пешка · h3 белая пешка · b2 белая пешка | b7 чёрная пешка · e7 чёрный слон · h7 чёрная пешка · a6 чёрная пешка · c6 чёрная пешка · e6 чёрный король · f6 чёрная пешка · g6 чёрная пешка · d5 чёрная пешка · a4 белая пешка · d4 белая пешка · f4 белый слон · g4 белая пешка · c3 белая пешка · d3 белый король · f3 белая пешка · h3 белая пешка · b2 белая пешка | b7 чёрная пешка · e7 чёрный слон · h7 чёрная пешка · a6 чёрная пешка · c6 чёрная пешка · e6 чёрный король · f6 чёрная пешка · g6 чёрная пешка · d5 чёрная пешка · a4 белая пешка · d4 белая пешка · f4 белый слон · g4 белая пешка · c3 белая пешка · d3 белый король · f3 белая пешка · h3 белая пешка · b2 белая пешка | 4 |
| 3 | b7 чёрная пешка · e7 чёрный слон · h7 чёрная пешка · a6 чёрная пешка · c6 чёрная пешка · e6 чёрный король · f6 чёрная пешка · g6 чёрная пешка · d5 чёрная пешка · a4 белая пешка · d4 белая пешка · f4 белый слон · g4 белая пешка · c3 белая пешка · d3 белый король · f3 белая пешка · h3 белая пешка · b2 белая пешка | b7 чёрная пешка · e7 чёрный слон · h7 чёрная пешка · a6 чёрная пешка · c6 чёрная пешка · e6 чёрный король · f6 чёрная пешка · g6 чёрная пешка · d5 чёрная пешка · a4 белая пешка · d4 белая пешка · f4 белый слон · g4 белая пешка · c3 белая пешка · d3 белый король · f3 белая пешка · h3 белая пешка · b2 белая пешка | b7 чёрная пешка · e7 чёрный слон · h7 чёрная пешка · a6 чёрная пешка · c6 чёрная пешка · e6 чёрный король · f6 чёрная пешка · g6 чёрная пешка · d5 чёрная пешка · a4 белая пешка · d4 белая пешка · f4 белый слон · g4 белая пешка · c3 белая пешка · d3 белый король · f3 белая пешка · h3 белая пешка · b2 белая пешка | b7 чёрная пешка · e7 чёрный слон · h7 чёрная пешка · a6 чёрная пешка · c6 чёрная пешка · e6 чёрный король · f6 чёрная пешка · g6 чёрная пешка · d5 чёрная пешка · a4 белая пешка · d4 белая пешка · f4 белый слон · g4 белая пешка · c3 белая пешка · d3 белый король · f3 белая пешка · h3 белая пешка · b2 белая пешка | b7 чёрная пешка · e7 чёрный слон · h7 чёрная пешка · a6 чёрная пешка · c6 чёрная пешка · e6 чёрный король · f6 чёрная пешка · g6 чёрная пешка · d5 чёрная пешка · a4 белая пешка · d4 белая пешка · f4 белый слон · g4 белая пешка · c3 белая пешка · d3 белый король · f3 белая пешка · h3 белая пешка · b2 белая пешка | b7 чёрная пешка · e7 чёрный слон · h7 чёрная пешка · a6 чёрная пешка · c6 чёрная пешка · e6 чёрный король · f6 чёрная пешка · g6 чёрная пешка · d5 чёрная пешка · a4 белая пешка · d4 белая пешка · f4 белый слон · g4 белая пешка · c3 белая пешка · d3 белый король · f3 белая пешка · h3 белая пешка · b2 белая пешка | b7 чёрная пешка · e7 чёрный слон · h7 чёрная пешка · a6 чёрная пешка · c6 чёрная пешка · e6 чёрный король · f6 чёрная пешка · g6 чёрная пешка · d5 чёрная пешка · a4 белая пешка · d4 белая пешка · f4 белый слон · g4 белая пешка · c3 белая пешка · d3 белый король · f3 белая пешка · h3 белая пешка · b2 белая пешка | b7 чёрная пешка · e7 чёрный слон · h7 чёрная пешка · a6 чёрная пешка · c6 чёрная пешка · e6 чёрный король · f6 чёрная пешка · g6 чёрная пешка · d5 чёрная пешка · a4 белая пешка · d4 белая пешка · f4 белый слон · g4 белая пешка · c3 белая пешка · d3 белый король · f3 белая пешка · h3 белая пешка · b2 белая пешка | 3 |
| 2 | b7 чёрная пешка · e7 чёрный слон · h7 чёрная пешка · a6 чёрная пешка · c6 чёрная пешка · e6 чёрный король · f6 чёрная пешка · g6 чёрная пешка · d5 чёрная пешка · a4 белая пешка · d4 белая пешка · f4 белый слон · g4 белая пешка · c3 белая пешка · d3 белый король · f3 белая пешка · h3 белая пешка · b2 белая пешка | b7 чёрная пешка · e7 чёрный слон · h7 чёрная пешка · a6 чёрная пешка · c6 чёрная пешка · e6 чёрный король · f6 чёрная пешка · g6 чёрная пешка · d5 чёрная пешка · a4 белая пешка · d4 белая пешка · f4 белый слон · g4 белая пешка · c3 белая пешка · d3 белый король · f3 белая пешка · h3 белая пешка · b2 белая пешка | b7 чёрная пешка · e7 чёрный слон · h7 чёрная пешка · a6 чёрная пешка · c6 чёрная пешка · e6 чёрный король · f6 чёрная пешка · g6 чёрная пешка · d5 чёрная пешка · a4 белая пешка · d4 белая пешка · f4 белый слон · g4 белая пешка · c3 белая пешка · d3 белый король · f3 белая пешка · h3 белая пешка · b2 белая пешка | b7 чёрная пешка · e7 чёрный слон · h7 чёрная пешка · a6 чёрная пешка · c6 чёрная пешка · e6 чёрный король · f6 чёрная пешка · g6 чёрная пешка · d5 чёрная пешка · a4 белая пешка · d4 белая пешка · f4 белый слон · g4 белая пешка · c3 белая пешка · d3 белый король · f3 белая пешка · h3 белая пешка · b2 белая пешка | b7 чёрная пешка · e7 чёрный слон · h7 чёрная пешка · a6 чёрная пешка · c6 чёрная пешка · e6 чёрный король · f6 чёрная пешка · g6 чёрная пешка · d5 чёрная пешка · a4 белая пешка · d4 белая пешка · f4 белый слон · g4 белая пешка · c3 белая пешка · d3 белый король · f3 белая пешка · h3 белая пешка · b2 белая пешка | b7 чёрная пешка · e7 чёрный слон · h7 чёрная пешка · a6 чёрная пешка · c6 чёрная пешка · e6 чёрный король · f6 чёрная пешка · g6 чёрная пешка · d5 чёрная пешка · a4 белая пешка · d4 белая пешка · f4 белый слон · g4 белая пешка · c3 белая пешка · d3 белый король · f3 белая пешка · h3 белая пешка · b2 белая пешка | b7 чёрная пешка · e7 чёрный слон · h7 чёрная пешка · a6 чёрная пешка · c6 чёрная пешка · e6 чёрный король · f6 чёрная пешка · g6 чёрная пешка · d5 чёрная пешка · a4 белая пешка · d4 белая пешка · f4 белый слон · g4 белая пешка · c3 белая пешка · d3 белый король · f3 белая пешка · h3 белая пешка · b2 белая пешка | b7 чёрная пешка · e7 чёрный слон · h7 чёрная пешка · a6 чёрная пешка · c6 чёрная пешка · e6 чёрный король · f6 чёрная пешка · g6 чёрная пешка · d5 чёрная пешка · a4 белая пешка · d4 белая пешка · f4 белый слон · g4 белая пешка · c3 белая пешка · d3 белый король · f3 белая пешка · h3 белая пешка · b2 белая пешка | 2 |
| 1 | b7 чёрная пешка · e7 чёрный слон · h7 чёрная пешка · a6 чёрная пешка · c6 чёрная пешка · e6 чёрный король · f6 чёрная пешка · g6 чёрная пешка · d5 чёрная пешка · a4 белая пешка · d4 белая пешка · f4 белый слон · g4 белая пешка · c3 белая пешка · d3 белый король · f3 белая пешка · h3 белая пешка · b2 белая пешка | b7 чёрная пешка · e7 чёрный слон · h7 чёрная пешка · a6 чёрная пешка · c6 чёрная пешка · e6 чёрный король · f6 чёрная пешка · g6 чёрная пешка · d5 чёрная пешка · a4 белая пешка · d4 белая пешка · f4 белый слон · g4 белая пешка · c3 белая пешка · d3 белый король · f3 белая пешка · h3 белая пешка · b2 белая пешка | b7 чёрная пешка · e7 чёрный слон · h7 чёрная пешка · a6 чёрная пешка · c6 чёрная пешка · e6 чёрный король · f6 чёрная пешка · g6 чёрная пешка · d5 чёрная пешка · a4 белая пешка · d4 белая пешка · f4 белый слон · g4 белая пешка · c3 белая пешка · d3 белый король · f3 белая пешка · h3 белая пешка · b2 белая пешка | b7 чёрная пешка · e7 чёрный слон · h7 чёрная пешка · a6 чёрная пешка · c6 чёрная пешка · e6 чёрный король · f6 чёрная пешка · g6 чёрная пешка · d5 чёрная пешка · a4 белая пешка · d4 белая пешка · f4 белый слон · g4 белая пешка · c3 белая пешка · d3 белый король · f3 белая пешка · h3 белая пешка · b2 белая пешка | b7 чёрная пешка · e7 чёрный слон · h7 чёрная пешка · a6 чёрная пешка · c6 чёрная пешка · e6 чёрный король · f6 чёрная пешка · g6 чёрная пешка · d5 чёрная пешка · a4 белая пешка · d4 белая пешка · f4 белый слон · g4 белая пешка · c3 белая пешка · d3 белый король · f3 белая пешка · h3 белая пешка · b2 белая пешка | b7 чёрная пешка · e7 чёрный слон · h7 чёрная пешка · a6 чёрная пешка · c6 чёрная пешка · e6 чёрный король · f6 чёрная пешка · g6 чёрная пешка · d5 чёрная пешка · a4 белая пешка · d4 белая пешка · f4 белый слон · g4 белая пешка · c3 белая пешка · d3 белый король · f3 белая пешка · h3 белая пешка · b2 белая пешка | b7 чёрная пешка · e7 чёрный слон · h7 чёрная пешка · a6 чёрная пешка · c6 чёрная пешка · e6 чёрный король · f6 чёрная пешка · g6 чёрная пешка · d5 чёрная пешка · a4 белая пешка · d4 белая пешка · f4 белый слон · g4 белая пешка · c3 белая пешка · d3 белый король · f3 белая пешка · h3 белая пешка · b2 белая пешка | b7 чёрная пешка · e7 чёрный слон · h7 чёрная пешка · a6 чёрная пешка · c6 чёрная пешка · e6 чёрный король · f6 чёрная пешка · g6 чёрная пешка · d5 чёрная пешка · a4 белая пешка · d4 белая пешка · f4 белый слон · g4 белая пешка · c3 белая пешка · d3 белый король · f3 белая пешка · h3 белая пешка · b2 белая пешка | 1 |
|   | a | b | c | d | e | f | g | h |   |

Карлсен — Карякин

Первый ход в партии сделала Памела Вассерштейн.

28 ноября

Испанская партия (C67)
[Event "12 партия"] [Site "Нью-Йорк"] [Date "28.11.2016"] [White "Магнус Карлсен"] [Black "Сергей Карякин"] 
[Result "1/2-1/2"] [ECO "C67"] [WhiteElo "2853"] [BlackElo "2772"] [PlyCount "60"] [EventDate "11.11.2016"] [Round "12"] [EventType "match"] [EventCountry "USA"] 1.e4 e5 2.Nf3 Nc6 3.Bb5 Nf6 4.O-O Nxe4 5.Re1 Nd6 6.Nxe5 Be7 7.Bf1 Nxe5 8.Rxe5 O-O 9.d4 Bf6 10.Re1 Re8 11.Bf4 Rxe1 12.Qxe1 Ne8 13.c3 d5 14.Bd3 g6 15.Na3 c6 16.Nc2 Ng7 17.Qd2 Bf5 18.Bxf5 Nxf5 19.Ne3 Nxe3 20.Qxe3 Qe7 21.Qxe7 Bxe7 22.Re1 Bf8 23.Kf1 f6 24.g4 Kf7 25.h3 Re8 26.Rxe8 Kxe8 27.Ke2 Kd7 28.Kd3 Ke6 29.a4 a6 30.f3 Be7 1/2-1/2

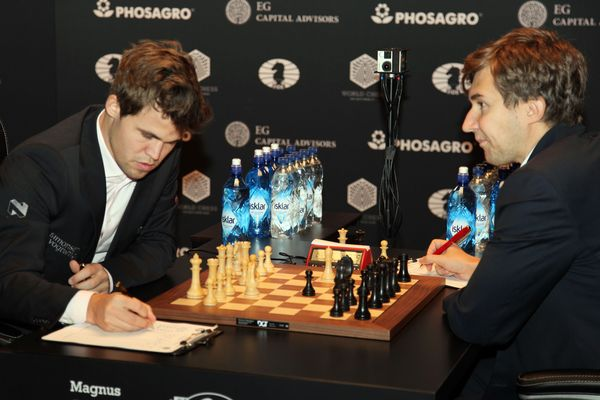
Карлсен — Карякин, 12-я партия

Вновь была разыграна испанская партия. Норвежский гроссмейстер проверил домашнюю подготовку соперника в одном сравнительно редком разветвлении антиберлинской системы. Карякин продемонстрировал чёткий путь к равенству, который проходил через тотальные размены тяжёлых фигур по единственной открытой линии «e». На 30-м ходу соперники согласились на ничью; партия оказалась самой короткой в матче, она продолжалась около получаса.
Директор Agon Илья Мерензон в ходе пресс-конференции заявил, что болельщики, имеющие билеты на 12-ю партию, попадут на тай-брейк бесплатно.
- Интервью с Сергеем Шиповым на Матч ТВ о двенадцатой партии
- Обзор Сергея Шипова двенадцатой партии

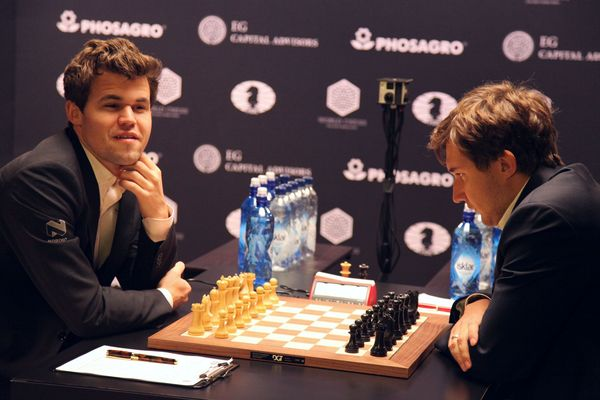
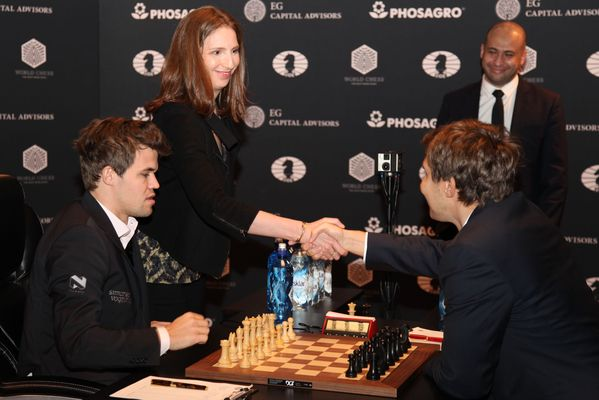
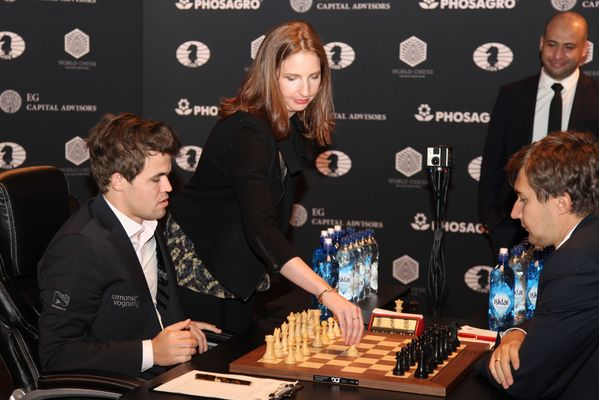
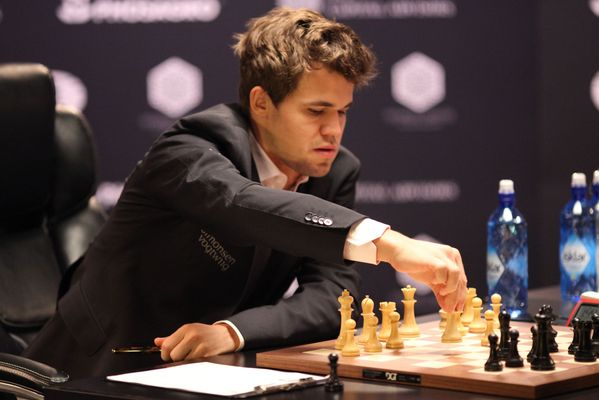
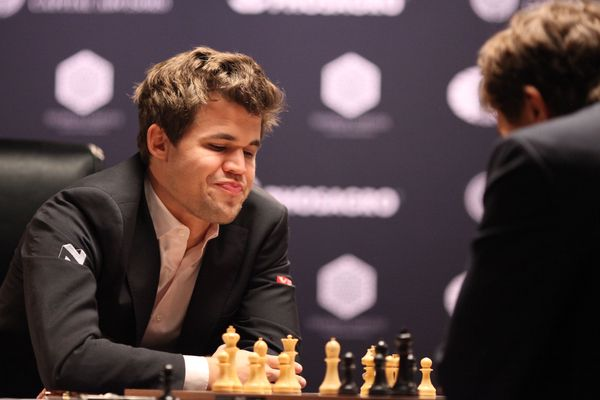
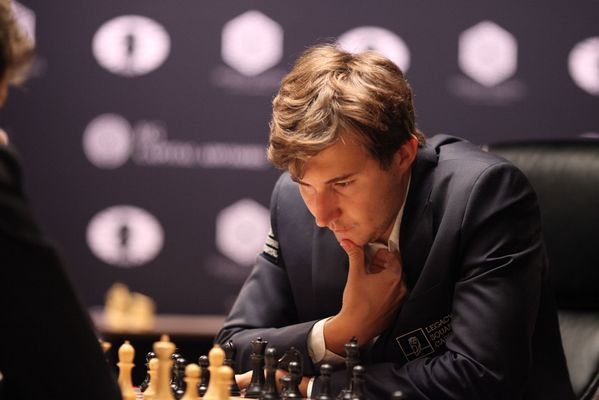
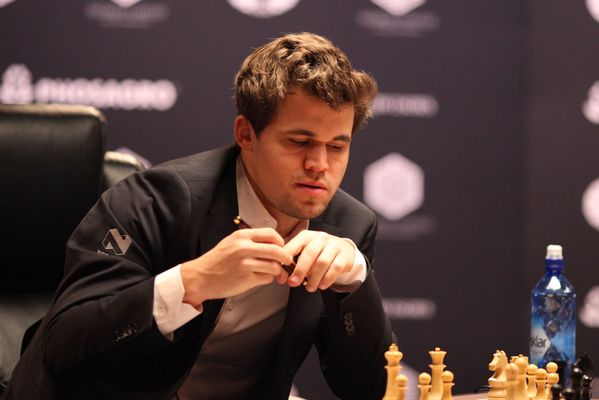
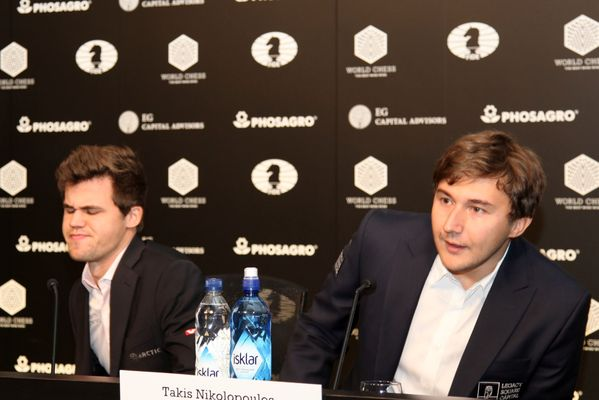
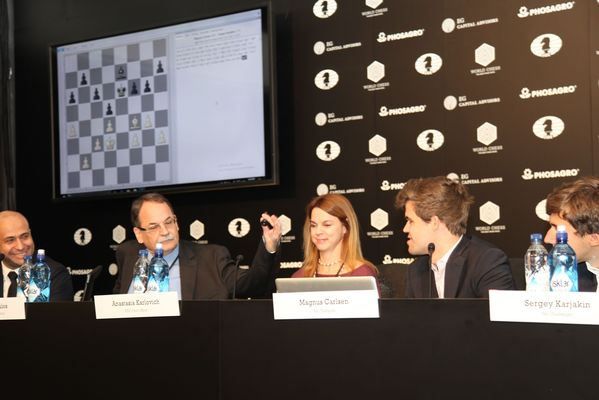
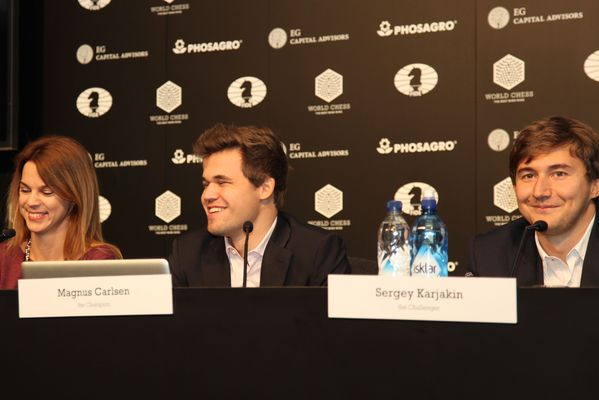
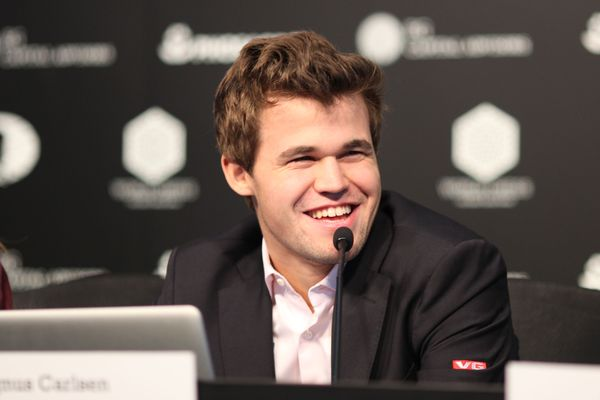
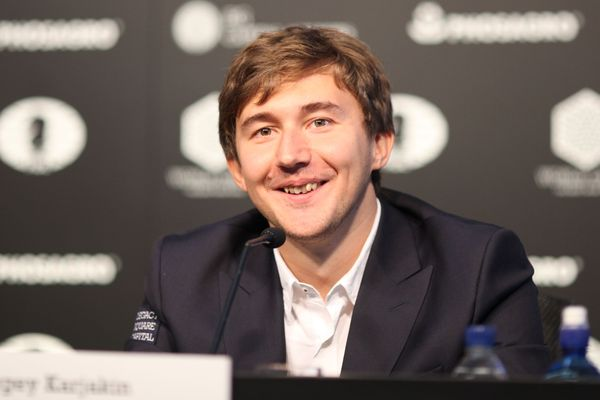
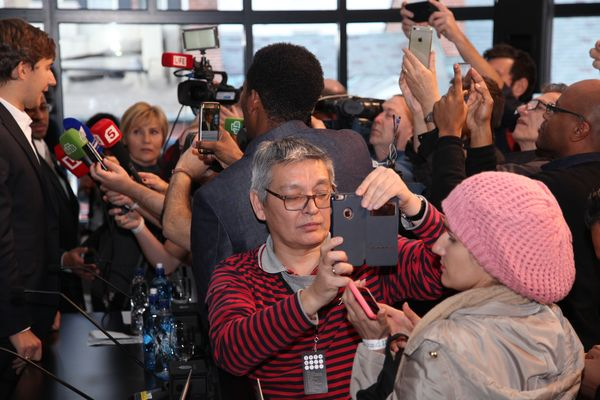
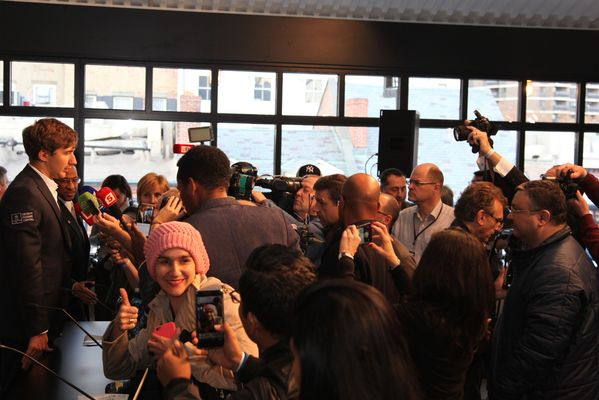
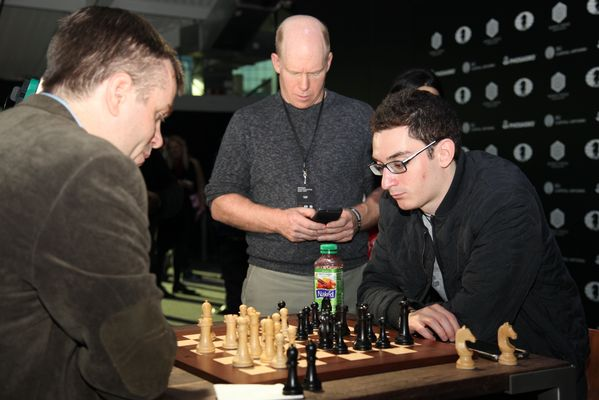
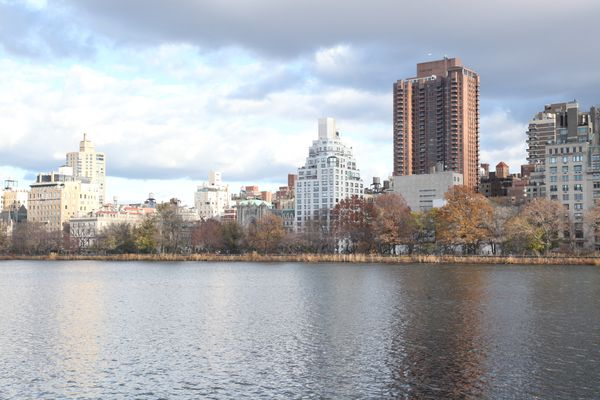

### Партии тай-брейка
После того, как двенадцатая партия окончилась вничью, 30 ноября 2016 года, в день рождения Магнуса Карлсена, состоялся тай-брейк.

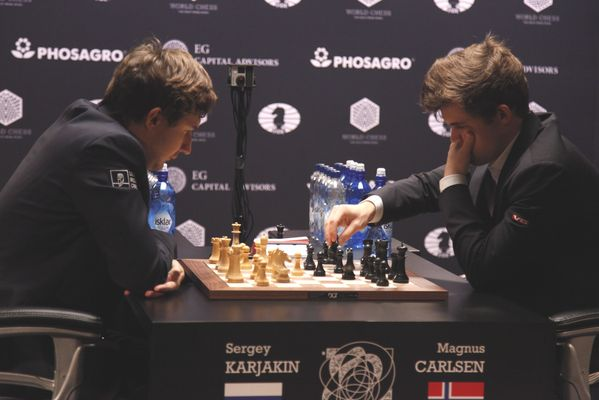
Карлсен — Карякин, тай-брейк

| Участники      | Рейтинг | 1               | 2   | 3   | 4   | + | − | = | Очки |
| Магнус Карлсен | 2894    | ½               | ½   | 1   | 1   | 2 | 0 | 2 | 3    |
| Сергей Карякин | 2818    | ½               | ½   | 0   | 0   | 0 | 2 | 2 | 1    |
| ECO            | ECO     | C78             | C50 | C84 | B54 |   |   |   |      |
|                |         | Быстрые шахматы |     |     |     |   |   |   |      |

 Обзор Сергея Шипова четырёх партий тай-брейка

#### 1-я партия
|   | a | b | c | d | e | f | g | h |   |
| - | --- | --- | --- | --- | --- | --- | --- | --- | - |
| 8 | f7 чёрный король · g7 чёрная пешка · b6 чёрный слон · e6 чёрная пешка · h6 чёрная пешка · d5 чёрный конь · e5 белый слон · f4 белая пешка · g3 белый конь · h3 белая пешка · g2 белая пешка · h2 белый король | f7 чёрный король · g7 чёрная пешка · b6 чёрный слон · e6 чёрная пешка · h6 чёрная пешка · d5 чёрный конь · e5 белый слон · f4 белая пешка · g3 белый конь · h3 белая пешка · g2 белая пешка · h2 белый король | f7 чёрный король · g7 чёрная пешка · b6 чёрный слон · e6 чёрная пешка · h6 чёрная пешка · d5 чёрный конь · e5 белый слон · f4 белая пешка · g3 белый конь · h3 белая пешка · g2 белая пешка · h2 белый король | f7 чёрный король · g7 чёрная пешка · b6 чёрный слон · e6 чёрная пешка · h6 чёрная пешка · d5 чёрный конь · e5 белый слон · f4 белая пешка · g3 белый конь · h3 белая пешка · g2 белая пешка · h2 белый король | f7 чёрный король · g7 чёрная пешка · b6 чёрный слон · e6 чёрная пешка · h6 чёрная пешка · d5 чёрный конь · e5 белый слон · f4 белая пешка · g3 белый конь · h3 белая пешка · g2 белая пешка · h2 белый король | f7 чёрный король · g7 чёрная пешка · b6 чёрный слон · e6 чёрная пешка · h6 чёрная пешка · d5 чёрный конь · e5 белый слон · f4 белая пешка · g3 белый конь · h3 белая пешка · g2 белая пешка · h2 белый король | f7 чёрный король · g7 чёрная пешка · b6 чёрный слон · e6 чёрная пешка · h6 чёрная пешка · d5 чёрный конь · e5 белый слон · f4 белая пешка · g3 белый конь · h3 белая пешка · g2 белая пешка · h2 белый король | f7 чёрный король · g7 чёрная пешка · b6 чёрный слон · e6 чёрная пешка · h6 чёрная пешка · d5 чёрный конь · e5 белый слон · f4 белая пешка · g3 белый конь · h3 белая пешка · g2 белая пешка · h2 белый король | 8 |
| 7 | f7 чёрный король · g7 чёрная пешка · b6 чёрный слон · e6 чёрная пешка · h6 чёрная пешка · d5 чёрный конь · e5 белый слон · f4 белая пешка · g3 белый конь · h3 белая пешка · g2 белая пешка · h2 белый король | f7 чёрный король · g7 чёрная пешка · b6 чёрный слон · e6 чёрная пешка · h6 чёрная пешка · d5 чёрный конь · e5 белый слон · f4 белая пешка · g3 белый конь · h3 белая пешка · g2 белая пешка · h2 белый король | f7 чёрный король · g7 чёрная пешка · b6 чёрный слон · e6 чёрная пешка · h6 чёрная пешка · d5 чёрный конь · e5 белый слон · f4 белая пешка · g3 белый конь · h3 белая пешка · g2 белая пешка · h2 белый король | f7 чёрный король · g7 чёрная пешка · b6 чёрный слон · e6 чёрная пешка · h6 чёрная пешка · d5 чёрный конь · e5 белый слон · f4 белая пешка · g3 белый конь · h3 белая пешка · g2 белая пешка · h2 белый король | f7 чёрный король · g7 чёрная пешка · b6 чёрный слон · e6 чёрная пешка · h6 чёрная пешка · d5 чёрный конь · e5 белый слон · f4 белая пешка · g3 белый конь · h3 белая пешка · g2 белая пешка · h2 белый король | f7 чёрный король · g7 чёрная пешка · b6 чёрный слон · e6 чёрная пешка · h6 чёрная пешка · d5 чёрный конь · e5 белый слон · f4 белая пешка · g3 белый конь · h3 белая пешка · g2 белая пешка · h2 белый король | f7 чёрный король · g7 чёрная пешка · b6 чёрный слон · e6 чёрная пешка · h6 чёрная пешка · d5 чёрный конь · e5 белый слон · f4 белая пешка · g3 белый конь · h3 белая пешка · g2 белая пешка · h2 белый король | f7 чёрный король · g7 чёрная пешка · b6 чёрный слон · e6 чёрная пешка · h6 чёрная пешка · d5 чёрный конь · e5 белый слон · f4 белая пешка · g3 белый конь · h3 белая пешка · g2 белая пешка · h2 белый король | 7 |
| 6 | f7 чёрный король · g7 чёрная пешка · b6 чёрный слон · e6 чёрная пешка · h6 чёрная пешка · d5 чёрный конь · e5 белый слон · f4 белая пешка · g3 белый конь · h3 белая пешка · g2 белая пешка · h2 белый король | f7 чёрный король · g7 чёрная пешка · b6 чёрный слон · e6 чёрная пешка · h6 чёрная пешка · d5 чёрный конь · e5 белый слон · f4 белая пешка · g3 белый конь · h3 белая пешка · g2 белая пешка · h2 белый король | f7 чёрный король · g7 чёрная пешка · b6 чёрный слон · e6 чёрная пешка · h6 чёрная пешка · d5 чёрный конь · e5 белый слон · f4 белая пешка · g3 белый конь · h3 белая пешка · g2 белая пешка · h2 белый король | f7 чёрный король · g7 чёрная пешка · b6 чёрный слон · e6 чёрная пешка · h6 чёрная пешка · d5 чёрный конь · e5 белый слон · f4 белая пешка · g3 белый конь · h3 белая пешка · g2 белая пешка · h2 белый король | f7 чёрный король · g7 чёрная пешка · b6 чёрный слон · e6 чёрная пешка · h6 чёрная пешка · d5 чёрный конь · e5 белый слон · f4 белая пешка · g3 белый конь · h3 белая пешка · g2 белая пешка · h2 белый король | f7 чёрный король · g7 чёрная пешка · b6 чёрный слон · e6 чёрная пешка · h6 чёрная пешка · d5 чёрный конь · e5 белый слон · f4 белая пешка · g3 белый конь · h3 белая пешка · g2 белая пешка · h2 белый король | f7 чёрный король · g7 чёрная пешка · b6 чёрный слон · e6 чёрная пешка · h6 чёрная пешка · d5 чёрный конь · e5 белый слон · f4 белая пешка · g3 белый конь · h3 белая пешка · g2 белая пешка · h2 белый король | f7 чёрный король · g7 чёрная пешка · b6 чёрный слон · e6 чёрная пешка · h6 чёрная пешка · d5 чёрный конь · e5 белый слон · f4 белая пешка · g3 белый конь · h3 белая пешка · g2 белая пешка · h2 белый король | 6 |
| 5 | f7 чёрный король · g7 чёрная пешка · b6 чёрный слон · e6 чёрная пешка · h6 чёрная пешка · d5 чёрный конь · e5 белый слон · f4 белая пешка · g3 белый конь · h3 белая пешка · g2 белая пешка · h2 белый король | f7 чёрный король · g7 чёрная пешка · b6 чёрный слон · e6 чёрная пешка · h6 чёрная пешка · d5 чёрный конь · e5 белый слон · f4 белая пешка · g3 белый конь · h3 белая пешка · g2 белая пешка · h2 белый король | f7 чёрный король · g7 чёрная пешка · b6 чёрный слон · e6 чёрная пешка · h6 чёрная пешка · d5 чёрный конь · e5 белый слон · f4 белая пешка · g3 белый конь · h3 белая пешка · g2 белая пешка · h2 белый король | f7 чёрный король · g7 чёрная пешка · b6 чёрный слон · e6 чёрная пешка · h6 чёрная пешка · d5 чёрный конь · e5 белый слон · f4 белая пешка · g3 белый конь · h3 белая пешка · g2 белая пешка · h2 белый король | f7 чёрный король · g7 чёрная пешка · b6 чёрный слон · e6 чёрная пешка · h6 чёрная пешка · d5 чёрный конь · e5 белый слон · f4 белая пешка · g3 белый конь · h3 белая пешка · g2 белая пешка · h2 белый король | f7 чёрный король · g7 чёрная пешка · b6 чёрный слон · e6 чёрная пешка · h6 чёрная пешка · d5 чёрный конь · e5 белый слон · f4 белая пешка · g3 белый конь · h3 белая пешка · g2 белая пешка · h2 белый король | f7 чёрный король · g7 чёрная пешка · b6 чёрный слон · e6 чёрная пешка · h6 чёрная пешка · d5 чёрный конь · e5 белый слон · f4 белая пешка · g3 белый конь · h3 белая пешка · g2 белая пешка · h2 белый король | f7 чёрный король · g7 чёрная пешка · b6 чёрный слон · e6 чёрная пешка · h6 чёрная пешка · d5 чёрный конь · e5 белый слон · f4 белая пешка · g3 белый конь · h3 белая пешка · g2 белая пешка · h2 белый король | 5 |
| 4 | f7 чёрный король · g7 чёрная пешка · b6 чёрный слон · e6 чёрная пешка · h6 чёрная пешка · d5 чёрный конь · e5 белый слон · f4 белая пешка · g3 белый конь · h3 белая пешка · g2 белая пешка · h2 белый король | f7 чёрный король · g7 чёрная пешка · b6 чёрный слон · e6 чёрная пешка · h6 чёрная пешка · d5 чёрный конь · e5 белый слон · f4 белая пешка · g3 белый конь · h3 белая пешка · g2 белая пешка · h2 белый король | f7 чёрный король · g7 чёрная пешка · b6 чёрный слон · e6 чёрная пешка · h6 чёрная пешка · d5 чёрный конь · e5 белый слон · f4 белая пешка · g3 белый конь · h3 белая пешка · g2 белая пешка · h2 белый король | f7 чёрный король · g7 чёрная пешка · b6 чёрный слон · e6 чёрная пешка · h6 чёрная пешка · d5 чёрный конь · e5 белый слон · f4 белая пешка · g3 белый конь · h3 белая пешка · g2 белая пешка · h2 белый король | f7 чёрный король · g7 чёрная пешка · b6 чёрный слон · e6 чёрная пешка · h6 чёрная пешка · d5 чёрный конь · e5 белый слон · f4 белая пешка · g3 белый конь · h3 белая пешка · g2 белая пешка · h2 белый король | f7 чёрный король · g7 чёрная пешка · b6 чёрный слон · e6 чёрная пешка · h6 чёрная пешка · d5 чёрный конь · e5 белый слон · f4 белая пешка · g3 белый конь · h3 белая пешка · g2 белая пешка · h2 белый король | f7 чёрный король · g7 чёрная пешка · b6 чёрный слон · e6 чёрная пешка · h6 чёрная пешка · d5 чёрный конь · e5 белый слон · f4 белая пешка · g3 белый конь · h3 белая пешка · g2 белая пешка · h2 белый король | f7 чёрный король · g7 чёрная пешка · b6 чёрный слон · e6 чёрная пешка · h6 чёрная пешка · d5 чёрный конь · e5 белый слон · f4 белая пешка · g3 белый конь · h3 белая пешка · g2 белая пешка · h2 белый король | 4 |
| 3 | f7 чёрный король · g7 чёрная пешка · b6 чёрный слон · e6 чёрная пешка · h6 чёрная пешка · d5 чёрный конь · e5 белый слон · f4 белая пешка · g3 белый конь · h3 белая пешка · g2 белая пешка · h2 белый король | f7 чёрный король · g7 чёрная пешка · b6 чёрный слон · e6 чёрная пешка · h6 чёрная пешка · d5 чёрный конь · e5 белый слон · f4 белая пешка · g3 белый конь · h3 белая пешка · g2 белая пешка · h2 белый король | f7 чёрный король · g7 чёрная пешка · b6 чёрный слон · e6 чёрная пешка · h6 чёрная пешка · d5 чёрный конь · e5 белый слон · f4 белая пешка · g3 белый конь · h3 белая пешка · g2 белая пешка · h2 белый король | f7 чёрный король · g7 чёрная пешка · b6 чёрный слон · e6 чёрная пешка · h6 чёрная пешка · d5 чёрный конь · e5 белый слон · f4 белая пешка · g3 белый конь · h3 белая пешка · g2 белая пешка · h2 белый король | f7 чёрный король · g7 чёрная пешка · b6 чёрный слон · e6 чёрная пешка · h6 чёрная пешка · d5 чёрный конь · e5 белый слон · f4 белая пешка · g3 белый конь · h3 белая пешка · g2 белая пешка · h2 белый король | f7 чёрный король · g7 чёрная пешка · b6 чёрный слон · e6 чёрная пешка · h6 чёрная пешка · d5 чёрный конь · e5 белый слон · f4 белая пешка · g3 белый конь · h3 белая пешка · g2 белая пешка · h2 белый король | f7 чёрный король · g7 чёрная пешка · b6 чёрный слон · e6 чёрная пешка · h6 чёрная пешка · d5 чёрный конь · e5 белый слон · f4 белая пешка · g3 белый конь · h3 белая пешка · g2 белая пешка · h2 белый король | f7 чёрный король · g7 чёрная пешка · b6 чёрный слон · e6 чёрная пешка · h6 чёрная пешка · d5 чёрный конь · e5 белый слон · f4 белая пешка · g3 белый конь · h3 белая пешка · g2 белая пешка · h2 белый король | 3 |
| 2 | f7 чёрный король · g7 чёрная пешка · b6 чёрный слон · e6 чёрная пешка · h6 чёрная пешка · d5 чёрный конь · e5 белый слон · f4 белая пешка · g3 белый конь · h3 белая пешка · g2 белая пешка · h2 белый король | f7 чёрный король · g7 чёрная пешка · b6 чёрный слон · e6 чёрная пешка · h6 чёрная пешка · d5 чёрный конь · e5 белый слон · f4 белая пешка · g3 белый конь · h3 белая пешка · g2 белая пешка · h2 белый король | f7 чёрный король · g7 чёрная пешка · b6 чёрный слон · e6 чёрная пешка · h6 чёрная пешка · d5 чёрный конь · e5 белый слон · f4 белая пешка · g3 белый конь · h3 белая пешка · g2 белая пешка · h2 белый король | f7 чёрный король · g7 чёрная пешка · b6 чёрный слон · e6 чёрная пешка · h6 чёрная пешка · d5 чёрный конь · e5 белый слон · f4 белая пешка · g3 белый конь · h3 белая пешка · g2 белая пешка · h2 белый король | f7 чёрный король · g7 чёрная пешка · b6 чёрный слон · e6 чёрная пешка · h6 чёрная пешка · d5 чёрный конь · e5 белый слон · f4 белая пешка · g3 белый конь · h3 белая пешка · g2 белая пешка · h2 белый король | f7 чёрный король · g7 чёрная пешка · b6 чёрный слон · e6 чёрная пешка · h6 чёрная пешка · d5 чёрный конь · e5 белый слон · f4 белая пешка · g3 белый конь · h3 белая пешка · g2 белая пешка · h2 белый король | f7 чёрный король · g7 чёрная пешка · b6 чёрный слон · e6 чёрная пешка · h6 чёрная пешка · d5 чёрный конь · e5 белый слон · f4 белая пешка · g3 белый конь · h3 белая пешка · g2 белая пешка · h2 белый король | f7 чёрный король · g7 чёрная пешка · b6 чёрный слон · e6 чёрная пешка · h6 чёрная пешка · d5 чёрный конь · e5 белый слон · f4 белая пешка · g3 белый конь · h3 белая пешка · g2 белая пешка · h2 белый король | 2 |
| 1 | f7 чёрный король · g7 чёрная пешка · b6 чёрный слон · e6 чёрная пешка · h6 чёрная пешка · d5 чёрный конь · e5 белый слон · f4 белая пешка · g3 белый конь · h3 белая пешка · g2 белая пешка · h2 белый король | f7 чёрный король · g7 чёрная пешка · b6 чёрный слон · e6 чёрная пешка · h6 чёрная пешка · d5 чёрный конь · e5 белый слон · f4 белая пешка · g3 белый конь · h3 белая пешка · g2 белая пешка · h2 белый король | f7 чёрный король · g7 чёрная пешка · b6 чёрный слон · e6 чёрная пешка · h6 чёрная пешка · d5 чёрный конь · e5 белый слон · f4 белая пешка · g3 белый конь · h3 белая пешка · g2 белая пешка · h2 белый король | f7 чёрный король · g7 чёрная пешка · b6 чёрный слон · e6 чёрная пешка · h6 чёрная пешка · d5 чёрный конь · e5 белый слон · f4 белая пешка · g3 белый конь · h3 белая пешка · g2 белая пешка · h2 белый король | f7 чёрный король · g7 чёрная пешка · b6 чёрный слон · e6 чёрная пешка · h6 чёрная пешка · d5 чёрный конь · e5 белый слон · f4 белая пешка · g3 белый конь · h3 белая пешка · g2 белая пешка · h2 белый король | f7 чёрный король · g7 чёрная пешка · b6 чёрный слон · e6 чёрная пешка · h6 чёрная пешка · d5 чёрный конь · e5 белый слон · f4 белая пешка · g3 белый конь · h3 белая пешка · g2 белая пешка · h2 белый король | f7 чёрный король · g7 чёрная пешка · b6 чёрный слон · e6 чёрная пешка · h6 чёрная пешка · d5 чёрный конь · e5 белый слон · f4 белая пешка · g3 белый конь · h3 белая пешка · g2 белая пешка · h2 белый король | f7 чёрный король · g7 чёрная пешка · b6 чёрный слон · e6 чёрная пешка · h6 чёрная пешка · d5 чёрный конь · e5 белый слон · f4 белая пешка · g3 белый конь · h3 белая пешка · g2 белая пешка · h2 белый король | 1 |
|   | a | b | c | d | e | f | g | h |   |

Испанская партия (C78)
[Event "1 партия тай-брейка"] [Site "Нью-Йорк"] [Date "30.11.2016"] [White "Сергей Карякин"] [Black "Магнус Карлсен"] [Result "1/2-1/2"] [ECO "C78"] [WhiteElo "2818"] [BlackElo "2894"] [PlyCount "76"] [EventDate "30.11.2016"] [EventType "match"] [EventCountry "USA"] 1.e4 e5 2.Nf3 Nc6 3.Bb5 a6 4.Ba4 Nf6 5.O-O Be7 6.d3 b5 7.Bb3 d6 8.a3 O-O 9.Nc3 Nb8 10.Ne2 c5 11.Ng3 Nc6 12.c3 Rb8 13.h3 a5 14.a4 b4 15.Re1 Be6 16.Bc4 h6 17.Be3 Qc8 18.Qe2 Rd8 19.Bxe6 fxe6 20.d4 bxc3 21.bxc3 cxd4 22.cxd4 exd4 23.Nxd4 Nxd4 24.Bxd4 Rb4 25.Rec1 Qd7 26.Bc3 Rxa4 27.Bxa5 Rxa1 28.Rxa1 Ra8 29.Bc3 Rxa1+ 30.Bxa1 Qc6 31.Kh2 Kf7 32.Bb2 Qc5 33.f4 Bd8 34.e5 dxe5 35.Bxe5 Bb6 36.Qd1 Qd5 37.Qxd5 Nxd5 1/2-1/2
В первой дополнительной партии белыми фигурами играл Сергей Карякин. Соперники продолжили дискуссию в испанской партии, которую вели уже в течение почти трёх недель. Чёрные уверенно решили дебютные проблемы, и поединок завершился вничью.

#### 2-я партия
|   | a | b | c | d | e | f | g | h |   |
| - | --- | --- | --- | --- | --- | --- | --- | --- | - |
| 8 | h8 чёрный король · e7 белый король · g7 чёрная пешка · f5 белый слон · h5 белая пешка · h4 белая пешка | h8 чёрный король · e7 белый король · g7 чёрная пешка · f5 белый слон · h5 белая пешка · h4 белая пешка | h8 чёрный король · e7 белый король · g7 чёрная пешка · f5 белый слон · h5 белая пешка · h4 белая пешка | h8 чёрный король · e7 белый король · g7 чёрная пешка · f5 белый слон · h5 белая пешка · h4 белая пешка | h8 чёрный король · e7 белый король · g7 чёрная пешка · f5 белый слон · h5 белая пешка · h4 белая пешка | h8 чёрный король · e7 белый король · g7 чёрная пешка · f5 белый слон · h5 белая пешка · h4 белая пешка | h8 чёрный король · e7 белый король · g7 чёрная пешка · f5 белый слон · h5 белая пешка · h4 белая пешка | h8 чёрный король · e7 белый король · g7 чёрная пешка · f5 белый слон · h5 белая пешка · h4 белая пешка | 8 |
| 7 | h8 чёрный король · e7 белый король · g7 чёрная пешка · f5 белый слон · h5 белая пешка · h4 белая пешка | h8 чёрный король · e7 белый король · g7 чёрная пешка · f5 белый слон · h5 белая пешка · h4 белая пешка | h8 чёрный король · e7 белый король · g7 чёрная пешка · f5 белый слон · h5 белая пешка · h4 белая пешка | h8 чёрный король · e7 белый король · g7 чёрная пешка · f5 белый слон · h5 белая пешка · h4 белая пешка | h8 чёрный король · e7 белый король · g7 чёрная пешка · f5 белый слон · h5 белая пешка · h4 белая пешка | h8 чёрный король · e7 белый король · g7 чёрная пешка · f5 белый слон · h5 белая пешка · h4 белая пешка | h8 чёрный король · e7 белый король · g7 чёрная пешка · f5 белый слон · h5 белая пешка · h4 белая пешка | h8 чёрный король · e7 белый король · g7 чёрная пешка · f5 белый слон · h5 белая пешка · h4 белая пешка | 7 |
| 6 | h8 чёрный король · e7 белый король · g7 чёрная пешка · f5 белый слон · h5 белая пешка · h4 белая пешка | h8 чёрный король · e7 белый король · g7 чёрная пешка · f5 белый слон · h5 белая пешка · h4 белая пешка | h8 чёрный король · e7 белый король · g7 чёрная пешка · f5 белый слон · h5 белая пешка · h4 белая пешка | h8 чёрный король · e7 белый король · g7 чёрная пешка · f5 белый слон · h5 белая пешка · h4 белая пешка | h8 чёрный король · e7 белый король · g7 чёрная пешка · f5 белый слон · h5 белая пешка · h4 белая пешка | h8 чёрный король · e7 белый король · g7 чёрная пешка · f5 белый слон · h5 белая пешка · h4 белая пешка | h8 чёрный король · e7 белый король · g7 чёрная пешка · f5 белый слон · h5 белая пешка · h4 белая пешка | h8 чёрный король · e7 белый король · g7 чёрная пешка · f5 белый слон · h5 белая пешка · h4 белая пешка | 6 |
| 5 | h8 чёрный король · e7 белый король · g7 чёрная пешка · f5 белый слон · h5 белая пешка · h4 белая пешка | h8 чёрный король · e7 белый король · g7 чёрная пешка · f5 белый слон · h5 белая пешка · h4 белая пешка | h8 чёрный король · e7 белый король · g7 чёрная пешка · f5 белый слон · h5 белая пешка · h4 белая пешка | h8 чёрный король · e7 белый король · g7 чёрная пешка · f5 белый слон · h5 белая пешка · h4 белая пешка | h8 чёрный король · e7 белый король · g7 чёрная пешка · f5 белый слон · h5 белая пешка · h4 белая пешка | h8 чёрный король · e7 белый король · g7 чёрная пешка · f5 белый слон · h5 белая пешка · h4 белая пешка | h8 чёрный король · e7 белый король · g7 чёрная пешка · f5 белый слон · h5 белая пешка · h4 белая пешка | h8 чёрный король · e7 белый король · g7 чёрная пешка · f5 белый слон · h5 белая пешка · h4 белая пешка | 5 |
| 4 | h8 чёрный король · e7 белый король · g7 чёрная пешка · f5 белый слон · h5 белая пешка · h4 белая пешка | h8 чёрный король · e7 белый король · g7 чёрная пешка · f5 белый слон · h5 белая пешка · h4 белая пешка | h8 чёрный король · e7 белый король · g7 чёрная пешка · f5 белый слон · h5 белая пешка · h4 белая пешка | h8 чёрный король · e7 белый король · g7 чёрная пешка · f5 белый слон · h5 белая пешка · h4 белая пешка | h8 чёрный король · e7 белый король · g7 чёрная пешка · f5 белый слон · h5 белая пешка · h4 белая пешка | h8 чёрный король · e7 белый король · g7 чёрная пешка · f5 белый слон · h5 белая пешка · h4 белая пешка | h8 чёрный король · e7 белый король · g7 чёрная пешка · f5 белый слон · h5 белая пешка · h4 белая пешка | h8 чёрный король · e7 белый король · g7 чёрная пешка · f5 белый слон · h5 белая пешка · h4 белая пешка | 4 |
| 3 | h8 чёрный король · e7 белый король · g7 чёрная пешка · f5 белый слон · h5 белая пешка · h4 белая пешка | h8 чёрный король · e7 белый король · g7 чёрная пешка · f5 белый слон · h5 белая пешка · h4 белая пешка | h8 чёрный король · e7 белый король · g7 чёрная пешка · f5 белый слон · h5 белая пешка · h4 белая пешка | h8 чёрный король · e7 белый король · g7 чёрная пешка · f5 белый слон · h5 белая пешка · h4 белая пешка | h8 чёрный король · e7 белый король · g7 чёрная пешка · f5 белый слон · h5 белая пешка · h4 белая пешка | h8 чёрный король · e7 белый король · g7 чёрная пешка · f5 белый слон · h5 белая пешка · h4 белая пешка | h8 чёрный король · e7 белый король · g7 чёрная пешка · f5 белый слон · h5 белая пешка · h4 белая пешка | h8 чёрный король · e7 белый король · g7 чёрная пешка · f5 белый слон · h5 белая пешка · h4 белая пешка | 3 |
| 2 | h8 чёрный король · e7 белый король · g7 чёрная пешка · f5 белый слон · h5 белая пешка · h4 белая пешка | h8 чёрный король · e7 белый король · g7 чёрная пешка · f5 белый слон · h5 белая пешка · h4 белая пешка | h8 чёрный король · e7 белый король · g7 чёрная пешка · f5 белый слон · h5 белая пешка · h4 белая пешка | h8 чёрный король · e7 белый король · g7 чёрная пешка · f5 белый слон · h5 белая пешка · h4 белая пешка | h8 чёрный король · e7 белый король · g7 чёрная пешка · f5 белый слон · h5 белая пешка · h4 белая пешка | h8 чёрный король · e7 белый король · g7 чёрная пешка · f5 белый слон · h5 белая пешка · h4 белая пешка | h8 чёрный король · e7 белый король · g7 чёрная пешка · f5 белый слон · h5 белая пешка · h4 белая пешка | h8 чёрный король · e7 белый король · g7 чёрная пешка · f5 белый слон · h5 белая пешка · h4 белая пешка | 2 |
| 1 | h8 чёрный король · e7 белый король · g7 чёрная пешка · f5 белый слон · h5 белая пешка · h4 белая пешка | h8 чёрный король · e7 белый король · g7 чёрная пешка · f5 белый слон · h5 белая пешка · h4 белая пешка | h8 чёрный король · e7 белый король · g7 чёрная пешка · f5 белый слон · h5 белая пешка · h4 белая пешка | h8 чёрный король · e7 белый король · g7 чёрная пешка · f5 белый слон · h5 белая пешка · h4 белая пешка | h8 чёрный король · e7 белый король · g7 чёрная пешка · f5 белый слон · h5 белая пешка · h4 белая пешка | h8 чёрный король · e7 белый король · g7 чёрная пешка · f5 белый слон · h5 белая пешка · h4 белая пешка | h8 чёрный король · e7 белый король · g7 чёрная пешка · f5 белый слон · h5 белая пешка · h4 белая пешка | h8 чёрный король · e7 белый король · g7 чёрная пешка · f5 белый слон · h5 белая пешка · h4 белая пешка | 1 |
|   | a | b | c | d | e | f | g | h |   |

Итальянская партия (C50). Эта партия закончилась ничьей — Сергей Карякин нашёл пат.
[Event "2 партия тай-брейка"] [Site "Нью-Йорк"] [Date "30.11.2016"] [White "Магнус Карлсен"] [Black "Сергей Карякин"] [Result "1/2-1/2"] [ECO "C50"] [WhiteElo "2894"] [BlackElo "2818"] [PlyCount "167"] [EventDate "30.11.2016"] [EventType "match"] [EventCountry "USA"] 1.e4 e5 2.Nf3 Nc6 3.Bc4 Bc5 4.O-O Nf6 5.d3 O-O 6.a4 a6 7.c3 d6 8.Re1 Ba7 9.h3 Ne7 10.d4 Ng6 11.Nbd2 c6 12.Bf1 a5 13.dxe5 dxe5 14.Qc2 Be6 15.Nc4 Qc7 16.b4 axb4 17.cxb4 b5 18.Ne3 bxa4 19.Rxa4 Bxe3 20.Bxe3 Rxa4 21.Qxa4 Nxe4 22.Rc1 Bd5 23.b5 cxb5 24.Qxe4 Qxc1 25.Qxd5 Qc7 26.Qxb5 Rb8 27.Qd5 Rd8 28.Qb3 Rb8 29.Qa2 h6 30.Qd5 Qe7 31.Qe4 Qf6 32.g3 Rc8 33.Bd3 Qc6 34.Qf5 Re8 35.Be4 Qe6 36.Qh5 Ne7 37.Qxe5 Qxe5 38.Nxe5 Ng6 39.Bxg6 Rxe5 40.Bd3 f6 41.Kg2 Kh8 42.Kf3 Rd5 43.Bg6 Ra5 44.Ke4 Rb5 45.h4 Re5+ 46.Kd4 Ra5 47.Kc4 Re5 48.Bd4 Ra5 49.Bc5 Kg8 50.Kd5 Rb5 51.Kd6 Ra5 52.Be3 Re5 53.Bf4 Ra5 54.Bd3 Ra7 55.Ke6 Rb7 56.Kf5 Rd7 57.Bc2 Rb7 58.Kg6 Rb2 59.Bf5 Rxf2 60.Be6+ Kh8 61.Bd6 Re2 62.Bg4 Re8 63.Bf5 Kg8 64.Bc2 Re3 65.Bb1 Kh8 66.Kf7 Rb3 67.Be4 Re3 68.Bf5 Rc3 69.g4 Rc6 70.Bf8 Rc7+ 71.Kg6 Kg8 72.Bb4 Rb7 73.Bd6 Kh8 74.Bf8 Kg8 75.Ba3 Kh8 76.Be6 Rb6 77.Kf7 Rb7+ 78.Be7 h5 79.gxh5 f5 80.Bxf5 Rxe7+ 81.Kxe7 Kg8 82.Bd3 Kh8 83.Kf8 g5 84.hxg6 1/2-1/2
Во второй партии чемпион мира избрал итальянскую партию и, запутав противника в сложном миттельшпиле, выиграл две фигуры за ладью. У Карлсена было к тому же почти в 10 раз больше времени на обдумывание (около десяти минут против одной), однако Карякин уже в который раз проявил фантастическое упорство в защите и спасся. В концовке, когда у Сергея оставались считанные секунды, он нашёл изящную комбинацию: пожертвовал три пешки и ладью и запатовал своего короля.

#### 3-я партия
|   | a | b | c | d | e | f | g | h |   |
| - | --- | --- | --- | --- | --- | --- | --- | --- | - |
| 8 | h8 чёрный король · c7 чёрная пешка · g7 чёрная пешка · d6 чёрная пешка · h6 чёрная пешка · b5 белая пешка · d5 белая пешка · e4 белая пешка · f4 чёрная пешка · e3 чёрный конь · f3 белая пешка · h3 белая пешка · a2 чёрная ладья · b2 чёрный ферзь · g2 белая пешка · h2 белый король · c1 белая ладья · e1 белый ферзь · f1 белый слон | h8 чёрный король · c7 чёрная пешка · g7 чёрная пешка · d6 чёрная пешка · h6 чёрная пешка · b5 белая пешка · d5 белая пешка · e4 белая пешка · f4 чёрная пешка · e3 чёрный конь · f3 белая пешка · h3 белая пешка · a2 чёрная ладья · b2 чёрный ферзь · g2 белая пешка · h2 белый король · c1 белая ладья · e1 белый ферзь · f1 белый слон | h8 чёрный король · c7 чёрная пешка · g7 чёрная пешка · d6 чёрная пешка · h6 чёрная пешка · b5 белая пешка · d5 белая пешка · e4 белая пешка · f4 чёрная пешка · e3 чёрный конь · f3 белая пешка · h3 белая пешка · a2 чёрная ладья · b2 чёрный ферзь · g2 белая пешка · h2 белый король · c1 белая ладья · e1 белый ферзь · f1 белый слон | h8 чёрный король · c7 чёрная пешка · g7 чёрная пешка · d6 чёрная пешка · h6 чёрная пешка · b5 белая пешка · d5 белая пешка · e4 белая пешка · f4 чёрная пешка · e3 чёрный конь · f3 белая пешка · h3 белая пешка · a2 чёрная ладья · b2 чёрный ферзь · g2 белая пешка · h2 белый король · c1 белая ладья · e1 белый ферзь · f1 белый слон | h8 чёрный король · c7 чёрная пешка · g7 чёрная пешка · d6 чёрная пешка · h6 чёрная пешка · b5 белая пешка · d5 белая пешка · e4 белая пешка · f4 чёрная пешка · e3 чёрный конь · f3 белая пешка · h3 белая пешка · a2 чёрная ладья · b2 чёрный ферзь · g2 белая пешка · h2 белый король · c1 белая ладья · e1 белый ферзь · f1 белый слон | h8 чёрный король · c7 чёрная пешка · g7 чёрная пешка · d6 чёрная пешка · h6 чёрная пешка · b5 белая пешка · d5 белая пешка · e4 белая пешка · f4 чёрная пешка · e3 чёрный конь · f3 белая пешка · h3 белая пешка · a2 чёрная ладья · b2 чёрный ферзь · g2 белая пешка · h2 белый король · c1 белая ладья · e1 белый ферзь · f1 белый слон | h8 чёрный король · c7 чёрная пешка · g7 чёрная пешка · d6 чёрная пешка · h6 чёрная пешка · b5 белая пешка · d5 белая пешка · e4 белая пешка · f4 чёрная пешка · e3 чёрный конь · f3 белая пешка · h3 белая пешка · a2 чёрная ладья · b2 чёрный ферзь · g2 белая пешка · h2 белый король · c1 белая ладья · e1 белый ферзь · f1 белый слон | h8 чёрный король · c7 чёрная пешка · g7 чёрная пешка · d6 чёрная пешка · h6 чёрная пешка · b5 белая пешка · d5 белая пешка · e4 белая пешка · f4 чёрная пешка · e3 чёрный конь · f3 белая пешка · h3 белая пешка · a2 чёрная ладья · b2 чёрный ферзь · g2 белая пешка · h2 белый король · c1 белая ладья · e1 белый ферзь · f1 белый слон | 8 |
| 7 | h8 чёрный король · c7 чёрная пешка · g7 чёрная пешка · d6 чёрная пешка · h6 чёрная пешка · b5 белая пешка · d5 белая пешка · e4 белая пешка · f4 чёрная пешка · e3 чёрный конь · f3 белая пешка · h3 белая пешка · a2 чёрная ладья · b2 чёрный ферзь · g2 белая пешка · h2 белый король · c1 белая ладья · e1 белый ферзь · f1 белый слон | h8 чёрный король · c7 чёрная пешка · g7 чёрная пешка · d6 чёрная пешка · h6 чёрная пешка · b5 белая пешка · d5 белая пешка · e4 белая пешка · f4 чёрная пешка · e3 чёрный конь · f3 белая пешка · h3 белая пешка · a2 чёрная ладья · b2 чёрный ферзь · g2 белая пешка · h2 белый король · c1 белая ладья · e1 белый ферзь · f1 белый слон | h8 чёрный король · c7 чёрная пешка · g7 чёрная пешка · d6 чёрная пешка · h6 чёрная пешка · b5 белая пешка · d5 белая пешка · e4 белая пешка · f4 чёрная пешка · e3 чёрный конь · f3 белая пешка · h3 белая пешка · a2 чёрная ладья · b2 чёрный ферзь · g2 белая пешка · h2 белый король · c1 белая ладья · e1 белый ферзь · f1 белый слон | h8 чёрный король · c7 чёрная пешка · g7 чёрная пешка · d6 чёрная пешка · h6 чёрная пешка · b5 белая пешка · d5 белая пешка · e4 белая пешка · f4 чёрная пешка · e3 чёрный конь · f3 белая пешка · h3 белая пешка · a2 чёрная ладья · b2 чёрный ферзь · g2 белая пешка · h2 белый король · c1 белая ладья · e1 белый ферзь · f1 белый слон | h8 чёрный король · c7 чёрная пешка · g7 чёрная пешка · d6 чёрная пешка · h6 чёрная пешка · b5 белая пешка · d5 белая пешка · e4 белая пешка · f4 чёрная пешка · e3 чёрный конь · f3 белая пешка · h3 белая пешка · a2 чёрная ладья · b2 чёрный ферзь · g2 белая пешка · h2 белый король · c1 белая ладья · e1 белый ферзь · f1 белый слон | h8 чёрный король · c7 чёрная пешка · g7 чёрная пешка · d6 чёрная пешка · h6 чёрная пешка · b5 белая пешка · d5 белая пешка · e4 белая пешка · f4 чёрная пешка · e3 чёрный конь · f3 белая пешка · h3 белая пешка · a2 чёрная ладья · b2 чёрный ферзь · g2 белая пешка · h2 белый король · c1 белая ладья · e1 белый ферзь · f1 белый слон | h8 чёрный король · c7 чёрная пешка · g7 чёрная пешка · d6 чёрная пешка · h6 чёрная пешка · b5 белая пешка · d5 белая пешка · e4 белая пешка · f4 чёрная пешка · e3 чёрный конь · f3 белая пешка · h3 белая пешка · a2 чёрная ладья · b2 чёрный ферзь · g2 белая пешка · h2 белый король · c1 белая ладья · e1 белый ферзь · f1 белый слон | h8 чёрный король · c7 чёрная пешка · g7 чёрная пешка · d6 чёрная пешка · h6 чёрная пешка · b5 белая пешка · d5 белая пешка · e4 белая пешка · f4 чёрная пешка · e3 чёрный конь · f3 белая пешка · h3 белая пешка · a2 чёрная ладья · b2 чёрный ферзь · g2 белая пешка · h2 белый король · c1 белая ладья · e1 белый ферзь · f1 белый слон | 7 |
| 6 | h8 чёрный король · c7 чёрная пешка · g7 чёрная пешка · d6 чёрная пешка · h6 чёрная пешка · b5 белая пешка · d5 белая пешка · e4 белая пешка · f4 чёрная пешка · e3 чёрный конь · f3 белая пешка · h3 белая пешка · a2 чёрная ладья · b2 чёрный ферзь · g2 белая пешка · h2 белый король · c1 белая ладья · e1 белый ферзь · f1 белый слон | h8 чёрный король · c7 чёрная пешка · g7 чёрная пешка · d6 чёрная пешка · h6 чёрная пешка · b5 белая пешка · d5 белая пешка · e4 белая пешка · f4 чёрная пешка · e3 чёрный конь · f3 белая пешка · h3 белая пешка · a2 чёрная ладья · b2 чёрный ферзь · g2 белая пешка · h2 белый король · c1 белая ладья · e1 белый ферзь · f1 белый слон | h8 чёрный король · c7 чёрная пешка · g7 чёрная пешка · d6 чёрная пешка · h6 чёрная пешка · b5 белая пешка · d5 белая пешка · e4 белая пешка · f4 чёрная пешка · e3 чёрный конь · f3 белая пешка · h3 белая пешка · a2 чёрная ладья · b2 чёрный ферзь · g2 белая пешка · h2 белый король · c1 белая ладья · e1 белый ферзь · f1 белый слон | h8 чёрный король · c7 чёрная пешка · g7 чёрная пешка · d6 чёрная пешка · h6 чёрная пешка · b5 белая пешка · d5 белая пешка · e4 белая пешка · f4 чёрная пешка · e3 чёрный конь · f3 белая пешка · h3 белая пешка · a2 чёрная ладья · b2 чёрный ферзь · g2 белая пешка · h2 белый король · c1 белая ладья · e1 белый ферзь · f1 белый слон | h8 чёрный король · c7 чёрная пешка · g7 чёрная пешка · d6 чёрная пешка · h6 чёрная пешка · b5 белая пешка · d5 белая пешка · e4 белая пешка · f4 чёрная пешка · e3 чёрный конь · f3 белая пешка · h3 белая пешка · a2 чёрная ладья · b2 чёрный ферзь · g2 белая пешка · h2 белый король · c1 белая ладья · e1 белый ферзь · f1 белый слон | h8 чёрный король · c7 чёрная пешка · g7 чёрная пешка · d6 чёрная пешка · h6 чёрная пешка · b5 белая пешка · d5 белая пешка · e4 белая пешка · f4 чёрная пешка · e3 чёрный конь · f3 белая пешка · h3 белая пешка · a2 чёрная ладья · b2 чёрный ферзь · g2 белая пешка · h2 белый король · c1 белая ладья · e1 белый ферзь · f1 белый слон | h8 чёрный король · c7 чёрная пешка · g7 чёрная пешка · d6 чёрная пешка · h6 чёрная пешка · b5 белая пешка · d5 белая пешка · e4 белая пешка · f4 чёрная пешка · e3 чёрный конь · f3 белая пешка · h3 белая пешка · a2 чёрная ладья · b2 чёрный ферзь · g2 белая пешка · h2 белый король · c1 белая ладья · e1 белый ферзь · f1 белый слон | h8 чёрный король · c7 чёрная пешка · g7 чёрная пешка · d6 чёрная пешка · h6 чёрная пешка · b5 белая пешка · d5 белая пешка · e4 белая пешка · f4 чёрная пешка · e3 чёрный конь · f3 белая пешка · h3 белая пешка · a2 чёрная ладья · b2 чёрный ферзь · g2 белая пешка · h2 белый король · c1 белая ладья · e1 белый ферзь · f1 белый слон | 6 |
| 5 | h8 чёрный король · c7 чёрная пешка · g7 чёрная пешка · d6 чёрная пешка · h6 чёрная пешка · b5 белая пешка · d5 белая пешка · e4 белая пешка · f4 чёрная пешка · e3 чёрный конь · f3 белая пешка · h3 белая пешка · a2 чёрная ладья · b2 чёрный ферзь · g2 белая пешка · h2 белый король · c1 белая ладья · e1 белый ферзь · f1 белый слон | h8 чёрный король · c7 чёрная пешка · g7 чёрная пешка · d6 чёрная пешка · h6 чёрная пешка · b5 белая пешка · d5 белая пешка · e4 белая пешка · f4 чёрная пешка · e3 чёрный конь · f3 белая пешка · h3 белая пешка · a2 чёрная ладья · b2 чёрный ферзь · g2 белая пешка · h2 белый король · c1 белая ладья · e1 белый ферзь · f1 белый слон | h8 чёрный король · c7 чёрная пешка · g7 чёрная пешка · d6 чёрная пешка · h6 чёрная пешка · b5 белая пешка · d5 белая пешка · e4 белая пешка · f4 чёрная пешка · e3 чёрный конь · f3 белая пешка · h3 белая пешка · a2 чёрная ладья · b2 чёрный ферзь · g2 белая пешка · h2 белый король · c1 белая ладья · e1 белый ферзь · f1 белый слон | h8 чёрный король · c7 чёрная пешка · g7 чёрная пешка · d6 чёрная пешка · h6 чёрная пешка · b5 белая пешка · d5 белая пешка · e4 белая пешка · f4 чёрная пешка · e3 чёрный конь · f3 белая пешка · h3 белая пешка · a2 чёрная ладья · b2 чёрный ферзь · g2 белая пешка · h2 белый король · c1 белая ладья · e1 белый ферзь · f1 белый слон | h8 чёрный король · c7 чёрная пешка · g7 чёрная пешка · d6 чёрная пешка · h6 чёрная пешка · b5 белая пешка · d5 белая пешка · e4 белая пешка · f4 чёрная пешка · e3 чёрный конь · f3 белая пешка · h3 белая пешка · a2 чёрная ладья · b2 чёрный ферзь · g2 белая пешка · h2 белый король · c1 белая ладья · e1 белый ферзь · f1 белый слон | h8 чёрный король · c7 чёрная пешка · g7 чёрная пешка · d6 чёрная пешка · h6 чёрная пешка · b5 белая пешка · d5 белая пешка · e4 белая пешка · f4 чёрная пешка · e3 чёрный конь · f3 белая пешка · h3 белая пешка · a2 чёрная ладья · b2 чёрный ферзь · g2 белая пешка · h2 белый король · c1 белая ладья · e1 белый ферзь · f1 белый слон | h8 чёрный король · c7 чёрная пешка · g7 чёрная пешка · d6 чёрная пешка · h6 чёрная пешка · b5 белая пешка · d5 белая пешка · e4 белая пешка · f4 чёрная пешка · e3 чёрный конь · f3 белая пешка · h3 белая пешка · a2 чёрная ладья · b2 чёрный ферзь · g2 белая пешка · h2 белый король · c1 белая ладья · e1 белый ферзь · f1 белый слон | h8 чёрный король · c7 чёрная пешка · g7 чёрная пешка · d6 чёрная пешка · h6 чёрная пешка · b5 белая пешка · d5 белая пешка · e4 белая пешка · f4 чёрная пешка · e3 чёрный конь · f3 белая пешка · h3 белая пешка · a2 чёрная ладья · b2 чёрный ферзь · g2 белая пешка · h2 белый король · c1 белая ладья · e1 белый ферзь · f1 белый слон | 5 |
| 4 | h8 чёрный король · c7 чёрная пешка · g7 чёрная пешка · d6 чёрная пешка · h6 чёрная пешка · b5 белая пешка · d5 белая пешка · e4 белая пешка · f4 чёрная пешка · e3 чёрный конь · f3 белая пешка · h3 белая пешка · a2 чёрная ладья · b2 чёрный ферзь · g2 белая пешка · h2 белый король · c1 белая ладья · e1 белый ферзь · f1 белый слон | h8 чёрный король · c7 чёрная пешка · g7 чёрная пешка · d6 чёрная пешка · h6 чёрная пешка · b5 белая пешка · d5 белая пешка · e4 белая пешка · f4 чёрная пешка · e3 чёрный конь · f3 белая пешка · h3 белая пешка · a2 чёрная ладья · b2 чёрный ферзь · g2 белая пешка · h2 белый король · c1 белая ладья · e1 белый ферзь · f1 белый слон | h8 чёрный король · c7 чёрная пешка · g7 чёрная пешка · d6 чёрная пешка · h6 чёрная пешка · b5 белая пешка · d5 белая пешка · e4 белая пешка · f4 чёрная пешка · e3 чёрный конь · f3 белая пешка · h3 белая пешка · a2 чёрная ладья · b2 чёрный ферзь · g2 белая пешка · h2 белый король · c1 белая ладья · e1 белый ферзь · f1 белый слон | h8 чёрный король · c7 чёрная пешка · g7 чёрная пешка · d6 чёрная пешка · h6 чёрная пешка · b5 белая пешка · d5 белая пешка · e4 белая пешка · f4 чёрная пешка · e3 чёрный конь · f3 белая пешка · h3 белая пешка · a2 чёрная ладья · b2 чёрный ферзь · g2 белая пешка · h2 белый король · c1 белая ладья · e1 белый ферзь · f1 белый слон | h8 чёрный король · c7 чёрная пешка · g7 чёрная пешка · d6 чёрная пешка · h6 чёрная пешка · b5 белая пешка · d5 белая пешка · e4 белая пешка · f4 чёрная пешка · e3 чёрный конь · f3 белая пешка · h3 белая пешка · a2 чёрная ладья · b2 чёрный ферзь · g2 белая пешка · h2 белый король · c1 белая ладья · e1 белый ферзь · f1 белый слон | h8 чёрный король · c7 чёрная пешка · g7 чёрная пешка · d6 чёрная пешка · h6 чёрная пешка · b5 белая пешка · d5 белая пешка · e4 белая пешка · f4 чёрная пешка · e3 чёрный конь · f3 белая пешка · h3 белая пешка · a2 чёрная ладья · b2 чёрный ферзь · g2 белая пешка · h2 белый король · c1 белая ладья · e1 белый ферзь · f1 белый слон | h8 чёрный король · c7 чёрная пешка · g7 чёрная пешка · d6 чёрная пешка · h6 чёрная пешка · b5 белая пешка · d5 белая пешка · e4 белая пешка · f4 чёрная пешка · e3 чёрный конь · f3 белая пешка · h3 белая пешка · a2 чёрная ладья · b2 чёрный ферзь · g2 белая пешка · h2 белый король · c1 белая ладья · e1 белый ферзь · f1 белый слон | h8 чёрный король · c7 чёрная пешка · g7 чёрная пешка · d6 чёрная пешка · h6 чёрная пешка · b5 белая пешка · d5 белая пешка · e4 белая пешка · f4 чёрная пешка · e3 чёрный конь · f3 белая пешка · h3 белая пешка · a2 чёрная ладья · b2 чёрный ферзь · g2 белая пешка · h2 белый король · c1 белая ладья · e1 белый ферзь · f1 белый слон | 4 |
| 3 | h8 чёрный король · c7 чёрная пешка · g7 чёрная пешка · d6 чёрная пешка · h6 чёрная пешка · b5 белая пешка · d5 белая пешка · e4 белая пешка · f4 чёрная пешка · e3 чёрный конь · f3 белая пешка · h3 белая пешка · a2 чёрная ладья · b2 чёрный ферзь · g2 белая пешка · h2 белый король · c1 белая ладья · e1 белый ферзь · f1 белый слон | h8 чёрный король · c7 чёрная пешка · g7 чёрная пешка · d6 чёрная пешка · h6 чёрная пешка · b5 белая пешка · d5 белая пешка · e4 белая пешка · f4 чёрная пешка · e3 чёрный конь · f3 белая пешка · h3 белая пешка · a2 чёрная ладья · b2 чёрный ферзь · g2 белая пешка · h2 белый король · c1 белая ладья · e1 белый ферзь · f1 белый слон | h8 чёрный король · c7 чёрная пешка · g7 чёрная пешка · d6 чёрная пешка · h6 чёрная пешка · b5 белая пешка · d5 белая пешка · e4 белая пешка · f4 чёрная пешка · e3 чёрный конь · f3 белая пешка · h3 белая пешка · a2 чёрная ладья · b2 чёрный ферзь · g2 белая пешка · h2 белый король · c1 белая ладья · e1 белый ферзь · f1 белый слон | h8 чёрный король · c7 чёрная пешка · g7 чёрная пешка · d6 чёрная пешка · h6 чёрная пешка · b5 белая пешка · d5 белая пешка · e4 белая пешка · f4 чёрная пешка · e3 чёрный конь · f3 белая пешка · h3 белая пешка · a2 чёрная ладья · b2 чёрный ферзь · g2 белая пешка · h2 белый король · c1 белая ладья · e1 белый ферзь · f1 белый слон | h8 чёрный король · c7 чёрная пешка · g7 чёрная пешка · d6 чёрная пешка · h6 чёрная пешка · b5 белая пешка · d5 белая пешка · e4 белая пешка · f4 чёрная пешка · e3 чёрный конь · f3 белая пешка · h3 белая пешка · a2 чёрная ладья · b2 чёрный ферзь · g2 белая пешка · h2 белый король · c1 белая ладья · e1 белый ферзь · f1 белый слон | h8 чёрный король · c7 чёрная пешка · g7 чёрная пешка · d6 чёрная пешка · h6 чёрная пешка · b5 белая пешка · d5 белая пешка · e4 белая пешка · f4 чёрная пешка · e3 чёрный конь · f3 белая пешка · h3 белая пешка · a2 чёрная ладья · b2 чёрный ферзь · g2 белая пешка · h2 белый король · c1 белая ладья · e1 белый ферзь · f1 белый слон | h8 чёрный король · c7 чёрная пешка · g7 чёрная пешка · d6 чёрная пешка · h6 чёрная пешка · b5 белая пешка · d5 белая пешка · e4 белая пешка · f4 чёрная пешка · e3 чёрный конь · f3 белая пешка · h3 белая пешка · a2 чёрная ладья · b2 чёрный ферзь · g2 белая пешка · h2 белый король · c1 белая ладья · e1 белый ферзь · f1 белый слон | h8 чёрный король · c7 чёрная пешка · g7 чёрная пешка · d6 чёрная пешка · h6 чёрная пешка · b5 белая пешка · d5 белая пешка · e4 белая пешка · f4 чёрная пешка · e3 чёрный конь · f3 белая пешка · h3 белая пешка · a2 чёрная ладья · b2 чёрный ферзь · g2 белая пешка · h2 белый король · c1 белая ладья · e1 белый ферзь · f1 белый слон | 3 |
| 2 | h8 чёрный король · c7 чёрная пешка · g7 чёрная пешка · d6 чёрная пешка · h6 чёрная пешка · b5 белая пешка · d5 белая пешка · e4 белая пешка · f4 чёрная пешка · e3 чёрный конь · f3 белая пешка · h3 белая пешка · a2 чёрная ладья · b2 чёрный ферзь · g2 белая пешка · h2 белый король · c1 белая ладья · e1 белый ферзь · f1 белый слон | h8 чёрный король · c7 чёрная пешка · g7 чёрная пешка · d6 чёрная пешка · h6 чёрная пешка · b5 белая пешка · d5 белая пешка · e4 белая пешка · f4 чёрная пешка · e3 чёрный конь · f3 белая пешка · h3 белая пешка · a2 чёрная ладья · b2 чёрный ферзь · g2 белая пешка · h2 белый король · c1 белая ладья · e1 белый ферзь · f1 белый слон | h8 чёрный король · c7 чёрная пешка · g7 чёрная пешка · d6 чёрная пешка · h6 чёрная пешка · b5 белая пешка · d5 белая пешка · e4 белая пешка · f4 чёрная пешка · e3 чёрный конь · f3 белая пешка · h3 белая пешка · a2 чёрная ладья · b2 чёрный ферзь · g2 белая пешка · h2 белый король · c1 белая ладья · e1 белый ферзь · f1 белый слон | h8 чёрный король · c7 чёрная пешка · g7 чёрная пешка · d6 чёрная пешка · h6 чёрная пешка · b5 белая пешка · d5 белая пешка · e4 белая пешка · f4 чёрная пешка · e3 чёрный конь · f3 белая пешка · h3 белая пешка · a2 чёрная ладья · b2 чёрный ферзь · g2 белая пешка · h2 белый король · c1 белая ладья · e1 белый ферзь · f1 белый слон | h8 чёрный король · c7 чёрная пешка · g7 чёрная пешка · d6 чёрная пешка · h6 чёрная пешка · b5 белая пешка · d5 белая пешка · e4 белая пешка · f4 чёрная пешка · e3 чёрный конь · f3 белая пешка · h3 белая пешка · a2 чёрная ладья · b2 чёрный ферзь · g2 белая пешка · h2 белый король · c1 белая ладья · e1 белый ферзь · f1 белый слон | h8 чёрный король · c7 чёрная пешка · g7 чёрная пешка · d6 чёрная пешка · h6 чёрная пешка · b5 белая пешка · d5 белая пешка · e4 белая пешка · f4 чёрная пешка · e3 чёрный конь · f3 белая пешка · h3 белая пешка · a2 чёрная ладья · b2 чёрный ферзь · g2 белая пешка · h2 белый король · c1 белая ладья · e1 белый ферзь · f1 белый слон | h8 чёрный король · c7 чёрная пешка · g7 чёрная пешка · d6 чёрная пешка · h6 чёрная пешка · b5 белая пешка · d5 белая пешка · e4 белая пешка · f4 чёрная пешка · e3 чёрный конь · f3 белая пешка · h3 белая пешка · a2 чёрная ладья · b2 чёрный ферзь · g2 белая пешка · h2 белый король · c1 белая ладья · e1 белый ферзь · f1 белый слон | h8 чёрный король · c7 чёрная пешка · g7 чёрная пешка · d6 чёрная пешка · h6 чёрная пешка · b5 белая пешка · d5 белая пешка · e4 белая пешка · f4 чёрная пешка · e3 чёрный конь · f3 белая пешка · h3 белая пешка · a2 чёрная ладья · b2 чёрный ферзь · g2 белая пешка · h2 белый король · c1 белая ладья · e1 белый ферзь · f1 белый слон | 2 |
| 1 | h8 чёрный король · c7 чёрная пешка · g7 чёрная пешка · d6 чёрная пешка · h6 чёрная пешка · b5 белая пешка · d5 белая пешка · e4 белая пешка · f4 чёрная пешка · e3 чёрный конь · f3 белая пешка · h3 белая пешка · a2 чёрная ладья · b2 чёрный ферзь · g2 белая пешка · h2 белый король · c1 белая ладья · e1 белый ферзь · f1 белый слон | h8 чёрный король · c7 чёрная пешка · g7 чёрная пешка · d6 чёрная пешка · h6 чёрная пешка · b5 белая пешка · d5 белая пешка · e4 белая пешка · f4 чёрная пешка · e3 чёрный конь · f3 белая пешка · h3 белая пешка · a2 чёрная ладья · b2 чёрный ферзь · g2 белая пешка · h2 белый король · c1 белая ладья · e1 белый ферзь · f1 белый слон | h8 чёрный король · c7 чёрная пешка · g7 чёрная пешка · d6 чёрная пешка · h6 чёрная пешка · b5 белая пешка · d5 белая пешка · e4 белая пешка · f4 чёрная пешка · e3 чёрный конь · f3 белая пешка · h3 белая пешка · a2 чёрная ладья · b2 чёрный ферзь · g2 белая пешка · h2 белый король · c1 белая ладья · e1 белый ферзь · f1 белый слон | h8 чёрный король · c7 чёрная пешка · g7 чёрная пешка · d6 чёрная пешка · h6 чёрная пешка · b5 белая пешка · d5 белая пешка · e4 белая пешка · f4 чёрная пешка · e3 чёрный конь · f3 белая пешка · h3 белая пешка · a2 чёрная ладья · b2 чёрный ферзь · g2 белая пешка · h2 белый король · c1 белая ладья · e1 белый ферзь · f1 белый слон | h8 чёрный король · c7 чёрная пешка · g7 чёрная пешка · d6 чёрная пешка · h6 чёрная пешка · b5 белая пешка · d5 белая пешка · e4 белая пешка · f4 чёрная пешка · e3 чёрный конь · f3 белая пешка · h3 белая пешка · a2 чёрная ладья · b2 чёрный ферзь · g2 белая пешка · h2 белый король · c1 белая ладья · e1 белый ферзь · f1 белый слон | h8 чёрный король · c7 чёрная пешка · g7 чёрная пешка · d6 чёрная пешка · h6 чёрная пешка · b5 белая пешка · d5 белая пешка · e4 белая пешка · f4 чёрная пешка · e3 чёрный конь · f3 белая пешка · h3 белая пешка · a2 чёрная ладья · b2 чёрный ферзь · g2 белая пешка · h2 белый король · c1 белая ладья · e1 белый ферзь · f1 белый слон | h8 чёрный король · c7 чёрная пешка · g7 чёрная пешка · d6 чёрная пешка · h6 чёрная пешка · b5 белая пешка · d5 белая пешка · e4 белая пешка · f4 чёрная пешка · e3 чёрный конь · f3 белая пешка · h3 белая пешка · a2 чёрная ладья · b2 чёрный ферзь · g2 белая пешка · h2 белый король · c1 белая ладья · e1 белый ферзь · f1 белый слон | h8 чёрный король · c7 чёрная пешка · g7 чёрная пешка · d6 чёрная пешка · h6 чёрная пешка · b5 белая пешка · d5 белая пешка · e4 белая пешка · f4 чёрная пешка · e3 чёрный конь · f3 белая пешка · h3 белая пешка · a2 чёрная ладья · b2 чёрный ферзь · g2 белая пешка · h2 белый король · c1 белая ладья · e1 белый ферзь · f1 белый слон | 1 |
|   | a | b | c | d | e | f | g | h |   |

Испанская партия (C78)
[Event "3 партия тай-брейка"] [Site "Нью-Йорк"] [Date "30.11.2016"] [White "Сергей Карякин"] [Black "Магнус Карлсен"] [Result "0-1"] [ECO "C78"] [WhiteElo "2818"] [BlackElo "2894"] [PlyCount "76"] [EventDate "30.11.2016"] [EventType "match"] [EventCountry "USA"]  1.e4 e5 2.Nf3 Nc6 3.Bb5 a6 4.Ba4 Nf6 5.O-O Be7 6.d3 b5 7.Bb3 d6 8.a3 O-O 9.Nc3 Na5 10.Ba2 Be6 11.b4 Nc6 12.Nd5 Nd4 13.Ng5 Bxd5 14.exd5 Nd7 15.Ne4 f5 16.Nd2 f4 17.c3 Nf5 18.Ne4 Qe8 19.Bb3 Qg6 20.f3 Bh4 21.a4 Nf6 22.Qe2 a5 23.axb5 axb4 24.Bd2 bxc3 25.Bxc3 Ne3 26.Rfc1 Rxa1 27.Rxa1 Qe8 28.Bc4 Kh8 29.Nxf6 Bxf6 30.Ra3 e4 31.dxe4 Bxc3 32.Rxc3 Qe5 33.Rc1 Ra8 34.h3 h6 35.Kh2 Qd4 36.Qe1 Qb2 37.Bf1 Ra2 38.Rxc7 Ra1 0-1
Решающей в поединке оказалась третья партия, в которой Карякин играл белыми. На выходе из дебюта (это вновь была испанская партия) российский гроссмейстер потерял нить игры и передал инициативу сопернику. Карлсен пожертвовал пешку и получил «хорошего» коня против «плохого» слона; кроме того, его конь внедрился в лагерь белых. В остром цейтноте Сергей допустил грубую ошибку, остался без фигуры и признал своё поражение.

#### 4-я партия
|   | a | b | c | d | e | f | g | h |   |
| - | --- | --- | --- | --- | --- | --- | --- | --- | - |
| 8 | c8 белая ладья · e7 чёрный слон · f7 чёрная пешка · g7 чёрная пешка · h7 чёрный король · b6 чёрная пешка · d6 чёрная пешка · h6 белый ферзь · f5 белая ладья · h5 белая пешка · e4 белая пешка · f3 белая пешка · a2 чёрная ладья · f2 чёрный ферзь · h2 белая пешка · h1 белый король | c8 белая ладья · e7 чёрный слон · f7 чёрная пешка · g7 чёрная пешка · h7 чёрный король · b6 чёрная пешка · d6 чёрная пешка · h6 белый ферзь · f5 белая ладья · h5 белая пешка · e4 белая пешка · f3 белая пешка · a2 чёрная ладья · f2 чёрный ферзь · h2 белая пешка · h1 белый король | c8 белая ладья · e7 чёрный слон · f7 чёрная пешка · g7 чёрная пешка · h7 чёрный король · b6 чёрная пешка · d6 чёрная пешка · h6 белый ферзь · f5 белая ладья · h5 белая пешка · e4 белая пешка · f3 белая пешка · a2 чёрная ладья · f2 чёрный ферзь · h2 белая пешка · h1 белый король | c8 белая ладья · e7 чёрный слон · f7 чёрная пешка · g7 чёрная пешка · h7 чёрный король · b6 чёрная пешка · d6 чёрная пешка · h6 белый ферзь · f5 белая ладья · h5 белая пешка · e4 белая пешка · f3 белая пешка · a2 чёрная ладья · f2 чёрный ферзь · h2 белая пешка · h1 белый король | c8 белая ладья · e7 чёрный слон · f7 чёрная пешка · g7 чёрная пешка · h7 чёрный король · b6 чёрная пешка · d6 чёрная пешка · h6 белый ферзь · f5 белая ладья · h5 белая пешка · e4 белая пешка · f3 белая пешка · a2 чёрная ладья · f2 чёрный ферзь · h2 белая пешка · h1 белый король | c8 белая ладья · e7 чёрный слон · f7 чёрная пешка · g7 чёрная пешка · h7 чёрный король · b6 чёрная пешка · d6 чёрная пешка · h6 белый ферзь · f5 белая ладья · h5 белая пешка · e4 белая пешка · f3 белая пешка · a2 чёрная ладья · f2 чёрный ферзь · h2 белая пешка · h1 белый король | c8 белая ладья · e7 чёрный слон · f7 чёрная пешка · g7 чёрная пешка · h7 чёрный король · b6 чёрная пешка · d6 чёрная пешка · h6 белый ферзь · f5 белая ладья · h5 белая пешка · e4 белая пешка · f3 белая пешка · a2 чёрная ладья · f2 чёрный ферзь · h2 белая пешка · h1 белый король | c8 белая ладья · e7 чёрный слон · f7 чёрная пешка · g7 чёрная пешка · h7 чёрный король · b6 чёрная пешка · d6 чёрная пешка · h6 белый ферзь · f5 белая ладья · h5 белая пешка · e4 белая пешка · f3 белая пешка · a2 чёрная ладья · f2 чёрный ферзь · h2 белая пешка · h1 белый король | 8 |
| 7 | c8 белая ладья · e7 чёрный слон · f7 чёрная пешка · g7 чёрная пешка · h7 чёрный король · b6 чёрная пешка · d6 чёрная пешка · h6 белый ферзь · f5 белая ладья · h5 белая пешка · e4 белая пешка · f3 белая пешка · a2 чёрная ладья · f2 чёрный ферзь · h2 белая пешка · h1 белый король | c8 белая ладья · e7 чёрный слон · f7 чёрная пешка · g7 чёрная пешка · h7 чёрный король · b6 чёрная пешка · d6 чёрная пешка · h6 белый ферзь · f5 белая ладья · h5 белая пешка · e4 белая пешка · f3 белая пешка · a2 чёрная ладья · f2 чёрный ферзь · h2 белая пешка · h1 белый король | c8 белая ладья · e7 чёрный слон · f7 чёрная пешка · g7 чёрная пешка · h7 чёрный король · b6 чёрная пешка · d6 чёрная пешка · h6 белый ферзь · f5 белая ладья · h5 белая пешка · e4 белая пешка · f3 белая пешка · a2 чёрная ладья · f2 чёрный ферзь · h2 белая пешка · h1 белый король | c8 белая ладья · e7 чёрный слон · f7 чёрная пешка · g7 чёрная пешка · h7 чёрный король · b6 чёрная пешка · d6 чёрная пешка · h6 белый ферзь · f5 белая ладья · h5 белая пешка · e4 белая пешка · f3 белая пешка · a2 чёрная ладья · f2 чёрный ферзь · h2 белая пешка · h1 белый король | c8 белая ладья · e7 чёрный слон · f7 чёрная пешка · g7 чёрная пешка · h7 чёрный король · b6 чёрная пешка · d6 чёрная пешка · h6 белый ферзь · f5 белая ладья · h5 белая пешка · e4 белая пешка · f3 белая пешка · a2 чёрная ладья · f2 чёрный ферзь · h2 белая пешка · h1 белый король | c8 белая ладья · e7 чёрный слон · f7 чёрная пешка · g7 чёрная пешка · h7 чёрный король · b6 чёрная пешка · d6 чёрная пешка · h6 белый ферзь · f5 белая ладья · h5 белая пешка · e4 белая пешка · f3 белая пешка · a2 чёрная ладья · f2 чёрный ферзь · h2 белая пешка · h1 белый король | c8 белая ладья · e7 чёрный слон · f7 чёрная пешка · g7 чёрная пешка · h7 чёрный король · b6 чёрная пешка · d6 чёрная пешка · h6 белый ферзь · f5 белая ладья · h5 белая пешка · e4 белая пешка · f3 белая пешка · a2 чёрная ладья · f2 чёрный ферзь · h2 белая пешка · h1 белый король | c8 белая ладья · e7 чёрный слон · f7 чёрная пешка · g7 чёрная пешка · h7 чёрный король · b6 чёрная пешка · d6 чёрная пешка · h6 белый ферзь · f5 белая ладья · h5 белая пешка · e4 белая пешка · f3 белая пешка · a2 чёрная ладья · f2 чёрный ферзь · h2 белая пешка · h1 белый король | 7 |
| 6 | c8 белая ладья · e7 чёрный слон · f7 чёрная пешка · g7 чёрная пешка · h7 чёрный король · b6 чёрная пешка · d6 чёрная пешка · h6 белый ферзь · f5 белая ладья · h5 белая пешка · e4 белая пешка · f3 белая пешка · a2 чёрная ладья · f2 чёрный ферзь · h2 белая пешка · h1 белый король | c8 белая ладья · e7 чёрный слон · f7 чёрная пешка · g7 чёрная пешка · h7 чёрный король · b6 чёрная пешка · d6 чёрная пешка · h6 белый ферзь · f5 белая ладья · h5 белая пешка · e4 белая пешка · f3 белая пешка · a2 чёрная ладья · f2 чёрный ферзь · h2 белая пешка · h1 белый король | c8 белая ладья · e7 чёрный слон · f7 чёрная пешка · g7 чёрная пешка · h7 чёрный король · b6 чёрная пешка · d6 чёрная пешка · h6 белый ферзь · f5 белая ладья · h5 белая пешка · e4 белая пешка · f3 белая пешка · a2 чёрная ладья · f2 чёрный ферзь · h2 белая пешка · h1 белый король | c8 белая ладья · e7 чёрный слон · f7 чёрная пешка · g7 чёрная пешка · h7 чёрный король · b6 чёрная пешка · d6 чёрная пешка · h6 белый ферзь · f5 белая ладья · h5 белая пешка · e4 белая пешка · f3 белая пешка · a2 чёрная ладья · f2 чёрный ферзь · h2 белая пешка · h1 белый король | c8 белая ладья · e7 чёрный слон · f7 чёрная пешка · g7 чёрная пешка · h7 чёрный король · b6 чёрная пешка · d6 чёрная пешка · h6 белый ферзь · f5 белая ладья · h5 белая пешка · e4 белая пешка · f3 белая пешка · a2 чёрная ладья · f2 чёрный ферзь · h2 белая пешка · h1 белый король | c8 белая ладья · e7 чёрный слон · f7 чёрная пешка · g7 чёрная пешка · h7 чёрный король · b6 чёрная пешка · d6 чёрная пешка · h6 белый ферзь · f5 белая ладья · h5 белая пешка · e4 белая пешка · f3 белая пешка · a2 чёрная ладья · f2 чёрный ферзь · h2 белая пешка · h1 белый король | c8 белая ладья · e7 чёрный слон · f7 чёрная пешка · g7 чёрная пешка · h7 чёрный король · b6 чёрная пешка · d6 чёрная пешка · h6 белый ферзь · f5 белая ладья · h5 белая пешка · e4 белая пешка · f3 белая пешка · a2 чёрная ладья · f2 чёрный ферзь · h2 белая пешка · h1 белый король | c8 белая ладья · e7 чёрный слон · f7 чёрная пешка · g7 чёрная пешка · h7 чёрный король · b6 чёрная пешка · d6 чёрная пешка · h6 белый ферзь · f5 белая ладья · h5 белая пешка · e4 белая пешка · f3 белая пешка · a2 чёрная ладья · f2 чёрный ферзь · h2 белая пешка · h1 белый король | 6 |
| 5 | c8 белая ладья · e7 чёрный слон · f7 чёрная пешка · g7 чёрная пешка · h7 чёрный король · b6 чёрная пешка · d6 чёрная пешка · h6 белый ферзь · f5 белая ладья · h5 белая пешка · e4 белая пешка · f3 белая пешка · a2 чёрная ладья · f2 чёрный ферзь · h2 белая пешка · h1 белый король | c8 белая ладья · e7 чёрный слон · f7 чёрная пешка · g7 чёрная пешка · h7 чёрный король · b6 чёрная пешка · d6 чёрная пешка · h6 белый ферзь · f5 белая ладья · h5 белая пешка · e4 белая пешка · f3 белая пешка · a2 чёрная ладья · f2 чёрный ферзь · h2 белая пешка · h1 белый король | c8 белая ладья · e7 чёрный слон · f7 чёрная пешка · g7 чёрная пешка · h7 чёрный король · b6 чёрная пешка · d6 чёрная пешка · h6 белый ферзь · f5 белая ладья · h5 белая пешка · e4 белая пешка · f3 белая пешка · a2 чёрная ладья · f2 чёрный ферзь · h2 белая пешка · h1 белый король | c8 белая ладья · e7 чёрный слон · f7 чёрная пешка · g7 чёрная пешка · h7 чёрный король · b6 чёрная пешка · d6 чёрная пешка · h6 белый ферзь · f5 белая ладья · h5 белая пешка · e4 белая пешка · f3 белая пешка · a2 чёрная ладья · f2 чёрный ферзь · h2 белая пешка · h1 белый король | c8 белая ладья · e7 чёрный слон · f7 чёрная пешка · g7 чёрная пешка · h7 чёрный король · b6 чёрная пешка · d6 чёрная пешка · h6 белый ферзь · f5 белая ладья · h5 белая пешка · e4 белая пешка · f3 белая пешка · a2 чёрная ладья · f2 чёрный ферзь · h2 белая пешка · h1 белый король | c8 белая ладья · e7 чёрный слон · f7 чёрная пешка · g7 чёрная пешка · h7 чёрный король · b6 чёрная пешка · d6 чёрная пешка · h6 белый ферзь · f5 белая ладья · h5 белая пешка · e4 белая пешка · f3 белая пешка · a2 чёрная ладья · f2 чёрный ферзь · h2 белая пешка · h1 белый король | c8 белая ладья · e7 чёрный слон · f7 чёрная пешка · g7 чёрная пешка · h7 чёрный король · b6 чёрная пешка · d6 чёрная пешка · h6 белый ферзь · f5 белая ладья · h5 белая пешка · e4 белая пешка · f3 белая пешка · a2 чёрная ладья · f2 чёрный ферзь · h2 белая пешка · h1 белый король | c8 белая ладья · e7 чёрный слон · f7 чёрная пешка · g7 чёрная пешка · h7 чёрный король · b6 чёрная пешка · d6 чёрная пешка · h6 белый ферзь · f5 белая ладья · h5 белая пешка · e4 белая пешка · f3 белая пешка · a2 чёрная ладья · f2 чёрный ферзь · h2 белая пешка · h1 белый король | 5 |
| 4 | c8 белая ладья · e7 чёрный слон · f7 чёрная пешка · g7 чёрная пешка · h7 чёрный король · b6 чёрная пешка · d6 чёрная пешка · h6 белый ферзь · f5 белая ладья · h5 белая пешка · e4 белая пешка · f3 белая пешка · a2 чёрная ладья · f2 чёрный ферзь · h2 белая пешка · h1 белый король | c8 белая ладья · e7 чёрный слон · f7 чёрная пешка · g7 чёрная пешка · h7 чёрный король · b6 чёрная пешка · d6 чёрная пешка · h6 белый ферзь · f5 белая ладья · h5 белая пешка · e4 белая пешка · f3 белая пешка · a2 чёрная ладья · f2 чёрный ферзь · h2 белая пешка · h1 белый король | c8 белая ладья · e7 чёрный слон · f7 чёрная пешка · g7 чёрная пешка · h7 чёрный король · b6 чёрная пешка · d6 чёрная пешка · h6 белый ферзь · f5 белая ладья · h5 белая пешка · e4 белая пешка · f3 белая пешка · a2 чёрная ладья · f2 чёрный ферзь · h2 белая пешка · h1 белый король | c8 белая ладья · e7 чёрный слон · f7 чёрная пешка · g7 чёрная пешка · h7 чёрный король · b6 чёрная пешка · d6 чёрная пешка · h6 белый ферзь · f5 белая ладья · h5 белая пешка · e4 белая пешка · f3 белая пешка · a2 чёрная ладья · f2 чёрный ферзь · h2 белая пешка · h1 белый король | c8 белая ладья · e7 чёрный слон · f7 чёрная пешка · g7 чёрная пешка · h7 чёрный король · b6 чёрная пешка · d6 чёрная пешка · h6 белый ферзь · f5 белая ладья · h5 белая пешка · e4 белая пешка · f3 белая пешка · a2 чёрная ладья · f2 чёрный ферзь · h2 белая пешка · h1 белый король | c8 белая ладья · e7 чёрный слон · f7 чёрная пешка · g7 чёрная пешка · h7 чёрный король · b6 чёрная пешка · d6 чёрная пешка · h6 белый ферзь · f5 белая ладья · h5 белая пешка · e4 белая пешка · f3 белая пешка · a2 чёрная ладья · f2 чёрный ферзь · h2 белая пешка · h1 белый король | c8 белая ладья · e7 чёрный слон · f7 чёрная пешка · g7 чёрная пешка · h7 чёрный король · b6 чёрная пешка · d6 чёрная пешка · h6 белый ферзь · f5 белая ладья · h5 белая пешка · e4 белая пешка · f3 белая пешка · a2 чёрная ладья · f2 чёрный ферзь · h2 белая пешка · h1 белый король | c8 белая ладья · e7 чёрный слон · f7 чёрная пешка · g7 чёрная пешка · h7 чёрный король · b6 чёрная пешка · d6 чёрная пешка · h6 белый ферзь · f5 белая ладья · h5 белая пешка · e4 белая пешка · f3 белая пешка · a2 чёрная ладья · f2 чёрный ферзь · h2 белая пешка · h1 белый король | 4 |
| 3 | c8 белая ладья · e7 чёрный слон · f7 чёрная пешка · g7 чёрная пешка · h7 чёрный король · b6 чёрная пешка · d6 чёрная пешка · h6 белый ферзь · f5 белая ладья · h5 белая пешка · e4 белая пешка · f3 белая пешка · a2 чёрная ладья · f2 чёрный ферзь · h2 белая пешка · h1 белый король | c8 белая ладья · e7 чёрный слон · f7 чёрная пешка · g7 чёрная пешка · h7 чёрный король · b6 чёрная пешка · d6 чёрная пешка · h6 белый ферзь · f5 белая ладья · h5 белая пешка · e4 белая пешка · f3 белая пешка · a2 чёрная ладья · f2 чёрный ферзь · h2 белая пешка · h1 белый король | c8 белая ладья · e7 чёрный слон · f7 чёрная пешка · g7 чёрная пешка · h7 чёрный король · b6 чёрная пешка · d6 чёрная пешка · h6 белый ферзь · f5 белая ладья · h5 белая пешка · e4 белая пешка · f3 белая пешка · a2 чёрная ладья · f2 чёрный ферзь · h2 белая пешка · h1 белый король | c8 белая ладья · e7 чёрный слон · f7 чёрная пешка · g7 чёрная пешка · h7 чёрный король · b6 чёрная пешка · d6 чёрная пешка · h6 белый ферзь · f5 белая ладья · h5 белая пешка · e4 белая пешка · f3 белая пешка · a2 чёрная ладья · f2 чёрный ферзь · h2 белая пешка · h1 белый король | c8 белая ладья · e7 чёрный слон · f7 чёрная пешка · g7 чёрная пешка · h7 чёрный король · b6 чёрная пешка · d6 чёрная пешка · h6 белый ферзь · f5 белая ладья · h5 белая пешка · e4 белая пешка · f3 белая пешка · a2 чёрная ладья · f2 чёрный ферзь · h2 белая пешка · h1 белый король | c8 белая ладья · e7 чёрный слон · f7 чёрная пешка · g7 чёрная пешка · h7 чёрный король · b6 чёрная пешка · d6 чёрная пешка · h6 белый ферзь · f5 белая ладья · h5 белая пешка · e4 белая пешка · f3 белая пешка · a2 чёрная ладья · f2 чёрный ферзь · h2 белая пешка · h1 белый король | c8 белая ладья · e7 чёрный слон · f7 чёрная пешка · g7 чёрная пешка · h7 чёрный король · b6 чёрная пешка · d6 чёрная пешка · h6 белый ферзь · f5 белая ладья · h5 белая пешка · e4 белая пешка · f3 белая пешка · a2 чёрная ладья · f2 чёрный ферзь · h2 белая пешка · h1 белый король | c8 белая ладья · e7 чёрный слон · f7 чёрная пешка · g7 чёрная пешка · h7 чёрный король · b6 чёрная пешка · d6 чёрная пешка · h6 белый ферзь · f5 белая ладья · h5 белая пешка · e4 белая пешка · f3 белая пешка · a2 чёрная ладья · f2 чёрный ферзь · h2 белая пешка · h1 белый король | 3 |
| 2 | c8 белая ладья · e7 чёрный слон · f7 чёрная пешка · g7 чёрная пешка · h7 чёрный король · b6 чёрная пешка · d6 чёрная пешка · h6 белый ферзь · f5 белая ладья · h5 белая пешка · e4 белая пешка · f3 белая пешка · a2 чёрная ладья · f2 чёрный ферзь · h2 белая пешка · h1 белый король | c8 белая ладья · e7 чёрный слон · f7 чёрная пешка · g7 чёрная пешка · h7 чёрный король · b6 чёрная пешка · d6 чёрная пешка · h6 белый ферзь · f5 белая ладья · h5 белая пешка · e4 белая пешка · f3 белая пешка · a2 чёрная ладья · f2 чёрный ферзь · h2 белая пешка · h1 белый король | c8 белая ладья · e7 чёрный слон · f7 чёрная пешка · g7 чёрная пешка · h7 чёрный король · b6 чёрная пешка · d6 чёрная пешка · h6 белый ферзь · f5 белая ладья · h5 белая пешка · e4 белая пешка · f3 белая пешка · a2 чёрная ладья · f2 чёрный ферзь · h2 белая пешка · h1 белый король | c8 белая ладья · e7 чёрный слон · f7 чёрная пешка · g7 чёрная пешка · h7 чёрный король · b6 чёрная пешка · d6 чёрная пешка · h6 белый ферзь · f5 белая ладья · h5 белая пешка · e4 белая пешка · f3 белая пешка · a2 чёрная ладья · f2 чёрный ферзь · h2 белая пешка · h1 белый король | c8 белая ладья · e7 чёрный слон · f7 чёрная пешка · g7 чёрная пешка · h7 чёрный король · b6 чёрная пешка · d6 чёрная пешка · h6 белый ферзь · f5 белая ладья · h5 белая пешка · e4 белая пешка · f3 белая пешка · a2 чёрная ладья · f2 чёрный ферзь · h2 белая пешка · h1 белый король | c8 белая ладья · e7 чёрный слон · f7 чёрная пешка · g7 чёрная пешка · h7 чёрный король · b6 чёрная пешка · d6 чёрная пешка · h6 белый ферзь · f5 белая ладья · h5 белая пешка · e4 белая пешка · f3 белая пешка · a2 чёрная ладья · f2 чёрный ферзь · h2 белая пешка · h1 белый король | c8 белая ладья · e7 чёрный слон · f7 чёрная пешка · g7 чёрная пешка · h7 чёрный король · b6 чёрная пешка · d6 чёрная пешка · h6 белый ферзь · f5 белая ладья · h5 белая пешка · e4 белая пешка · f3 белая пешка · a2 чёрная ладья · f2 чёрный ферзь · h2 белая пешка · h1 белый король | c8 белая ладья · e7 чёрный слон · f7 чёрная пешка · g7 чёрная пешка · h7 чёрный король · b6 чёрная пешка · d6 чёрная пешка · h6 белый ферзь · f5 белая ладья · h5 белая пешка · e4 белая пешка · f3 белая пешка · a2 чёрная ладья · f2 чёрный ферзь · h2 белая пешка · h1 белый король | 2 |
| 1 | c8 белая ладья · e7 чёрный слон · f7 чёрная пешка · g7 чёрная пешка · h7 чёрный король · b6 чёрная пешка · d6 чёрная пешка · h6 белый ферзь · f5 белая ладья · h5 белая пешка · e4 белая пешка · f3 белая пешка · a2 чёрная ладья · f2 чёрный ферзь · h2 белая пешка · h1 белый король | c8 белая ладья · e7 чёрный слон · f7 чёрная пешка · g7 чёрная пешка · h7 чёрный король · b6 чёрная пешка · d6 чёрная пешка · h6 белый ферзь · f5 белая ладья · h5 белая пешка · e4 белая пешка · f3 белая пешка · a2 чёрная ладья · f2 чёрный ферзь · h2 белая пешка · h1 белый король | c8 белая ладья · e7 чёрный слон · f7 чёрная пешка · g7 чёрная пешка · h7 чёрный король · b6 чёрная пешка · d6 чёрная пешка · h6 белый ферзь · f5 белая ладья · h5 белая пешка · e4 белая пешка · f3 белая пешка · a2 чёрная ладья · f2 чёрный ферзь · h2 белая пешка · h1 белый король | c8 белая ладья · e7 чёрный слон · f7 чёрная пешка · g7 чёрная пешка · h7 чёрный король · b6 чёрная пешка · d6 чёрная пешка · h6 белый ферзь · f5 белая ладья · h5 белая пешка · e4 белая пешка · f3 белая пешка · a2 чёрная ладья · f2 чёрный ферзь · h2 белая пешка · h1 белый король | c8 белая ладья · e7 чёрный слон · f7 чёрная пешка · g7 чёрная пешка · h7 чёрный король · b6 чёрная пешка · d6 чёрная пешка · h6 белый ферзь · f5 белая ладья · h5 белая пешка · e4 белая пешка · f3 белая пешка · a2 чёрная ладья · f2 чёрный ферзь · h2 белая пешка · h1 белый король | c8 белая ладья · e7 чёрный слон · f7 чёрная пешка · g7 чёрная пешка · h7 чёрный король · b6 чёрная пешка · d6 чёрная пешка · h6 белый ферзь · f5 белая ладья · h5 белая пешка · e4 белая пешка · f3 белая пешка · a2 чёрная ладья · f2 чёрный ферзь · h2 белая пешка · h1 белый король | c8 белая ладья · e7 чёрный слон · f7 чёрная пешка · g7 чёрная пешка · h7 чёрный король · b6 чёрная пешка · d6 чёрная пешка · h6 белый ферзь · f5 белая ладья · h5 белая пешка · e4 белая пешка · f3 белая пешка · a2 чёрная ладья · f2 чёрный ферзь · h2 белая пешка · h1 белый король | c8 белая ладья · e7 чёрный слон · f7 чёрная пешка · g7 чёрная пешка · h7 чёрный король · b6 чёрная пешка · d6 чёрная пешка · h6 белый ферзь · f5 белая ладья · h5 белая пешка · e4 белая пешка · f3 белая пешка · a2 чёрная ладья · f2 чёрный ферзь · h2 белая пешка · h1 белый король | 1 |
|   | a | b | c | d | e | f | g | h |   |

Сицилианская защита (B54)
[Event "4 партия тай-брейка"] [Site "Нью-Йорк"] [Date "30.11.2016"] [White "Магнус Карлсен"] [Black "Сергей Карякин"] [Result "1-0"] [ECO "B54"] [WhiteElo "2894"] [BlackElo "2818"] [PlyCount "99"] [EventDate "30.11.2016"] [EventType "match"] [EventCountry "USA"] [FirstMove "22d"] 1.e4 c5 2.Nf3 d6 3.d4 cxd4 4.Nxd4 Nf6 5.f3 e5 6.Nb3 Be7 7.c4 a5 8.Be3 a4 9.Nc1 O-O 10.Nc3 Qa5 11.Qd2 Na6 12.Be2 Nc5 13.O-O Bd7 14.Rb1 Rfc8 15.b4 axb3 16.axb3 Qd8 17.Nd3 Ne6 18.Nb4 Bc6 19.Rfd1 h5 20.Bf1 h4 21.Qf2 Nd7 22.g3 Ra3 23.Bh3 Rca8 24.Nc2 R3a6 25.Nb4 Ra5 26.Nc2 b6 27.Rd2 Qc7 28.Rbd1 Bf8 29.gxh4 Nf4 30.Bxf4 exf4 31.Bxd7 Qxd7 32.Nb4 Ra3 33.Nxc6 Qxc6 34.Nb5 Rxb3 35.Nd4 Qxc4 36.Nxb3 Qxb3 37.Qe2 Be7 38.Kg2 Qe6 39.h5 Ra3 40.Rd3 Ra2 41.R3d2 Ra3 42.Rd3 Ra7 43.Rd5 Rc7 44.Qd2 Qf6 45.Rf5 Qh4 46.Rc1 Ra7 47.Qxf4 Ra2+ 48.Kh1 Qf2 49.Rc8+ Kh7 50.Qh6+ 1-0
В четвёртой партии претенденту нужна была только победа, и он избрал сицилианскую защиту. Магнус не стал «сушить» игру, а вышел на большую борьбу при всех фигурах. Поддерживая напряжение на доске, Сергей отказывался от разменов фигур, решился на сомнительную жертву качества, а потом отказался от повторения ходов. Концовка партии прошла в острой борьбе на встречных курсах: чёрные сумели создать угрозы неприятельскому королю, однако атака белых оказалась «старше» — они красиво пожертвовали ферзя с неизбежным матом.

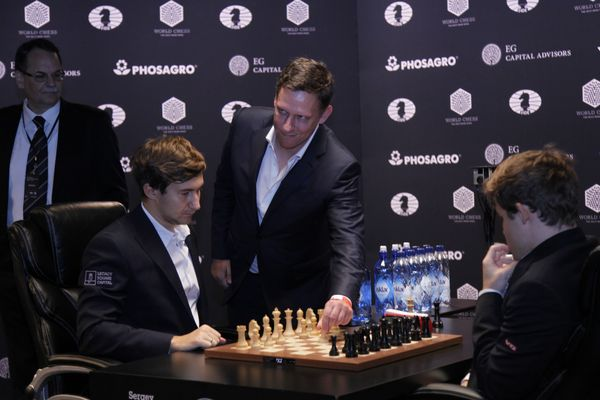
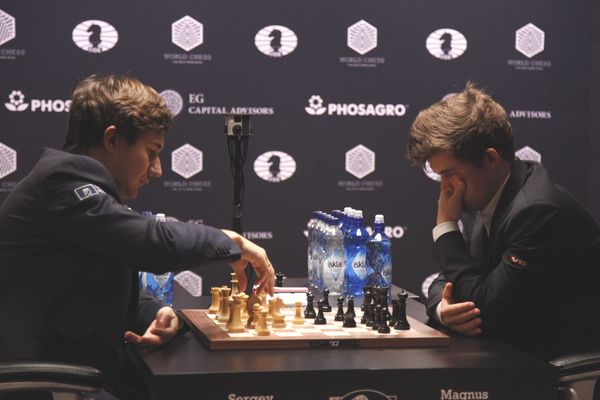
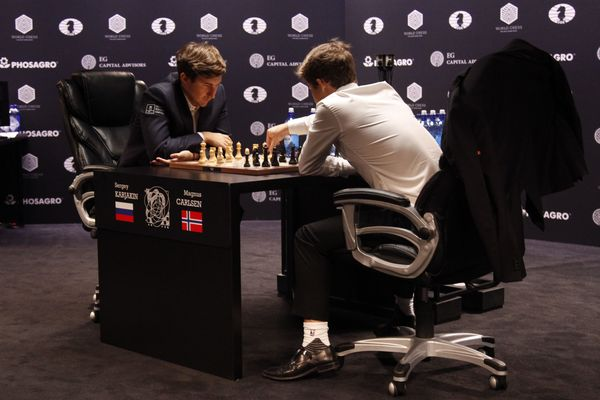
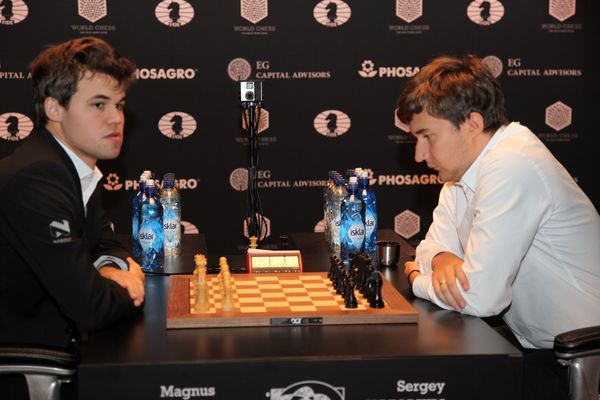
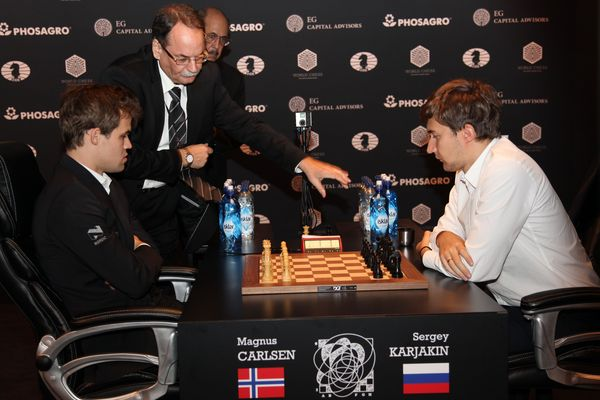
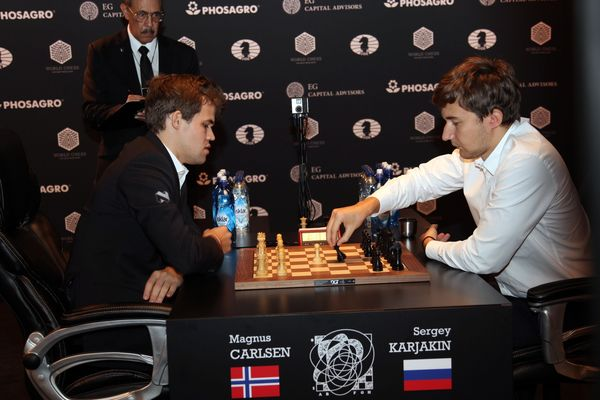
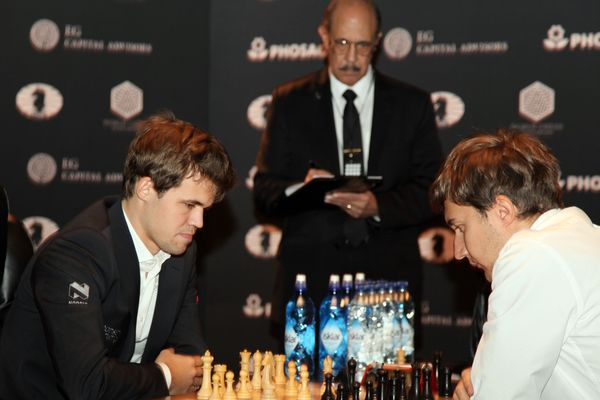
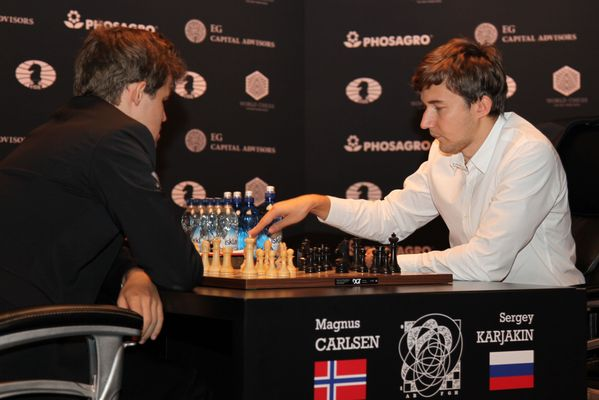
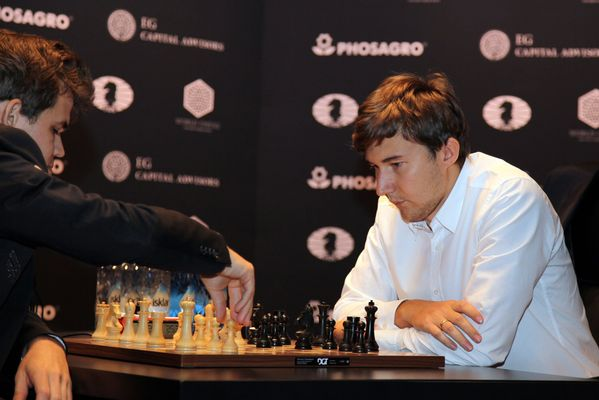
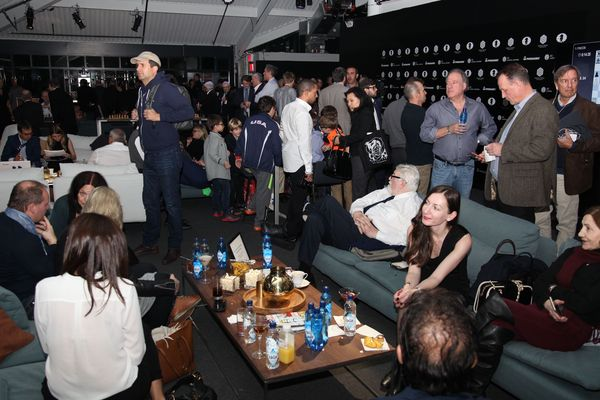
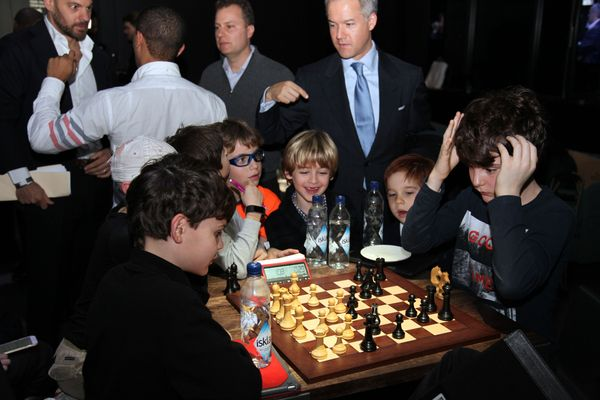
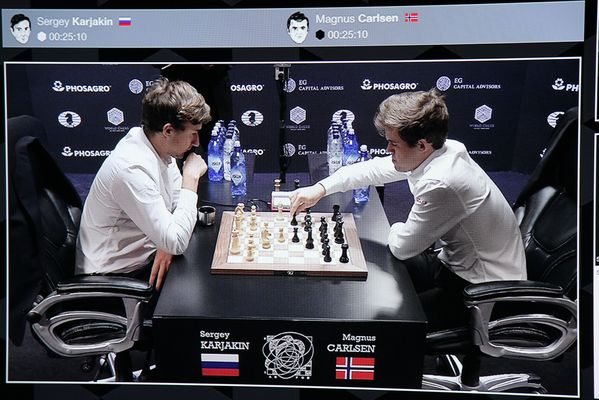
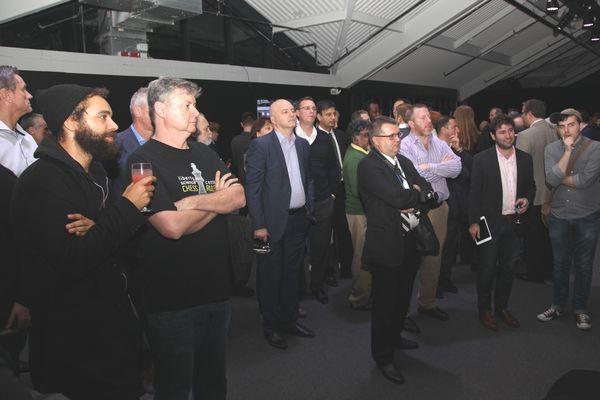
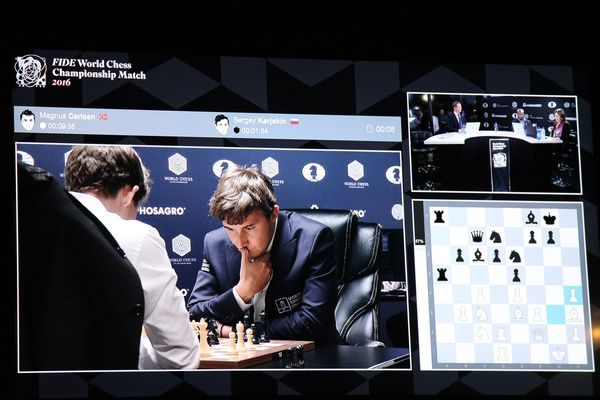
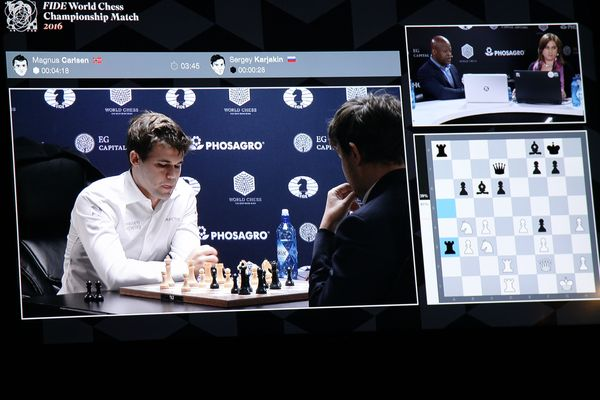
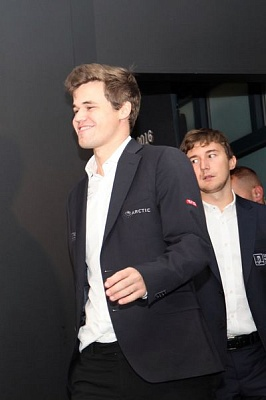
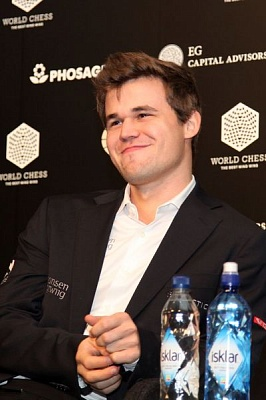
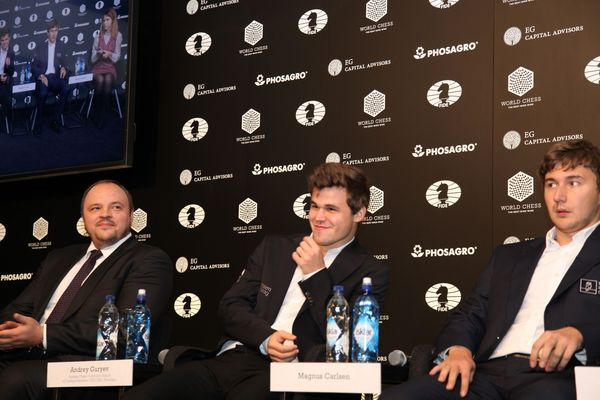
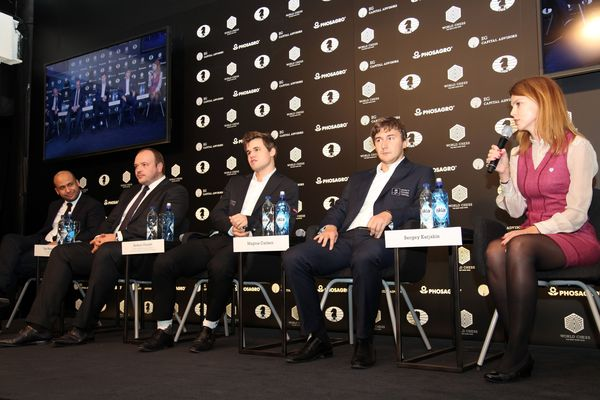
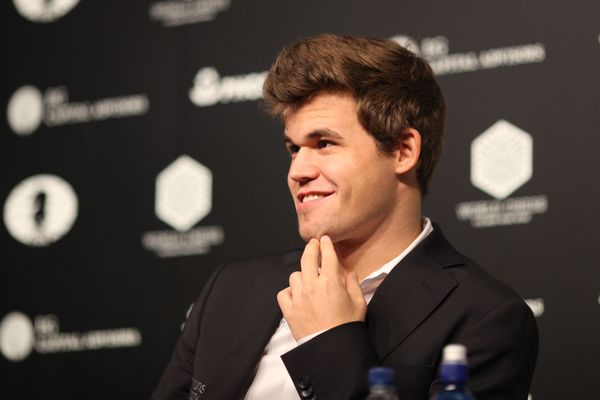
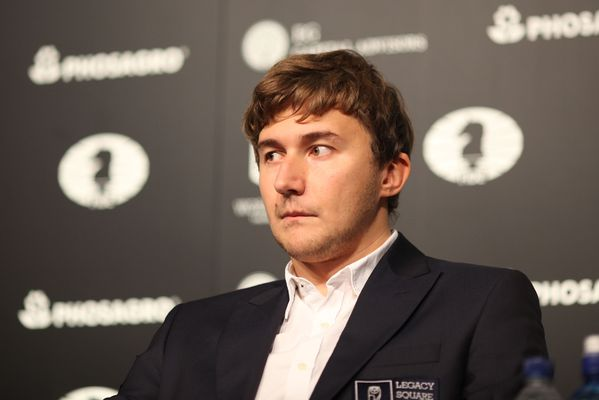
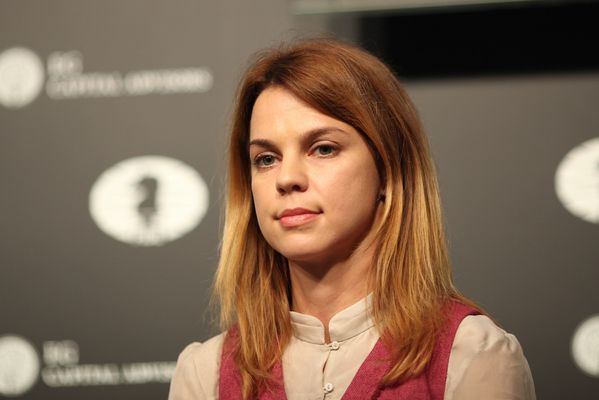
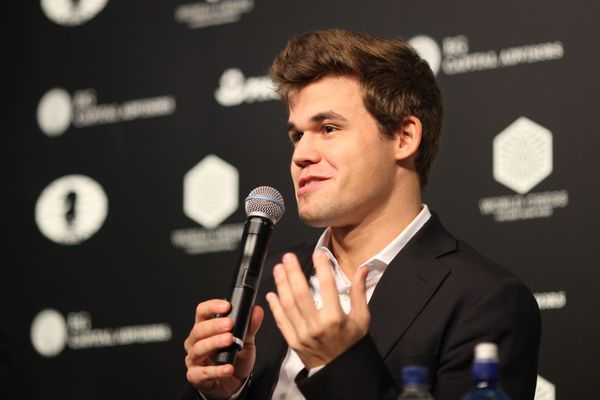
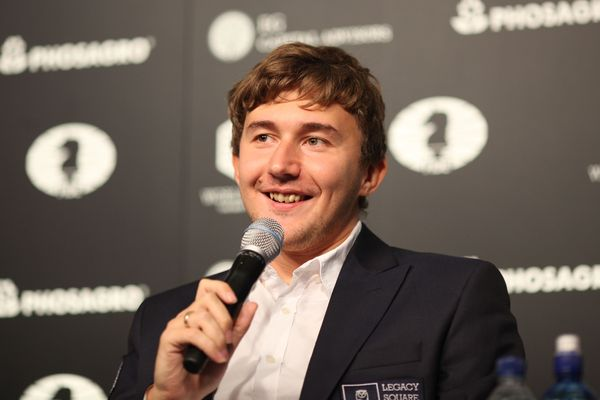
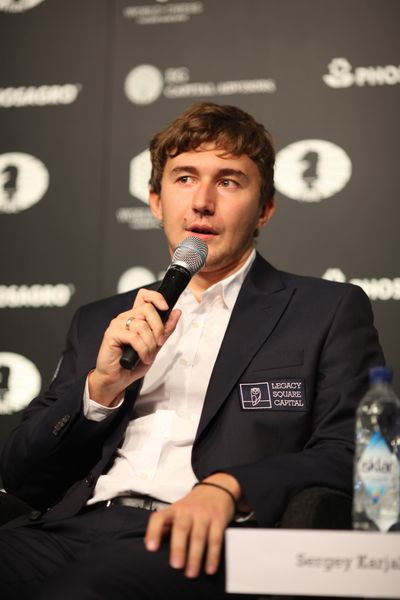
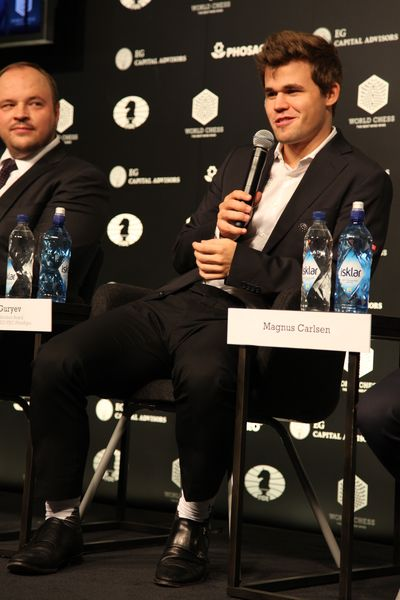
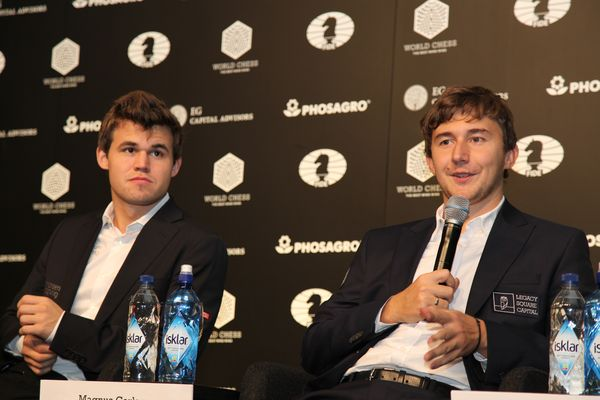
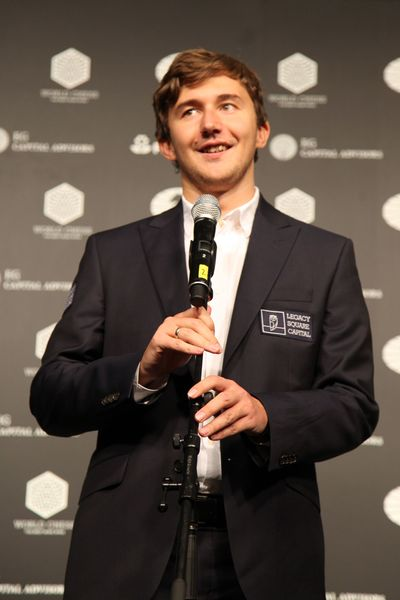
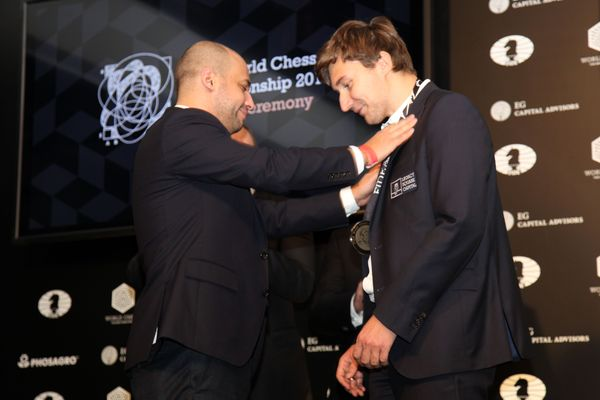
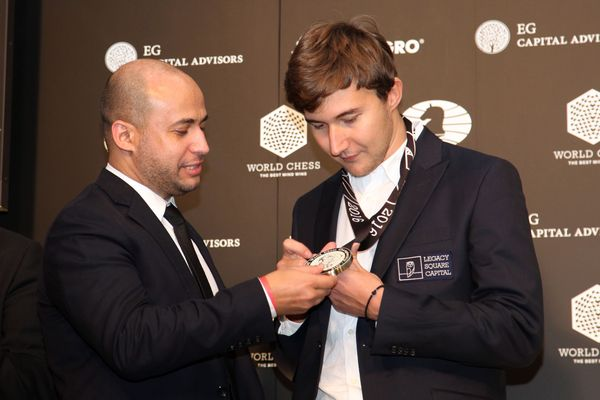
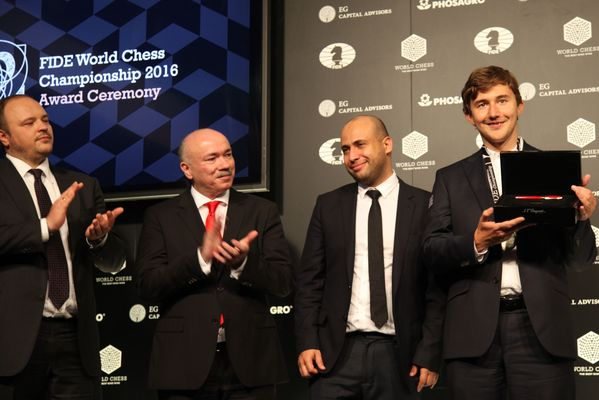
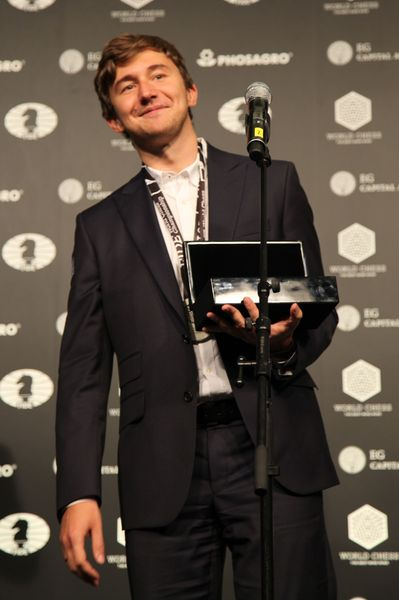
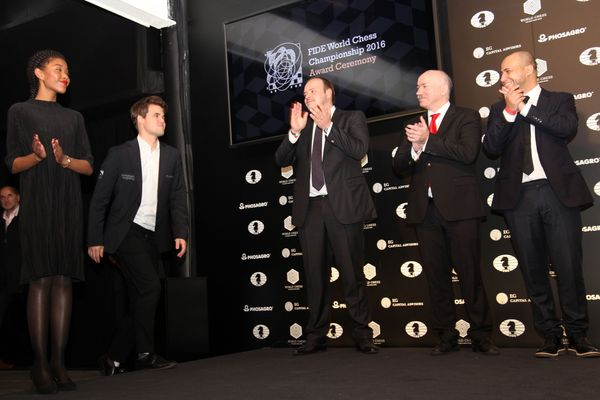
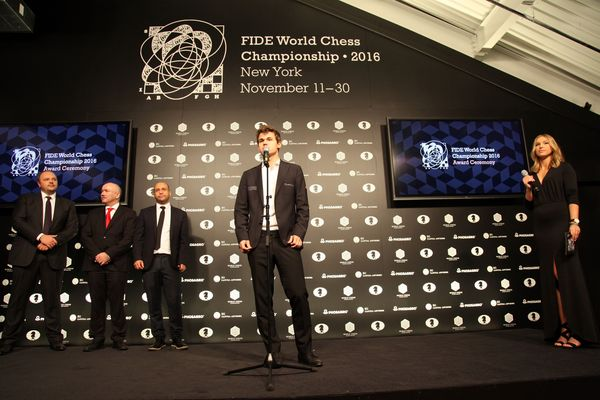
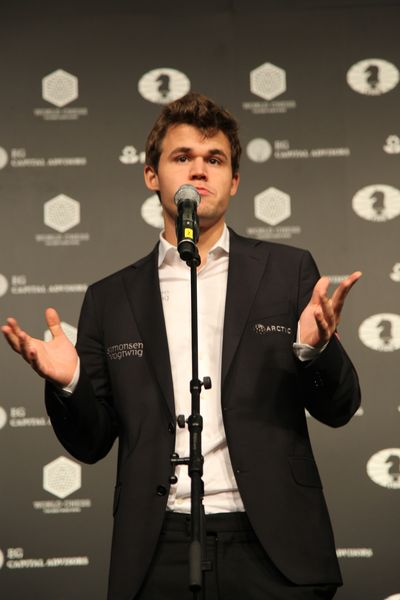
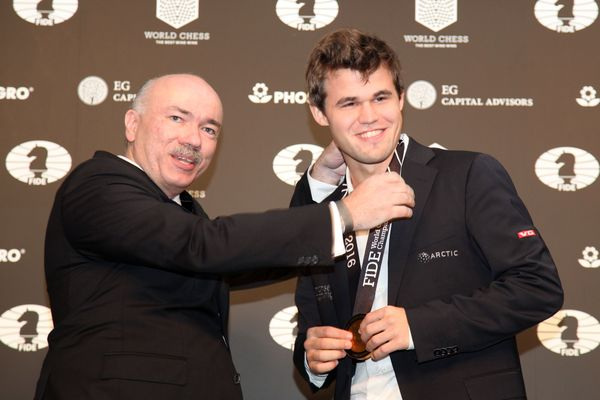
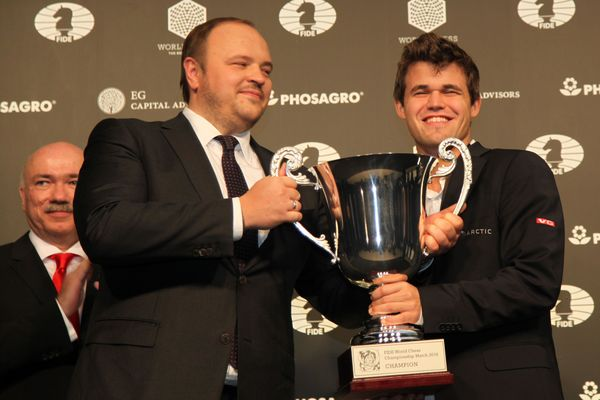
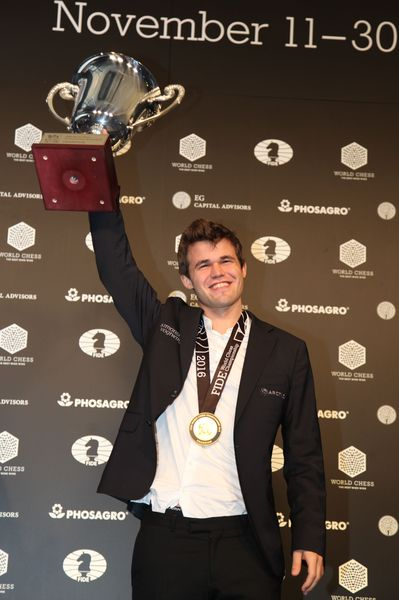
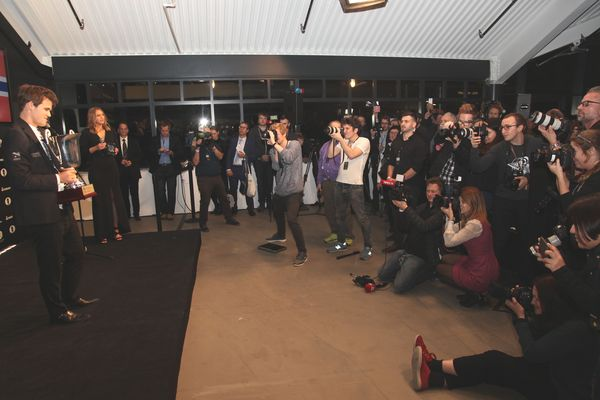
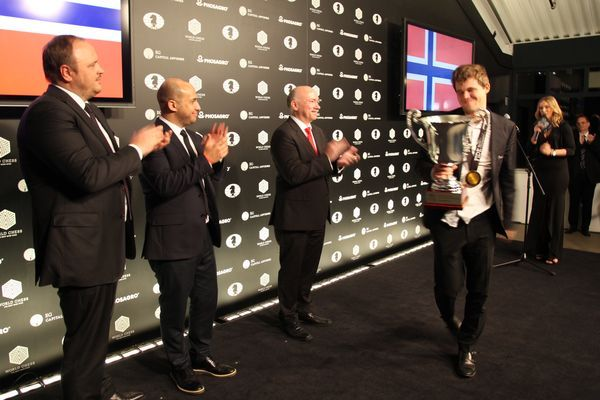

 Интервью Карякина RT после поединка с Карлсеном

## Комментарии, оценки и итоги матча
Помимо высокого коэффициента ничьих (10 ничьих в 12 основных играх), выбор дебютов был необычным: 10 из 16 сыгранных игр (включая тай-брейк) начались с одного из вариантов испанской партии.
Серия из семи ничьих была не самой длинной, которую открыл чемпионат мира. На чемпионате мира по шахматам в Нью-Йорке в 1995 году соревнования начались с серии из восьми ничьих.
Финал Кубка мира сопровождался огромным интересом. Официальный сайт просмотрели более 10 млн человек, 90 % с мобильных телефонов. Количество зрителей на сайте превысило 10 000, что является рекордом. О матче сообщили более 400 аккредитованных журналистов.
Давид Навара написал, что Карлсен заслужил титул, поскольку он был игроком номер 1 в мире в течение многих лет, но также и Карякин заслуживает похвалы за успешную демонстрацию того, что можно играть на равных с Карлсеном.
Гарри Каспаров прокомментировал победу Карлсена, сказав, что «чемпион мира Карякин был бы недоразумением». Также он отметил низкий уровень организации матча.
На послематчевой конференции Карякин сказал, что в тай-брейке он играл намного ниже своих возможностей и не смог использовать свою подготовку. Тем не менее он указал, что примет приглашение на следующий турнир претендентов, чтобы бороться за ещё один матч за титул, однако в ближайшем будущем он сосредоточится на своей личной жизни (его сын сделал первые шаги во время матча), которой он пренебрегал на протяжении всего матча.
То, как закончился матч — титул чемпиона мира по классическим шахматам был решён в серии партий в быстрые шахматы, вызвало некоторую критику со стороны Яссера Сейравана и бывшего чемпиона мира Анатолия Карпова, учитывая, что существует также титул чемпиона мира по быстрым шахматам. Говоря о формате матча во время послематчевой конференции, Карлсен подтвердил своё предпочтение другого формата (вероятно, формат нокаута, который он предложил в 2015 году), в то время как Карякин сказал, что он доволен форматом матча.
Из-за равного счёта в классической части матча Карлсен потерял 13 очков в рейтинге ФИДЕ в декабре 2016 года, а Карякин набрал 13 очков, достигнув рейтинга в 2785 очков. При этом Карлсен остался лучшим игроком в мире, опередив Фабиано Каруано на 17 очков, а Карякин поднялся с девятого на шестое место. Выигрыш в тай-брейке добавил Карлсену 12 очков, в результате чего он достиг наивысшего рейтинга в быстрых шахматах за всю его историю — 2906 очков, в то же время Карякин из-за проигрыша в тай-брейке потерял те же 12 очков, и его рейтинг в быстрых шахматах снизился до 2806.
После матча болельщики и шахматные эксперты дали Сергею Карякину прозвище «министр обороны», что сам Карякин воспринял как комплимент.
В 2019 году вышла книга американских авторов Льва Альбурта и Джона Крумиллера «Карлсен — Карякин. Матч за звание чемпиона мира по шахматам. Нью-Йорк-2016», в которой подробно разобраны все партии матча. Помощь авторам оказал Владимир Крамник, пояснявший ключевые моменты каждой партии. Русское издание книги снабжено предисловием Сергея Карякина.